# 2025
2025 (MMXXV) este anul curent al calendarul gregorian, care a început într-o zi de miercuri. Este al 2025-lea an de d.Hr., al 25-lea an din mileniul al III-lea și din secolul al XXI-lea, precum și al 6-lea an din deceniul 2020-2029
Este desemnat:
- Anul orașului Vilnius din Lituania, denumit Capitala verde a Europei.
- Anul orașelor Chemnitz din Germania, Nova Gorica din Slovenia și Gorizia din Italia, numite Capitale Europene ale Culturii.
- Anul orașului Liov din Ucraina, numit Capitală Europeană a Tineretului.
- Anul orașului Macao din China, numit Capitala culturală a Asiei de Vest.
- Mocha Mousse este aleasă culoarea anului 2025.

## Evenimente

### Ianuarie:

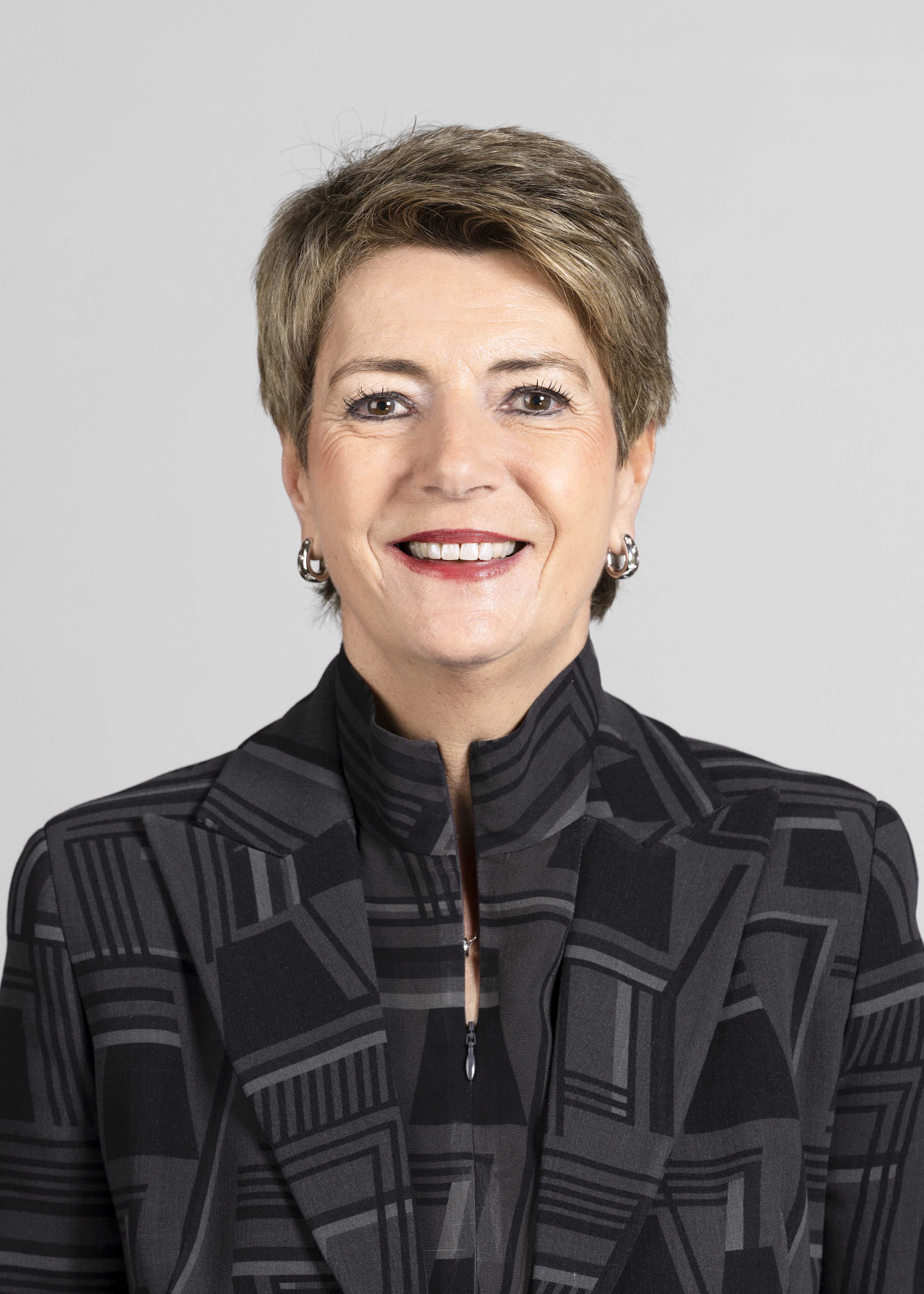
1 ianuarie 2025: Karin Keller-Sutter noul președinte al Elveției.

- 1 ianuarie: Pedeapsa capitală în Arabia Saudită: Arabia Saudită anunță execuția a șase cetățeni iranieni condamnați pentru contrabandă cu hașiș. La Teheran, Ministerul iranian de Externe l-a convocat pe ambasadorul saudit în semn de protest.
- 1 ianuarie: Bulgaria și România au aderat la Spațiul Schengen cu frontierele terestre.
- 1 ianuarie: Karin Keller-Sutter își începe mandatul de un an ca președinte al Elveției.
- 1 ianuarie: Retragerea armatei franceze din Africa de Vest: Relațiile Franța – Coasta de Fildeș: Președintele Coastei de Fildeș, Alassane Ouattara, anunță expulzarea planificată a armatei franceze din națiune, punând capăt deceniilor de prezență militară și alăturându-se fostelor colonii franceze Senegal, Ciad, Mali, Niger, Burkina Faso și Republicii Centrafricane în acest sens.
- 1 ianuarie: Cinci persoane au murit, mai multe sunt rănite și cel puțin 330 au fost arestați din cauza manipulării greșite a obiectelor pirotehnice în timpul sărbătorilor de Anul Nou în Germania.
- 1 ianuarie: Cinci persoane sunt ucise într-o înjunghiere în masă, când un fiu își ucide patru surori și mama în Lucknow, Uttar Pradesh, India.
- 1 ianuarie: Războiul Israel-Hamas: Invazia israeliană a Fâșiei Gaza: Atacurile aeriene israeliene peste Fâșia Gaza au ucis cel puțin 26 de palestinieni, inclusiv patru copii. Cel puțin alte zece sunt date dispărute și se crede că sunt îngropate sub dărâmături.
- 1 ianuarie: Drepturile LGBTQ în Liechtenstein: Liechtenstein devine a 39-a țară care a legalizat căsătoria între persoane de același sex.
- 1 ianuarie: Relațiile externe ale Mexicului: Serviciul de Administrare Fiscală din Mexic implementează noi tarife, inclusiv o taxă de 19% pentru mărfurile din țări fără acorduri comerciale internaționale cu Mexic și o taxă de 17% pentru articolele din Canada și Statele Unite sub anumite praguri de valoare.
- 1 ianuarie: Atacul armat din orașul Cetinje: Douăsprezece persoane sunt ucise și alte patru sunt rănite într-o serie de împușcături în orașul Cetinje din Muntenegru. Ulterior, făptuitorul se sinucide.
- 1 ianuarie: Un ofițer de poliție este ucis și alte patru persoane sunt rănite într-un atac cu un vehicul în timpul unei patrule în Nelson, Noua Zeelandă. Un suspect în vârstă de 32 de ani este arestat.
- 1 ianuarie: Controverse și critici Al Jazeera: Autoritatea Palestiniană suspendă emisiunile și operațiunile Al Jazeera în Palestina, acuzând rețeaua că se amestecă în afacerile interne și că răspândește incitare și dezinformare.
- 1 ianuarie: Polonia preia președinția Consiliului Uniunii Europene pentru următoarele 6 luni. Ședințele Consiliului pentru Afaceri Generale vor fi conduse de ministrul de externe Radosław Sikorski.
- 1 ianuarie: Disputa privind gazele dintre Rusia și Uniunea Europeană: Firma rusă de gaze Gazprom oprește exporturile de gaz natural rusesc prin conductele ucrainene, după ce Ucraina a refuzat să reînnoiască un acord de tranzit. Ungaria va continua să primească gaz rusesc prin conducta TurkStream.
- 1 ianuarie: Compania energetică de stat a Rusiei, Gazprom, își întrerupe alimentarea cu gaz în regiunea separatistă Transnistria, recunoscută internațional ca parte a Moldovei.
- 1 ianuarie: Războiul civil din Somalia: Misiunea de Sprijin și Stabilizare a Uniunii Africane înlocuiește Misiunea de Tranziție a Uniunii Africane ca misiune de menținere a păcii a Uniunii Africane în Somalia.
- 1 ianuarie: Atacul cu mașină din New Orleans: Un bărbat ucide 15 persoane și rănește alte 35 de persoane, inclusiv doi ofițeri de poliție, într-un atac cu împușcături și lovituri de vehicule pe Bourbon Street din New Orleans, Louisiana, Statele Unite, înainte de a fi împușcat. FBI spune că a găsit un steag al Statului Islamic în vehiculul suspectului.
- 1 ianuarie: Trei persoane au murit și alte douăzeci sunt rănite într-o explozie cu artificii la o casă din Honolulu, Hawaii, Statele Unite.
- 1 ianuarie: Explozia de la Trump International Hotel Las Vegas: Un Cybertruck Tesla a explodat în fața hotelului Trump International Las Vegas din Paradise, Nevada, Statele Unite, ucigând șoferul și rănind ușor alte șapte persoane. Poliția investighează în prezent dacă artificiile pe care le transporta camionul au făcut parte dintr-un complot terorist.
- 1 ianuarie: Unsprezece persoane sunt rănite în timpul în urma unei serii de împușcături în masă în afara unui club de noapte din Queens, New York, Statele Unite.
- 1 ianuarie: Agenții FBI anunță confiscarea a peste 150 de bombe cu țevi de casă și alte dispozitive explozive dintr-o casă din județul Isle of Wight, Virginia, Statele Unite, „cea mai mare confiscare după numărul de dispozitive explozive finite din istoria FBI”.
- 1 ianuarie: S-au născut primii copii ai cohortei demografice din lumea occidentală numită „Generația Beta”.
- 1 ianuarie: Ziua Domeniului Public: Romanul Adio, arme și personajele de desene animate Popeye și Tintin intră în domeniul public în Statele Unite.
- 2 ianuarie: Războiul Israel-Hamas: 11 persoane sunt ucise, inclusiv un șef al poliției, într-un atac aerian israelian asupra unei tabere de refugiați din al-Mawasi, la vest de Khan Younis din Gaza.
- 2 ianuarie: Războiul Israel-Hamas: Biroul premierului israelian Benjamin Netanyahu anunță că a aprobat o delegație la Doha, Qatar, pentru discuțiile de încetare a focului.
- 2 ianuarie: Paleontologie: Cel mai mare sit de urme de dinozaur ale Cetiosaurus și Megalosaurus datând din Jurasicul mijlociu de acum 166 de milioane de ani a fost descoperit într-o carieră din Oxfordshire.
- 2 ianuarie: Ministerul Educației din Siria a anunțat modificări de curriculum pentru toate clasele, etichetând Zenobia drept fictivă, eliminând istoria arameenilor, canaaniților și a zeităților antice și ștergând textele legate de curajul femeilor siriene și egalitatea de gen.
- 2 ianuarie: Războiul Civil Sirian: Invazia israeliană a Siriei: Avioane de război israeliene efectuează lovituri aeriene asupra fabricilor de apărare și a unui centru de cercetare din Al-Safira, Guvernoratul Alep, Siria.
- 2 ianuarie: Războiul Civil Sirian: Intervenția SUA în războiul civil sirian: Potrivit Observatorului Sirian pentru Drepturile Omului, forțele americane desfășoară un nou convoi în zonele controlate de Forțele Democratice Siriene din Kobani, Guvernoratul Alep, ca parte a operațiunilor de înființare a unei noi baze militare americane în nord-estul Siriei.
- 2 ianuarie: Războiul civil din Somalia: Intervenție militară împotriva Statului Islamic: Ofensive militare din Puntland înpotriva ISIS: Forțele din Puntland efectuează lovituri aeriene asupra ascunzătoarelor ISIL din Bari, Puntland, Somalia, după ce au anunțat o ofensivă militară împotriva ISIL și Al-Shabaab.
- 2 ianuarie: Atacul cu mașină din New Orleans: Christopher Raia, directorul adjunct al diviziei de combatere a terorismului FBI, spune că nu există „o legătură definitivă” între cei doi presupuși militari ai armatei americane autori ai atacurilor, Shamsud-Din Jabbar din New Orleans și Matthew Alan Livelsberger din Las Vegas.
- 2 ianuarie: Criza economică germană: Institutul de Cercetare Handelsblatt raportează că economia germană se află în „cea mai mare criză din istoria postbelică” după ce a estimat că economia va intra în al treilea an de recesiune în 2025, cu o contracție de 0,1%, după o contracție de 0,3% atât în 2023, cât și în 2024.
- 2 ianuarie: Un avion mic s-a prăbușit pe acoperișul unui depozit comercial din Fullerton, California, Statele Unite, provocând un incendiu, ucigând două persoane și rănind cel puțin 18 alte persoane.
- 2 ianuarie: Doi ofițeri au fost răniți în urma exploziei unui obiect necunoscut la un gard de poliție din Berlin-Wittenau; motivele pentru aceasta sunt încă neclare.
- 2 ianuarie: Relațiile Iran-Italia: Autoritățile italiene îl cheamă pe ambasadorul Iranului pentru a cere eliberarea reporterei Il Foglio Cecilia Sala, reținută la Teheran pentru presupuse încălcări legale.
- 2 ianuarie: Relațiile Siria-Ucraina: Președintele ucrainean Volodimir Zelenski a spus că Ucraina va promite sprijin guvernului de tranziție sirian.
- 2 ianuarie: Crizele politice din Venezuela: Guvernul președintelui venezuelean Nicolás Maduro oferă o recompensă de 100.000 de dolari pentru capturarea liderului opoziției în exil Edmundo González Urrutia, care susține că este gata să preia funcția de președinte legitim pe 10 ianuarie.
- 2 ianuarie: Președintele ecuadorian Daniel Noboa decretă suspendarea vicepreședintelui său, Verónica Abad, acuzând-o de dispreț și predarea funcțiilor sale către secretarul național de planificare, Sariha Moya. Noboa l-a numit deja pe Moya să-l înlocuiască pe Abad în noiembrie 2024, dar un judecător constituțional a anulat decretul în decembrie.
- 2 ianuarie: Parlamentul Ghanei previne o posibilă închidere a guvernului prin aprobarea unui buget provizoriu de 68,1 miliarde ₵ (4,65 miliarde dolari) pentru finanțarea operațiunilor guvernamentale până în martie, pe fondul tranziției la președinția lui John Mahama.
- 2 ianuarie: Curtea Constituțională a Indoneziei stabilește că pragul electoral de 20% pentru partidele politice pentru a desemna un candidat la președinție nu este obligatoriu din punct de vedere juridic, permițând eventual partidelor mai mici să participe la viitoarele alegeri prezidențiale fără a fi nevoie să formeze coaliții cu partide mai mari.
- 3 ianuarie: Războiul Civil Sirian: Ofensiva din Estul Alepului: Confruntările dintre Forțele Democratice Siriene (SDF) conduse de kurzi și armata națională siriană susținută de Turcia escaladează în apropierea barajului Tishrin din Guvernoratul Alep. Forțele aeriene turcești desfășoară și atacuri aeriene asupra pozițiilor SDF.
- 3 ianuarie: Războiul Civil Sirian: Intervenția SUA în războiul civil sirian: Secretarul de presă adjunct al Apărării al SUA, Sabrina Singh, spune că, în ciuda rapoartelor locale, armata americană „nu are niciun plan” să construiască o bază militară la Kobani, Guvernoratul Alep, care se află în prezent sub controlul Forțelor Democratice Siriene.
- 3 ianuarie: Criza haitiană: Războiul bandelor în Haiti: Un contingent de trupe de menținere a păcii din Guatemala și El Salvador sosesc în Port-au-Prince, Haiti, pentru a impune o misiune de securitate multinațională susținută de Națiunile Unite pentru a restabili ordinea în Port-au-Prince pe fondul creșterii violenței bandelor.
- 3 ianuarie: Criza Mării Roșii: Forțele de Apărare Israeliene raportează interceptarea unei rachete balistice și a unei drone lansate din Yemen.
- 3 ianuarie: Propunerea de achiziție a U.S. Steel de către Nippon Steel: Președintele american Joe Biden blochează o ofertă de cumpărare a japonezilor Nippon Steel pentru U.S. Steel.
- 3 ianuarie: Qatar Airways anunță reluarea zborurilor către Aeroportul Internațional Damasc din Siria începând cu 7 ianuarie, devenind prima companie aeriană internațională importantă care reia serviciul regulat către Siria de la începutul războiului civil sirian în 2011.
- 3 ianuarie: Furtuna de zăpadă nord-americană din ianuarie 2025: Serviciul Național de Meteorologie emite avertismente de furtună de zăpadă în Marea Câmpie centrală și o avertizare de lapoviță în Missouri, în așteptarea unor evenimente puternice de ploaie înghețată. Furtuna de iarnă începe să afecteze nord-vestul continental al Statelor Unite cu ninsori abundente.
- 3 ianuarie: Evacuările sunt ordonate în centrul Etiopiei din cauza tremurului vulcanic în creștere și a altor tulburări de la stratovulcanul Muntele Fentale, care a erupt ultima dată în secolul al XIX-lea.
- 3 ianuarie: Cel puțin douăsprezece persoane au murit și alte 30 sunt rănite după ce un autobuz care transporta turiști a căzut într-o râpă în apropierea Autostrăzii Panamericane dintre Pasto și Rumichaca din Departamentul Nariño, Columbia.
- 3 ianuarie: Compania de tehnologie a calității aerului IQAir raportează că Hanoi, Vietnam, are cea mai mare poluare a aerului dintre orice oraș de pe Pământ, cu niveluri de particule mici periculoase, cunoscute sub numele de PM2,5, măsurate la 266 de micrograme pe metru cub.
- 3 ianuarie: Relațiile Egipt-Siria: Egiptul interzice intrarea sirienilor din toate țările din întreaga lume, cu excepția celor care dețin permise de ședere temporare în scopuri non-turistice. Interdicția include și sirienii căsătoriți cu egipteni, cu excepția cazului în care obțin o autorizație de securitate.
- 3 ianuarie: Relațiile Germania-Siria, Relațiile Franța-Siria: Ministrul german de externe Annalena Baerbock și ministrul francez de externe Jean-Noël Barrot devin primii miniștri de externe ai Uniunii Europene care au călătorit la Damasc, Siria, după căderea regimului Assad pentru a discuta despre noi relații diplomatice cu Guvernul de tranziție sirian și societatea civilă siriană.
- 3 ianuarie: Criza legii marțiale din Coreea de Sud din 2024: Confruntarea din fața reședinței lui Yoon Suk Yeol: Anchetatorii și procurorii în materie de corupție efectuează o percheziție în reședința centrală a Seulului a președintelui sud-coreean Yoon Suk Yeol, recent acuzat de acuzatori, pentru al aresta pe Yoon pentru că a refuzat să răspundă la trei citații ale instanței. Raidul nu a reușit, deoarece Serviciul de Securitate Prezidențial a blocat intrarea ulterioară în reședință, ceea ce duce la un impas de mai multe ore.
- 3 ianuarie: Incidentul Estlink 2: Un tribunal districtual din Helsinki, Finlanda, respinge cererea de eliberare a petrolierului reținut Eagle S, suspectat că a deteriorat cablul de alimentare al submarinului Estlink 2 și că transporta petrol rusesc sancționat.
- 3 ianuarie: Crime de război în războiul civil sirian: Guvernul sirian îl arestează pe Aws Salloum, cunoscut drept „Îngerul morții” din închisoarea Sednaya. Salloum este acuzat de multiple crime și abuzuri asupra prizonierilor de la Sednaya, inclusiv uciderea lui Mazen al-Hamada.
- 3 ianuarie: Un suspect este arestat la Rotterdam, Olanda, pentru că a împușcat și ucis trei bărbați între 21 decembrie și 2 ianuarie. Victimele au fost alese la întâmplare.
- 3 ianuarie: Alegerile pentru Camera Reprezentanților din 2025 a Statelor Unite: Camera Reprezentanților Statelor Unite, compusă din 219 republicani și 215 democrați, îl realege pe Mike Johnson în funcția de președinte al Camerei în locul liderului în exercițiu al minorității, Hakeem Jeffries.
- 3 ianuarie: Următoarele alegeri prezidențiale din Ucraina: Președintele ucrainean Volodimir Zelenski spune că țara nu va organiza alegeri prezidențiale atâta timp cât țara este sub legea marțială, chiar dacă Rusia o pune ca o precondiție pentru negocieri.
- 3 ianuarie: SpaceX lansează cu succes satelitul de comunicații Thuraya 4-NGS al Agenției Spațiale din Emiratele Arabe Unite printr-o rachetă Falcon 9 de la Stația Forțelor Spațiale Cape Canaveral, Florida, Statele Unite.
- 4 ianuarie: Invazia Rusiei în Ucraina: Un corespondent de război pentru ziarul rus Izvestia a fost ucis într-un atac cu dronă ucraineană în Regiunea Donețk.
- 4 ianuarie: Invazia Rusiei în Ucraina: Forțele Armate Ruse susțin că au doborât opt rachete americane ATACMS lansate de Ucraina și promite să se răzbune.
- 4 ianuarie: Criza din Haiti: Relațiile Guatemala-Haiti: Războiul bandelor în Haiti: Alte 75 de trupe ale armatei guatemalene sosesc în Haiti, alăturându-se celor 75 care au sosit ieri, pentru a combate escaladarea violenței bandelor.
- 4 ianuarie: Războiul Israel-Hamas: Invazia israeliană a Fâșiei Gaza: Cel puțin 70 de palestinieni au fost uciși și alți 14 sunt dispăruți în atacurile aeriene israeliene asupra orașului Gaza și a lui Khan Younis în Fâșia Gaza.
- 4 ianuarie: Conflictul Kivu: Ofensiva M23: Rebelii M23 au capturat orașul strategic Katale din Teritoriul Masisi, Provincia Nord-Kivu, Republica Democrată Congo.
- 4 ianuarie: Criza anglofonă: Bărbați înarmați din Nigeria ucid cel puțin cinci soldați camerunezi și îi rănesc pe alții în Bakinjaw, Provincia de Sud-Vest, Camerun.
- 7 ianuarie: Incendiile din California din 2025: Incendiile din California de Sud din ianuarie 2025: Un excepțional vânt din Santa Ana, care a atins forța uraganului în unele locații din sudul Californiei, Statele Unite ale Americii, care provoacă mai multe întreruperi de curent și izbucniri de incendii de vegetație, inclusiv un incendiu de vegetație care se răspândește rapid de peste 2.900 de acri în Comitatul Los Angeles, care provoacă mai multe arsuri și obligă 30.000 de oameni să evacueze.

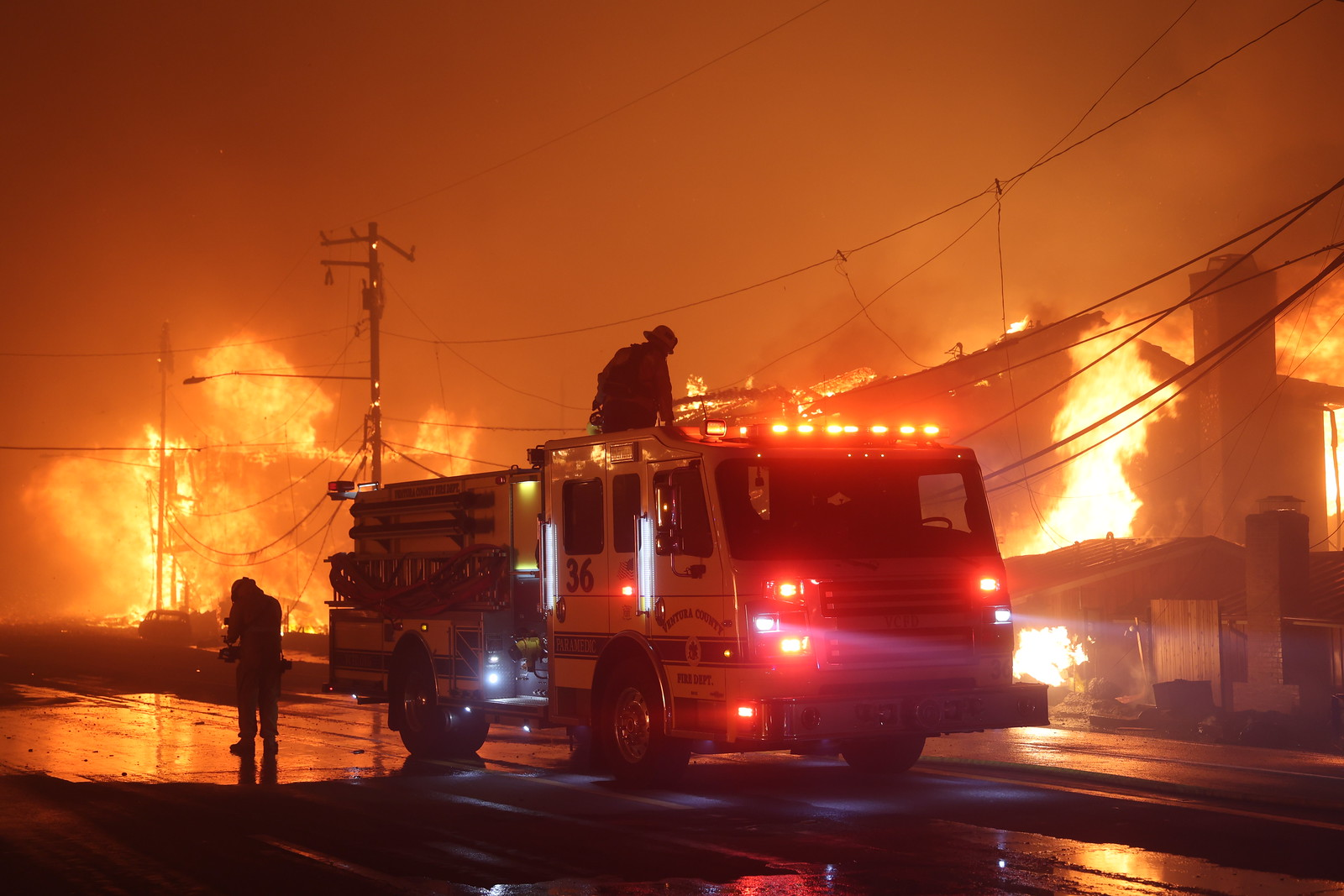
Incendiile din California

- 8 ianuarie: Incendiile din California din 2025: Incendiile din California de Sud din ianuarie 2025: Incediul din Pacific Palisades: Incendiul Eaton: Incendiul Hurst: Peste 100.000 de oameni sunt evacuați din apropierea incendiilor din cartierele Pacific Palisades și Hollywood din Los Angeles și Altadena, California, Statele Unite, care au ars peste 3.000 de acri, agravate de o furtună extremă în curs de desfășurare și de condiții de secetă. Cinci persoane au fost ucise, alte zeci au fost rănite și aproximativ 1.000 de structuri au fost distruse.
- 8 ianuarie: Incendiile din California din 2025: Incendiile din California de Sud din ianuarie 2025: Conducta CALNEV care conectează rafinăriile de petrol din sudul Californiei de Comitatul Clark, se oprește din cauza întreruperilor de curent, întrerupând temporar alimentarea cu benzină către Las Vegas și baza aeriană Nellis. Conducta Kinder Morgan SFPP care leagă sudul Californiei de Phoenix, Arizona, se închide și ea.
- 9 ianuarie: Incendiile din California din 2025: Incendiile din California de Sud din ianuarie 2025: Cel puțin șase oameni sunt uciși din cauza răspândirii incendiilor de vegetație în județul Los Angeles, Statele Unite. Incendiul Kenneth a intrat în Woodland Hills, adăugând încă 179.000 de persoane care au primit ordine de evacuare.
- 10 ianuarie: Incendiile din California din 2025: Incendiile din California de Sud din ianuarie 2025: Pe fondul incendiilor de vegetație în desfășurare, autoritățile din județul Los Angeles, impun o stare de urgență și anunță desfășurarea Gărzii Naționale din California pentru a proteja casele din zonele evacuate de jaf. Departamentul de Sănătate și Servicii Umane al Statelor Unite emite o urgență de sănătate publică pentru California, ca răspuns la rănile și impactul asupra sănătății mintale cauzate de incendiile în desfășurare.
- 11 ianuarie: Incendiile din California din 2025: Incendiile din California de Sud din ianuarie 2025: Cel puțin 939 de deținuți SDSR sunt desfășurați pentru a lupta cu incendiile în desfășurare în Comitatul Los Angeles. Numărul de decese în incediile de vegetație din California crește la 16.
- 12 ianuarie: Incendiile din California din 2025: Incendiile din California de Sud din ianuarie 2025: Guvernatorul Californiei, Gavin Newsom, afirmă că incendiile în curs de desfășurare care au impact asupra Comitatului Los Angeles ar putea deveni cel mai grav dezastru natural din istoria Americii „în ceea ce privește amploarea”, pe fondul pagubelor estimate în prezent de peste 135 de miliarde de dolari. Numărul morților în incendiile de pădure crește la 24. Oficialii spun că Incendiul Kenneth a fost oprit.
- 13 ianuarie: Incendiile din California din 2025: Incendiile din California de Sud din ianuarie 2025: AccuWeather a publicat o estimare preliminară a pierderilor fizice și economice totale cauzate de incendiile în desfășurare în California de Sud, între 250 și 275 de miliarde de dolari, o cifră care se atribuie valorilor excepțional de ridicate ale proprietăților din Santa Monica și din apropiere, care ar depăși estimările lor privind costurile întregului sezon de incendii din Statele Unite din 2020, la fel ca Uraganul Helene din 2024.
- 16 ianuarie: Au loc alegerile generale din Vanuatu.
- 18 ianuarie: 77 de oamenii au fost uciși într-o explozie a unei cisterne combustibilă în nord-vestul Nigeriei.
- 19 ianuarie-20 ianuarie: Are loc o interdicție la platforma TikTok și alte produse a companiei   ByteDance în Statele Unite ale Americii. Însă după doar 14 ore, platforma TikTok și aplicația de editare CapCut sunt iar accesibile.

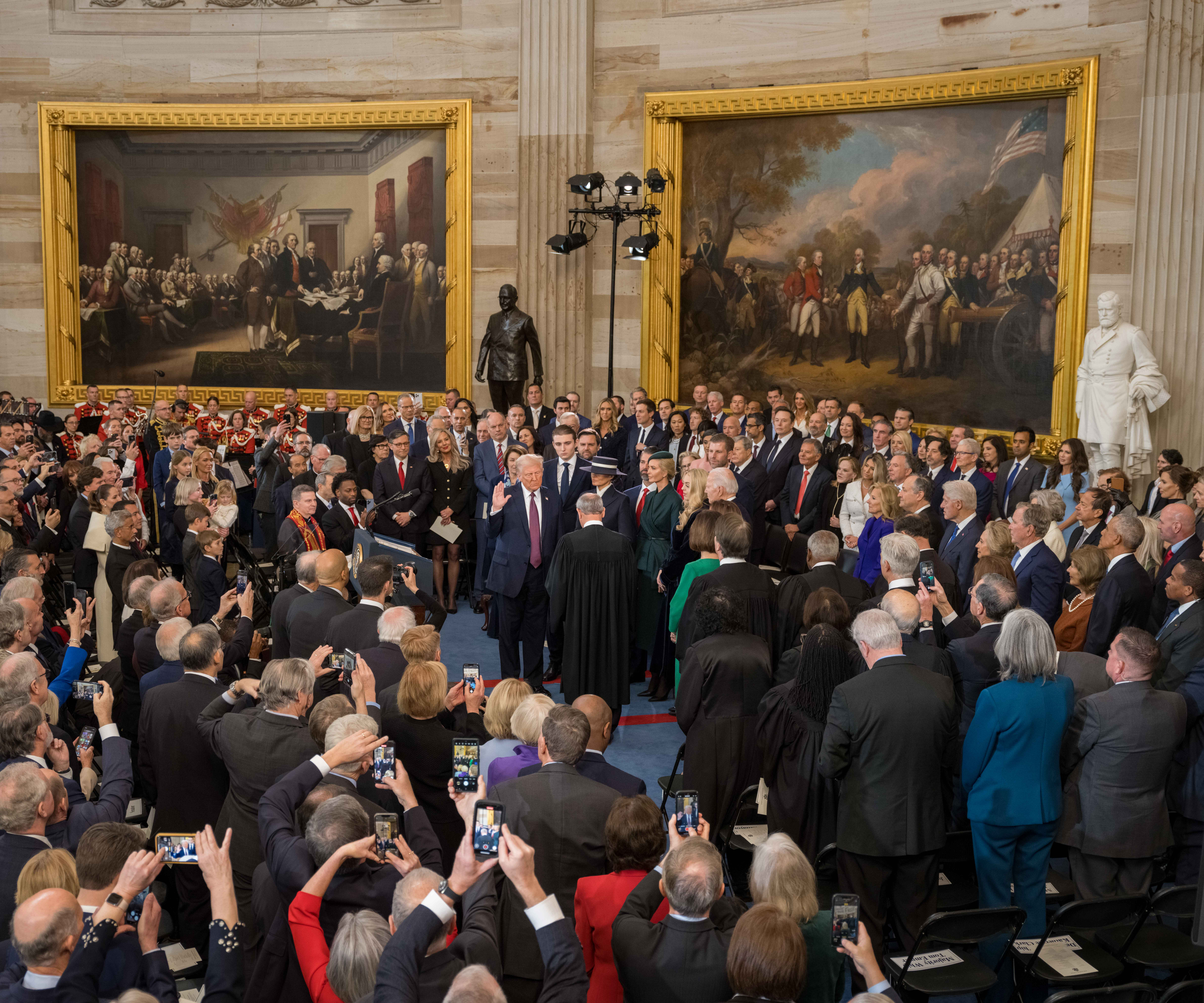
Donald Trump depune jurământul ca cel de-al 47-lea președinte al SUA.

- 20 ianuarie: Donald Trump a fost învestit în funcția de Președinte al Statelor Unite ale Americii, iar J.D. Vance a fost învestit în funcția de vicepreședinte
- 22 ianuarie: Thailanda devine a 40-a țară care legalizează casătoriile de aceelași sex și prima din Sud-Estul Asiei.

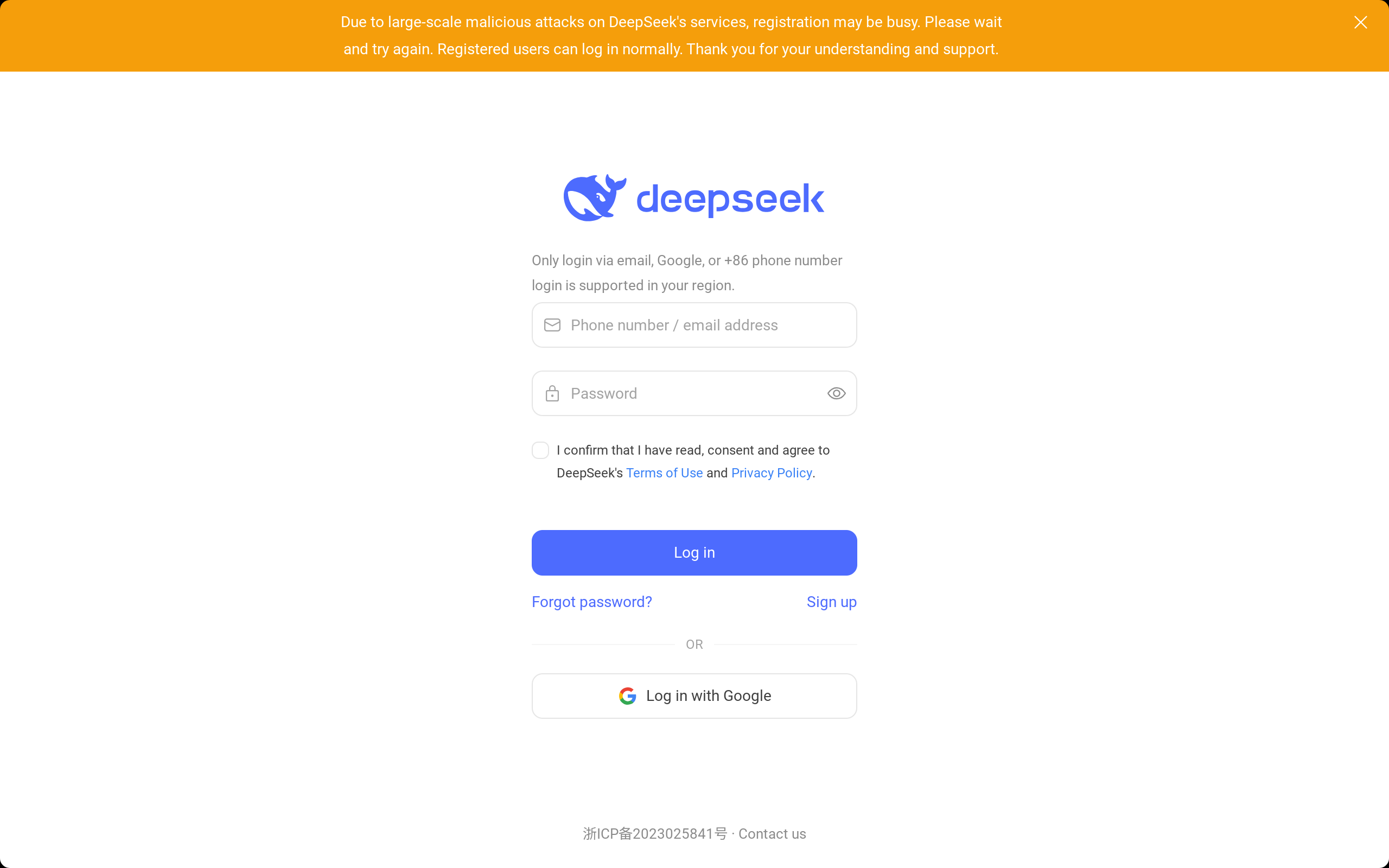
DeepSeek - pagina de logare

- 23 ianuarie: Micheál Martin este reales prim-ministru (Taoiseach) al Irlandei pentru un al doilea mandat neconsecutiv.
- 24 ianuarie: Furtuna Eowyn 2025: Furtuna Eowyn lovește Irlanda și Regatul Unit. Viteze record ale vântului, de 183 km/oră, sunt înregistrate în Irlanda, în timp ce peste un milion de case au rămas fără electricitate.
- 25 ianuarie: Primul tur al alegerilor prezidențiale din Grecia 2025 are loc fără ca niciun candidat să obțină majoritatea.
- 26 ianuarie: Au loc alegerile prezidențiale din Belarus, 2025, iar actualul președinte Aleksandr Lukașenko câștigă alegerile împotriva lui Serghey Syrankov cu 87%, fiind reales pentru un nou mandat ca președinte a Belarusului.
- 27 ianuarie: Cotele tehnologice globale scad brusc ca răspuns la DeepSeek , un concurent chinez al ChatGPT de la OpenAI. Gigantul de cipuri Nvidia pierde aproape 600 miliarde de dolari din valoarea sa, cea mai mare scădere pentru o singură companie din istoria bursei americane.
- 29 ianuarie: Zborul American Eagle 5342: un Bombardier CRJ700 cu 64 de pasageri la bord, se ciocnește în aer cu un elicopter Black Hawk al Armatei Statelor Unite cu trei ocupanți la bord , în Washington, D.C., Statele Unite ale Americii. Nu există supraviețuitori.
- 29 ianuarie: Ahmad al-Sharaa este numit de-al 20-lea președinte al Siriei, după un post vacant de o lună după căderea regimului Assad.
- 31 ianuarie: Al doilea tur al alegerilor prezidențiale din Grecia 2025 are loc pe această dată , dar din nou nimeni nu obține majoritatea iar turul al 3-lea va avea loc pe 6 februarie.

### Februarie

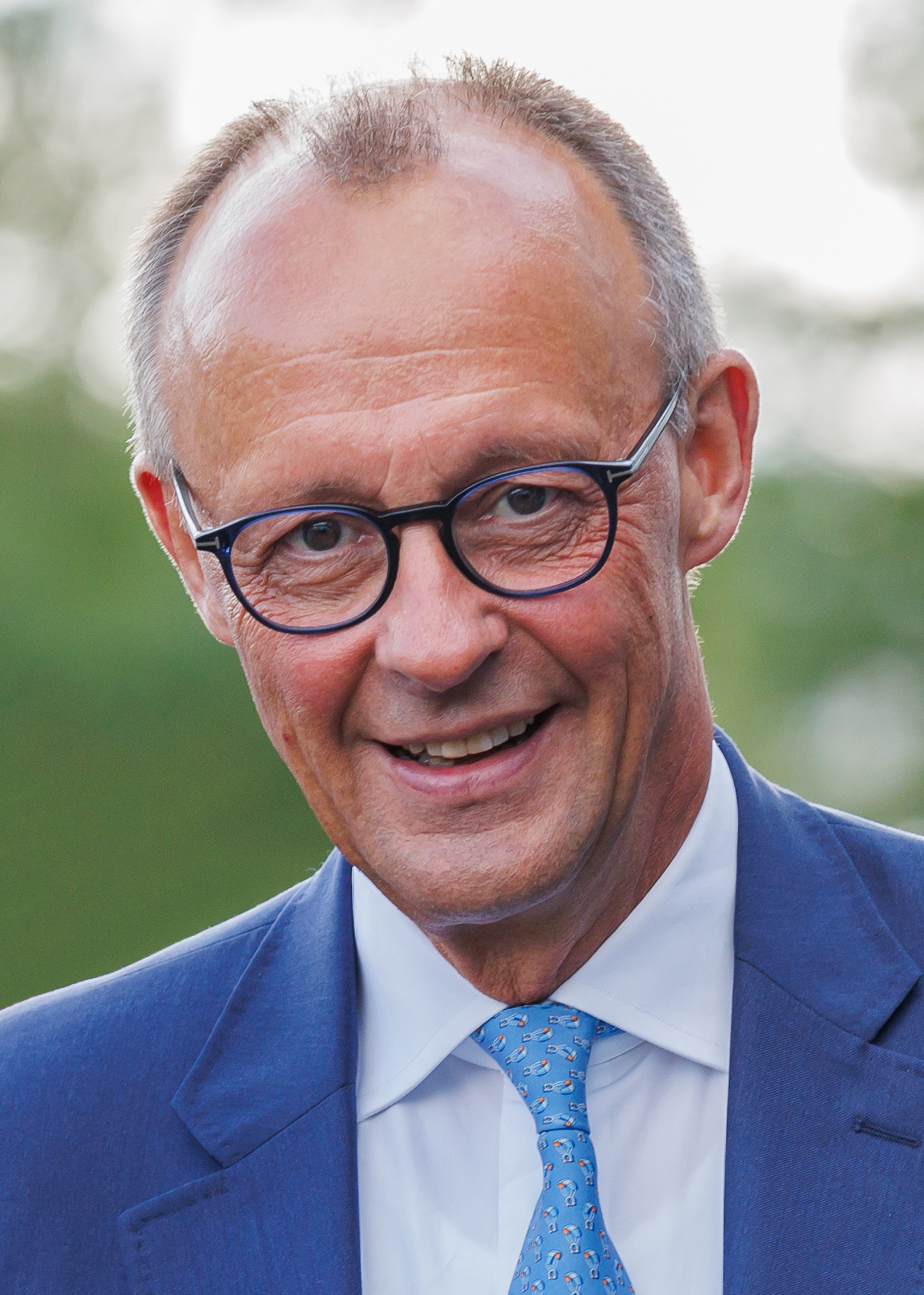
Friedrich Merz (CDU/CSU) - Câștigătorul alegerilor federale organizate în Germania (23 februarie 2025)

- (începutul lunii:) Cutremurele din Santorini
- 1 februarie: Președintele al Statele Unite ale Americii, Donald Trump impune un tarif de 10% la importurile din China.
- 4 februarie: Războiul Comercial SUA-China 2025: China anunță controale la export și majorarea tarifelor la anumite importuri americane ca răzbunare pentru impunerea de taxe vamale de către Donald Trump la mărfurile chinezești.
- 4 februarie: Cel puțin 11 persoane sunt ucise (inclusiv făptuitorul) iar alte 15 sunt rănite după ce un bărbat înarmat deschide focul într-un centru de educație pentru adulți din Orebo , Suedia, cea mai mortală împușcătură în masă din istoria țării.
- 4 februarie: Președintele american, Donald Trump, anunță că Statele Unite ale Americii vor prelua controlul asupra Fâșiei Gaza printr-un acord cu Israelul și că armata SUA va fi responsabilă de reconstrucția Gazei.
- 6 februarie: Are loc al 3-lea tur al alegerilor prezidențiale din Grecia 2025, dar din nou nu s-a putut decide un câștigător al alegerilor așa că se va face un al 4-lea tur pe 12 februarie.
- 9 februarie: Au loc alegerile generale din Ecuador.
- 9 februarie: Au loc alegerile generale din Liechtenstein.
- 10 februarie: Klaus Iohannis, președintele României, își dă demisia într-un discurs din Palatul Cotroceni, făcându-l primul președinte român care își dă demisia după revoluție. Noul președinte interimar va fi Ilie Bolojan.

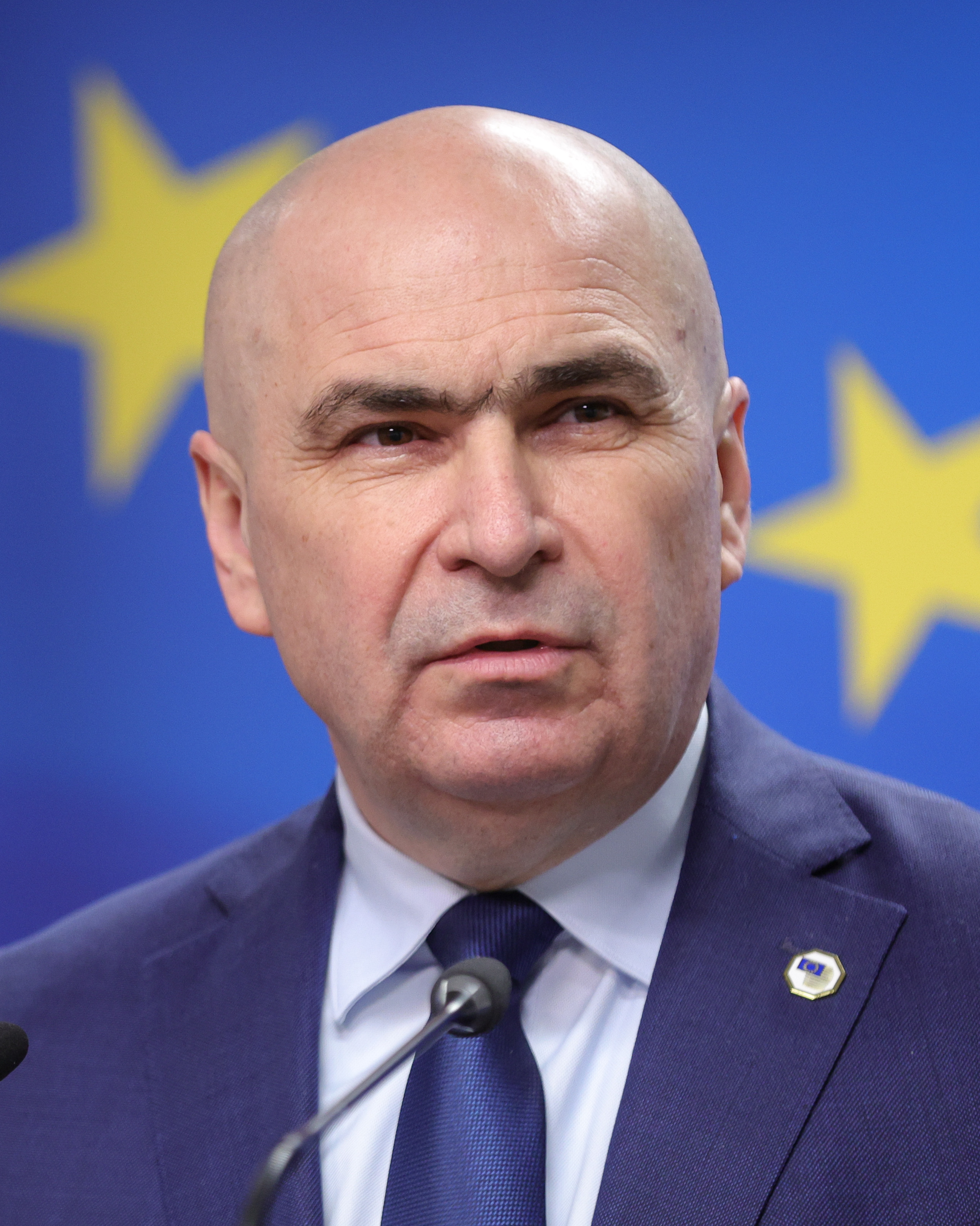
Ilie Bolojan - Președinte interimar al României din 12 februarie 2025

- 10 februarie: Președintele Statelor Unite ale Americii, Donald Trump, impune un tarif de 25% pentru toate importurile din oțel și aluminiu, fără scutiri.
- 11 februarie: Este lansat jocul de strategie pe ture Sid Meier's Civilization VII pe PC, PlayStation 5 și Xbox Series X/S.
- 11 februarie: Ilie Bolojan preia interimatul președinției României după plecarea din funcție al lui Klaus Iohannis.
- 12 februarie: Konstantinos Tasoulas devine noul președinte ales al Greciei de către Parlament Elenic.
- 18 februarie: Vladimir Putin anunță că Rusia și SUA au fost de acord să-și refacă relațiile diplomatice la trei ani de la invazia rusă a Ucrainei, urmată de sancțiunile occidentale. Un summit ruso-american care a durat 4 ore a fost desfășurat la Riad.
- 18 februarie: În Egipt este confirmată descoperirea mormântului faraonului Tutmose al II-lea. Găsit în 2022, este considerat primul mormânt regal descoperit de la cel al faraonului Tutankhamon în 1922.
- 23 februarie: Alegerile federale din Germania sunt câștigate de partidele creștin-democrate de centru dreapta „Uniunea” CDU/CSU. Liderul formațiunii, Friedrich Merz, este considerat potențial cancelar. Alternativa pentru Germania, partid naționalist eurosceptic și anti-imigrație, se situează pe locul 2, cu 19%. Partidul Social Democrat condus de cancelarul Olaf Scholz pierde alegerile, situându-se pe locul 3.
- 25 februarie: Un avion Antonov An-26 al aviației sudaneze se prăbușește lângă baza aeriană Wadi Seidna Air Base. Toți cei 17 pasageri și piloții mor, pe lângă alte 29 de persoane aflate la sol.

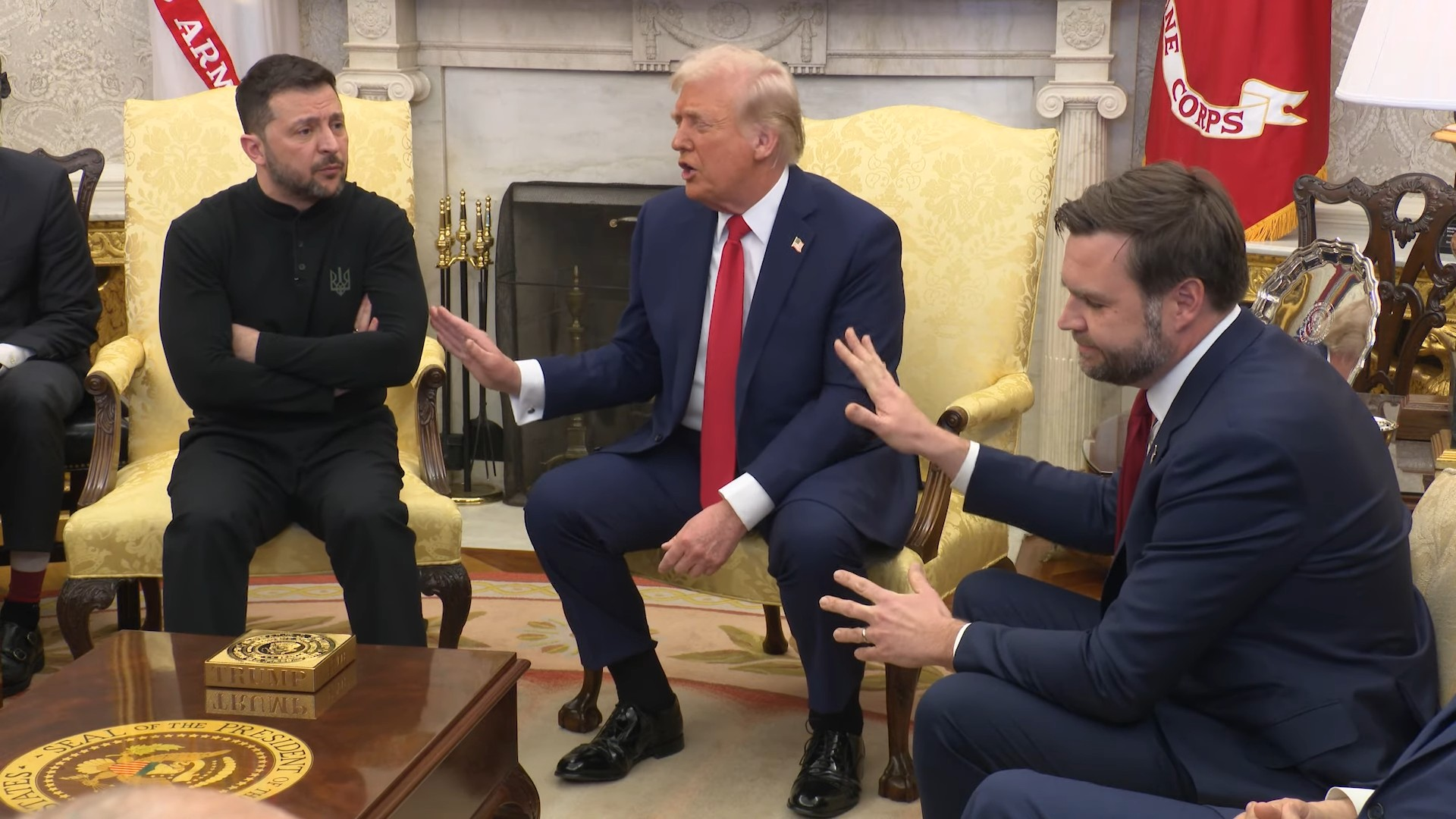
Președintele american Donald Trump și vicepreședintele JD Vance, într-o discuție aprinsă cu președintele ucrainean Volodimir Zelenski în Biroul Oval, Casa Albă

- 26 februarie: Fostul candidat prezidențial independent și câștigător al primului tur al alegerilor prezidențiale din 2024, Călin Georgescu, este audiat și pus sub control judiciar pentru 60 zile. Procuratura Generală a României a reținut 18 suspecți într-un dosar în care au fost aduse acuzații împotriva fostului candidat la președinție Călin Georgescu pentru șase infracțiuni.Inculpații sunt în arest preventiv timp de 30 de zile, sub suspiciunea de tentativă de subminare a ordinii constituționale, încălcarea reglementărilor privind depozitarea armelor și munițiilor și incitare. Au fost emise mandate de arestare în lipsă pentru mercenarul Horatiu Potra și fiul său.
- 28 februarie: Are loc întâlnirea dintre președintele SUA Donald Trump și președintele ucrainean Volodimir Zelenski de la Casa Albă. După o discuție aprinsă, Zelenski refuză să semneze acordul privind cedarea resurselor metalurgice în valoare de 350 miliarde de dolari către SUA.

### Martie

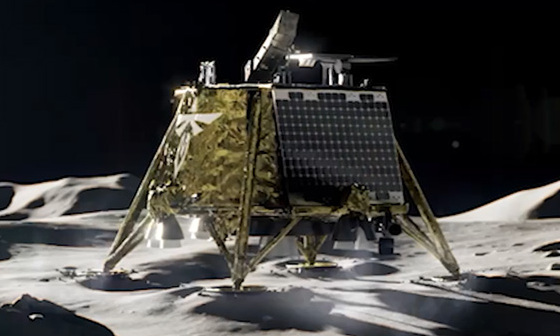
Blue Ghost Mission 1

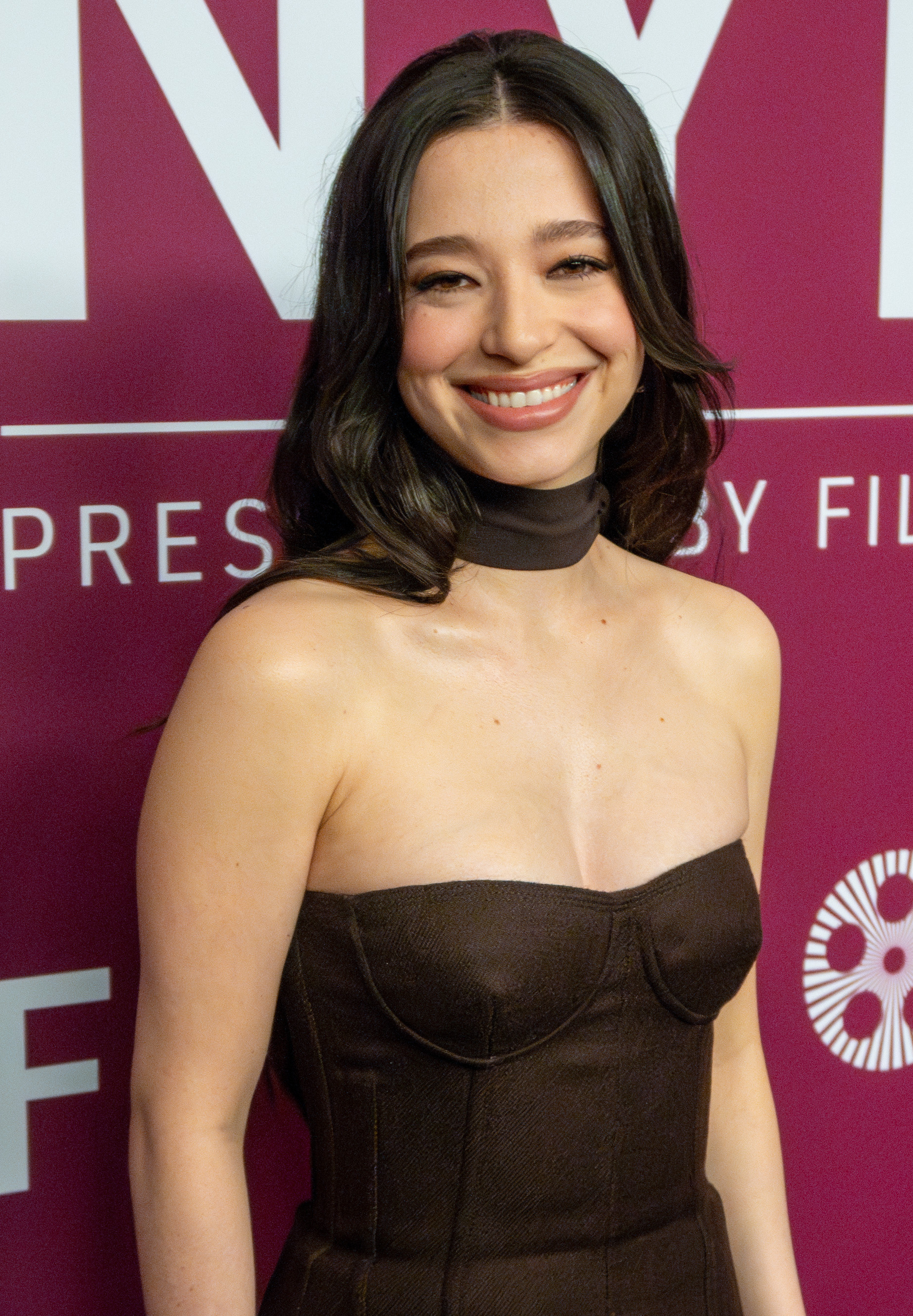
Mikey Madison din „Anora”, filmul premiat la Oscar

- 1 martie - Protest AUR pentru demiterea Guvernului Ciolacu și reluarea turului doi al alegerilor prezidențiale.
- 1 martie - Se desfășoară Summitul de la Londra privind ajutorarea Ucrainei. Este înființată „Coaliția Bunăvoinței a Europei” prin care 18 state membre NATO semnează garanții de securitate pentru Ucraina.  Keir Starmer, premierul Marii Britanii, și președintele francez Emmanuel Macron intenționează să pregătească un plan de pace pentru Ucraina. Marea Britanie oferă 5.000 de sisteme antiaeriene 2,42 miliarde de euro din activele rusești înghețate pentru Kiev, iar sancțiunile împotriva regimului putinist de la Moscova sunt intensificate. Ursula von der Leyen militează pentru reînarmarea Europei împotriva amenințării ruse. [1]

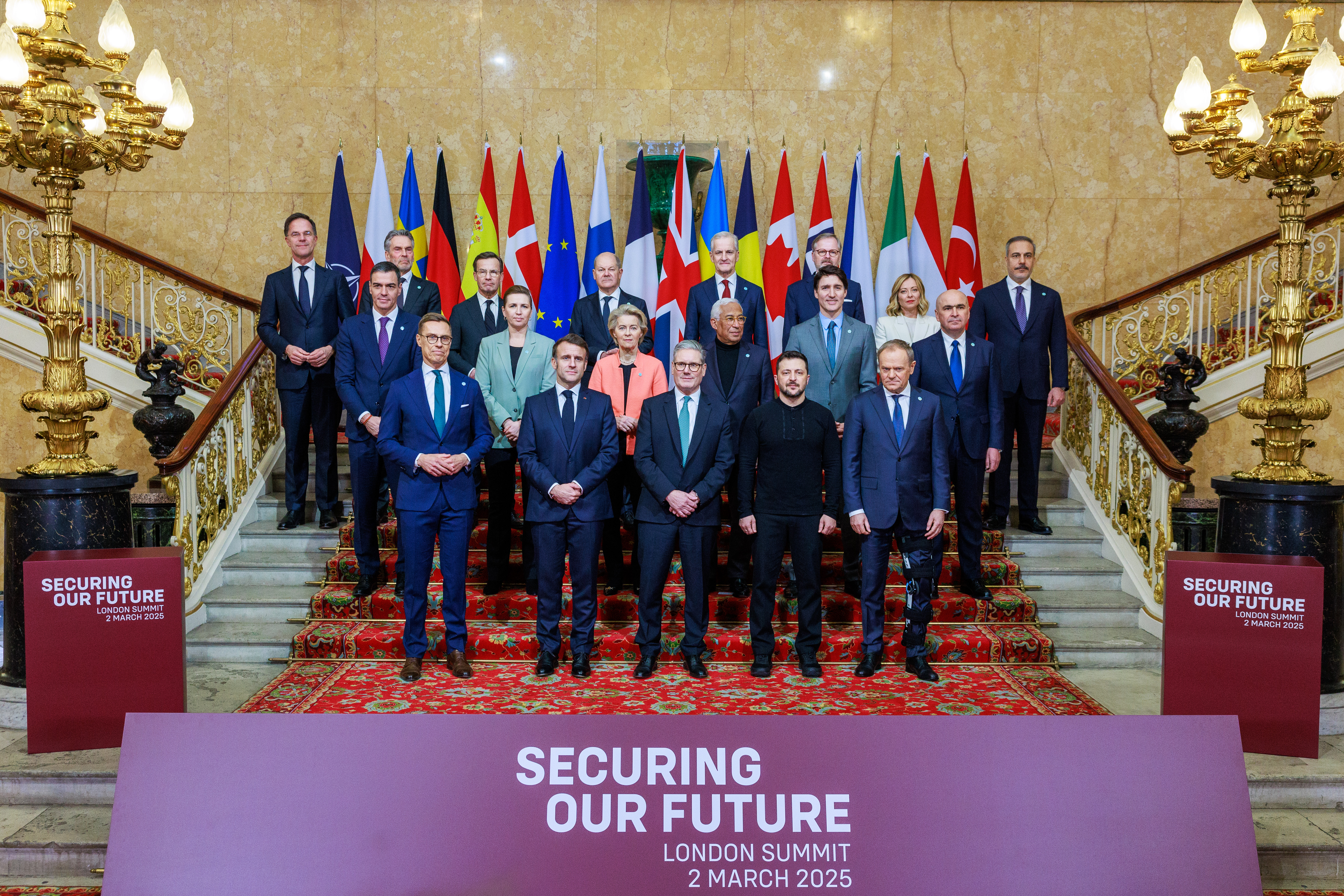
Liderii europeni la Summitul de la Londra, 1 martie 2025

- 2 martie - Firefly Aerospace a devenit prima companie comercială care a lansat o misiune spațială pe Lună. Robotul spațial Blue Ghost Mission 1 a ajuns la destinație, fără dificultăți tehnice, în bazinul „Mare Crisium” de pe Lună.
- 2 martie - Anora, un film despre viața unei lucrătoare sexuale, primește Premiul Oscar pentru cel mai bun film al anului 2024, iar Mike Madison din rolul protagonistei  câștigă premiul pentru „cea mai bună actriță în rol principal”. Actorul Adrien Brody obține premiul pentru „cel mai bun actor în rol principal” după prestația sa în „The Brutalist”.
- 5 martie - președintele CCR, Marian Enache, s-a întâlnit cu ambasadorul Franței la București, Nicolas Warnery, având discuții despre cooperarea strânsă în domeniul juridic și constituțional dintre România și Franța.[2][3]
- 9 martie - candidatura lui Călin Georgescu a fost respinsă pentru nerespectarea procedurilor electorale, comportamentul său la alegerile anterioare și pentru respectarea hotărârii Curții Constituționale din 6 decembrie 2024.[4][5][6]
- 28 martie – un cutremur cu magnitudinea de 7,7 a lovit Myanmarul, cutremurul resimțindu-se și în Thailanda. Bilanțul până pe 29 martie crescând la 1,644 de morți și 3,408 de răniți.[7]

### Aprilie
- 28 aprilie - A avut loc o întrerupere majoră a curentului electric în Peninsula Iberică și în părți din sudul Franței, care a afectat Andorra, Portugalia, Spania și sudul Franței.

### Mai
- 3 mai - Alegeri federale în Australia: Partidul Laburist aflat la guvernare, condus de Anthony Albanese, câștigă realegerea, obținând o majoritate sporită. [8][9]
- Alegeri generale în Singapore: Partidul Acțiunii Populare, condus de Lawrence Wong, câștigă realegerea cu o victorie categorică, păstrând un guvern cu supermajoritate. [10]
  - Proteste în Mali: Sute de manifestanți se adună în Bamako, Mali, pentru a protesta față de propunerea guvernului de a dizolva partidele politice și de a prelungi mandatul președintelui Assimi Goïta cu 5 ani.  [11] Protestele marchează primele manifestații pro-democrație din țară de la preluarea puterii de către regim în 2021.
- 6 mai - Friedrich Merz este ales Cancelar al Germaniei în al doilea tur al votului parlamentar, la doar câteva ore după ce fusese înfrânt în primul tur – o premieră în istoria Germaniei de după Al Doilea Război Mondial. [12][13][14]
  - Conflictul India–Pakistan: India lansează mai multe rachete pe teritoriul pakistanez, ca răspuns la atacul din Pahalgam  produs cu două săptămâni în urmă. [15]
- 7 mai–8 mai – Conclavul papal din 2025: Cei 133 de cardinali electori îl aleg pe Robert Francis Prevost ca succesor pentru Papa Francisc, în al patrulea tur de scrutin. Acesta ia numele de Papa Leon al XIV-lea, devenind primul papă din America de Nord, primul cu cetățenie peruană sau americană și primul din Ordinul Sfântului Augustin. [16][17]

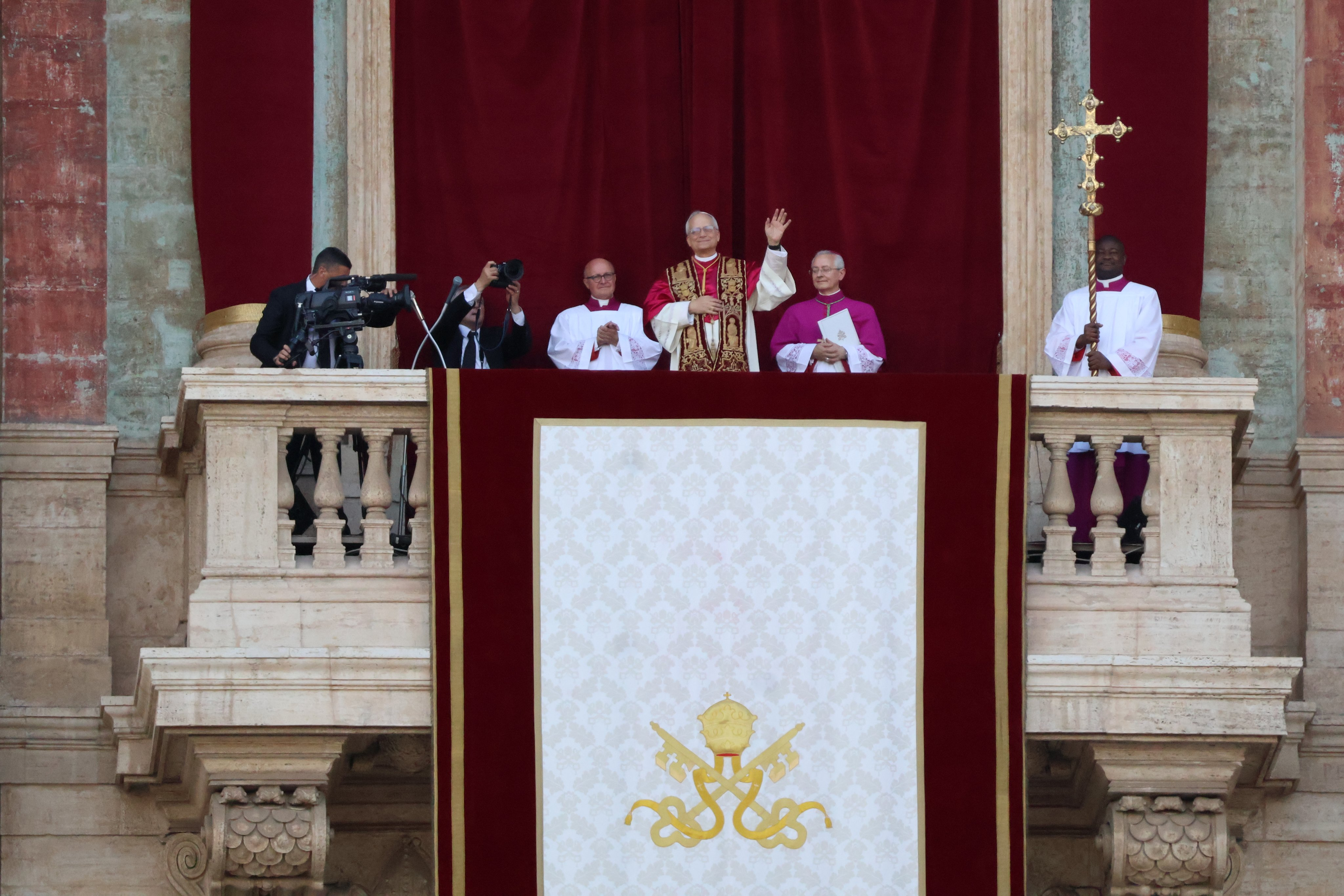
Papa Leon al XIV-lea, din loggia Bazilicii Sf. Petru, salultă credincioșii în prima sa apariție publică

- 9 mai–25 mai – Campionatul Mondial de Hochei pe Gheață 2025 are loc în Stockholm, Suedia și Herning, Danemarca. [18]
- 11 mai – Alegeri parlamentare în Albania : Partidul Socialist aflat la guvernare, condus de Edi Rama, câștigă realegerea, menținând o majoritate parlamentară. [19]
- 12 mai - Au loc alegerile generale în Filipine. [20]
  -     - Partidul Muncitorilor din Kurdistan (PKK) își anunță autodizolvarea, după ce anterior a declarat o încetare a focului cu Turcia. [21]
- 13 mai–17 mai – Concursul Muzical Eurovision 2025 are loc în Basel, Elveția; reprezentantul Austriei, JJ, câștigă cu piesa „Wasted Love”.  [22]
- 18 mai - Alegeri legislative în Portugalia: Partidul Social Democrat (aflat la guvernare), condus de Luís Montenegro, câștigă o pluralitate, dar nu reușește să obțină majoritate.

George Simion (AUR) versus Nicușor Dan (independent), într-o dezbatere electorală organizată la Euronews România

- Alegeri prezidențiale în România, 2025: După ce au fost anulate Alegeri prezidențiale în România, 2024, primarul Bucureștiului, Nicușor Dan, câștigă în turul al doilea, fiind al 6-lea președinte ales al României, învingându-l pe George Simion.[23]

### Iunie

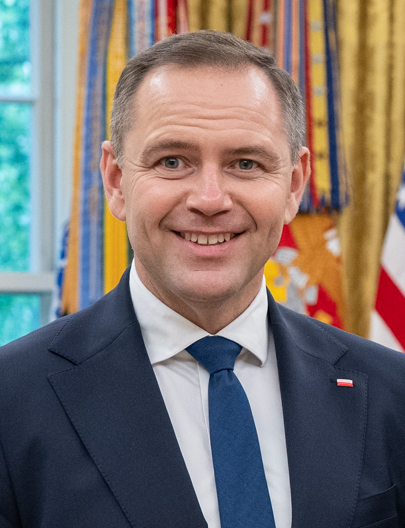
Karol Nawrocki, noul președinte ales al Poloniei

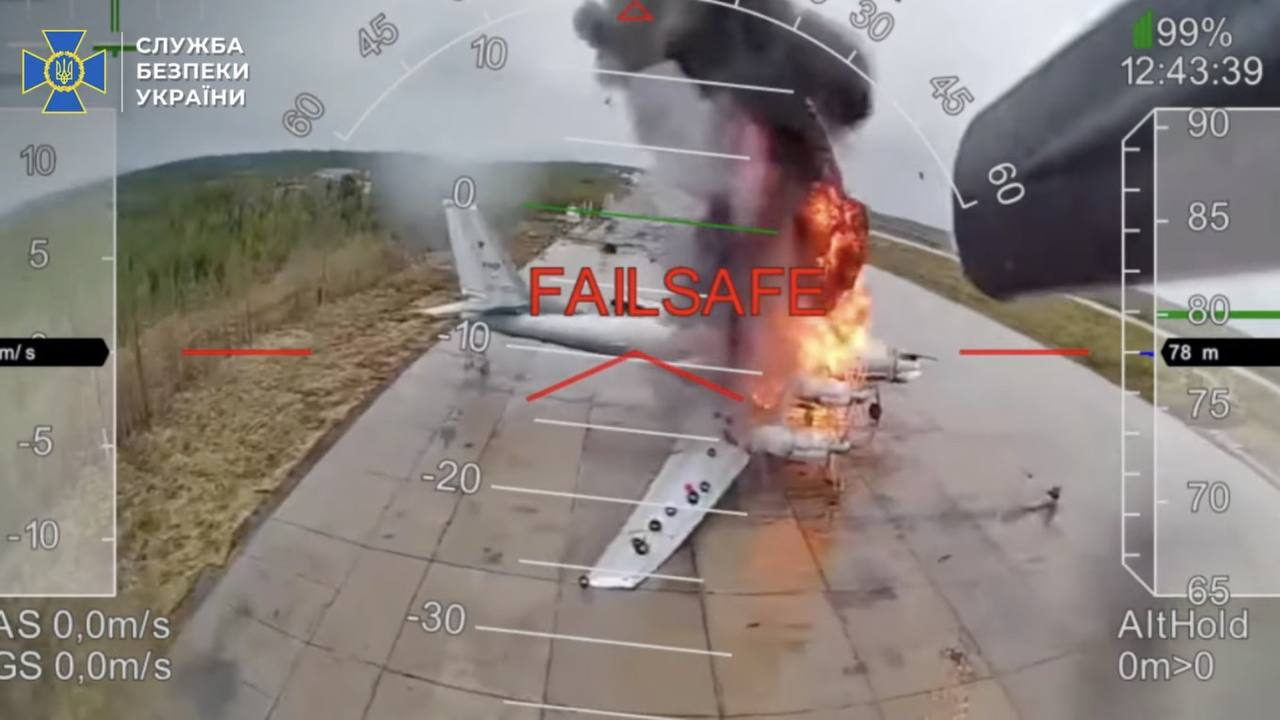
Avion rusesc Tu-95 din aerodromul Olenya, distrus de o dronă ucraineană

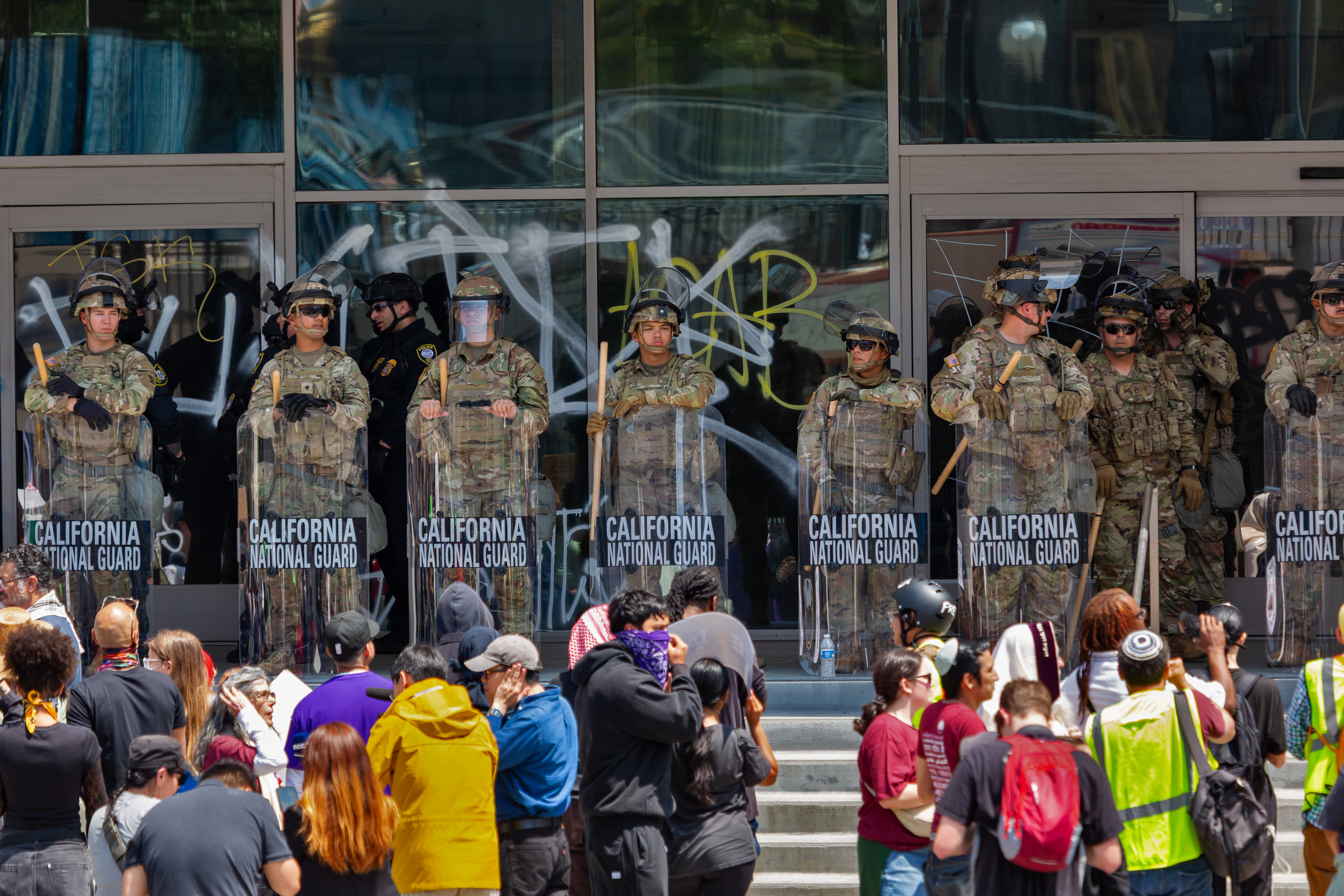
Protestele din Los Angeles

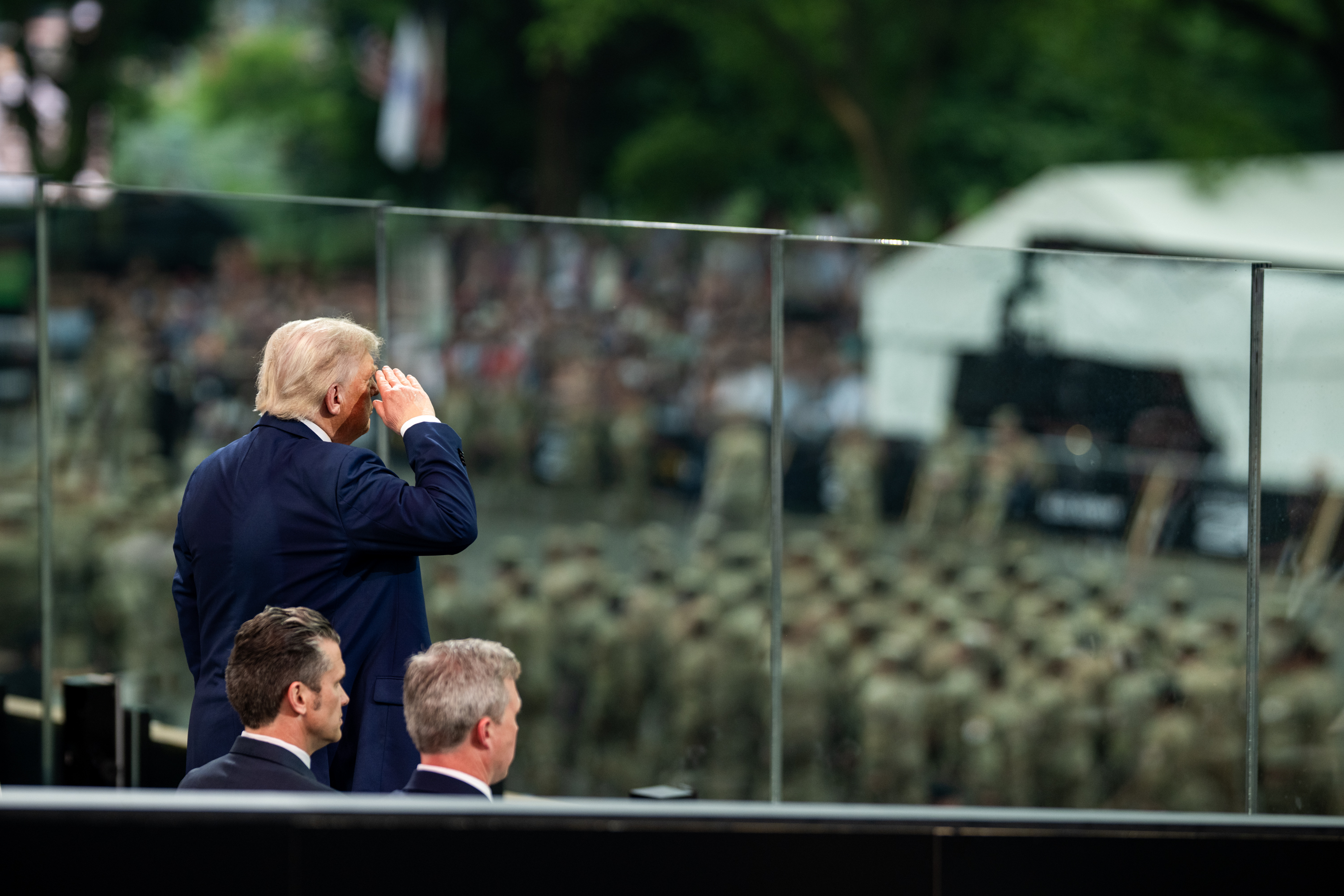
Parada militară de la Washington D.C. care aniversează 250 ani de la înființarea armatei SUA

- 1 iunie: – Polonezii votează în al doilea tur pentru a-și alege președintele. Președintele populist de dreapta al Institutului Memoriei Naționale, Karol Nawrocki, câștigă 50,89% din voturile populare în fața primarului pro-european al Varșoviei, Rafał Trzaskowski.[24] [25] [26]

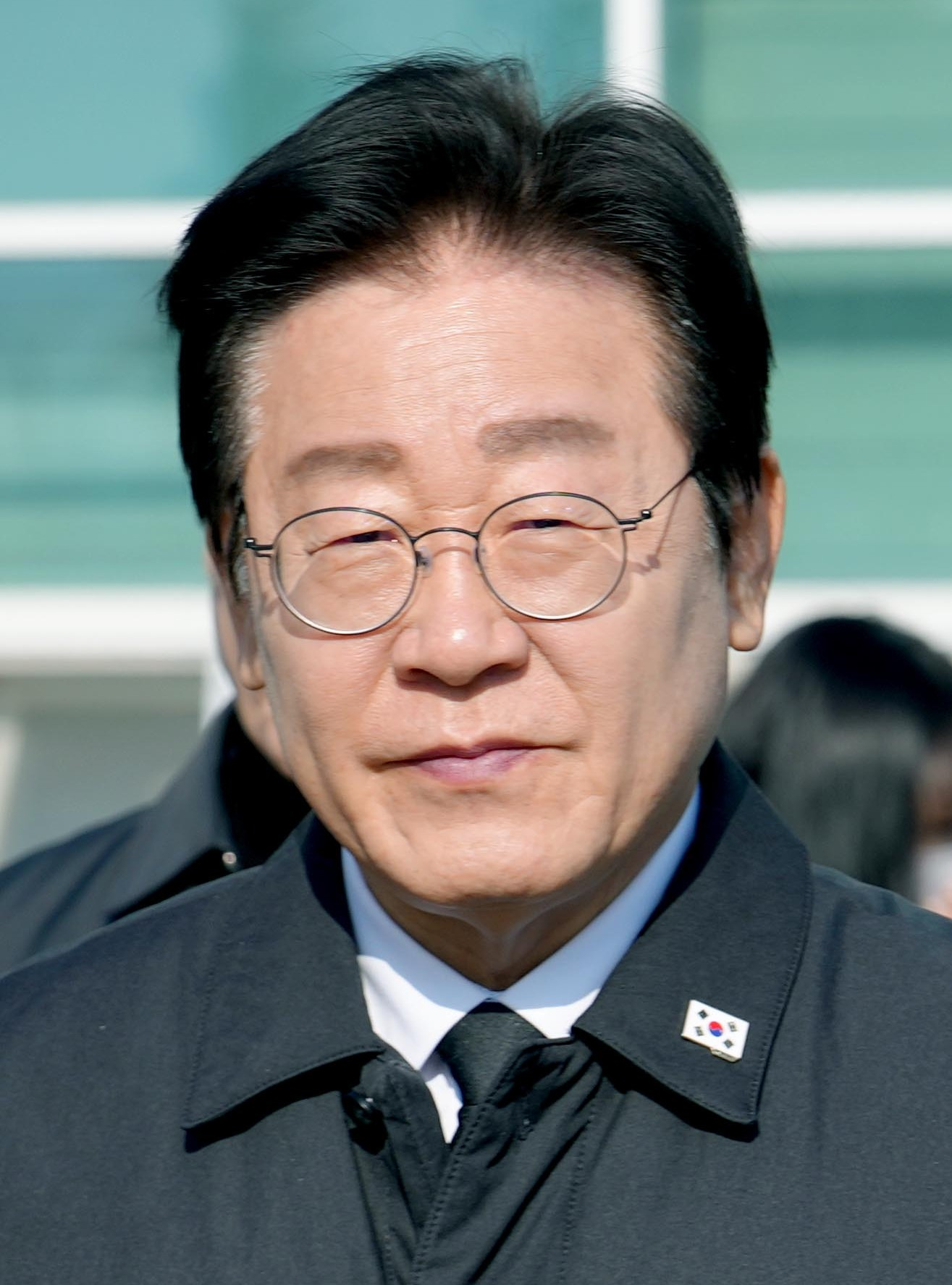
Lee Jae-Myung, noul președinte ales al Coreei de Sud

- 1 iunie: Operațiunea Pânză de Păianjen: Ucraina lansează un atac amplu cu drone asupra bazelor militare rusești. Peste 40 de aeronave ale Forțelor Aeriene Ruse sunt distruse, printre care bombardierele strategice Tu-95MS și Tu-22M3. Rusia ripostează cu un bombardament masiv asupra mai multor orașe ucrainene.
- 3 iunie: – Cetățenii din Coreea de Sud votează în cadrul unor alegeri anticipate pentru a-și alege președintele dintre cinci candidați. Alegerile au loc la 60 de zile după ce Yoon Suk Yeol a fost înlăturat de Curtea Constituțională a Coreei, la șase luni după declararea eșuată a legii marțiale. [27] Lee Jae-Myung este ales al 14-lea președinte al Coreei de Sud.[28]
- 3 iunie: – Partidul pentru Libertate se retrage din actualul cabinet olandez după ce nu a reușit să ajungă la un acord cu partenerii de coaliție privind modificarea regulilor de azil din Olanda.[29] Prim-ministrul Dick Schoof își anunță demisia.[30]
- 4 iunie – Președintele SUA, Donald Trump, semnează un ordin executiv care interzice intrarea  imigranților din 19 țări în Statele Unite.
- 6 iunie –  Izbucnesc protestele din Los Angeles împotriva politicilor antiimigraționiste ale administrației Trump.

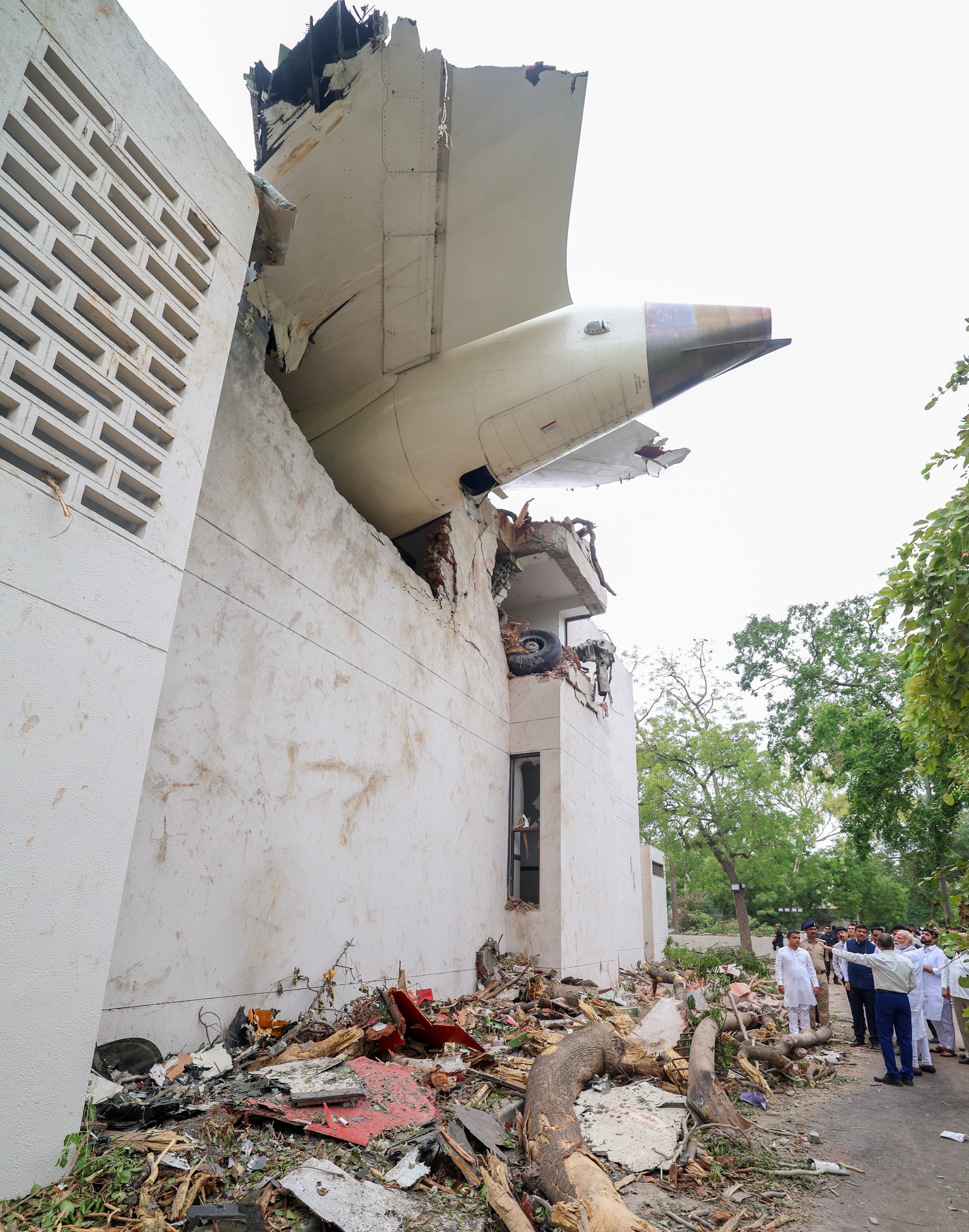
Rămățițele aeronavei Air India 171 de la zona impactului

- 12 iunie: – Un Boeing 787-8 Dreamliner al companiei Air India, cu 230 de pasageri și 12 membri ai echipajului, s-a prăbușit într-o zonă rezidențială la scurt timp după decolarea de pe aeroportul Ahmedabad din Gujarat, India. Autoritățile au găsit un supraviețuitor din avion, iar până în prezent au fost recuperate 204 cadavre de la locul accidentului.[31][32]
- 13 iunie: – Numărul morților în urma prăbușirii unui Boeing 787 Dreamliner al Air India, la scurt timp după decolarea de pe aeroportul Ahmedabad din Ahmedabad, Gujarat, India, a crescut la 279, după ce o sursă polițienească a declarat că sunt confirmate 38 de decese la sol.[33]
- 13 iunie: – Războiul Israel – Iran: Atacuri israeliene asupra Iranului în iunie 2025: 
  - Forțele Aeriene Israeliene lansează o campanie de bombardamente împotriva Iranului, vizând instalații nucleare, scopul principal al operațiunii fiind distrugerea programului nuclear al Iranului. Ministrul Apărării, Israel Katz, a declarat stare de urgență în Israel, iar spațiul aerian israelian este închis tuturor zborurilor. Televiziunea de stat iraniană relatează că 60 de persoane au fost ucise în atacuri, în timp ce Israelul susține că doar trei persoane au murit și zeci de persoane au fost rănite.[34]
  - Israelul lansează, de asemenea, atacuri țintite împotriva unor înalți oficiali ai guvernului iranian, a conducerii militare iraniene și a unor oameni de știință nucleari de rang înalt.[35]
  - Armata israeliană confirmă că a vizat instalații nucleare din Iran, scopul principal al operațiunii fiind distrugerea programului nuclear al Iranului. Prim-ministrul israelian Benjamin Netanyahu confirmă că avioanele de război israeliene au vizat principala instalație nucleară a Iranului, la Natanz. Ulterior se confirmă că reactorul nuclear subteran de la Natanz a fost distrus de un distrugător de bunkere.[36]
  - Presa de stat iraniană relatează că toate zborurile către și dinspre Aeroportul Internațional Imam Khomeini au fost suspendate până la o nouă notificare și că mai multe clădiri rezidențiale din Teheran s-au prăbușit din cauza atacurilor cu rachete.[37]
  - Printre cei uciși în atacurile de decapitare israeliene se numără comandantul-șef al Corpului Gărzilor Revoluționare Islamice, Hossein Salami, Fereydoon Abbasi, specialist în științe nucleare și fost șef al Organizației pentru Energie Atomică din Iran, Mohammad Bagheri, șeful Statului Major General al Forțelor Armate ale Republicii Islamice Iran, și Esmail Qaani, comandantul Forței Quds.[38] [39]
  - Prințul moștenitor Reza Pahlavi, aflat în exil și fiul ultimului șah al Iranului, scrie în limba persană, cerând armatei iraniene să abandoneze Republica Islamică și îl acuză pe liderul suprem, ayatollahul Ali Khamenei, că îi forțează pe iranieni să intre în război. De asemenea, el se referă la război ca fiind „războiul lui Khamenei și războiul Republicii Islamice”.[40]

- Atacuri iraniene asupra Israelului în iunie 2025: –
  - Iranul lansează peste 100 de drone Shahed și rachete balistice asupra Israelului, ca represalii pentru atacuri.[41] [42]

- - Cel puțin trei persoane au fost ucise și alte 172 au fost rănite în Israel, în urma atacurilor de represalii ale Iranului.[43]

- 14 iunie: SUA aniversează 250 ani de la înființarea armatei americane printr-o paradă militară. Ceremonia coincide cu ziua de naștere a președintelui Donald Trump. În 2.000 de orașe din SUA se desfășoară protestele „No Kings” (Fără regi). Deputata democrată din statul Minnesota Melissa Hortman și soțul ei sunt împușcați mortal de Vance Boelter, identificat ca suspect. Acesta îi rănește pe senatorul de Minnesota John Hoffman și soția sa.
- Războiul Israel – Iran: Atacuri israeliene asupra Iranului în iunie 2025, Atacuri iraniene asupra Israelului în iunie 2025:
  - Din Iran și Israel continuă să se lanseze reciproc cu rachete și drone după atacul preventiv de ieri asupra Iranului. Israelul a vizat sediul Ministerului Apărării din Iran, în timp ce Iranul a ripostat lansând rachete asupra Tel Aviv și Haifa.[44]
  - Cel puțin unsprezece israelieni au fost uciși și peste 200 de alți sunt răniți în cel mai recent atac cu rachete balistice iraniene asupra orașului Bat Yam.[45]
- 22 iunie: Are loc atentatul de la biserica Sfântul Ilie din Damasc acolo unde sunt ucise 25 de persoane, iar alte 63 rănite.

### Iulie
- 4 iulie: Cel puțin 51 de persoane au fost ucise, inclusiv 15 copii, iar alți 27 de copii au fost dispăruți în timpul unor inundații în centrul Texasului, Statele Unite.
- 7 iulie: Numărul morților cauzat de inundațiile din centrul Texasului, Statele Unite, a crescut la 104, inclusiv 28 de copii, iar alte 41 de persoane sunt încă dispărute.
- 12 iulie: Reprezentanții Noii Caledonii semnează un acord cu guvernul francez pentru a deveni „Statul Noua Caledonie” în cadrul Republicii Franceze, supus unui referendum. Noul stat ar prelua imediat controlul asupra unor afaceri externe și ar avea opțiunea de a dobândi puteri suplimentare, sub rezerva unor referendumuri ulterioare. [46] [47]

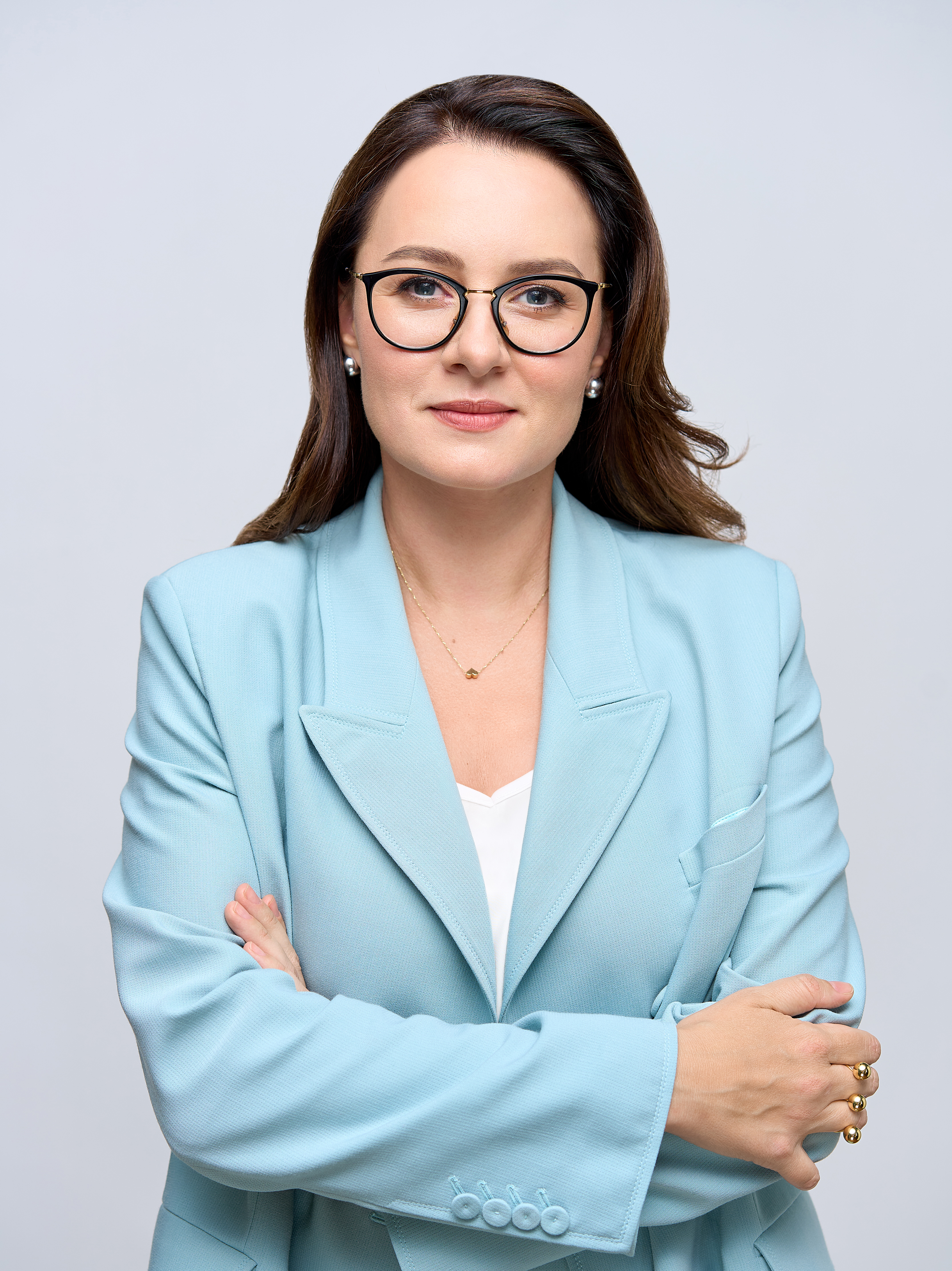
Iuliia Svîrîdenko, noul prim-ministru ales al Ucrainei

- 17 iulie: Parlamentul ucrainean a numit-o pe Iuliia Svîrîdenko în funcția de prim-ministru, succedându-i lui Denîs Șmîhal.
- 22 iulie: Parlamentul ucrainean adoptă o lege care plasează Biroul Național Anticorupție și Parchetul Specializat Anticorupție sub Procurorul General, ceea ce a declanșat proteste ample în toată țara, cele mai mari de la invazia rusă din 2022. În ciuda apelurilor de a respinge legea, președintele Volodimir Zelenski semnează legea.
- 24 iulie: Conflictul de frontieră dintre Cambodgia și Thailanda din 2025: Trupele cambodgiene și thailandeze schimbă focuri în apropierea sitului Prasat Ta Muen Thom, de lângă graniță. Paisprezece persoane sunt ucise și alte 46 sunt rănite în Thailanda.
- 25 iulie: Conflictul de frontieră dintre Cambodgia și Thailanda din 2025: Comandamentul Apărării Frontierelor al Forțelor Armate Regale Thailandeze declară legea marțială în opt districte din provinciile Chanthaburi și Trat, la granița cu Cambodgia, invocând „folosirea forței de către Cambodgia pentru a intra pe teritoriul thailandez”.[48] Forțele Aeriene Regale Thailandeze lansează atacuri aeriene asupra unor ținte din interiorul Cambodgiei, inclusiv asupra zonelor din apropierea Templului Preah Vihear și a Prasat Ta Muen Thom.[49] [50]
- 26 iulie: Conflictul de frontieră dintre Cambodgia și Thailanda din 2025: Ambasadorul Cambodgiei la Națiunile Unite, Chhea Keo, solicită un armistițiu imediat și necondiționat cu Thailanda.[51] Alți doisprezece morți sunt raportați în Cambodgia, în timp ce un soldat thailandez este împușcat mortal la graniță, în timp ce cele două țări schimbă focuri de artilerie.[52] Aproximativ 38.000 de civili din Cambodgia și aproape 140.000 din Thailanda își părăsesc locuințele pe măsură ce luptele se intensifică.[53] Cambodgia își închide spațiul aerian deasupra regiunilor din țară în care se desfășoară conflictul. [54] Generalul-maior al Armatei Regale Cambodgiene, Duong Somneang, este ucis într-un atac de artilerie pe linia frontului.[55] Marina Regală Thailandeză se angajează cu forțele cambodgiene în Golful Thailandei după ce acestea au lansat atacuri asupra provinciei Trat, Thailanda.[56]
- 27 iulie: Conflictul de frontieră dintre Cambodgia și Thailanda din 2025: Cambodgia și Thailanda convin să negocieze un armistițiu în urma eforturilor de mediere depuse în ziua precedentă de secretarul de stat al Statelor Unite, Marco Rubio. Cu toate acestea, ambele părți se acuză reciproc de încălcarea armistițiului.
- 30 iulie: Un cutremur de magnitudine 8,8 lovește în largul coastei peninsulei Kamchatka din Rusia. Alerte de tsunami au fost emise de-a lungul coastei Pacificului, cu îndemnuri de a căuta zone mai înalte.

### August
- 1 august: Fostul președinte columbian Álvaro Uribe a fost condamnat la doisprezece ani de arest la domiciliu și amendat cu 840.000 de dolari americani pentru manipulare de martori și luare de mită.
- 1 august: Tarifele americane impuse pentru peste 90 de țări intră în vigoare după o pauză de 90 de zile, menită să permită țărilor să se pregătească, inclusiv un tarif de 35% pentru unele bunuri canadiene și un tarif de 50% pentru bunurile braziliene.
- 2 august: Muntele Lewotobi Laki Laki, unul dintre cei mai activi vulcani din Indonezia, erupe pentru a doua zi consecutiv, trimițând o coloană de materiale vulcanice și cenușă până la 18 km (11 mile) înălțime. Erupția de astăzi este una dintre cele mai mari din Indonezia de la 2010, când a erupt Muntele Merapi. Nu au fost raportate victime.
- 3 august: Krasheninnikov, un vulcan din peninsula Kamchatka din Rusia, erupe pentru prima dată de la secolul al XV-lea și prima dată în înregistrările istorice. Erupția are loc la patru zile după un cutremur cu magnitudinea de 8,8 care a lovit aceeași regiune pe 30 iulie, ceea ce ar fi putut contribui la erupție.
- 4 august: Judecătorul Curții Supreme a Braziliei, Alexandre de Moraes, a emis un ordin de arest la domiciliu pentru fostul președinte Jair Bolsonaro, care este judecat pentru presupusa planificare a unei lovituri de stat, și i-a interzis să primească vizite și să utilizeze telefoane mobile, fie direct, fie prin intermediul unor terțe persoane.
- 4 august: Conflictul de frontieră dintre Cambodgia și Thailanda din 2025: Delegații din Cambodgia și Thailanda se întâlnesc în Malaezia, care deține în prezent președinția ASEAN, pentru a stabili detaliile unui armistițiu pe termen lung la granița lor, în urma confruntărilor mortale care au ucis zeci de oameni și au strămutat peste 270.000 de alți.
- 4 august: Peste 10.000 de proprietari de hoteluri din Europa, reprezentați de sindicatul HOTREC, au intentat un proces comun împotriva agenției de turism Booking.com, cu sediul în Olanda, solicitând despăgubiri pentru pierderile din perioada 2004-2024, susținând că agenția de rezervări a împiedicat hotelurile să ofere prețuri mai mici pe propriile site-uri.
- 5 august: În România, la vârsta de 95 ani decedează fostul președinte al României în perioada anilor 1992-1996 și 2000-2004, Ion Iliescu. Funeraliile de stat vor avea loc pe data de 7 august.
- 5 august: O instanță din Chișinău a condamnat-o pe bașcana regiunii autonome Găgăuzia din Republica Moldova, Evghenia Guțul, la șapte ani de închisoare pentru încălcări legate de finanțarea partidului de opoziție interzis, ȘOR.

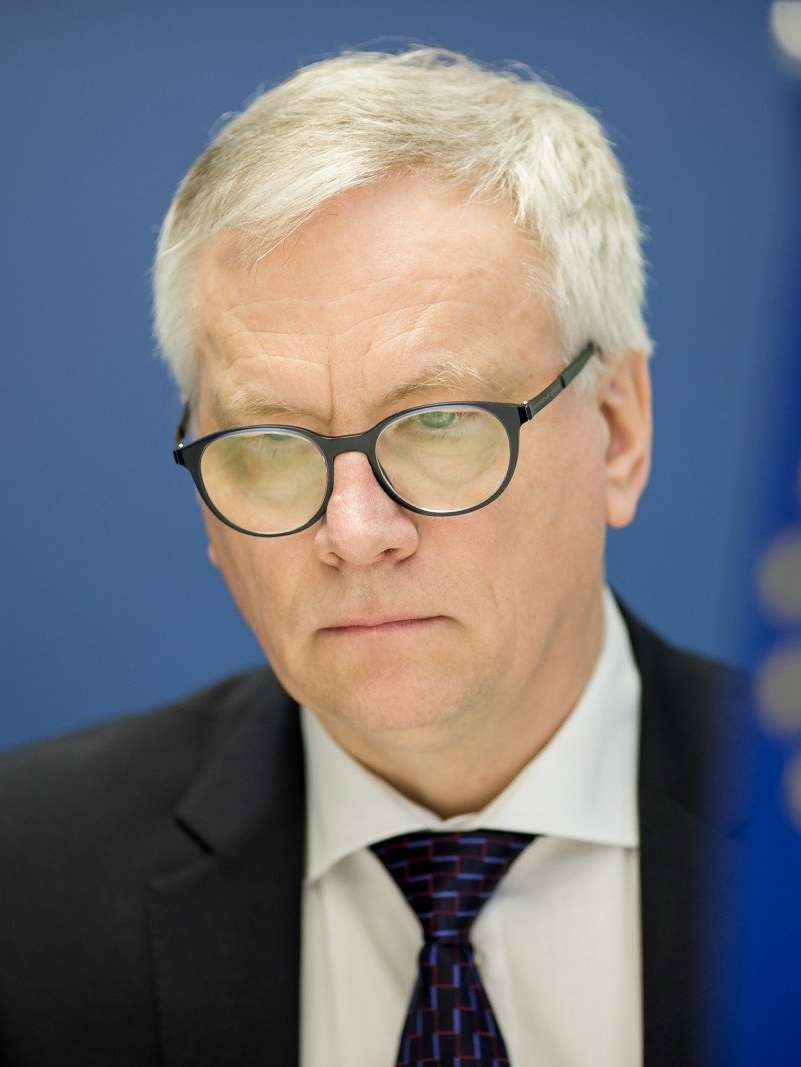
Rimantas Šadžius, noul premier al Lituaniei

- 5 august: Fostul ministru de finanțe Rimantas Šadžius este numit prim-ministru interimar al Lituaniei în urma prăbușirii guvernului Paluckas.
- 6 august: Un elicopter Z-9 al Forțelor Aeriene din Ghana s-a prăbușit în apropiere de Obuasi, regiunea Ashanti, Ghana, ucigând opt persoane, inclusiv ministrul apărării, Edward Omane Boamah, ministrul mediului și științei, Ibrahim Murtala Muhammed, și ministrul regional, Samuel Sarpong.
- 6 august: Guvernul italian autorizează un proiect de construcție pentru un pod peste Strâmtoarea Messina, care va conecta Sicilia cu Italia continentală. Proiectul va fi cel mai lung pod suspendat din lume până la finalizarea sa în 2032 sau 2033.

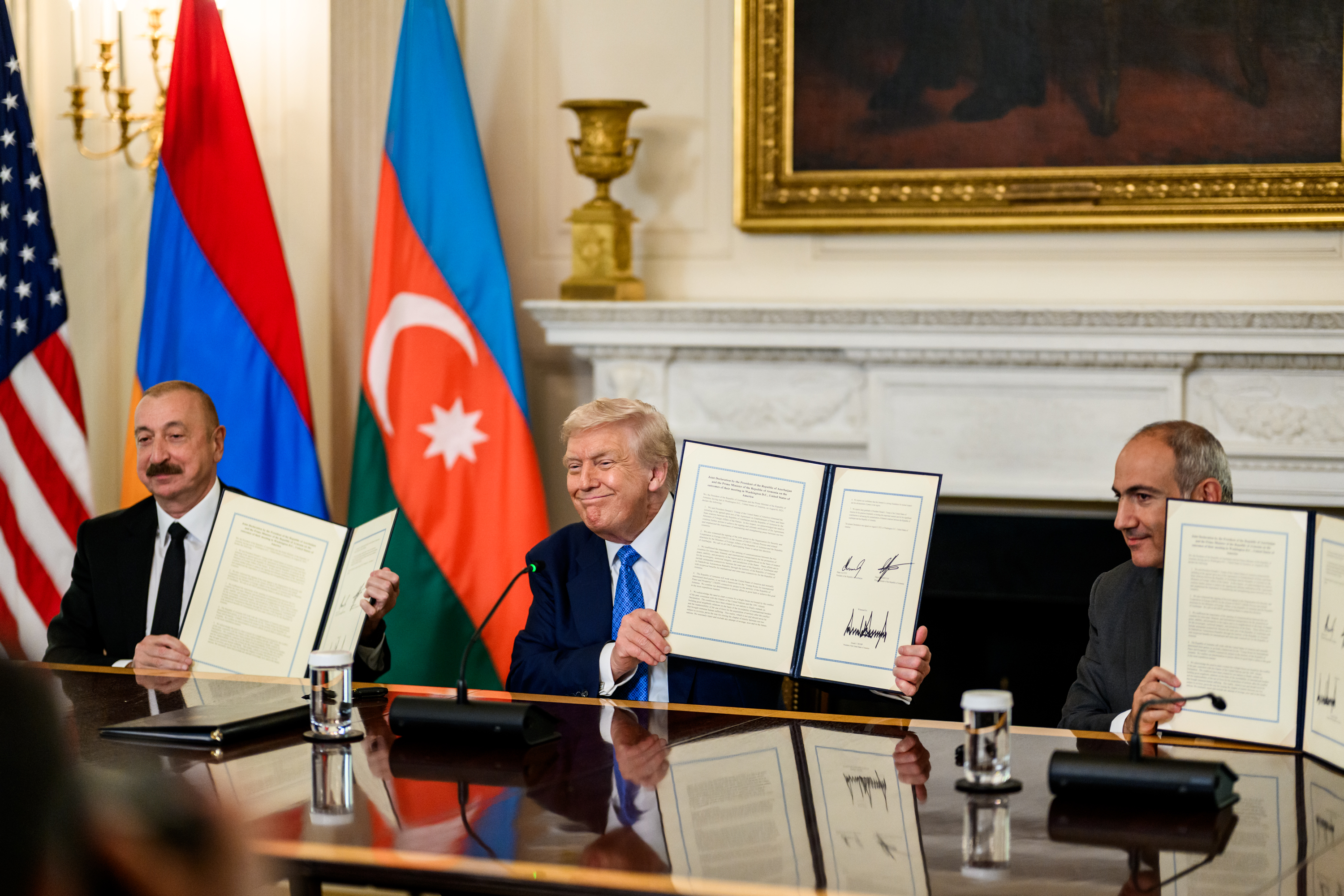
Președintele Ilham Aliyev al Azerbaidjanului, președintele SUA, Donald Trump, și prim-ministrul Nikol Pașinian al Armeniei semnează o declarație comună trilaterală

- 8 august: Liderii Armeniei și Azerbaidjanului intenționează să semneze o declarație comună la Casa Albă din Washington, D.C., Statele Unite, prin care se angajează să încheie un acord de pace facilitat de administrația Trump, care ar pune capăt aproape a patru decenii de conflict dintre cele două țări. Armenia este de acord să acorde SUA drepturi exclusive de dezvoltare în coridorul Zangezur timp de 99 de ani. SUA ar subînchiria un consorțiu pentru a dezvolta linii feroviare, petroliere, gaziere și de fibră optică de-a lungul coridorului de 43 km.
- 10 august: Un cutremur cu magnitudinea de 6,1 Mw a lovit vestul Turciei, ucigând o persoană, rănind alte 35, blocând mai multe persoane și provocând prăbușirea a cel puțin 16 clădiri și a două minarete în provincia Balıkesir și Manisa.
- 10 august: Șapte persoane au fost ucise, inclusiv cinci jurnaliști Al Jazeera și proeminentul jurnalist palestinian Anas Al-Sharif, într-un atac israelian în apropierea Spitalului Al-Shifa din orașul Gaza.

Vladimir Putin și Donald Trump

- 10 august: Președintele american Donald Trump a anunțat că se va întâlni cu președintele rus Vladimir Putin în Alaska, Statele Unite, pe 15 august, pentru a discuta încheierea războiului din Ucraina.
- 11 august: Președintele american Donald Trump a plasat Departamentul de Poliție Metropolitană din Districtul Columbia sub controlul guvernului federal și a ordonat 800 de soldați ai Gărzii Naționale să securizeze Washingtonul, D.C., invocând presupusa creștere a ratei criminalității.
- 11 august: Prim-ministrul australian Anthony Albanese a anunțat că Australia va recunoaște Palestina ca țară independentă în septembrie, asta după ce și Franța și Malta la fel au anunțat că vor recunoaște tot în această lună.
- 15 august: Președintele rus Vladimir Putin călătorește în Alaska pentru a se întâlni cu președintele Statelor Unite, Donald Trump, pentru a discuta despre modalitățile de a pune capăt invaziei rusești în Ucraina. Președintele ucrainean Volodimir Zelenski nu a fost invitat și nu a fost prezent la summit. A fost, de asemenea, prima întâlnire găzduită de SUA între președinții Rusiei și Statelor Unite din 2007, când Putin s-a întâlnit cu George W. Bush în Maine.

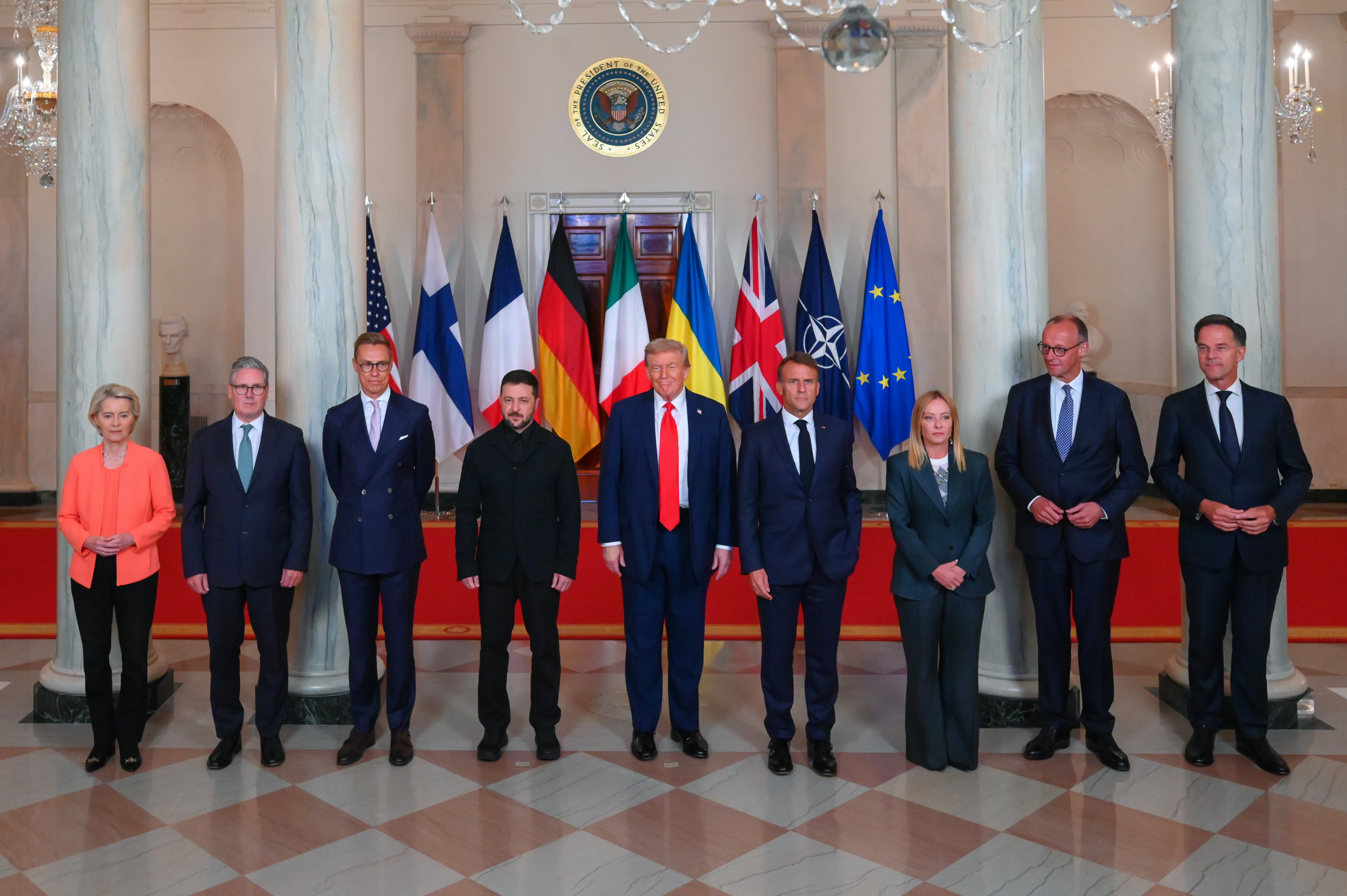
Reuniunea de criză dintre Europa și Casa Albă din august 2025

- 18 august: Președintele ucrainean Volodîmîr Zelenski călătorește împreună cu alți câțiva lideri europeni, printre ei aflându-se, prim-ministrul Regatului Unit, Keir Starmer, Președintele Franței, Emmanuel Macron, Cancelarul Germaniei, Friedrich Merz, Prim-ministrul Italiei, Giorgia Meloni, Președintele Finlandei, Alexander Stubb, Președintele Comisiei Europene, Ursula von der Leyen și Secretarul general al NATO, Mark Rutte la Casa Albă din Washington DC pentru a se întâlni cu președintele american Donald Trump și a discuta despre căile de negociere a păcii privind invazia rusă a Ucrainei.

### Evenimente anticipate
- toamna: Alegeri parlamentare în Republica Moldova
- La Niceea va avea loc un sinod ecumenic ortodox-catolic[57]

## Nașteri
- 7 februarie: Ines a Suediei, prințesă suedeză

## Decese

### Ianuarie
- 1 ianuarie: David Lodge, scriitor englez (n. 1935)
- 1 ianuarie: Nora Orlandi, muziciană și compozitoare italiană (n. 1933)
- 2 ianuarie: Ágnes Keleti, gimnastă olimpică maghiară (n. 1921)
- 4 ianuarie: Aurel Ion Brumaru, filozof, eseist, traducător și critic literar contemporan român (n. 1943)
- 5 ianuarie: Costas Simitis, om politic grec, prim-ministru al Greciei (1996-2004), (n. 1936)
- 7 ianuarie: Jean-Marie Le Pen, politician francez, membru al Parlamentului European (1984–2003, 2004–2019) (n. 1928)
- 8 ianuarie: Gabriel de Broglie, istoric și om de stat francez, membru de onoare al Academiei Române (n. 1931)
- 9 ianuarie: Marius Ciugarin, fotbalist român (n. 1949)
- 12 ianuarie: Stuart Spencer, consultant politic american (n. 1927)
- 13 ianuarie: Jean Penders, om politic din Țările de Jos, membru al Parlamentul European (1979–1994) (n. 1939)
- 15 ianuarie: Jeannot Szwarc, regizor de film și televiziune francez (n. 1939)
- 16 ianuarie: Vasile Ardeleanu, fotbalist român (n. 1974)
- 16 ianuarie: Jack Guittet, scrimer francez, medaliat olimpic cu bronz (1964) cu echipa (n. 1930)
- 16 ianuarie: David Lynch, regizor american (n. 1946)
- 16 ianuarie: Joan Plowright, actriță britanică (n. 1929)
- 16 ianuarie: Masaharu Ueda, operator de film și director de imagine japonez (n. 1938)
- 16 ianuarie: Dmitri Volkov, înotător rus, medaliat olimpic cu argint (1992, cu echipa) și cu bronz (1988, individual și cu echipa) (n. 1966)
- 17 ianuarie: Denis Law, fotbalist scoțian (n. 1940)
- 17 ianuarie: Punsalmaagiin Ochirbat, om politic din Mongolia, primul președinte al Republicii Mongolia (1990–1997) (n. 1942)
- 18 ianuarie: Mărin Cornea, interpret român de muzică populară (n. 1947)
- 18 ianuarie: Nicolae Oaidă, fotbalist român (n. 1933)
- 19 ianuarie: Gheorghe Udriște, inginer român, cunoscut pentru activitatea sa din cadrul metroului din București (n. 1947)
- 19 ianuarie: Eva Klein, om de știință suedezo-maghiar (n. 1925)
- 19 ianuarie: Nicolae Pojoga, corespondent, fotograf, cameraman de război și profesor universitar moldovean (n. 1950)
- 21 ianuarie: Mauricio Funes, jurnalist și om politic salvadorez, președinte al Republicii El Salvador (2009–2014) (n. 1959)
- 22 ianuarie: Constantin Abăluță, arhitect, poet, prozator, antologist și traducător român (n. 1938)
- 22 ianuarie: Teoharie Coca-Cosma, comentator român (n. 1941)
- 22 ianuarie: Cornel Oțelea, handbalist român (n. 1940)
- 25 ianuarie: Anastasios al Albaniei, arhiepiscopul ortodox al Tiranei, al Durrës-ului și al întregii Albanii (1992–2025) (n. 1929)
- 26 ianuarie: Yannis Ziagas, politician grec, Membru al Parlamentului European (1982–1984) (n. 1940)
- 27 ianuarie: Iusein Ibram, politician român de etnie turcă, membru al Parlamentului României (2004–2025) (n. 1953)
- 27 ianuarie: Baldur Preiml, săritor cu schiurile austriac, medaliat olimpic cu bronz (1968) (n. 1939)
- 28 ianuarie: Galina Minaiceva, gimnastă artistică sovietică (n. 1929)
- 29 ianuarie: Dinu Gheorghe, președinte de club de fotbal din România (n. 1956)
- 29 ianuarie: Richard Williamson, episcop catolic britanic, excomunicat de mai multe ori și fără sediu episcopal (n. 1940)
- 30 ianuarie: Dick Button, patinator american, campion olimpic (1948, 1952) (n. 1929)
- ianuarie: Grigore Eremei, politician sovietic moldovean (n. 1935)

### Februarie
- 1 februarie: Horst Köhler, economist și politician german, președinte al Germaniei (2004–2010) (n. 1943)
- 3 februarie: Gheorghe Lazarovici, arheolog român (n. 1941)
- 5 februarie: Irv Gotti, producător american de muzică hip hop și R&B (n. 1970)
- 5 februarie: Mike Ratledge, muzician britanic (n. 1943)
- 5 februarie: Aldo Tortorella, jurnalist, politician și partizan italian (n. 1926)
- 8 februarie: Sam Nujoma, politician namibian, președinte al Namibiei (1990–2005) (n. 1929)
- 9 februarie: Mara Corday, actriță, showgirl, model și Playboy Playmate americană (n. 1930)
- 9 februarie: Elena Grölz, handbalistă germană de origine română (n. 1960)
- 10 februarie: Mauro Nobilia, om politic italian (n. 1947)
- 11 februarie: Georgios Roubanis, atlet grec, medaliat olimpic cu bronz (1956) (n. 1929)
- 13 februarie: Jacqueline van Maarsen, autoare neerlandeză (n. 1929)
- 14 februarie: Geneviève Page, actriță franceză (n. 1927)
- 14 februarie: Ivan Todorov, fizician-teoretician bulgar (n. 1933)
- 15 februarie: Ruven Davidovici, evreu basarabean, chimist, doctor în științe chimice și profesor sovietic și rus (n. 1930)
- 15 februarie: Muhsin Hendricks, imam sud-african, savant islamic și activist pentru drepturile LGBT (n. 1967)
- 16 februarie: Dumitru Osipov, agronom și inginer din Republica Moldova (n. 1954)
- 17 februarie: Frits Bolkestein, politician neerlandez, comisar european (1999–2004) (n. 1933)
- 17 februarie: Antonine Maillet, scriitoare, scenaristă și cercetătoare franco-canadiană (n. 1929)
- 17 februarie: Jamie Muir, muzician britanic, percuționist în cadrul formației King Crimson (n. 1942)
- 18 februarie: Iudith Szabo, medic chirurg, conferențiar la Universitatea de Medicină și Farmacie „Iuliu Hațieganu” din Cluj, prima femeie chirurg generalist din Transilvania (n. 1928)
- 20 februarie: Frankétienne, scriitor, poet, dramaturg, muzician și pictor din Haiti (n. 1936)
- 20 februarie: Friedrich-Wilhelm Junge, actor de teatru german (n. 1938)
- 22 februarie: Gianni Pettenati, cântăreț și critic muzical italian (n. 1945)
- 25 februarie: Vladimir Beșleagă, eseist, jurnalist, prozator, scriitor, traducător din Republica Moldova, deputat în Parlamentul Republicii Moldova (1990–1994) (n. 1931)
- 25 februarie: Roberto Orci, scriitor și producător de film și televiziune americano-mexican (n. 1973)
- 26 februarie: Károly Mécs, actor și regizor de teatru maghiar (n. 1936)
- 26 februarie: Michelle Trachtenberg, actriță americană (n. 1985)
- 26 februarie: Gene Hackman, actor american (n. 1930)
- 27 februarie: Boris Spasski, șahmatist rus, maestru internațional (n. 1937)
- 28 februarie: Petre Brănișteanu, jucător de baschet român (n. 1959)
- 28 februarie: Luca Manolache, fotbalist român  (n. 2005)
- februarie: William Browder, matematician american (n. 1934)
- februarie: Hans Kjeld Rasmussen, trăgător de tir danez, medaliat olimpic cu aur (1980) (n. 1954)

### Martie
- 2 martie: Buvaisar Saitiev, luptător rus, medaliat olimpic cu aur (1996, 2004, 2008) (n. 1975)
- 3 martie: Eleonora Giorgi, actriță și regizoare italiană de film (n. 1953)
- 3 martie: Felicia Țilea-Moldovan, aruncătoare de suliță română (n. 1967)
- 5 martie: Sandra Harding, filozoafă feministă americană (n. 1935)
- 6 martie: Meredith Belbin, cercetător și teoretician englez în domeniul managementului (n. 1926)
- 6 martie: Klaus Richtzenhain, semifondist german, medaliat olimpic cu argint (1956) (n. 1934)
- 7 martie: Răzvan Ionilă, fotbalist român (n. 1982)
- 7 martie: Jürgen Piepenburg, fotbalist și antrenor german (n. 1941)
- 8 martie: Ella Zeller, jucătoare și antrenoare română de tenis de masă (n. 1933)
- 9 martie: Akinori Nakayama, gimnast artistic japonez, medaliat olimpic cu aur (1968, 1972) (n. 1943)
- 11 martie: Clive Revill, actor de film neozeelandez (n. 1930)
- 11 martie: Witold Tomczak, om politic polonez, membru al Parlamentului European (2004-2009) (n. 1957)
- 12 martie: Alexandr Ivanovici Baranov, general de armată rus, comandantul Districtului Militar Caucazul de Nord din iulie 2004 și până în mai 2008 (n. 1946)
- 12 martie: Klaus Kobusch, ciclist de performanță german, medaliat olimpic cu bronz (1964) (n. 1941)
- 13 martie: Sofia Gubaidulina, compozitoare sovietică și rusă de muzică spirituală modernă (n. 1931)
- 13 martie: Grazia Maria Spina, actriță italiană (n. 1936)
- 14 martie: Andreas Kronthaler, trăgător austriac de tir (n. 1952)
- 14 martie: Dag Solstad, romancier, dramaturg și nuvelist norvegian (n. 1941)
- 15 martie: Ilie Nozdrin, duhovnic ortodox al Bisericii Ortodoxe Ruse (n. 1932)
- 16 martie: Gavrilă Birău, fotbalist român (n. 1945)
- 16 martie: Peter Kocher, astronom amator elvețian (n. 1939)
- 16 martie: Andrej Lazarov, fotbalist macedonean (n. 1999)
- 17 martie: Gheorghe Vărzaru, ruigbyst român (n. 1960)
- 18 martie: Bob Harvey, cântăreț american, basistul trupei Jefferson Airplane (n. 1933)
- 19 martie: Calistrat Cuțov, boxer român, medaliat olimpic cu bronz (1968) (n. 1948)
- 19 martie: Vasile Simionaș, jucător și antrenor român de fotbal (n. 1950)
- 20 martie: Eddie Jordan, om de afaceri irlandez, personalitate de televiziune și fost proprietar de echipă de sport cu motor (n. 1948)
- 21 martie: Florin Popa, deputat român, ales în 2016 (n. 1954)
- 21 martie: George Foreman, boxer american, medaliat olimpic cu aur (1968) (n. 1949)
- 21 martie: Filiz Akın, actriță, model, scriitoare și prezentatoare de televiziune turcă (n. 1943)
- 22 martie: Ulpiu Traian Bodea, politician, scriitor și anti-comunist român, cetățean de onoare al Municipiului Beiuș (n. 1941)
- 22 martie: Dan Buciu, compozitor și profesor român (n. 1943)
- 23 martie: Charles Towneley Strachey, 4th Baron O'Hagan, om politic britanic, membru al Parlamentului European (1973–1994) (n. 1945)
- 25 martie: Radu Țuculescu, romancier, dramaturg, traducător din limba germană (n. 1949)
- 26 martie: Kerry Greenwood, scriitoare australiană (n. 1954)
- 26 martie: Doina Jela, prozatoare, eseistă, editoare și jurnalistă română (n. 1951)
- 27 martie: Alexandru Bacaci, avocat și profesor universitar, co-fondator al Facultății de Drept din cadrul Universității „Lucian Blaga” din Sibiu (n. 1944)
- 27 martie: Ottó Tolnai, scriitor maghiar (n. 1940)
- 28 martie: Alexandru Bantoș, scriitor și publicist din Republica Moldova (n. 1950)
- 28 martie: Richard Norton, actor australian (Mad Max: Drumul furiei, Brigada sinucigașilor, Dark Phoenix) (n. 1950)
- 29 martie: László Miske, actor maghiar născut în România (n. 1935)
- 30 martie: Richard Chamberlain, actor și cântăreț american (n. 1934)
- 30 martie: Marinko Colnago, cântăreț croat, membru al formației Novi fosili (n. 1942)

### Aprilie
- 1 aprilie: Val Kilmer, actor american (n. 1959)
- 2 aprilie: Khamtai Siphandone, politician din Laos, președinte al statului Laos (1998–2006) (n. 1924)
- 3 aprilie: Andreas, Prinț de Saxa-Coburg și Gotha, șeful Casei de Saxa-Coburg și Gotha (din 1998) (n. 1943)
- 3 aprilie: Margarita Xhepa, actriță albaneză de etnie aromână (n. 1932)
- 5 aprilie: Heikki Hasu, schior finlandez și politician, campion și medaliat olimpic cu argint (individual și cu echipa) (1948, 1952) (n. 1926)
- 6 aprilie: Clem Burke, muzician american, bateristul formației rock Blondie (n. 1954)
- 8 aprilie: Bogdan Teodorescu, scriitor și jurnalist român (n. 1963)
- 10 aprilie: Leo Beenhakker, fotbalist și antrenor neerlandez de fotbal (n. 1942)
- 10 aprilie: Joseph Mewis, luptător belgian (n. 1931)
- 11 aprilie: Silvia Cinca, scriitoare, critic de film și jurnalistă română (n. 1934)
- 11 aprilie: Max Romeo, muzician jamaican (n. 1944)
- 13 aprilie: Mario Vargas Llosa, scriitor peruan, laureat al Premiului Nobel pentru Literatură (2010) (n. 1936)
- 14 aprilie: Ben-Zion Shilo, genetician israelian (n. 1951)
- 16 aprilie: Aaron Boupendza, fotbalist gabonez (Rapid București) (n. 1996)
- 16 aprilie: João Cravinho, politician portughez, membru al Parlamentului European (1989–1994) (n. 1936)
- 17 aprilie: Jaromír Štětina, jurnalist, scriitor și politician ceh, membru al Parlamentului European (2014–2019) (n. 1943)
- 18 aprilie: Ion Arachelu,  actor de teatru și film din Republica Moldova, de etnie armeană (n. 1948)
- 18 aprilie: Mircea Bologa, inginer moldovean (n. 1935)
- 18 aprilie: Gerhard Hager, om politic austriac (n. 1942)
- 18 aprilie: Julieta Szönyi, actriță română de film, radio, televiziune, scenă și voce (n. 1949)
- 19 aprilie: Alexandru Georgescu, actor român (n. 1948)
- 19 aprilie: Max Tessier,  critic de film și jurnalist francez (n. 1944)
- 20 aprilie: Hugo Gatti, fotbalist argentinian (Gimnasia La Plata, Boca Juniors, naționala) (n. 1944)
- 20 aprilie: Nawaf Salameh, om de afaceri român, fondator și Chairman al Alexandrion Group (n. 1965)
- 20 aprilie: Maria Șubina, caiacistă rusă, medaliată olimpic cu aur (1960) (n. 1930)
- 21 aprilie: Francis Zammit Dimech, politician maltez, ministru al afacerilor externe (2012–2013), membru al Parlamentului European (2017–2019) (n. 1954)
- 21 aprilie: Papa Francisc, al 266-lea episcop al Romei și papă al Bisericii Catolice (2013–2025) (n. 1936)
- 21 aprilie: Dumitru Zamfira, cântăreț de muzică populară român (n. 1940)
- 22 aprilie: Lar Park Lincoln, actriță americană (Vineri 13: Sânge proaspăt - Partea a 7-a) (n. 1961)
- 22 aprilie: V. Y. Mudimbe, filosof polimatic, profesor și scriitor din Republica Democratică Congo (n. 1941)
- 22 aprilie: Zurab Tsereteli, pictor, sculptor și arhitect georgiano-rus (n. 1934)
- 23 aprilie: Mihai-Emilian Mancaș,  deputat român în legislatura 1990-1992, ales în județul Neamț pe listele partidului FSN (n. 1933)
- 24 aprilie: Ivan Sotirov, fotbalist bulgar (n. 1935)
- 29 aprilie: David Horowitz, scriitor și activist american (n. 1939)
- 29 aprilie: Valeriu Tabără, politician român, membru al Partidului Democrat (n. 1949)
- 30 aprilie: Ruth Hieronymi, politiciană germană, membră a Parlamentului European în perioada 1999-2009 din partea Germaniei (n. 1947)
- 30 aprilie: Ferenc Mohácsi, canoist maghiar, medaliat olimpic cu bronz (1956) (n. 1929)
- 30 aprilie: Jules Wijdenbosch, politician surinamez, președinte al statului Surinam (1996–2000) (n. 1941)

### Mai
- 2 mai: Alexandra Bellow, matematiciană română-americană (n. 1935)
- 2 mai: Karel Bláha, actor și cântăreț ceh (n. 1947)
- 4 mai: Jochen Mass, pilot de curse auto german (n. 1946)
- 6 mai: Barry B. Longyear, scriitor și romancier american (n. 1942)
- 6 mai: Lucio Manisco, om politic italian, membru al Parlamentului European în perioada 1999-2004 din partea Italiei (n. 1928)
- 6 mai: Valeri Șevciuk, scriitor ucrainean (n. 1939)
- 7 mai: Joe Don Baker, actor american (n. 1936)
- 7 mai: Cleopa Msuya, politician tanzanian, prim-ministru al statului Tanzania (1980–1983, 1994–1995) (n. 1931)
- 8 mai: Kikuo Wada, luptător japonez, medaliat olimpic cu argint (1972) (n. 1951)
- 9 mai: Nadja Abd el Farrag, moderatoare TV și actriță germană (n. 1965)
- 11 mai: Sabu, wrestler american (n. 1964)
- 13 mai: José Mujica, politician din Uruguay, președinte al Uruguayului (2010–2015) (n. 1935)
- 13 mai: Gheorghe Paladi, medic moldovean, specialist în obstetrică și ginecologie, membru titular al Academiei de Științe a Moldovei (n. 1929)
- 13 mai: Teijiro Tanikawa, înotător japonez, medaliat olimpic cu argint (1952) (n. 1932)
- 13 mai: Szvetiszláv Sasics, pentatlonist maghiar, medaliat olimpic cu bronz (1976, cu echipa) (n. 1948)
- 14 mai: Đoàn Viết Hoạt, jurnalist, pedagog și luptător pentru drepturile omului vietnamez (n. 1942)
- 15 mai: Cristina Deleanu, actriță română de film, radio, televiziune, teatru și voce (n. 1940)
- 16 mai: Peter Lax, matematician maghiar, câștigător al Premiului Abel (2005) (n. 1926)
- 19 mai: Kathleen Hughes,  actriță americană de film și televiziune (n. 1928)
- 20 mai: Francisco de Paula Enrique de Borbón y Escasany, al 5-lea duce de Sevilla, aristocrat spaniol, membru al familiei regale a Spaniei (n. 1943)
- 20 mai: Joan Harrison, înotătoare sud-africană, medaliată olimpică (1952) (n. 1935)
- 20 mai: Trần Đức Lương, politician vietnamez, președinte al Vietnamului (1997–2006) (n. 1937)
- 20 mai: George Wendt, actor american de film și televiziune (n. 1948)
- 22 mai: Alfredo Palacio, politician ecuadorian, președinte al statului Ecuador (2005–2007) (n. 1939)
- 23 mai: Sebastião Salgado, fotograf și fotojurnalist brazilian (n. 1944)
- 23 mai: Leonard Zăicescu, supraviețuitor al Pogromului de la Iași și ultimul supraviețuitor al Trenului morții Iași-Podu Iloaiei (n. 1927)
- 24 mai: Susan Brownmiller, activistă și jurnalistă americană radical-feministă (n. 1935)
- 25 mai: Silvia Radu, sculptoriță și pictoriță română (n. 1935)
- 26 mai: Robert Jarvik, om de știință american, medic, cercetător, inventator și întreprinzător american (n. 1946)
- 27 mai: Károly Kádár, sculptor român de etnie maghiară (n. 1943)
- 28 mai: George E. Smith, fizician american, laureat al Premiului Nobel pentru fizică (2009) (n. 1930)
- 28 mai: Ngugi wa Thiong'o, scriitor kenyan (n. 1938)
- 30 mai: Benedek Nagy,  deputat român în legislatura 1990-1992, ales în județul Harghita pe listele partidului UDMR (n. 1937)
- 30 mai: Mario Primicerio, matematician și politician italian, primar al orașului Florența (1995–1999) (n. 1940)

### Iunie
- 1 iunie: Ayșe Seitmuratova, jurnalistă, istoric și disident sovietic de naționalitate ucraineană (n. 1937)
- 3 iunie: Eugen Doga, compozitor moldovean, membru titular al Academiei de Științe a Moldovei (1992) (n. 1937)
- 3 iunie: Acsinte Gaspar, jurist român (n. 1937)
- 4 iunie: Raul ws, rapper român (n. 2002)
- 5 iunie: Edgar Lungu, politician zambian, președinte al Zambiei (2015-2021) (n. 1956)
- 6 iunie: Virgil Nemoianu, eseist, critic literar, filozof al culturii și pedagog american născut în România (n. 1940)
- 9 iunie: Frederick Forsyth, scriitor englez de thriller (n. 1938)
- 10 iunie: Vasile Mănăilă, antrenor și fost fotbalist român (n. 1962)
- 10 iunie: Marcel Sabou, fotbalist român (n. 1965)
- 11 iunie: John Robbins, autor american (n. 1947)
- 12 iunie: Florea Dudiță, inginer, profesor universitar, administrator academic (prorector și rector al Universități Transilvania) și politician român (n. 1934)
- 12 iunie: Maurice Gee, scriitor neozeelandez (n. 1931)
- 12 iunie: Zoltán Horváth, scrimer maghiar, medaliat cu aur și argint (1960) (n. 1937)
- 12 iunie: Radu Stroe, politician român, ministru al Afacerilor Externe (2012–2014) (n. 1949)
- 14 iunie: Violeta Chamorro, politiciană din Nicaragua, președintă a acestei țări (1990–1997) (n. 1929)
- 14 iunie: Catherine Delbarre, scrimeră franceză specializată pe floretă (n. 1925)
- 17 iunie: Alfred Brendel, pianist austriac, născut în Cehoslovacia (n. 1931)
- 19 iunie: André Fanton, politician francez, membru al Parlamentului European (1980–1982, 1984–1989) (n. 1928)
- 19 iunie: Gailard Sartain, actor american (n. 1943)
- 19 iunie: Dragoș Șeuleanu, doctor în știinte economice și afaceri internaționale, manager, jurnalist de radio, expert în transfer de cunoaștere (n. 1962)
- 20 iunie: Ivar Giaever,  fizician norvegian, laureat al Premiului Nobel pentru Fizică (1973) (n. 1929)
- 21 iunie: Kailash Purryag, politician din Mauritius, președinte al statului Mauritius (2012–2015) (n. 1947)
- 22 iunie: Mircea Chistruga, regizor de filme documentare din Republica Moldova (n. 1948)
- 23 iunie: Lea Massari, actriță și cântăreață italiană (n. 1933)
- 24 iunie: Előd Kincses,  avocat, scriitor și publicist român de etnie maghiară  (n. 1941)
- 24 iunie: Alvaro Vitali, actor italian (n. 1950)
- 25 iunie: Virgil Tănase, scriitor și regizor de teatru franco-român (n. 1945)
- 27 iunie: Ileana Silai, atletă română, vicecampioană olimpică (1968) (n. 1941)
- 28 iunie: Avy Abramovici, violonist și profesor israelian originar din România (n. 1935)
- 30 iunie: Ken Colley, actor britanic (n. 1937)
- 30 iunie: Vasile Sărucan, atlet român, specializat în sărituri în lungime (n. 1945)
- 30 iunie: Lajos Sătmăreanu, fotbalist român de etnie maghiară (n. 1944)

### Iulie
- 1 iulie: Ion Cernea, luptător român, medaliat olimpic cu argint (1960) și bronz (1964) (n. 1936)
- 1 iulie: Mihai Leu, boxer și pilot de raliuri român (n. 1969)
- 2 iulie: Julian McMahon, actor american (Cei 4 Fantastici, Cei patru fantastici: Ascensiunea lui Silver Surfer) (n. 1968)
- 3 iulie: László Horváth, pentatlonist maghiar, medaliat olimpic cu argint (1980) (n. 1946)
- 3 iulie: Diogo Jota, fotbalist portughez (Wolverhampton Wanderers, Liverpool, Echipa națională) (n. 1996)
- 3 iulie: Michael Madsen, actor (Donnie Brasco, Kill Bill: Volumul 1, Kill Bill: Volumul 2, Sin City), poet și fotograf american (n. 1957)
- 4 iulie: Mark Snow, compozitor american de film și televiziune (n. 1946)
- 5 iulie: Emilio Molinari, politician italian, membru al Parlamentului European (1984–1985) (n. 1939)
- 6 iulie: Franz Hodjak, scriitor german originar din România (n. 1944)
- 9 iulie: Ioana Bulcă, actriță română de voce, teatru și televiziune (n. 1936)
- 11 iulie: Gheorghe Șevcișin, dirijor din Republica Moldova (n. 1945)
- 13 iulie: Muhammadu Buhari, politician nigerian, președinte al Republicii Nigeria (1983-1985, 2015-2023) (n. 1942)
- 13 iulie: Yves Galland, politician francez, membru al Parlamentului European (1979–1986, 1989-1995) (n. 1941)
- 13 iulie: Mircea Florin Șandru, poet și jurnalist român (n. 1949)
- 15 iulie: Pınar Kür, scriitoare, actriță, traducător, academician turc (n. 1943)
- 16 iulie: Connie Francis, cântăreață americană de muzică pop (n. 1937)
- 16 iulie: Audun Grønvold, schior norvegian, medaliat olimpic cu bronz (2010) (n. 1976)
- 17 iulie: Felix Baumgartner, parașutist și BASE jumper austriac (n. 1969)
- 17 iulie: Udo Voigt, politician german, membru al Parlamentului European (2014–2019) (n. 1952)
- 18 iulie: Edwin Feulner, om de științe american pe probleme politice (n. 1941)
- 18 iulie: Hitomi Obara, luptătoare japoneză, campioană olimpică (2012) (n. 1981)
- 18 iulie: André Vingt-Trois, cardinal francez, arhiepiscop emerit al Arhidiecezei de Paris, președinte al Conferinței Episcopilor din Franța (n. 1942)
- 19 iulie: Ingvar Ambjørnsen, scriitor norvegian (n. 1956)
- 19 iulie: Joanna Macy, activistă americană de mediu, autoare, cercetătoare în budism, teoria generală a sistemelor și ecologia profundă (n. 1929)
- 20 iulie: Urszula Kozioł, poetă, prozatoare și autoare poloneză de romane și piese de teatru (n. 1931)
- 21 iulie: John Stevens, profesor de studii Budiste și Aikido (n. 1947)
- 22 iulie: Ozzy Osbourne, muzician, compozitor, actor și cantautor englez (Black Sabbath) (n. 1948)
- 23 iulie: Alexandru Gheorghiaș, comentator sportiv român (n. ?)
- 23 iulie: Caius Lungu, fotbalist român (n. 1989)
- 24 iulie: Hulk Hogan, actor (Rocky III) și wrestler american (n. 1953)
- 25 iulie: Herbert Pankau, fotbalist german, medaliat olimpic cu bronz (1964) (n. 1941)
- 27 iulie: Horst Mahler, extremist german (n. 1936)
- 28 iulie: Alejandra Oliveras, boxeriță profesionistă argentiniană  (n. 1978)
- 30 iulie: David Argue, actor australian (n. 1959)
- 30 iulie: Laura Dahlmeier, biatlonistă germană, medaliată olimpică cu aur și argint (2018) (n. 1993)
- 30 iulie: Georgeta Stoica, etnologă, muzeoloagă și cercetătoare română (n. 1932)
- 31 iulie: Marlena Zagoni-Predescu, canotoare română, medaliată olimpică cu bronz (1980) (n. 1951)

### August
- 1 august: Axel Kutsch, poet și editor german (n. 1945)
- 2 august: Vladimir Popov, luptător rus, medaliat olimpic cu bronz (1988) (n. 1962)
- 3 august: Loni Anderson,  actriță americană de film și televiziune (n. 1945)
- 5 august: Jorge Costa, fotbalist și antrenor de fotbal portugez (CFR Cluj, CS Gaz Metan Mediaș) (n. 1971)
- 5 august: Ion Iliescu, politician român, Președinte al României (1990-1996, 2000-2004) (n. 1930)
- 7 august: Lucia Efrim, jurnalistă și editorialistă română (n. 1968)
- 7 august: James Lovell, astronaut american (n. 1928)
- 7 august: Myint Swe, politician birmanez, președinte interimar al Myanmarului (2018, 2021–2024) (n. 1951)
- 9 august: Vladimir Socor, analist politic român (n. 1945)
- 10 august: Kunishige Kamamoto, fotbalist japonez (n. 1944)
- 12 august: Alfredo Diana, politician italian, membru al Parlamentului European (1979–1984) (n. 1930)
- 13 august: Emanuel Jardim Fernandes, politician spaniol, membru al Parlamentului European (2004–2009) (n. 1944)
- 13 august: Sonallah Ibrahim, scriitor egiptean (n. 1937)
- 14 august: Vece Paes, jucător de hochei de iarbă indian, medaliat olimpic cu bronz (1972 (n. 1945)
- 16 august: Pippo Baudo, moderator de televiziune italian (n. 1936)
- 17 august: Paolo Angioni, călăreț italian, campion olimpic cu echipa (1964) (n. 1938)
- 17 august: Niilo Halonen, schior finladez, medaliat olimpic cu argint (1960) (n. 1940)
- 17 august: Terence Stamp, actor englez (n. 1938)
- 18 august: Sandrino Gavriloaia, jurnalist român (n. 1964)
- 18 august: Nicolae Todos, politician moldovean, deputat în Parlamentul Republicii Moldova (1991–1998) (n. 1935)
- 19 august: Razak Omotoyossi, fotbalist din Benin (Sheriff Tiraspol) (n. 1985)
- 20 august: Francesco Musotto, politician italian, membru al Parlamentului European (1999–2008) (n. 1947)

### Nedatate
- Georgeta Ciungan, atletă română, specializată în proba de 400 m garduri (n. 1973)
- iulie: Jose Iacobescu, inginer român (n. 1932)

### Galeria celor decedați în 2025

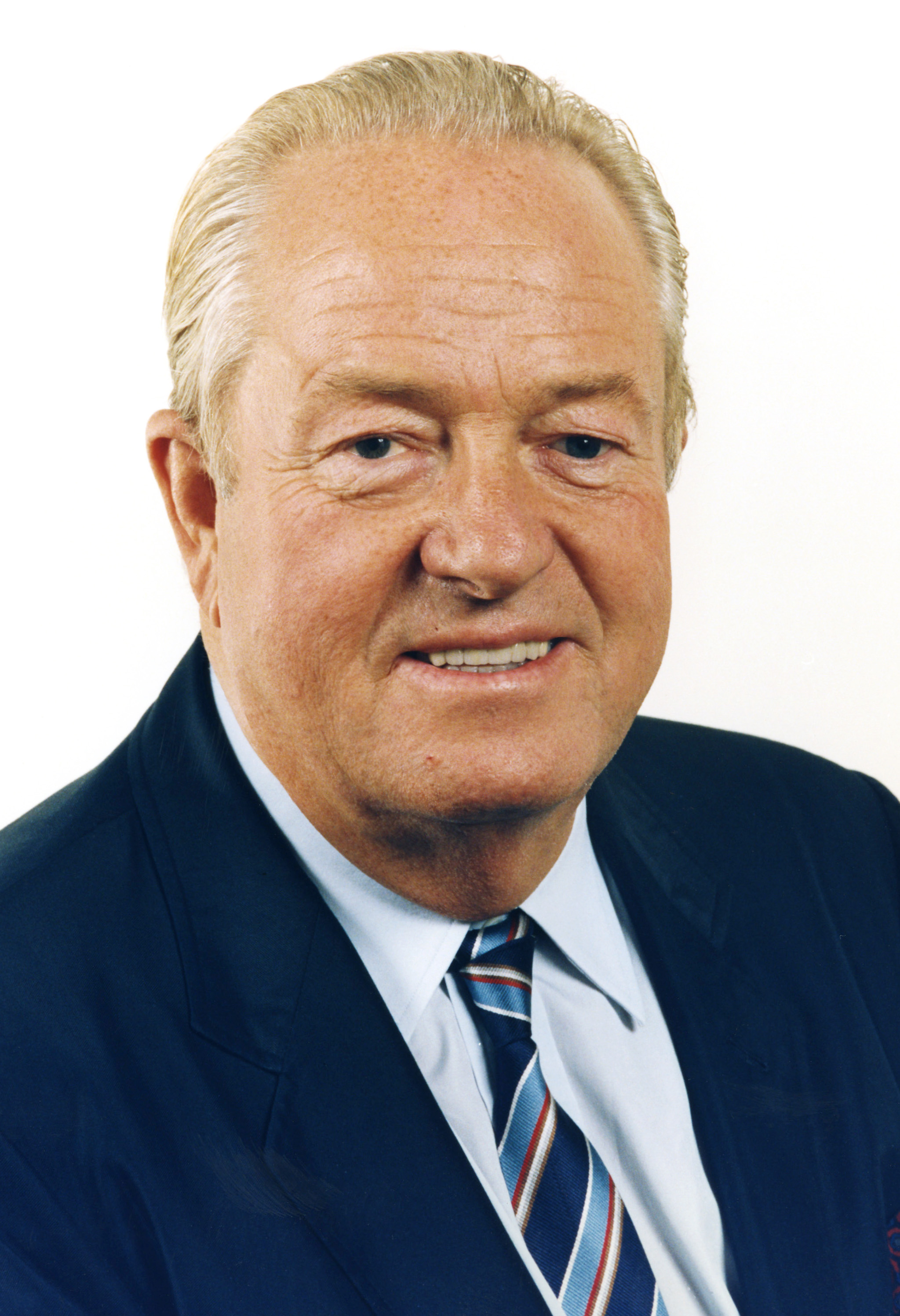
7 ianuarie: Jean-Marie Le Pen, politician francez, membru al Parlamentului European
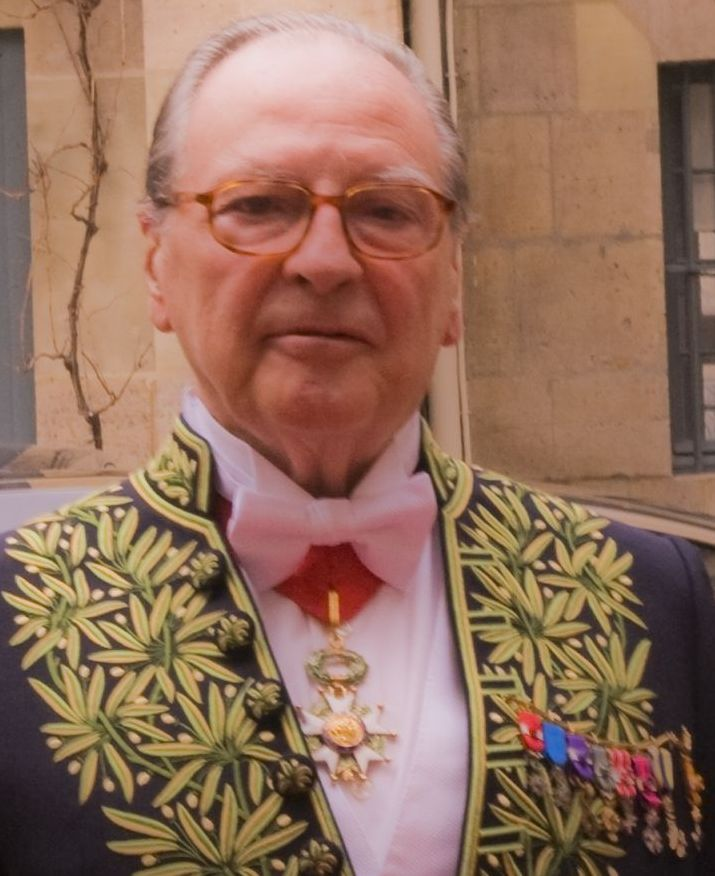
8 ianuarie: Gabriel de Broglie, istoric și om de stat francez, membru de onoare al Academiei Române
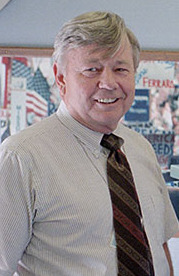
12 ianuarie: Stuart Spencer, consultant politic american
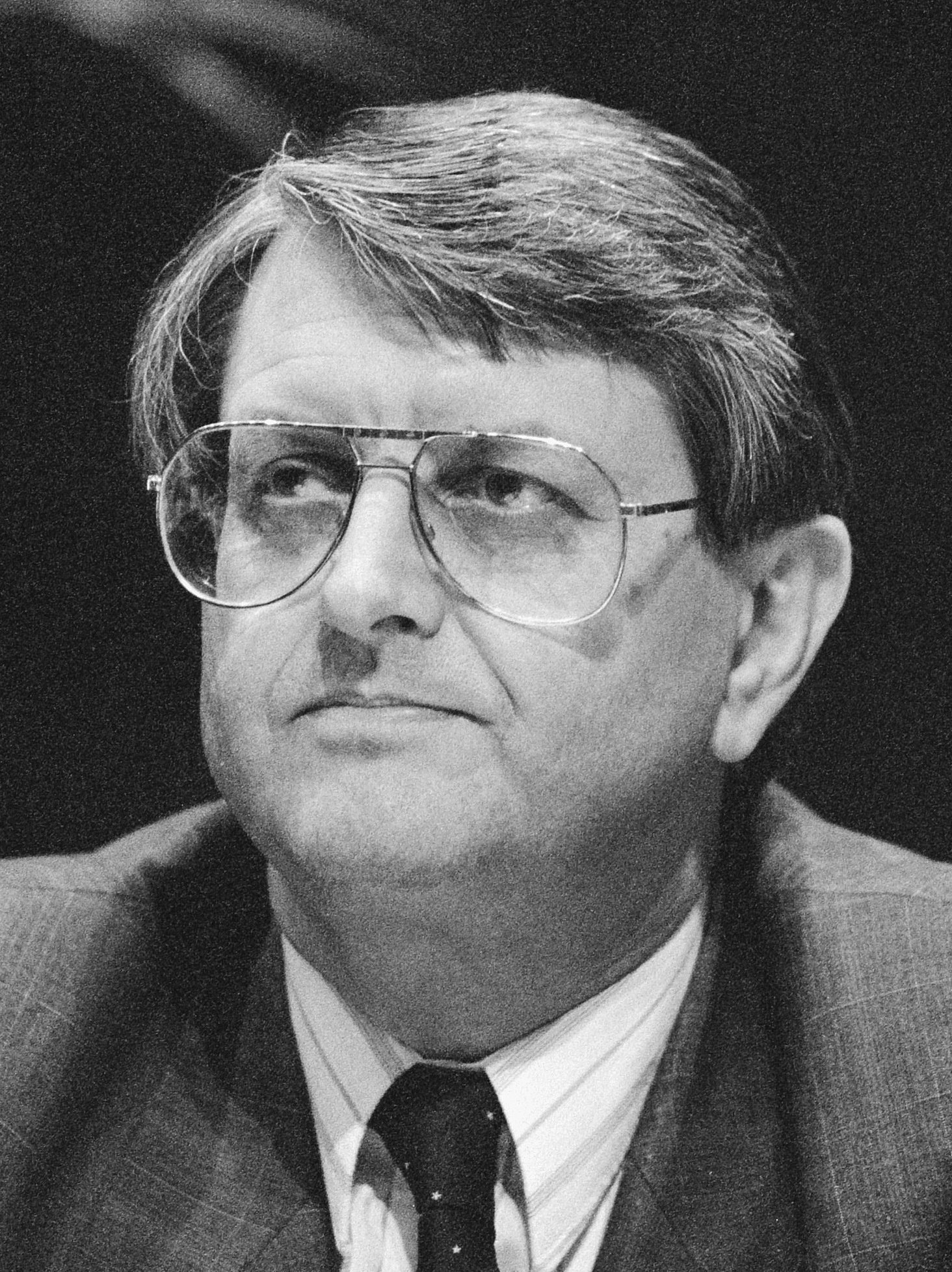
13 ianuarie: Jean Penders, om politic din Țările de Jos, membru al Parlamentul European
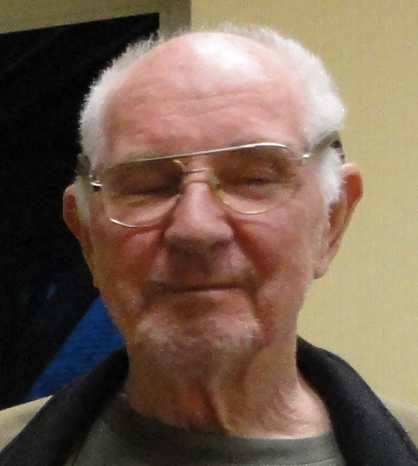
16 ianuarie: Jack Guittet, scrimer francez, medaliat olimpic cu bronz
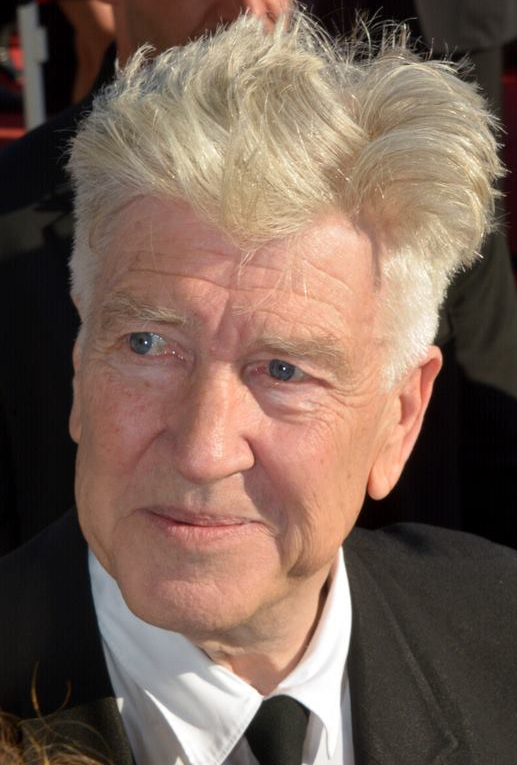
16 ianuarie: David Lynch, regizor american
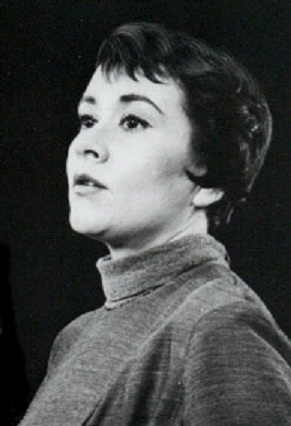
16 ianuarie: Joan Plowright, actriță britanică
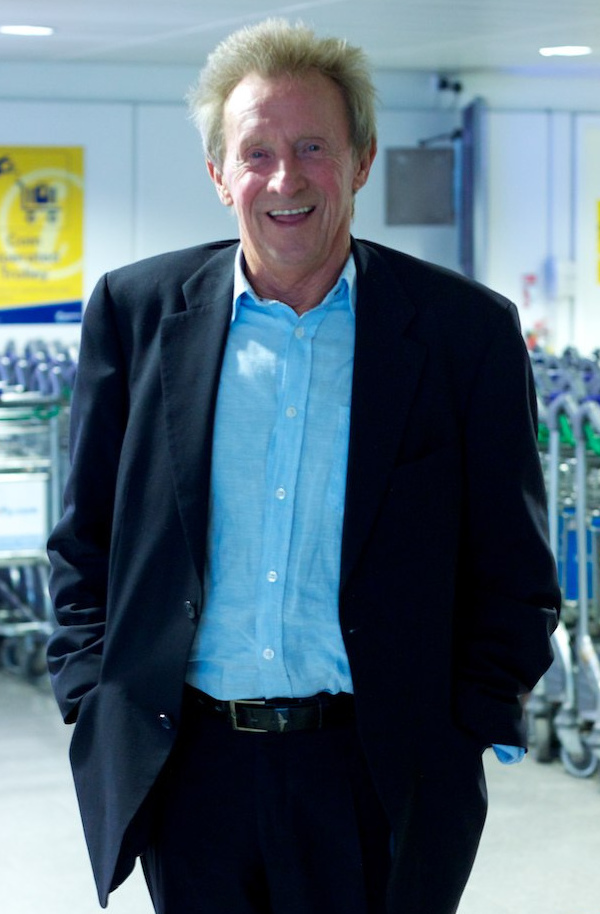
17 ianuarie: Denis Law, fotbalist scoțian
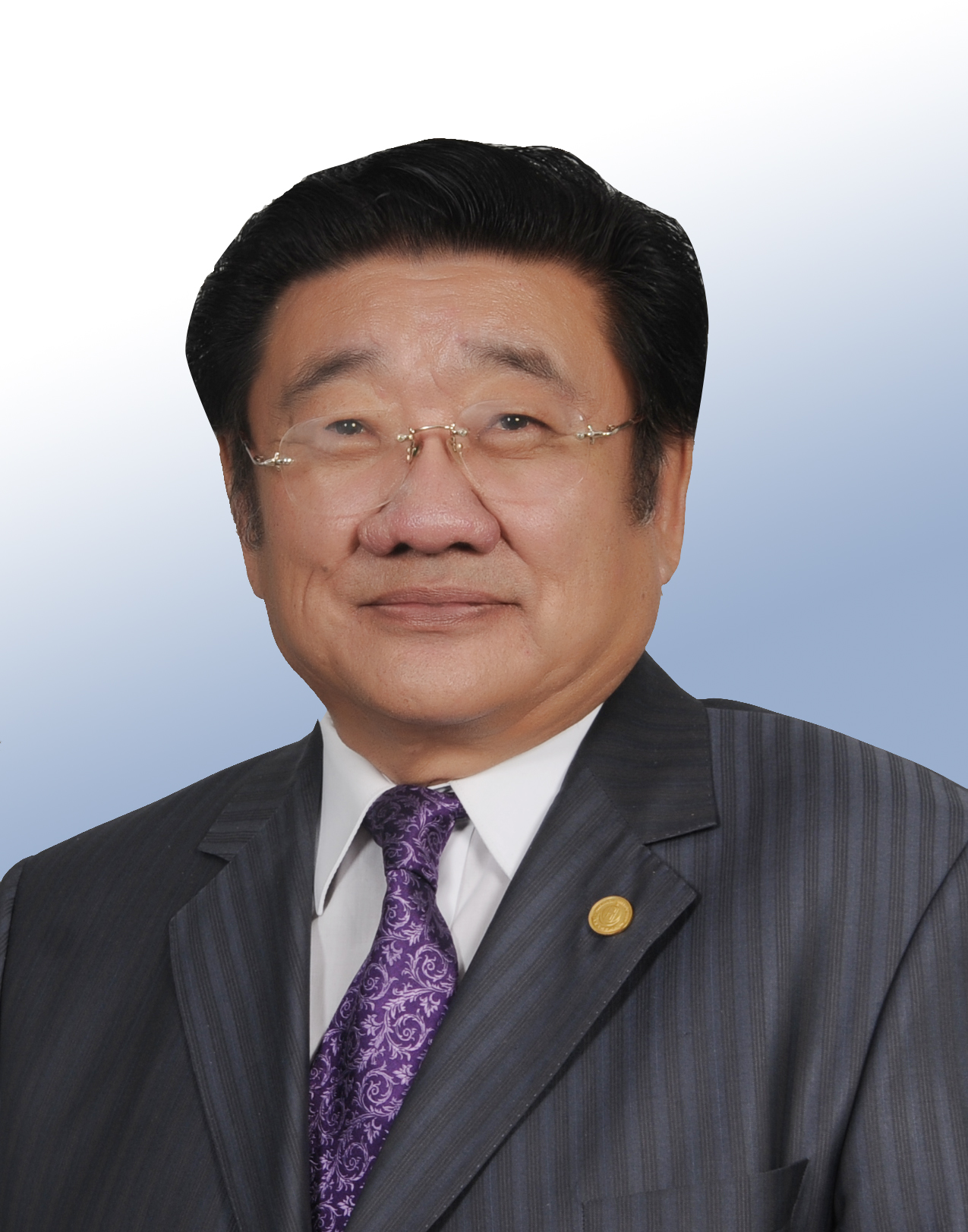
17 ianuarie: Punsalmaagiin Ochirbat, om politic din Mongolia, primul președinte al Republicii Mongolia
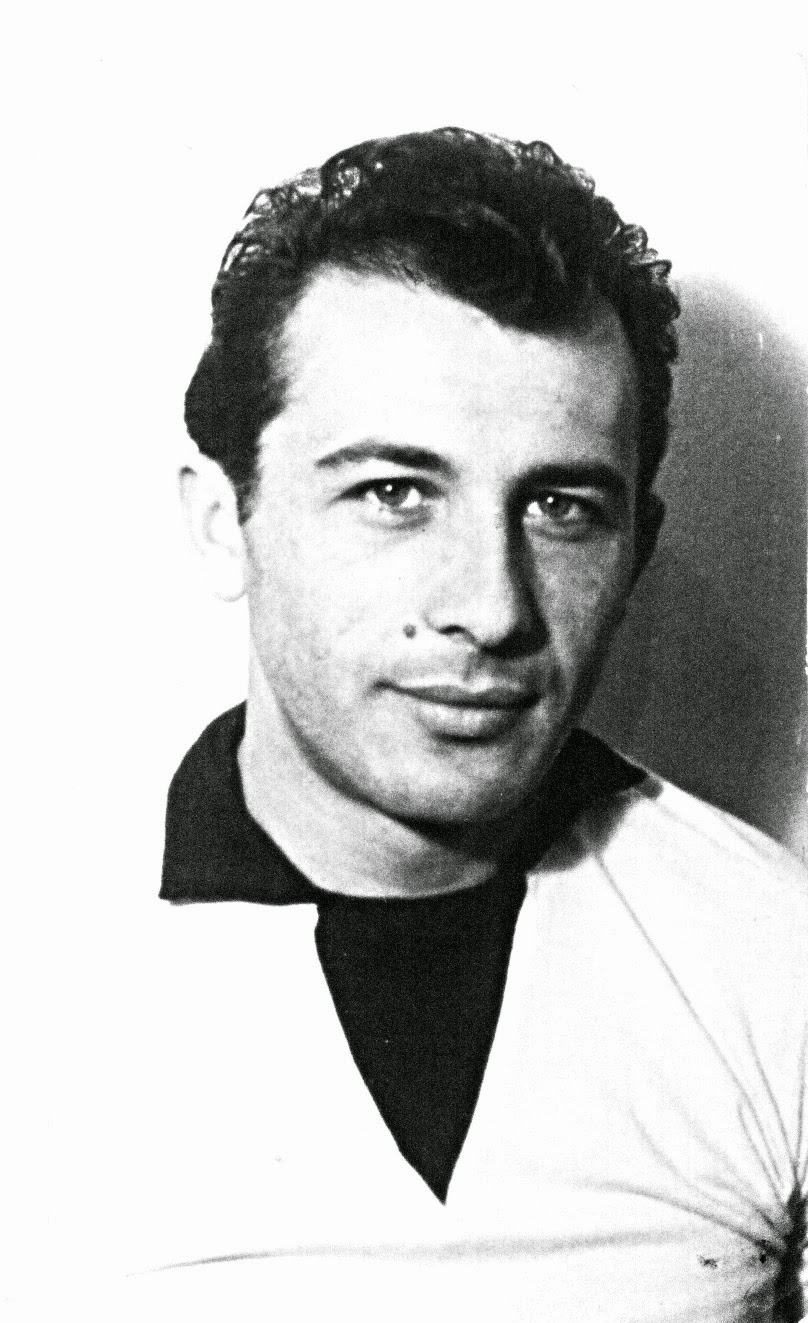
18 ianuarie: Nicolae Oaidă, fotbalist român
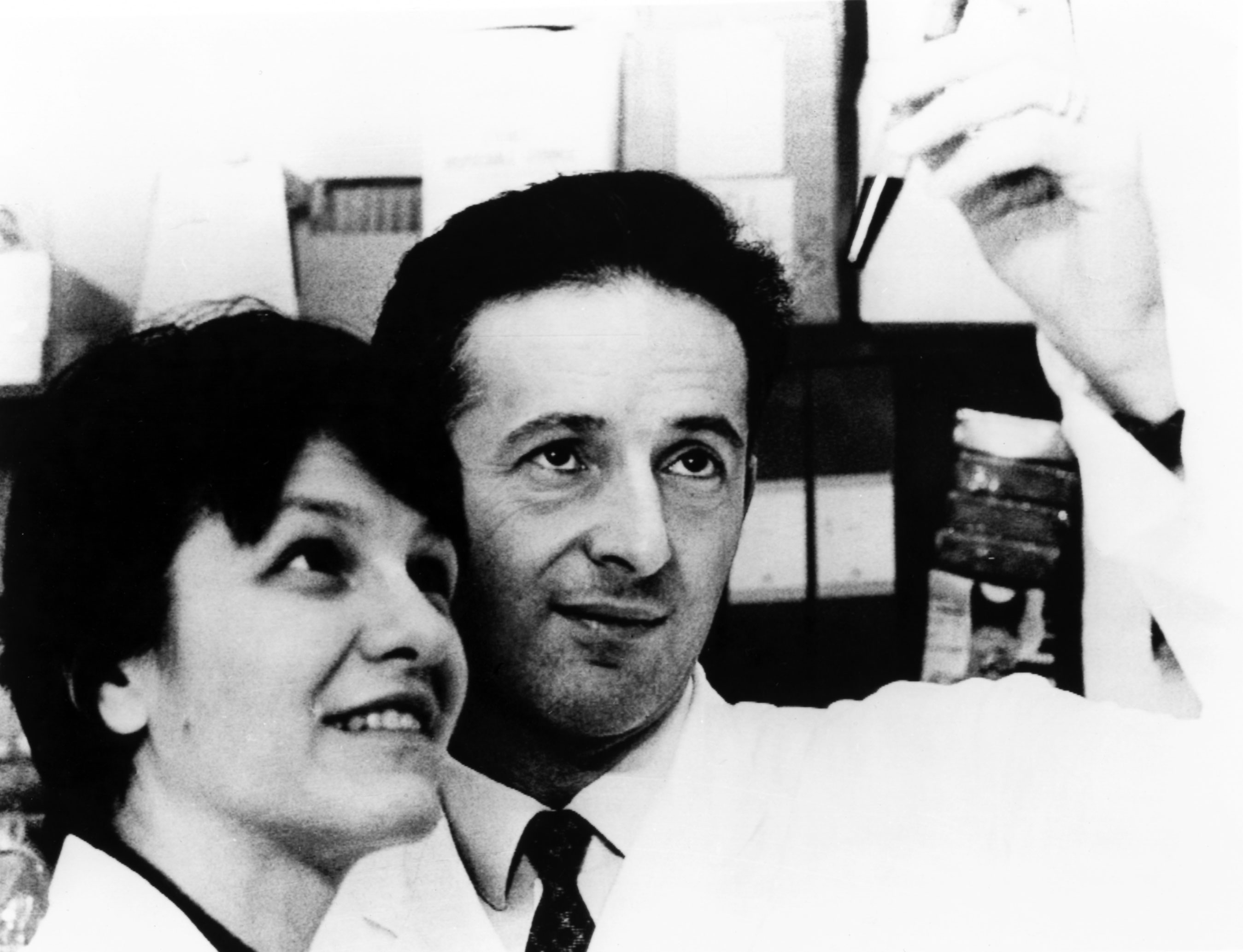
19 ianuarie: Eva Klein, om de știință suedezo-maghiar
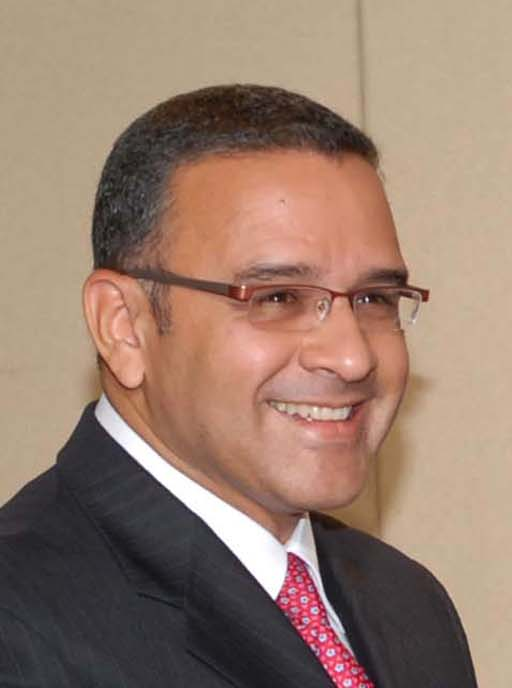
21 ianuarie: Mauricio Funes, jurnalist și om politic salvadorez, președinte al Republicii El Salvador
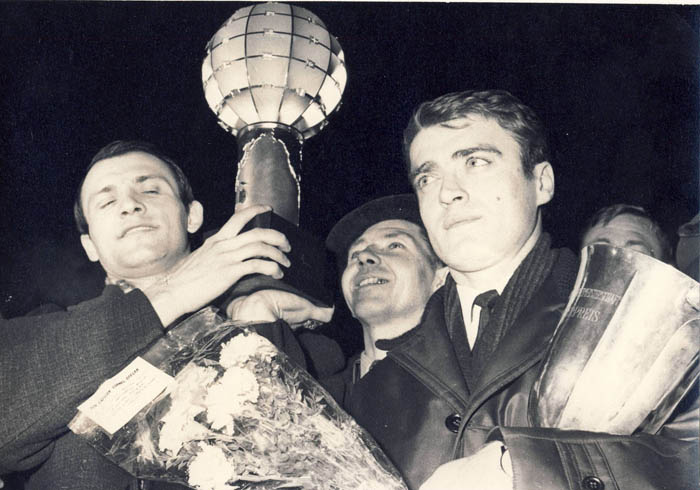
22 ianuarie: Cornel Oțelea, handbalist român
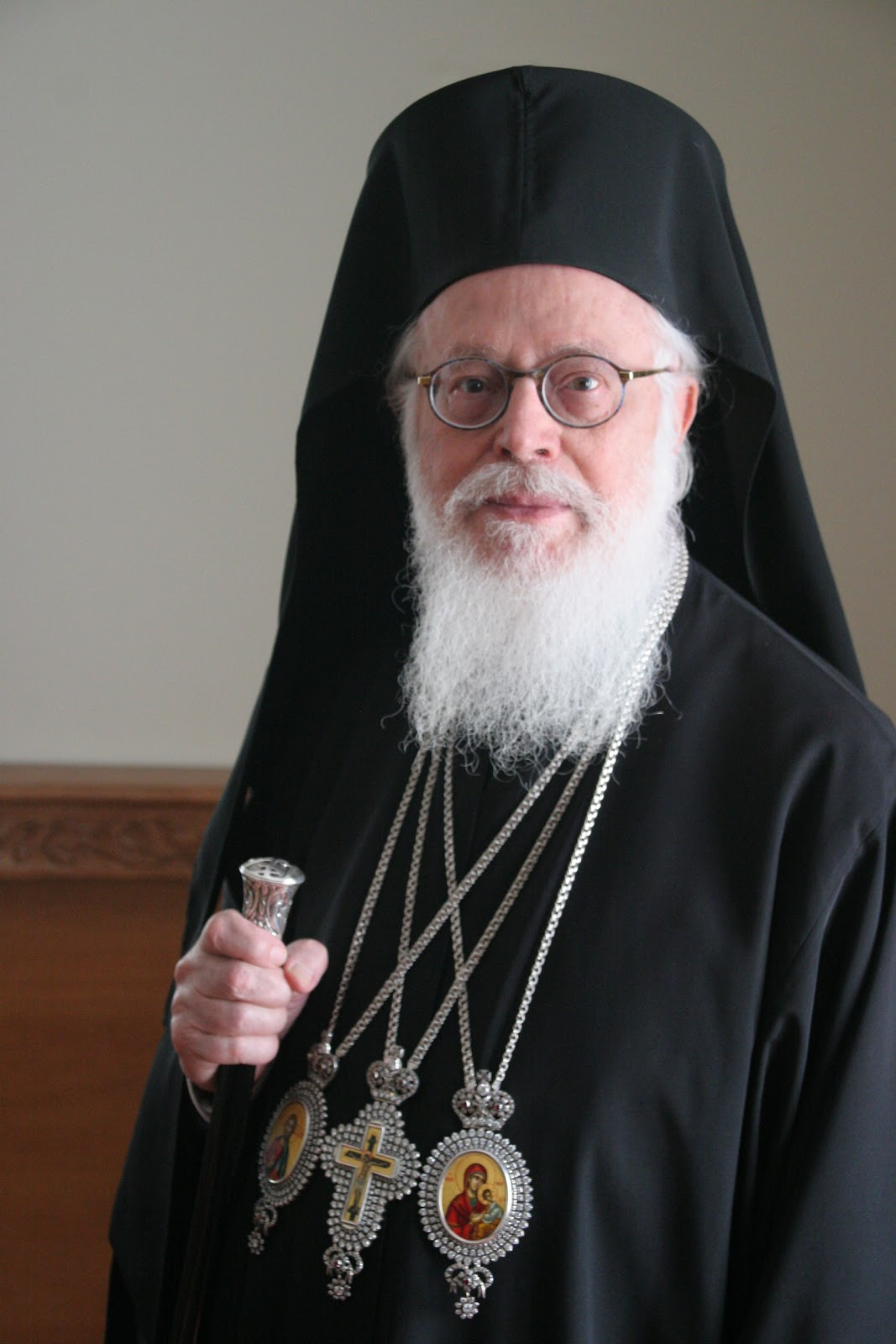
25 ianuarie: Anastasios al Albaniei, arhiepiscopul ortodox al Tiranei, al Durrës-ului și al întregii Albanii
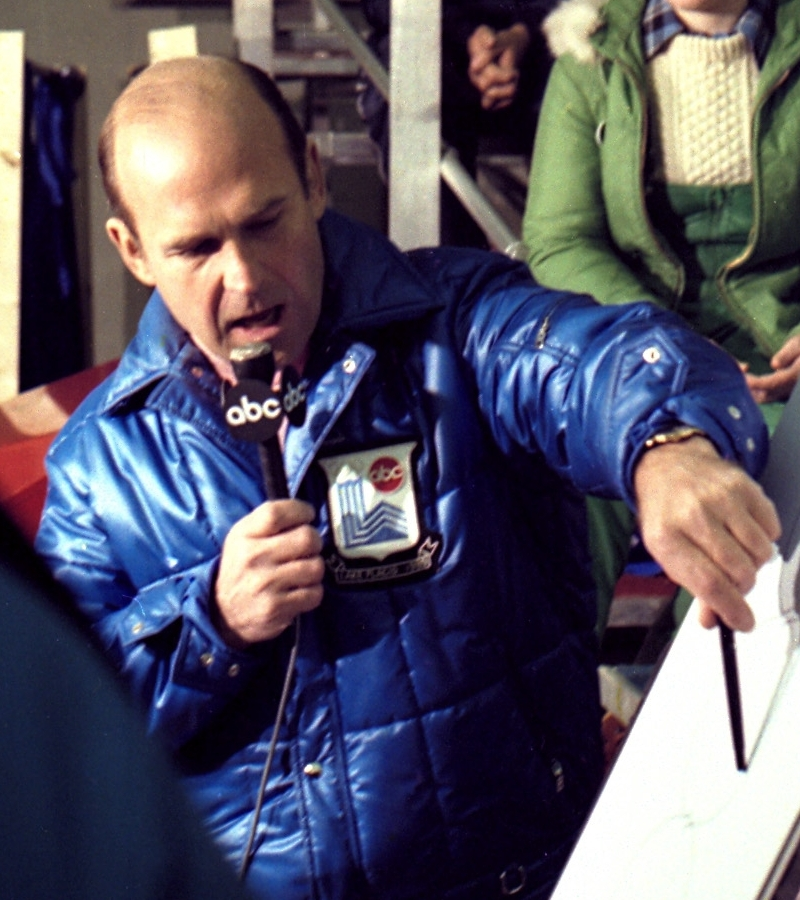
30 ianuarie: Dick Button, patinator american, campion olimpic
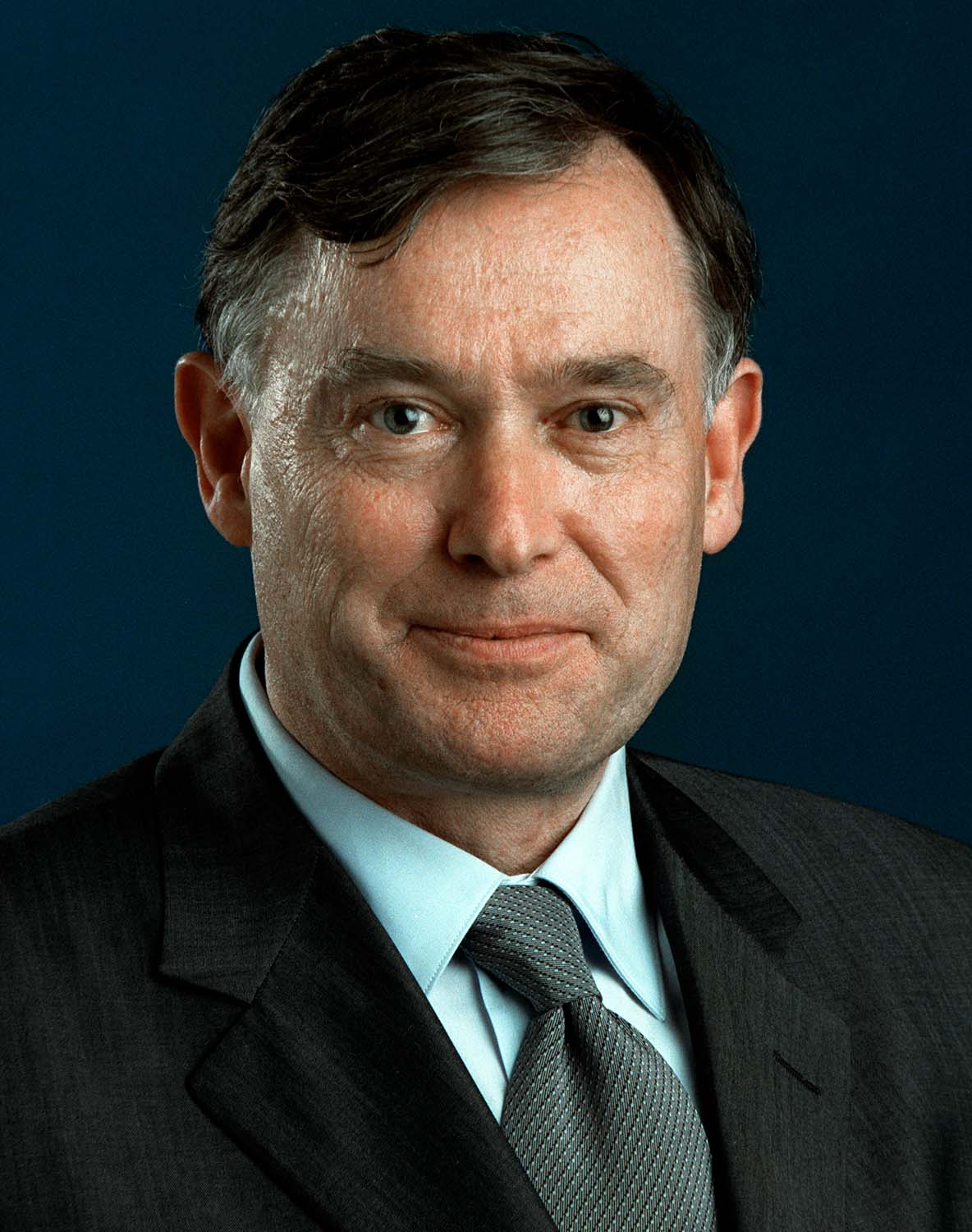
1 februarie: Horst Köhler, economist și politician german, președinte al Germaniei
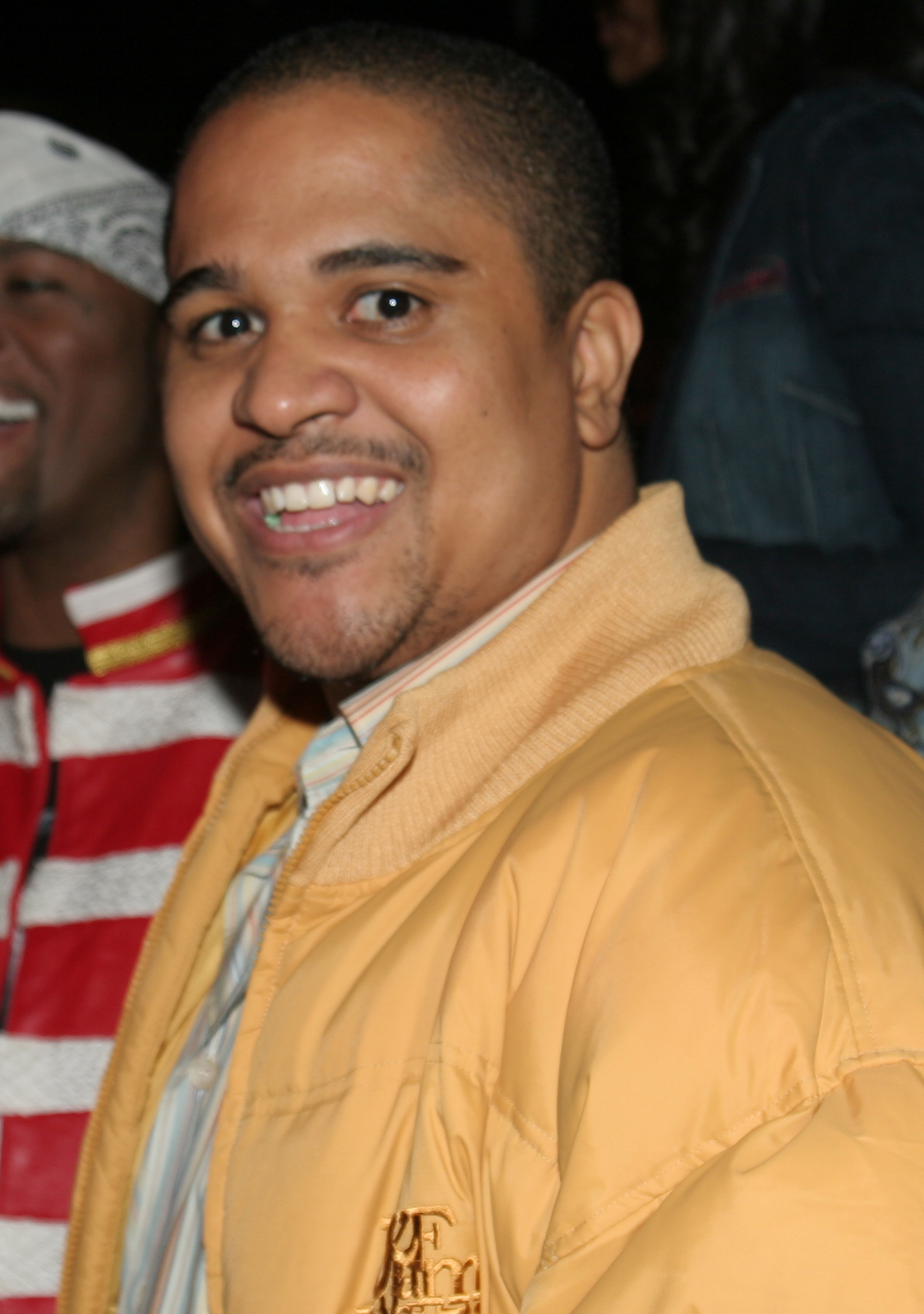
5 februarie: Irv Gotti, producător american de muzică hip hop și R&B
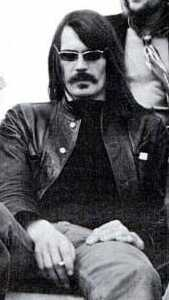
5 februarie: Mike Ratledge, muzician britanic
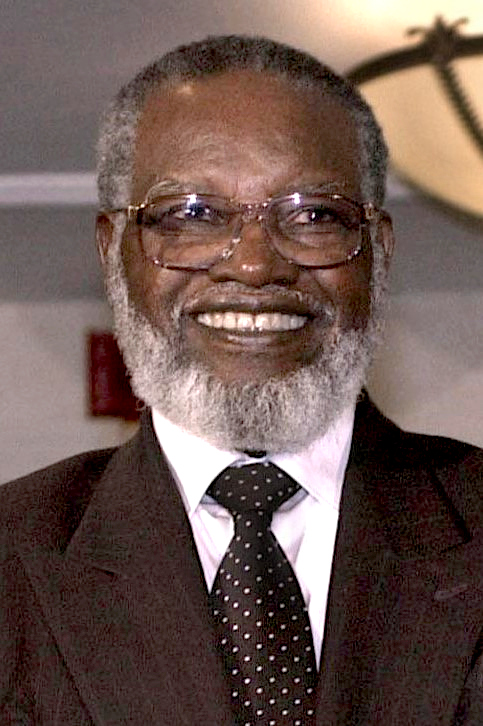
8 februarie: Sam Nujoma, politician namibian, președinte al Namibiei
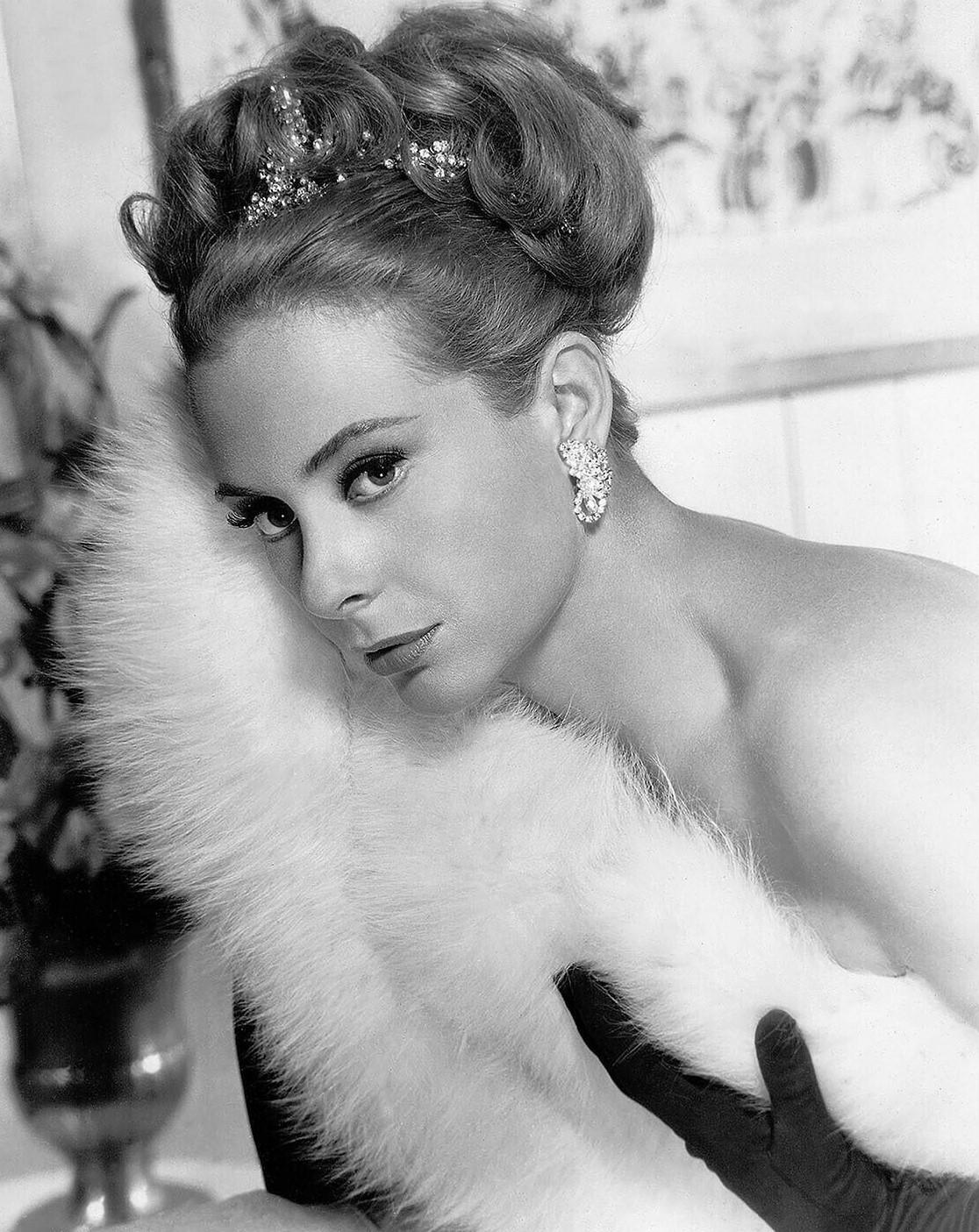
14 februarie: Geneviève Page, actriță franceză
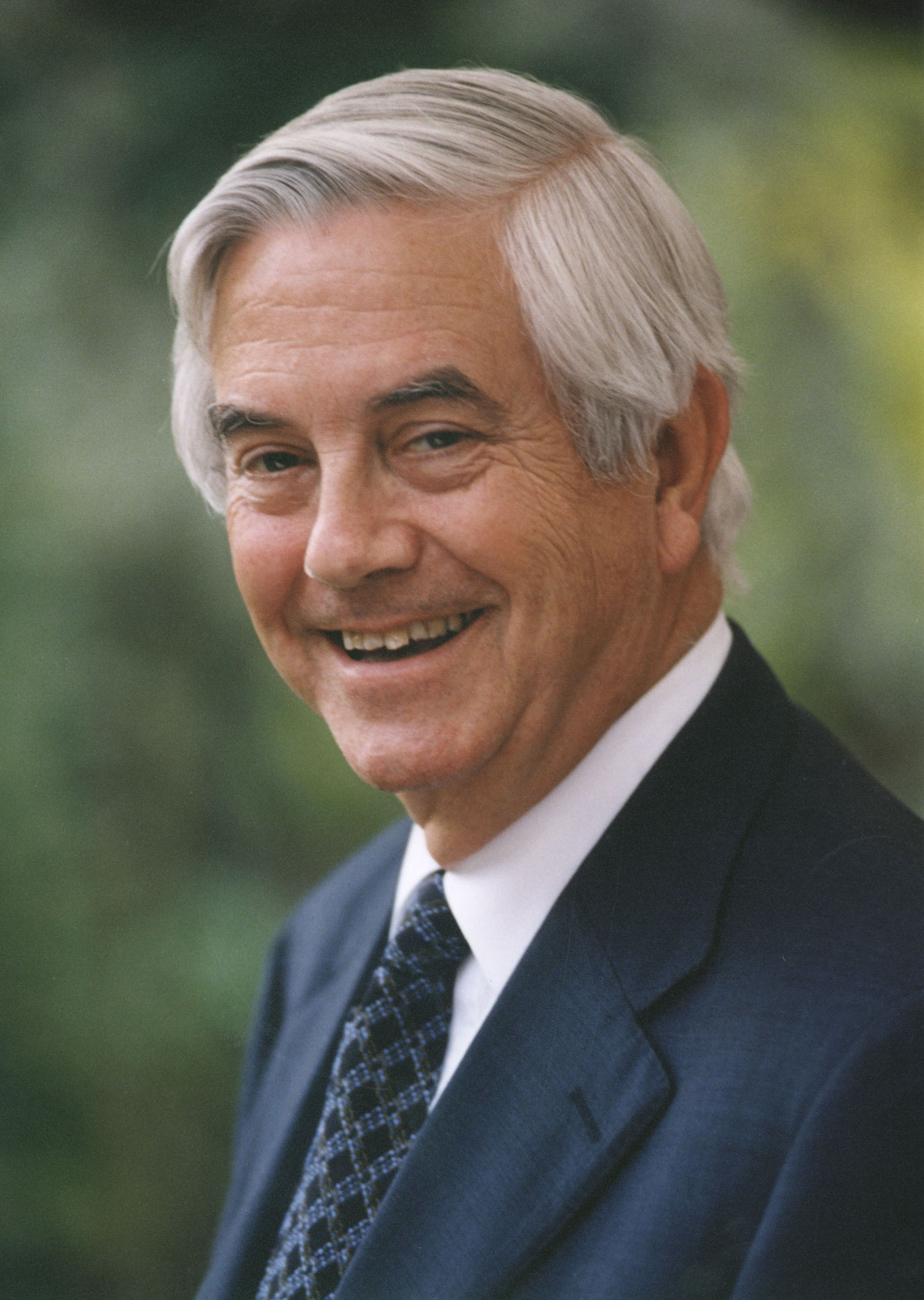
17 februarie: Frits Bolkestein, politician neerlandez, comisar european
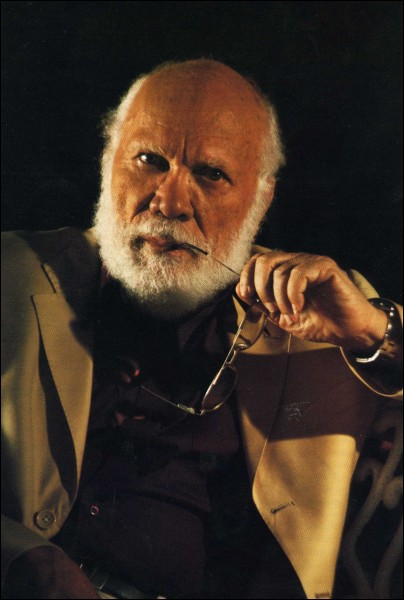
20 februarie: Frankétienne, scriitor, poet, dramaturg, muzician și pictor din Haiti
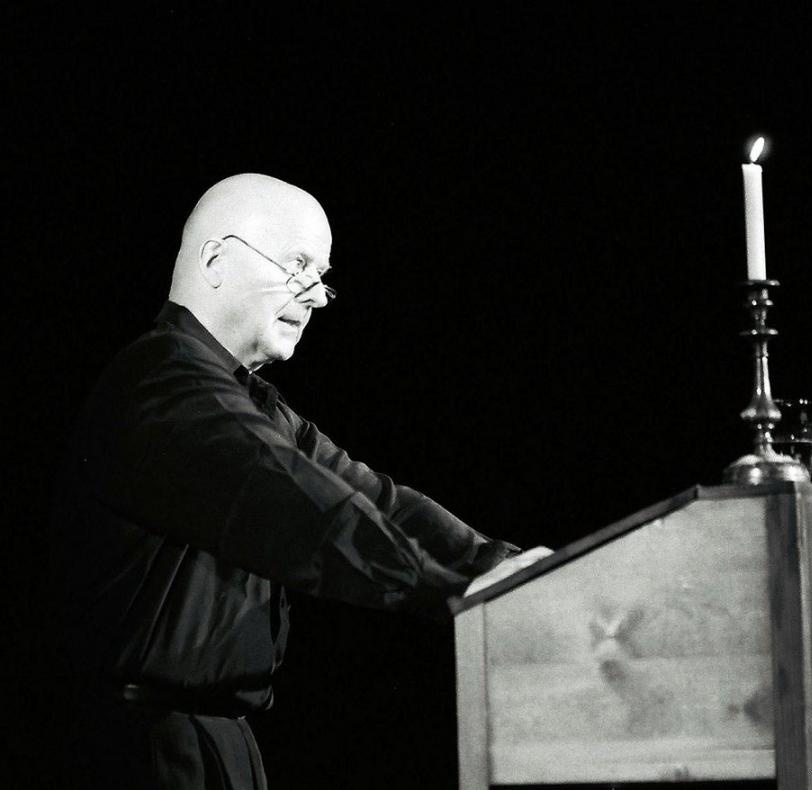
20 februarie: Friedrich-Wilhelm Junge, actor de teatru german
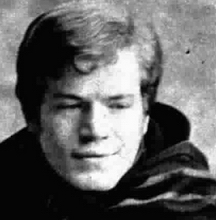
22 februarie: Gianni Pettenati, cântăreț și critic muzical italian
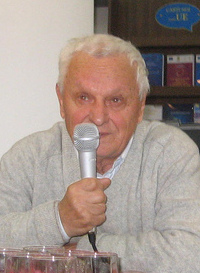
25 februarie: Vladimir Beșleagă, eseist, jurnalist, prozator, scriitor, traducător din Republica Moldova, deputat în Parlamentul Republicii Moldova
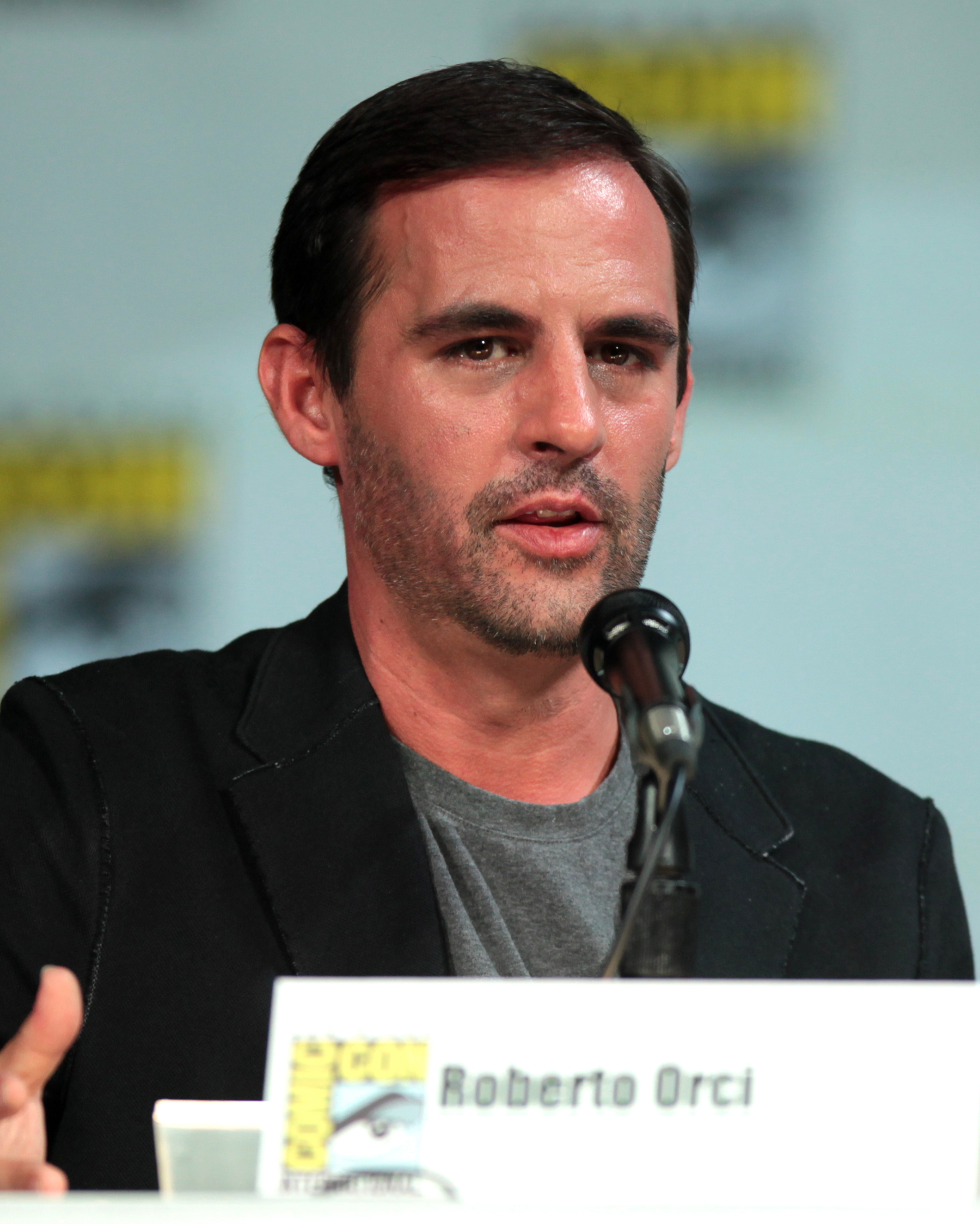
25 februarie: Roberto Orci, scriitor și producător de film și televiziune americano-mexican
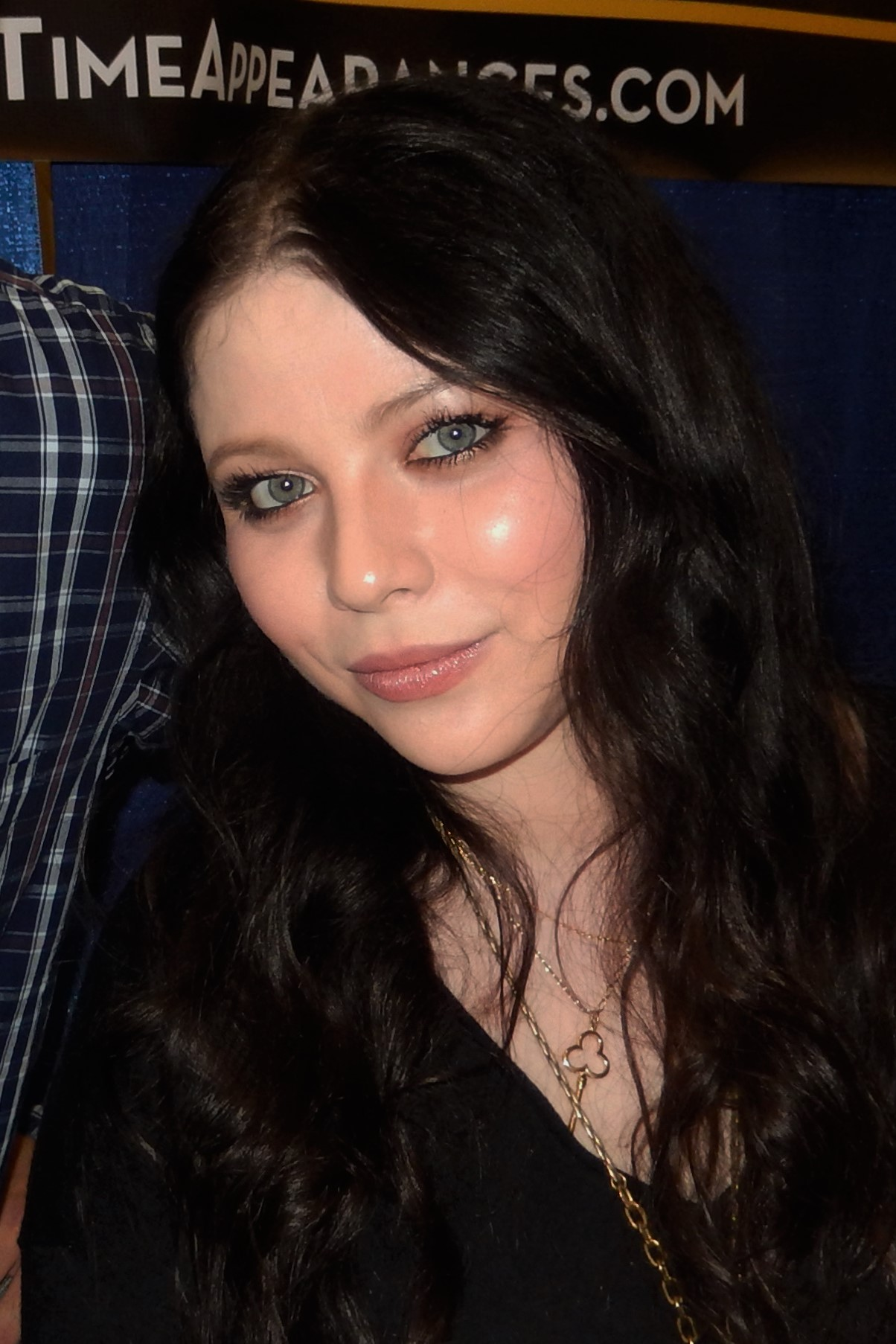
26 februarie: Michelle Trachtenberg, actriță americană
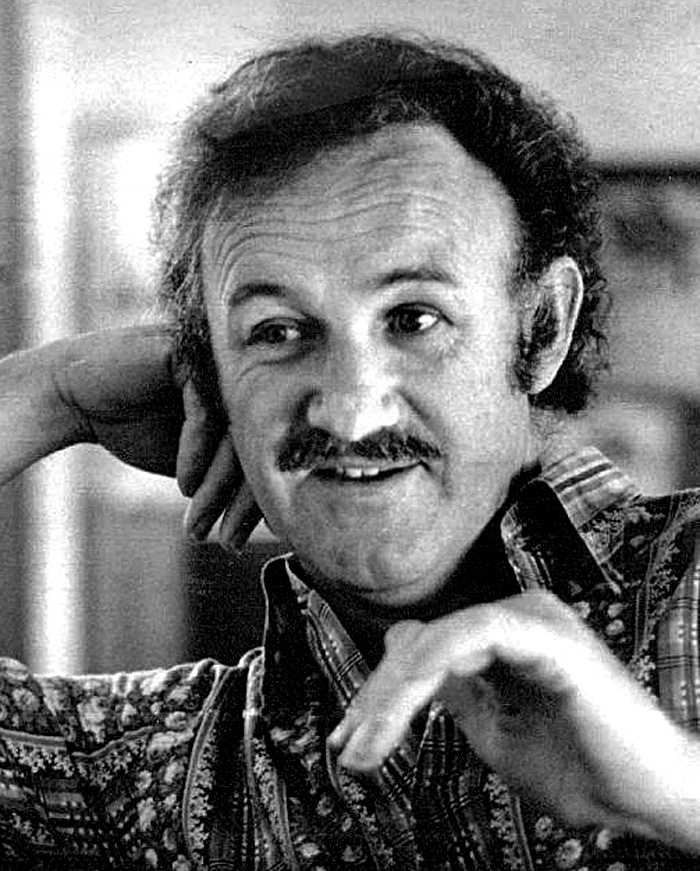
26 februarie: Gene Hackman, actor american
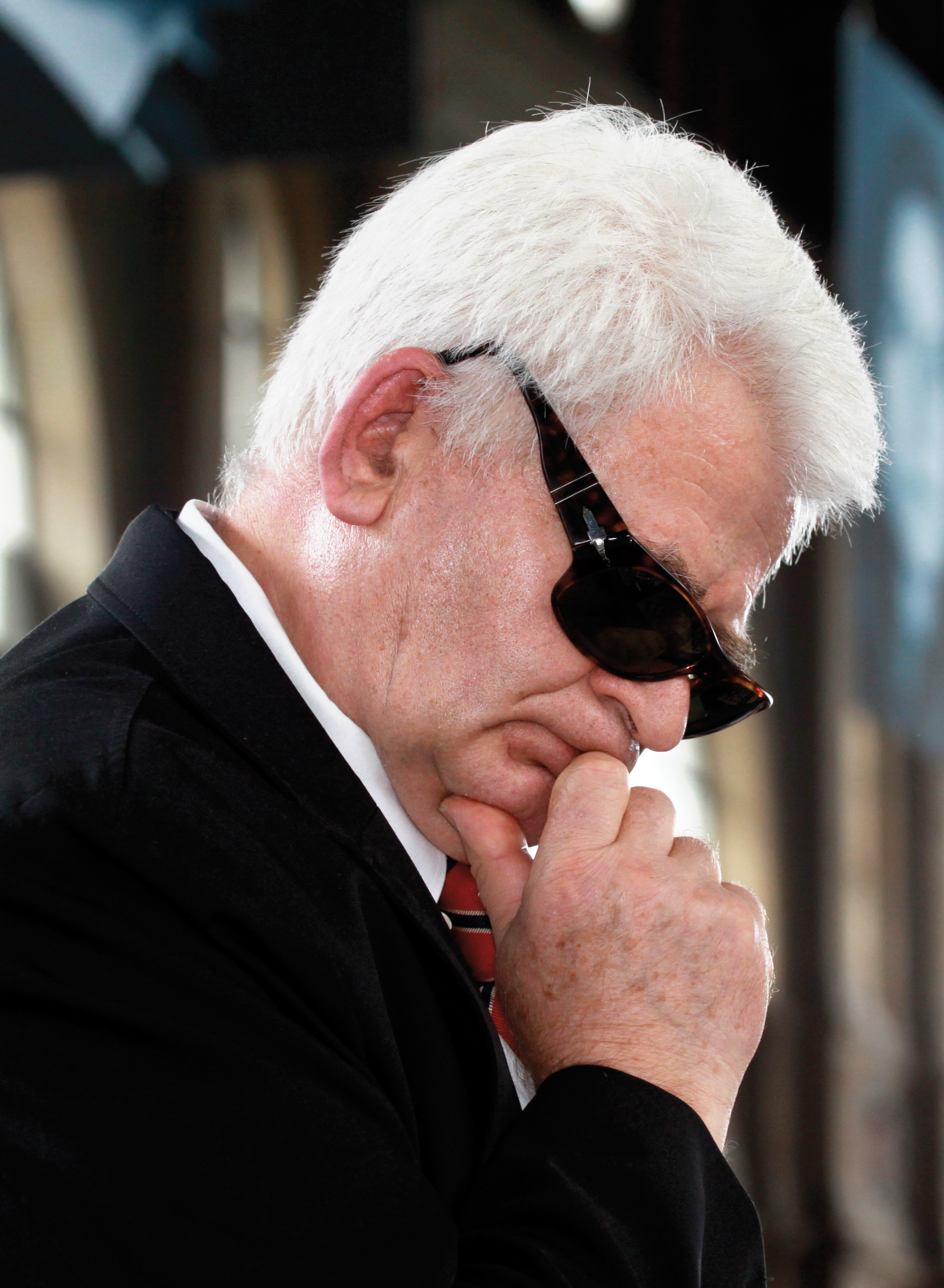
27 februarie: Boris Spasski, șahmatist rus, maestru internațional
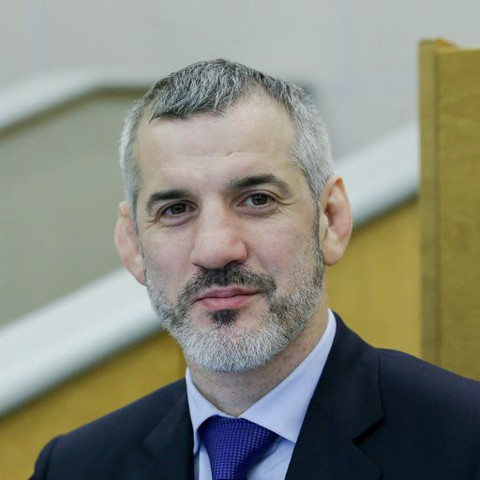
2 martie: Buvaisar Saitiev, luptător rus, medaliat olimpic cu aur
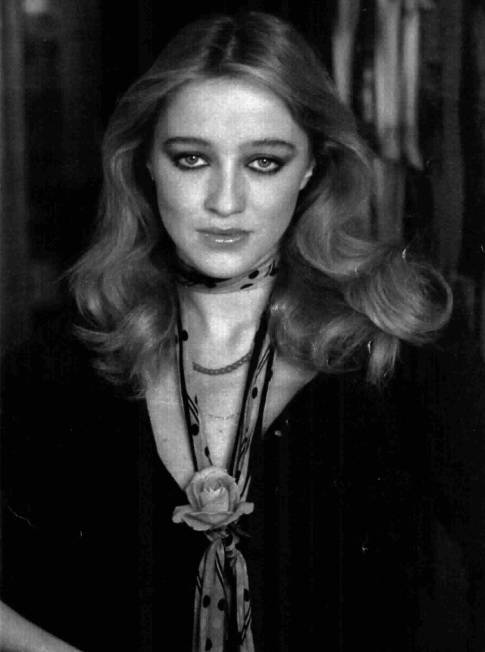
3 martie: Eleonora Giorgi, actriță și regizoare italiană de film
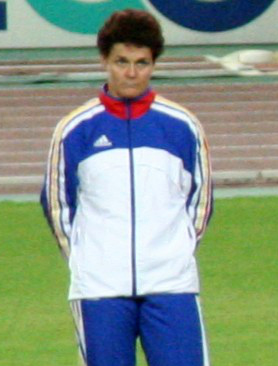
3 martie: Felicia Țilea-Moldovan, aruncătoare de suliță română
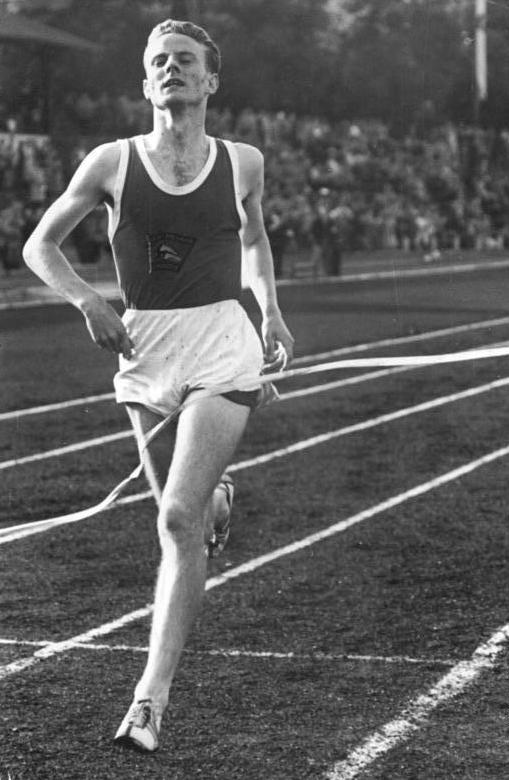
6 martie: Klaus Richtzenhain, semifondist german, medaliat olimpic cu argint
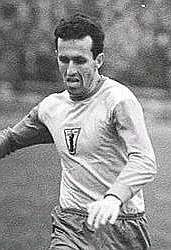
7 martie: Jürgen Piepenburg, fotbalist și antrenor german
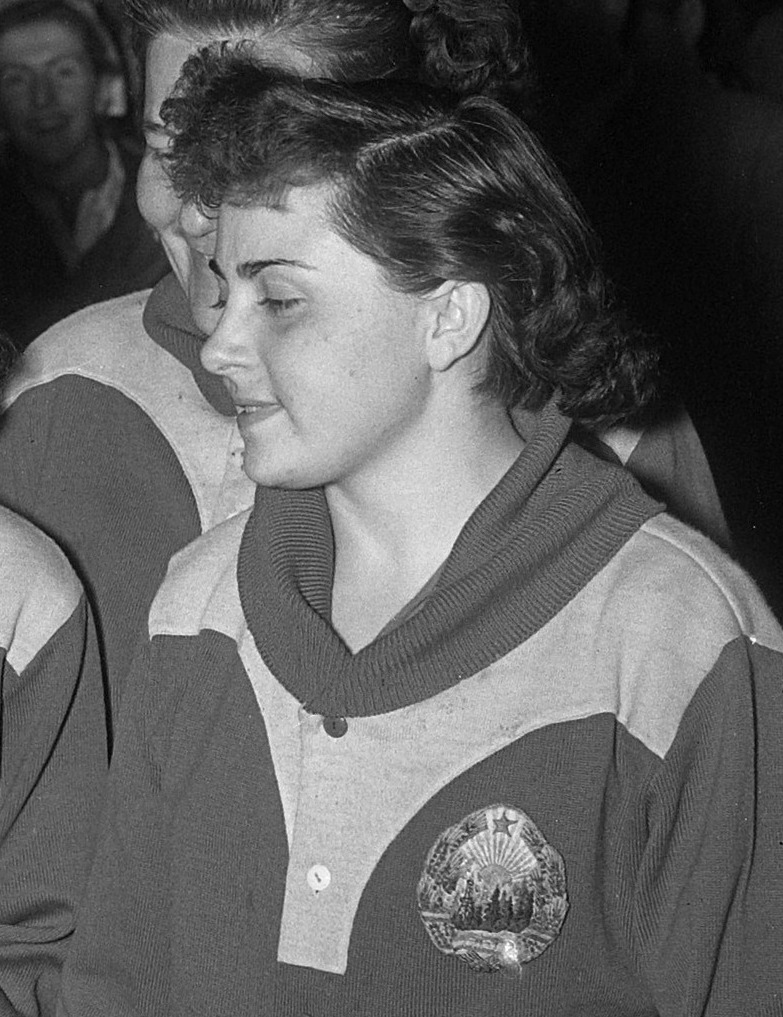
8 martie: Ella Zeller, jucătoare și antrenoare română de tenis de masă
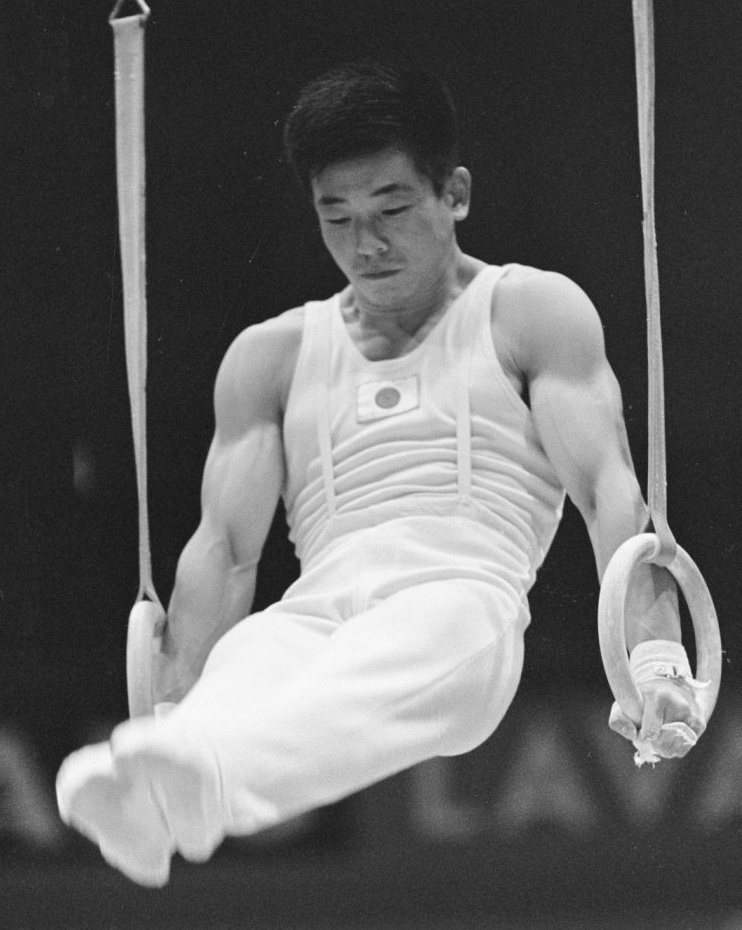
9 martie: Akinori Nakayama, gimnast artistic japonez, medaliat olimpic cu aur
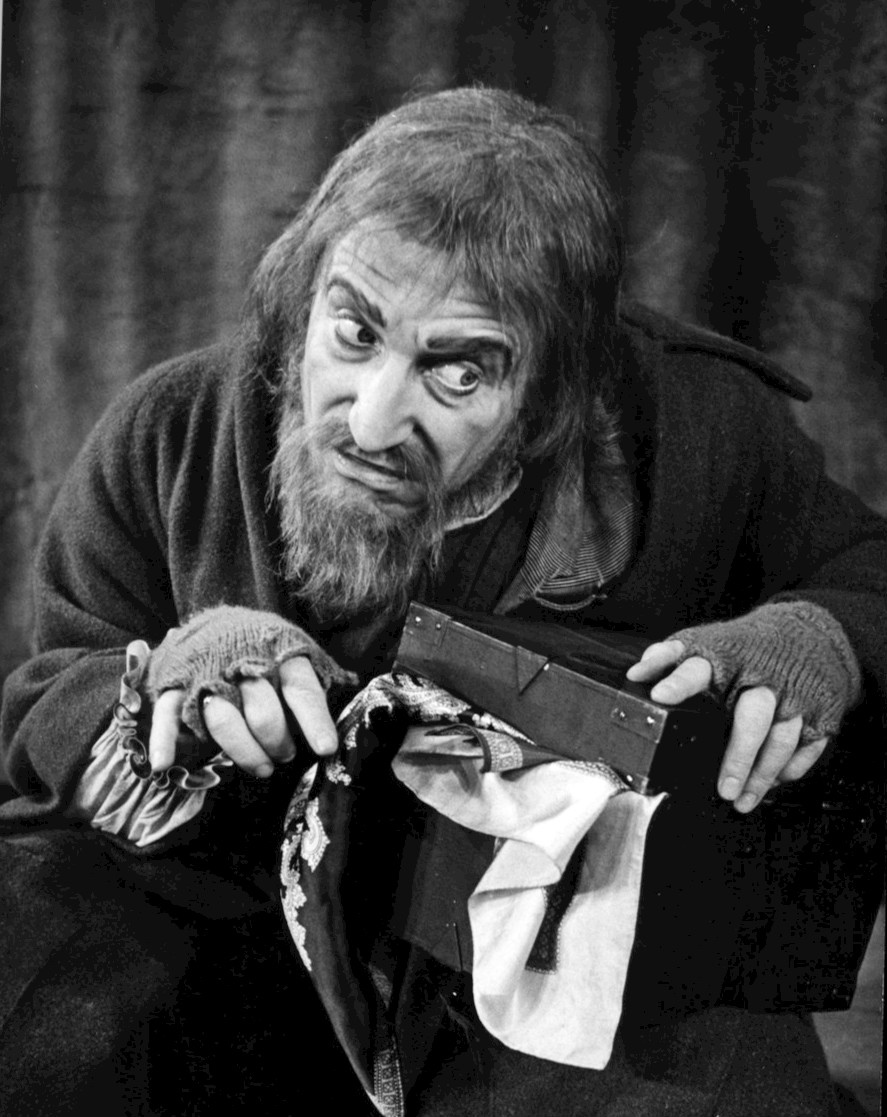
11 martie: Clive Revill, actor de film neozeelandez
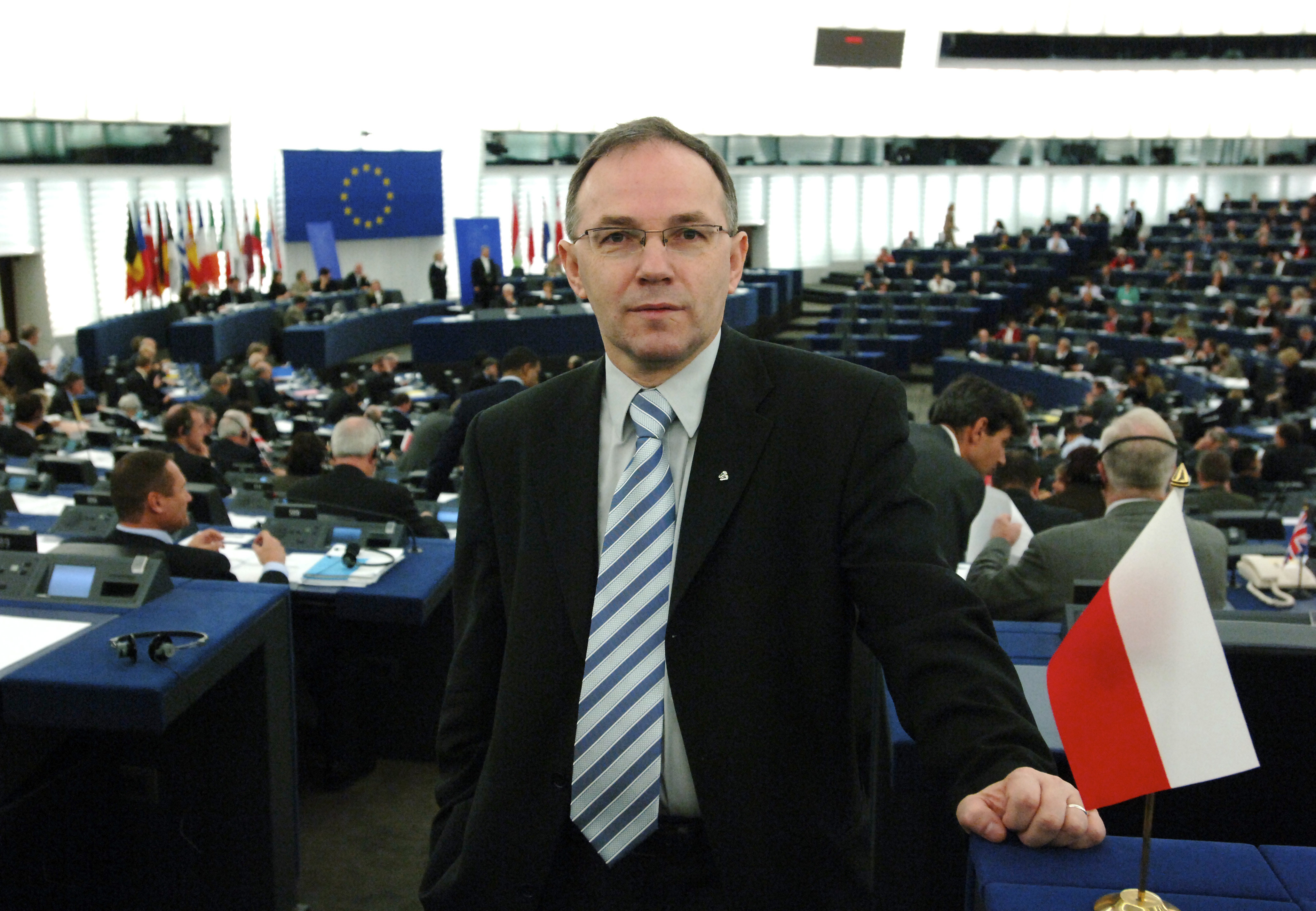
11 martie: Witold Tomczak, om politic polonez, membru al Parlamentului European
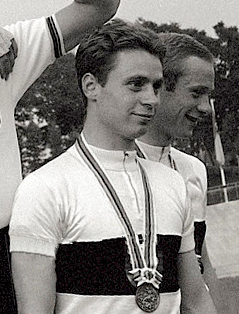
12 martie: Klaus Kobusch, ciclist de performanță german, medaliat olimpic cu bronz
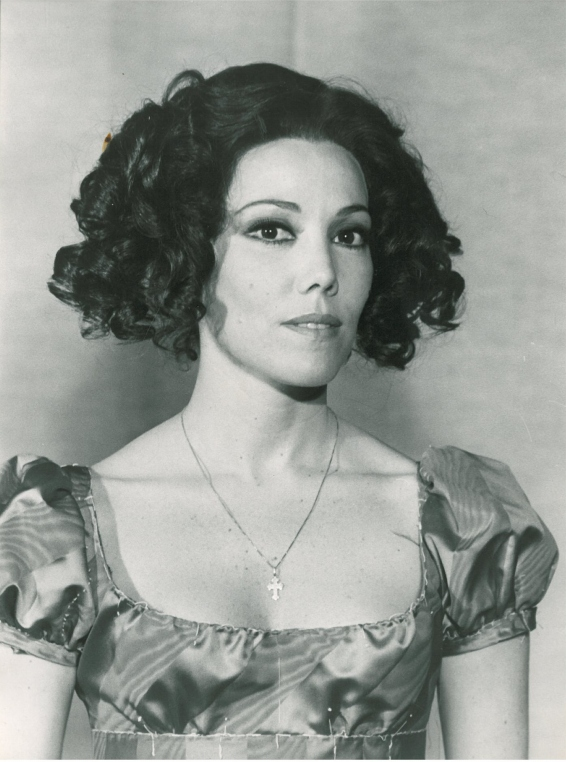
13 martie: Grazia Maria Spina, actriță italiană
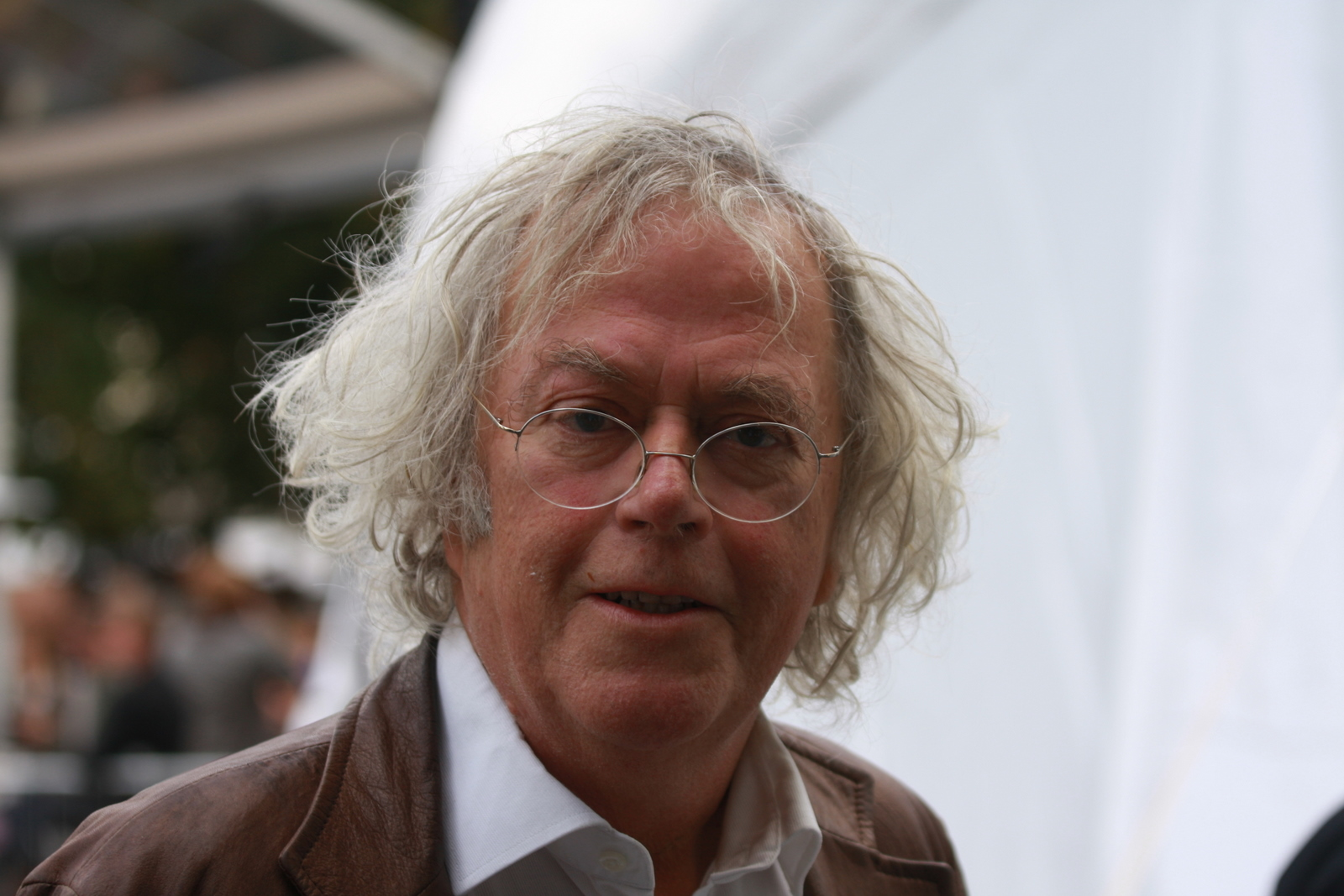
14 martie: Dag Solstad, romancier, dramaturg și nuvelist norvegian
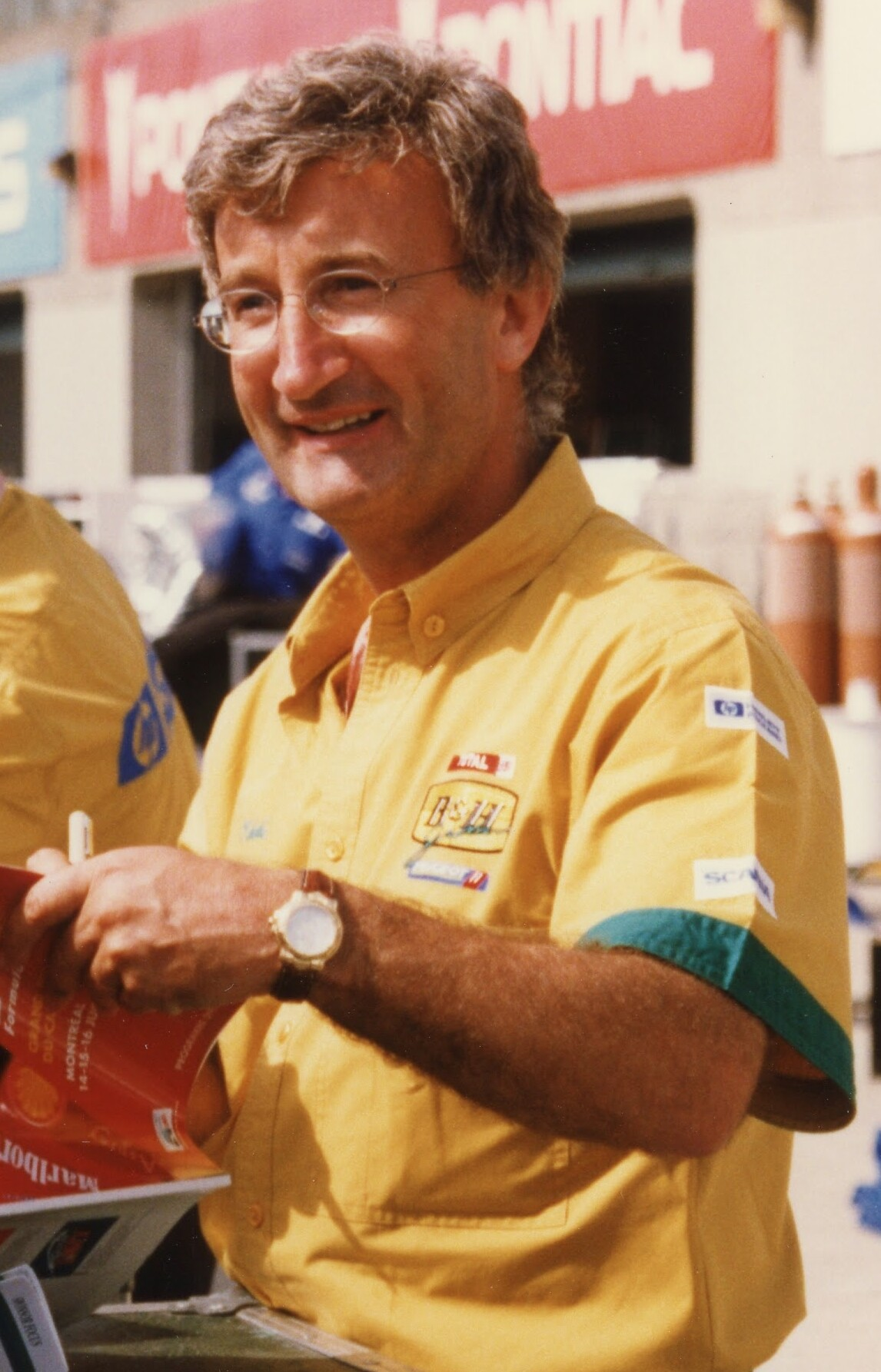
20 martie: Eddie Jordan, om de afaceri irlandez, personalitate de televiziune și fost proprietar de echipă de sport cu motor
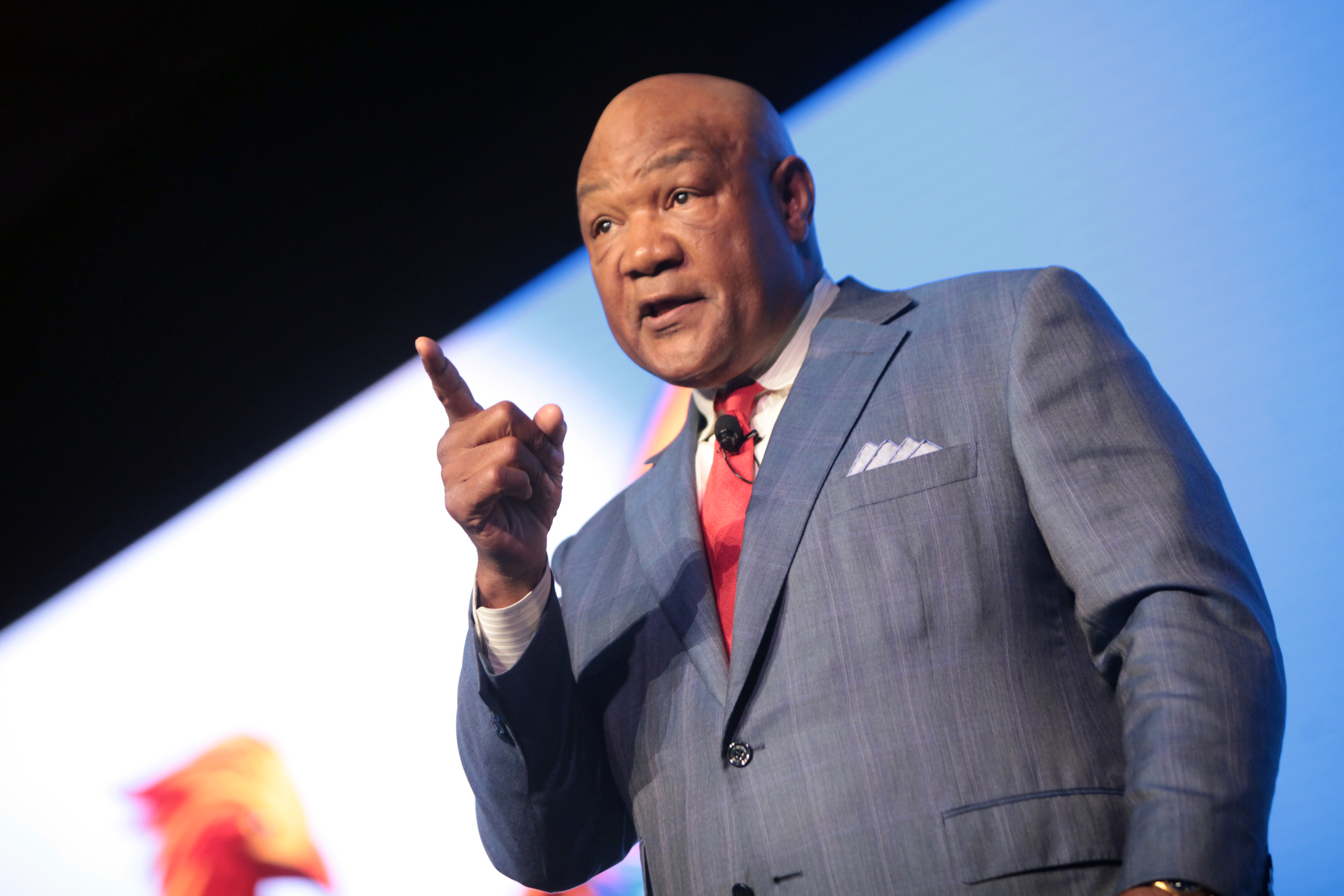
21 martie: George Foreman, boxer american
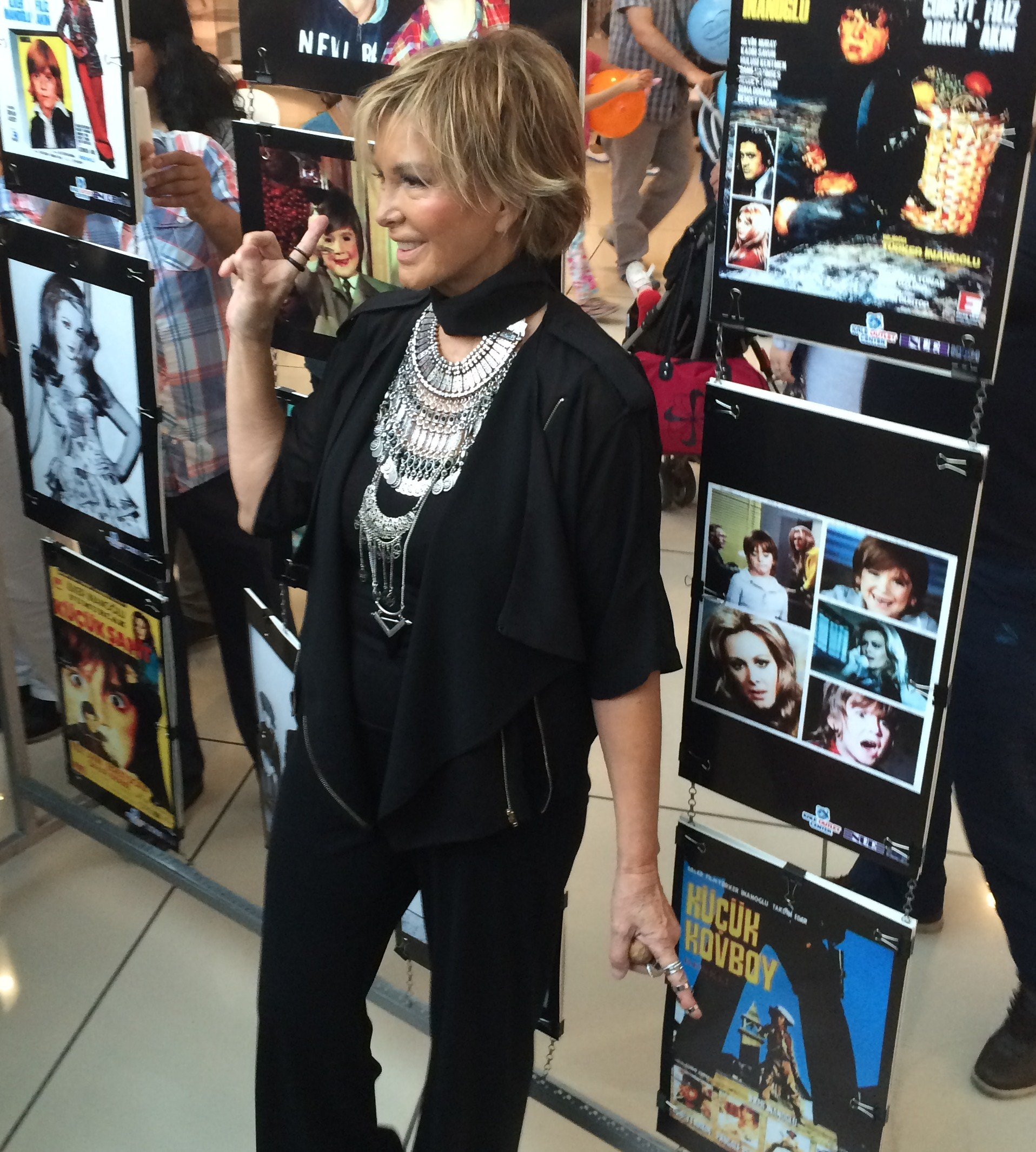
21 martie: Filiz Akın, actriță, model, scriitoare și prezentatoare de televiziune turcă
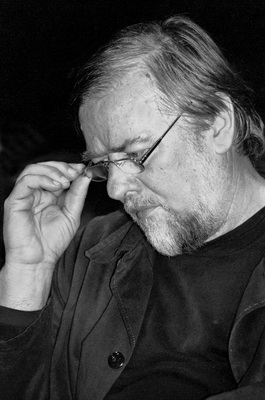
27 martie: Ottó Tolnai, scriitor maghiar
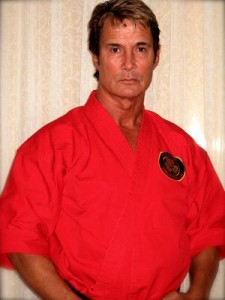
28 martie: Richard Norton, actor australian
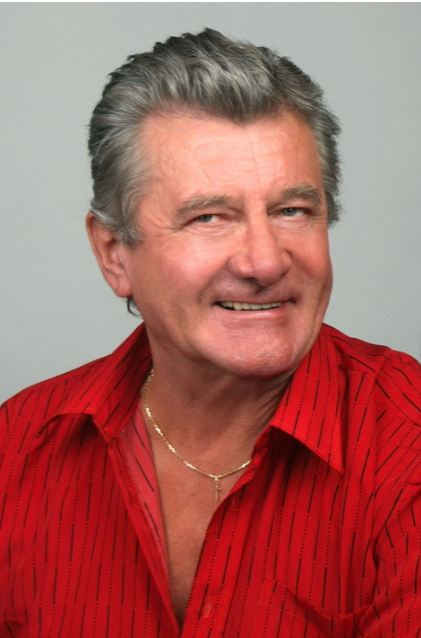
29 martie: László Miske, actor maghiar născut în România
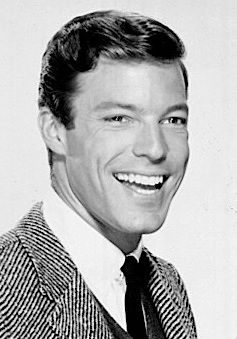
30 martie: Richard Chamberlain, actor și cântăreț american
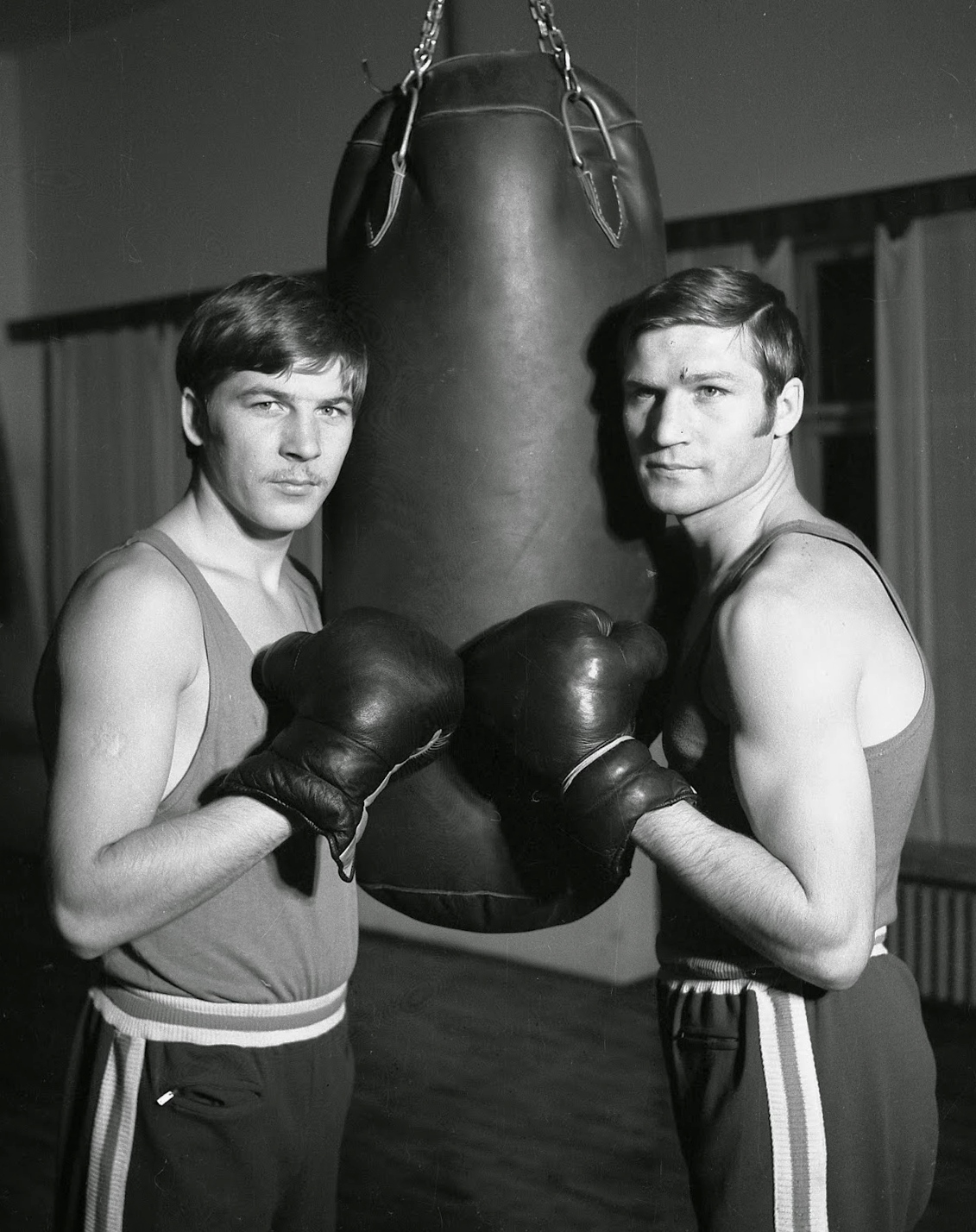
martie: Calistrat Cuțov, boxer român, medaliat olimpic cu bronz
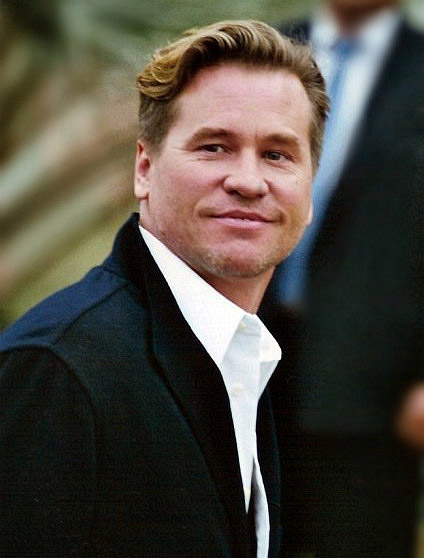
1 aprilie: Val Kilmer, actor american
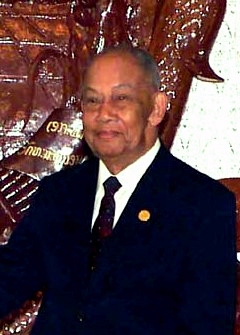
2 aprilie: Khamtai Siphandone, politician din Laos, președinte al statului Laos
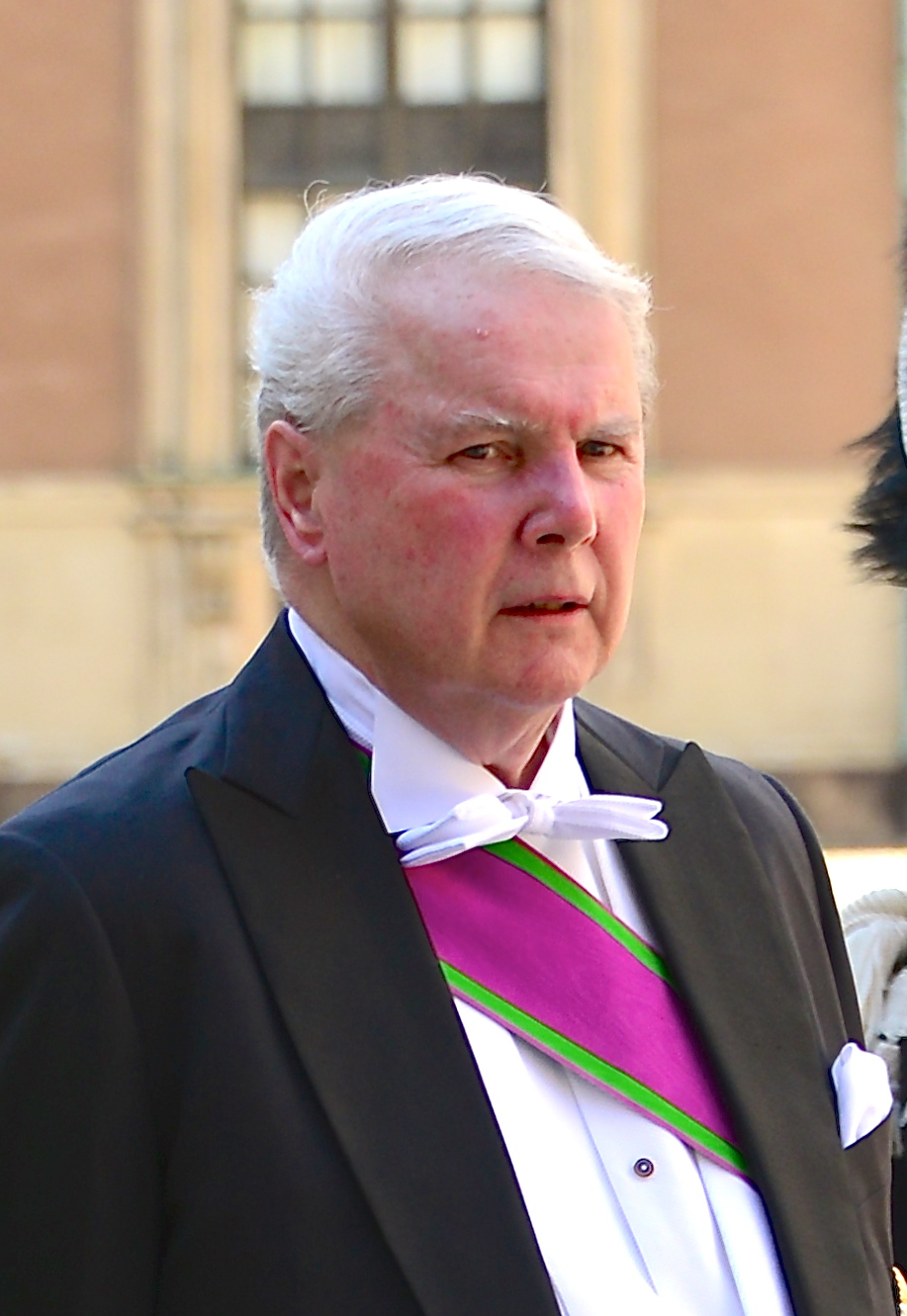
3 aprilie: Andreas, Prinț de Saxa-Coburg și Gotha, șeful Casei de Saxa-Coburg și Gotha
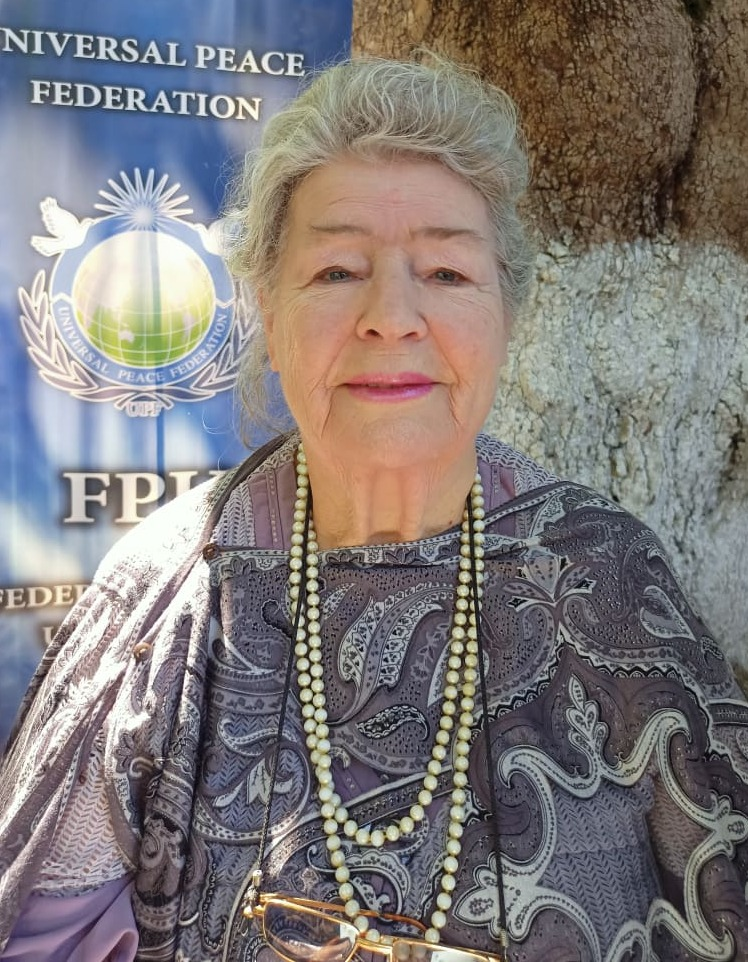
3 aprilie: Margarita Xhepa, actriță albaneză de etnie aromână
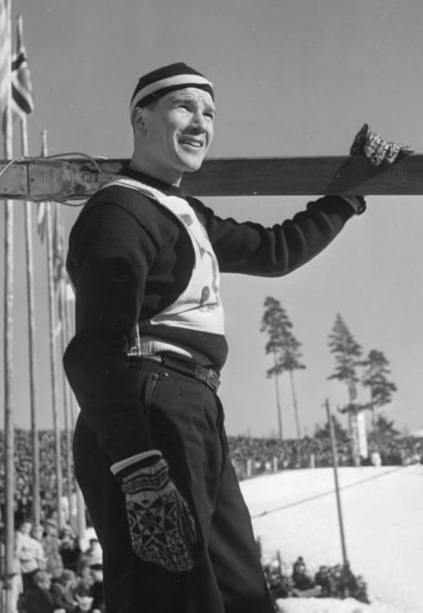
5 aprilie: Heikki Hasu, schior finlandez și politician, campion și medaliat olimpic cu argint
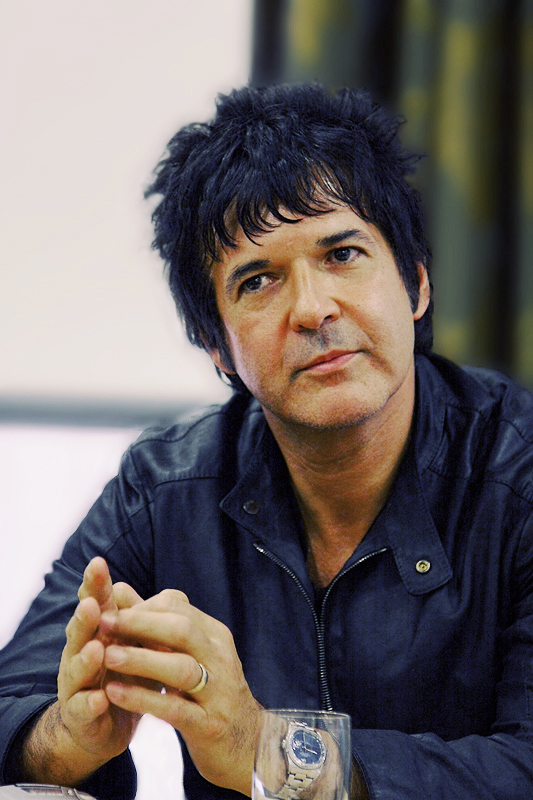
6 aprilie: Clem Burke, muzician american, bateristul formației rock Blondie
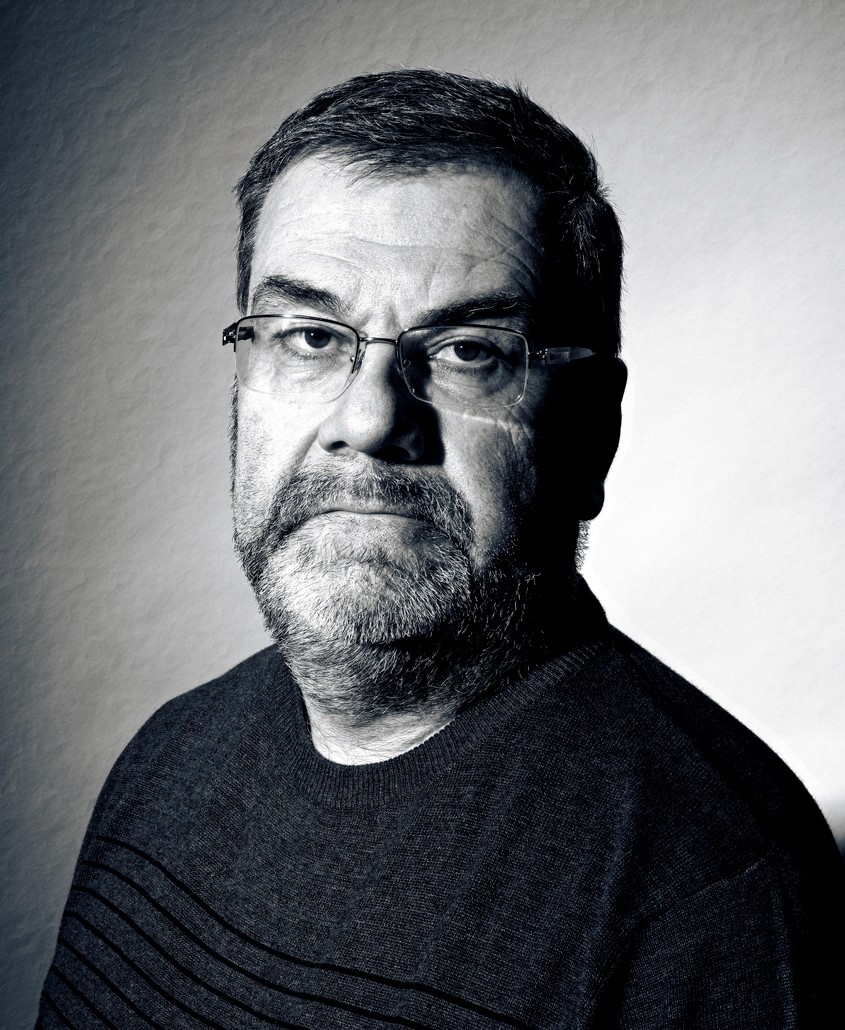
8 aprilie: Bogdan Teodorescu, scriitor și jurnalist român
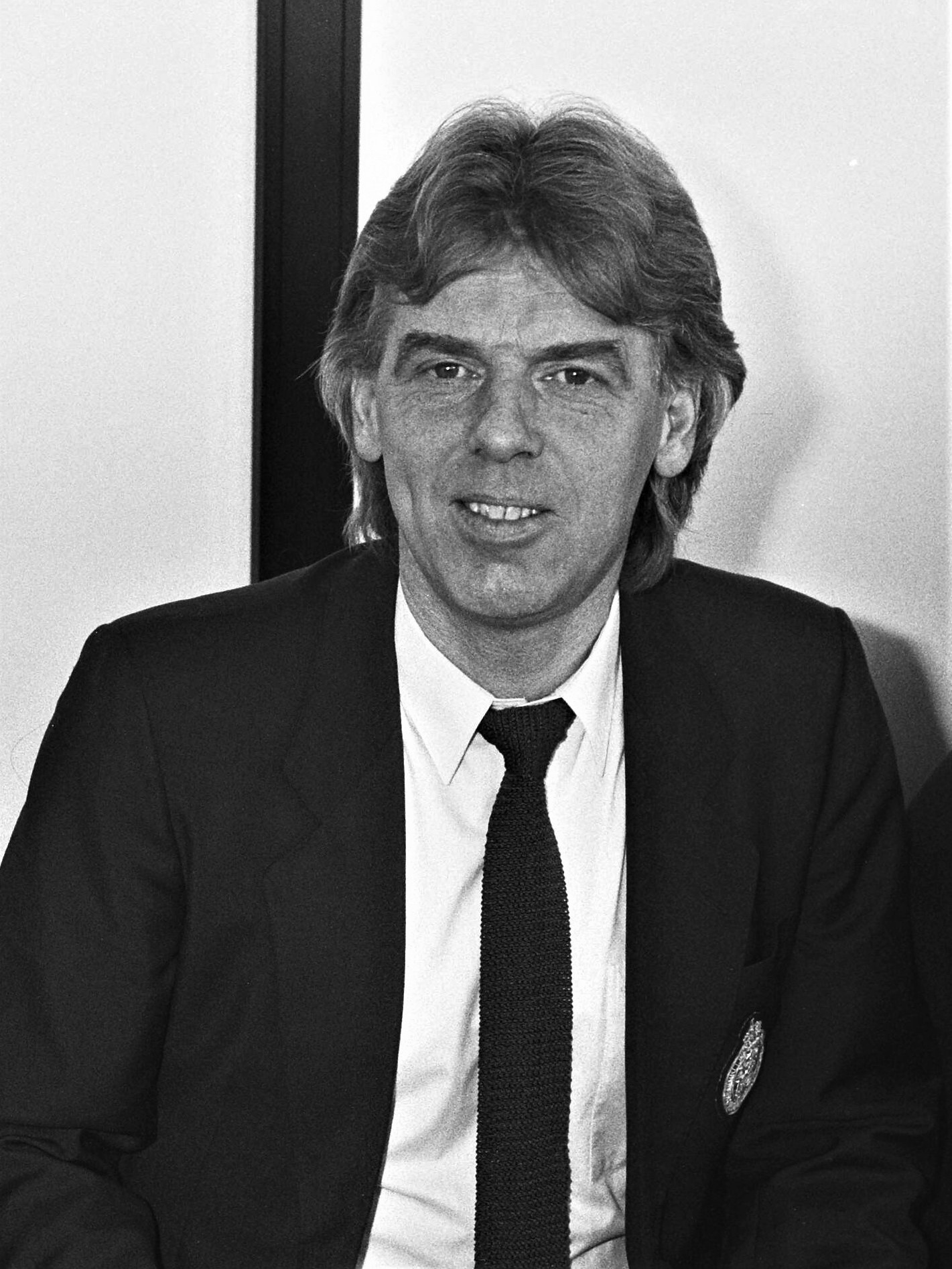
10 aprilie: Leo Beenhakker, fotbalist și antrenor neerlandez de fotbal
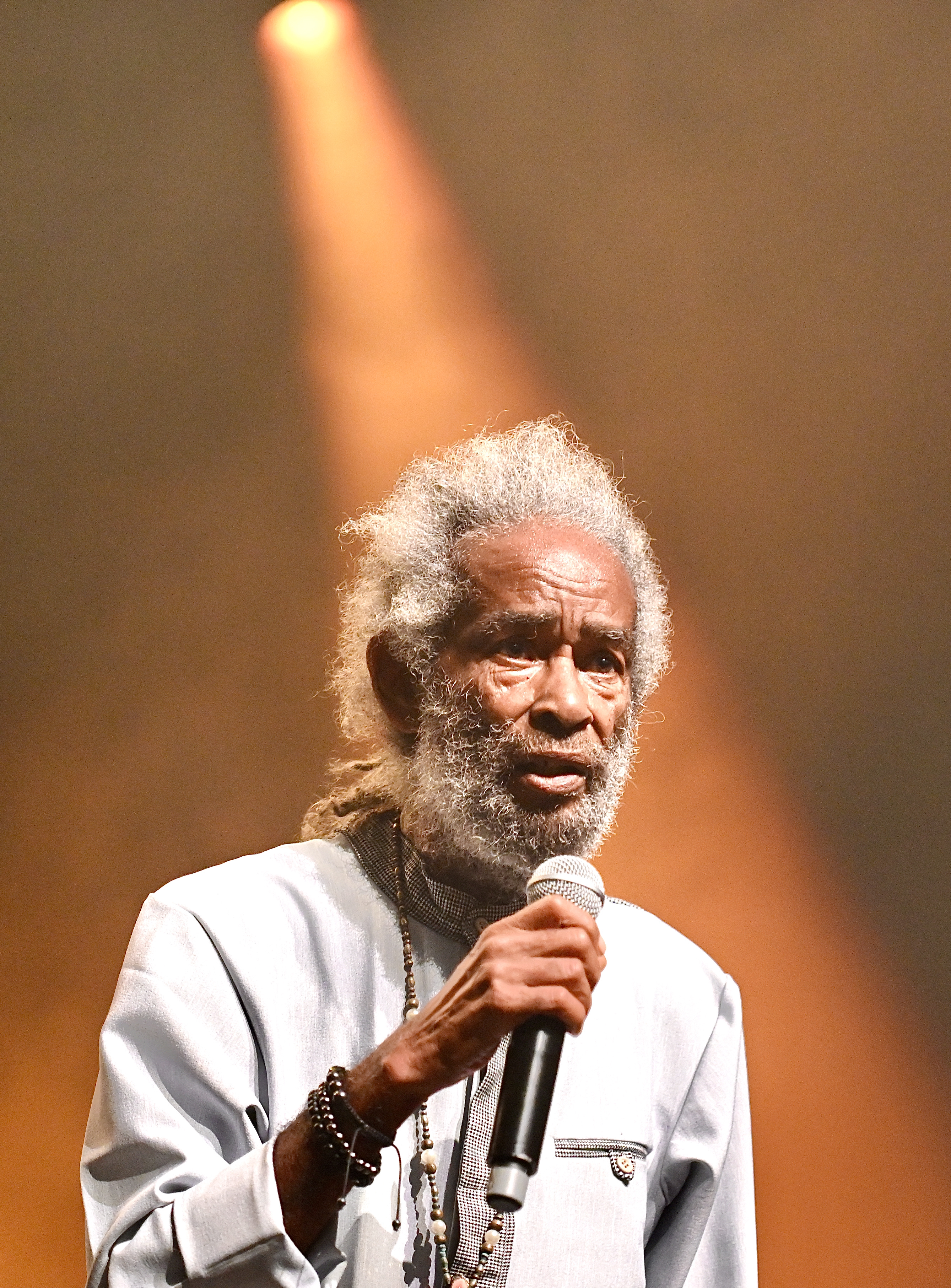
11 aprilie: Max Romeo, muzician jamaican
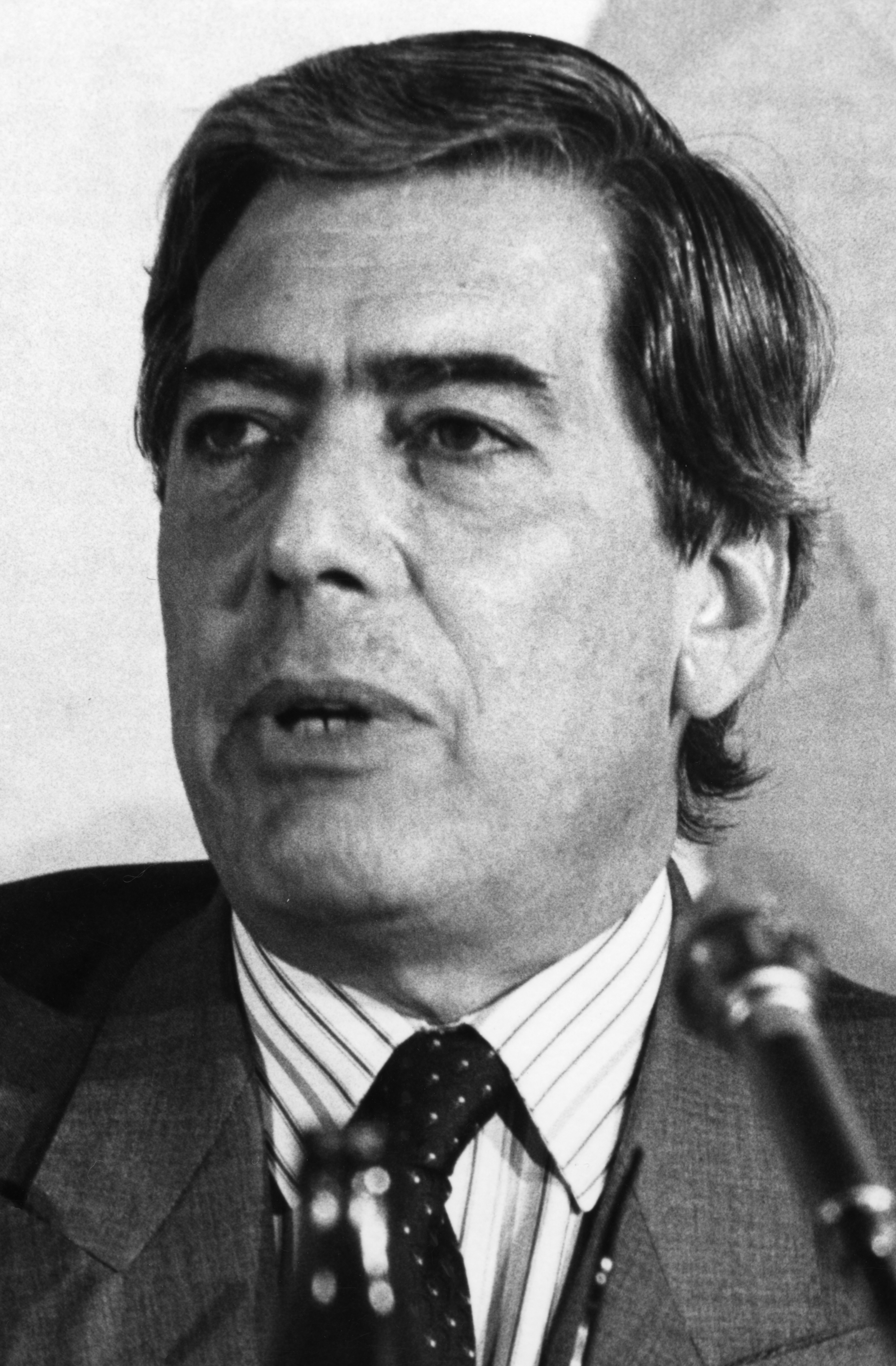
13 aprilie: Mario Vargas Llosa, scriitor peruan, laureat al Premiului Nobel pentru Literatură
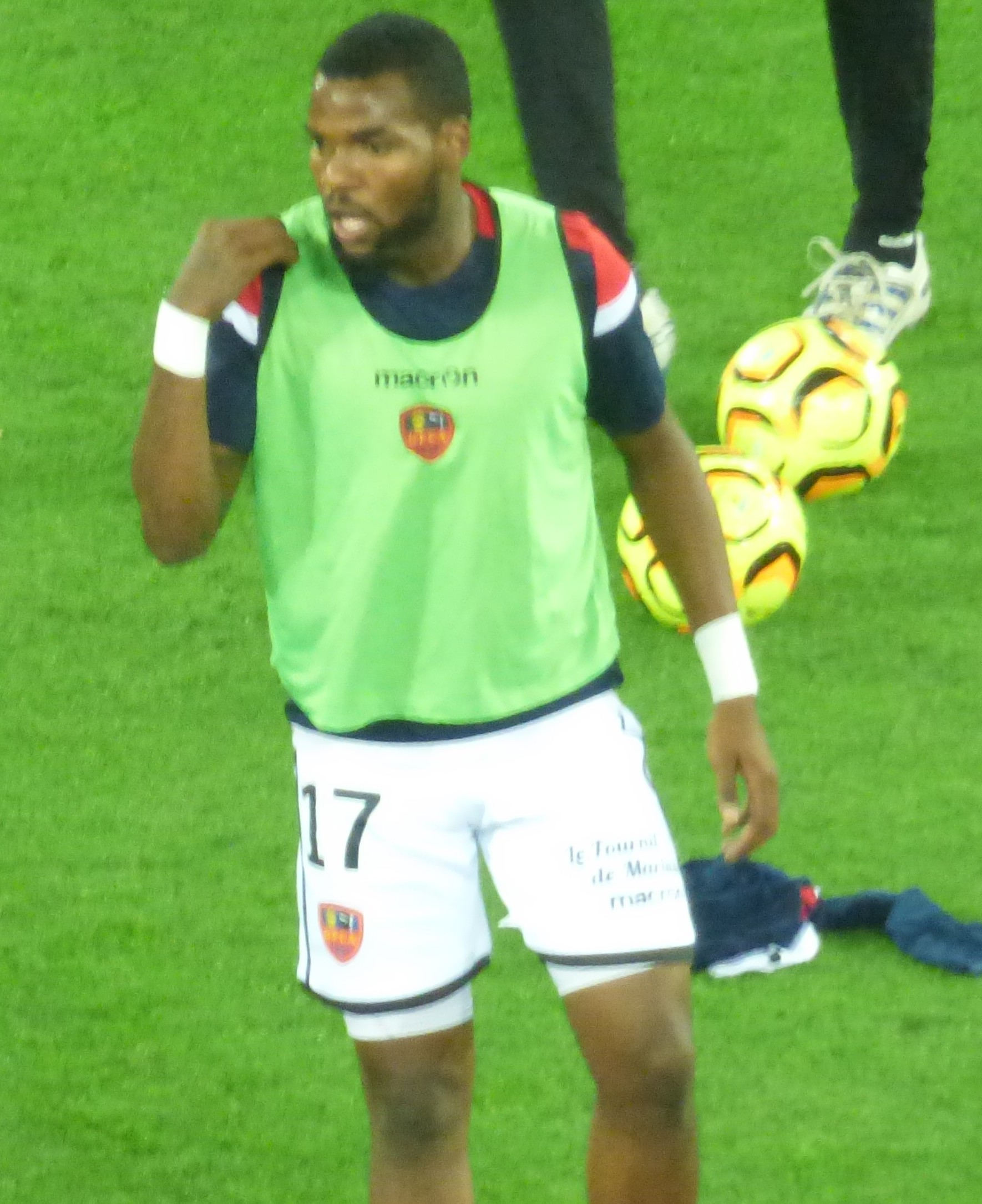
16 aprilie: Aaron Boupendza, fotbalist gabonez
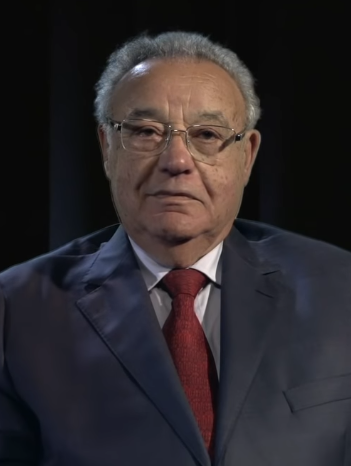
16 aprilie: João Cravinho, politician portughez, membru al Parlamentului European
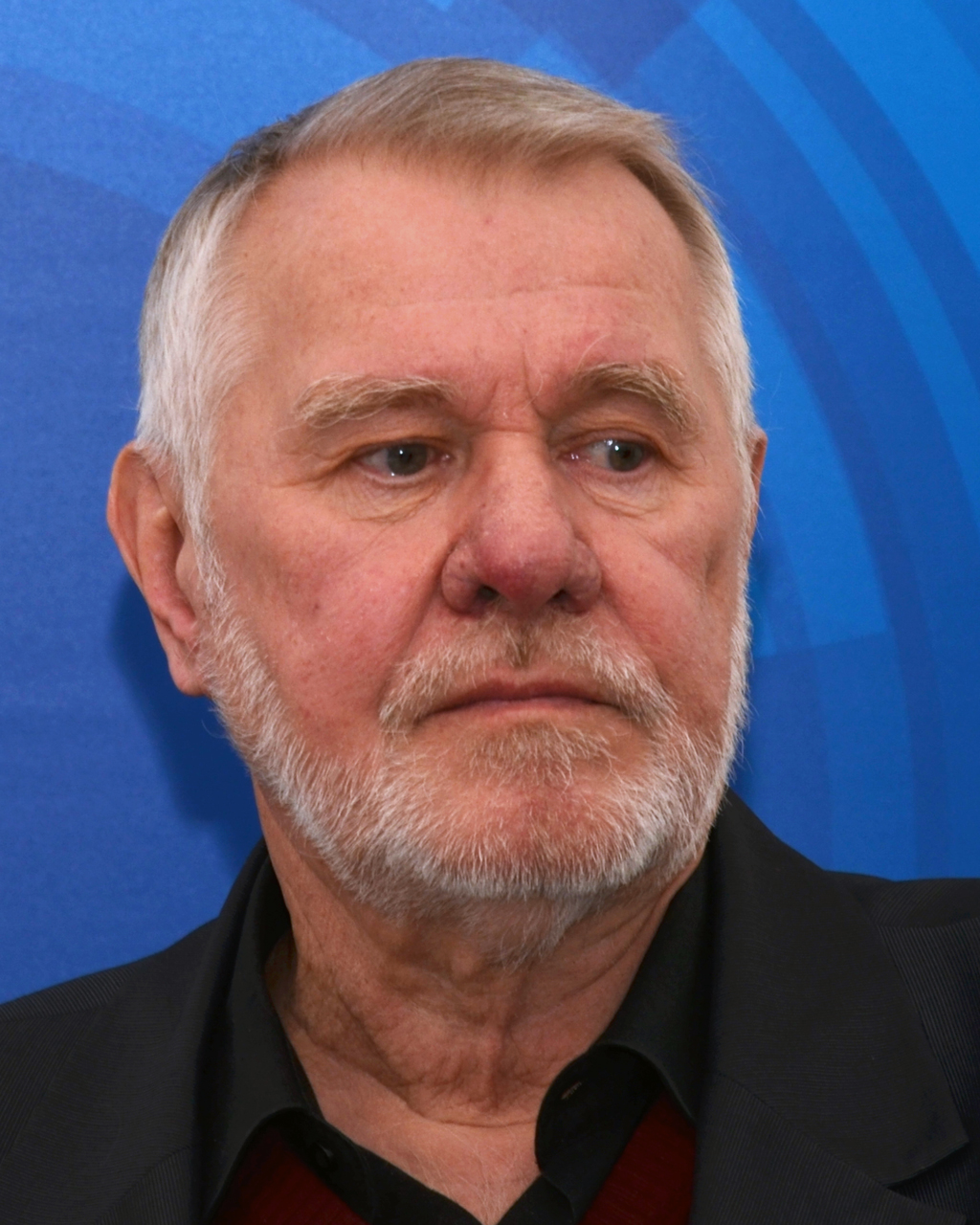
17 aprilie: Jaromír Štětina, jurnalist, scriitor și politician ceh, membru al Parlamentului European
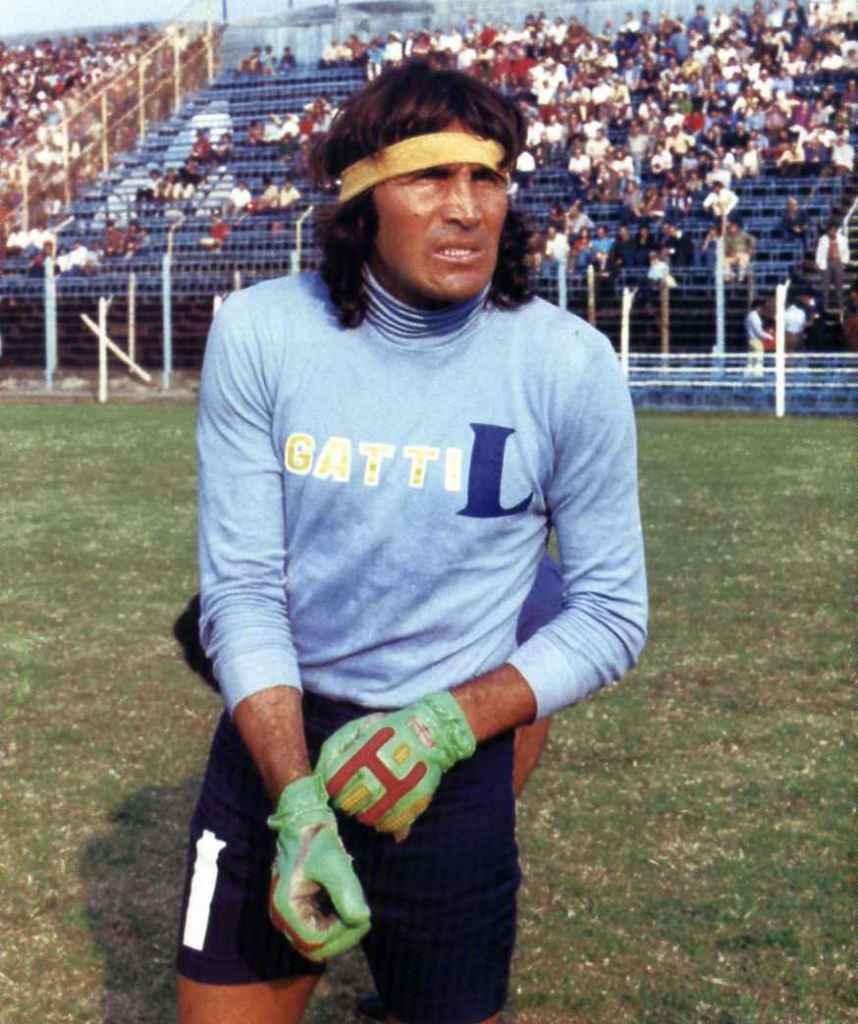
20 aprilie: Hugo Gatti, fotbalist argentinian
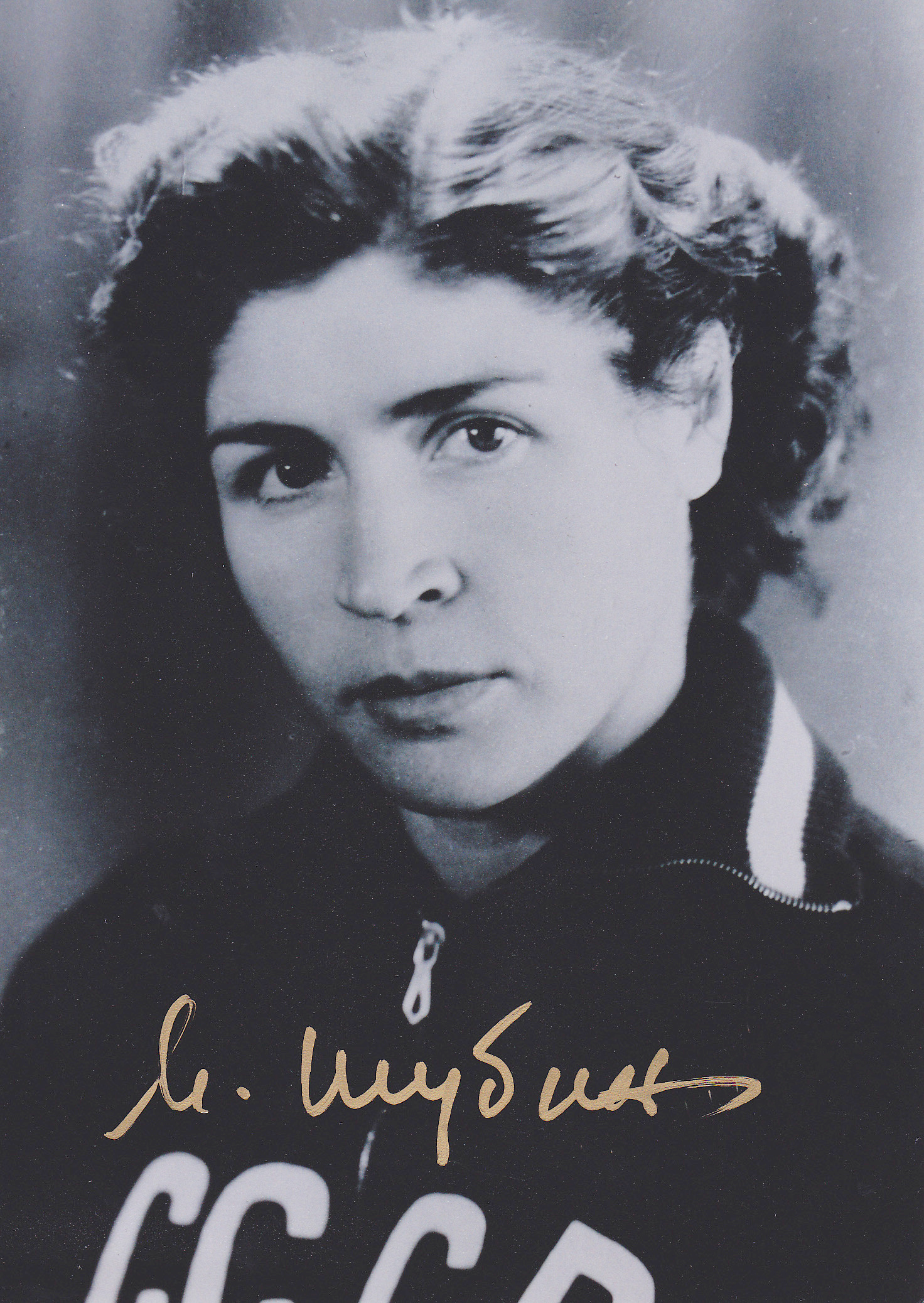
20 aprilie: Maria Șubina, caiacistă rusă, medaliată olimpic cu aur
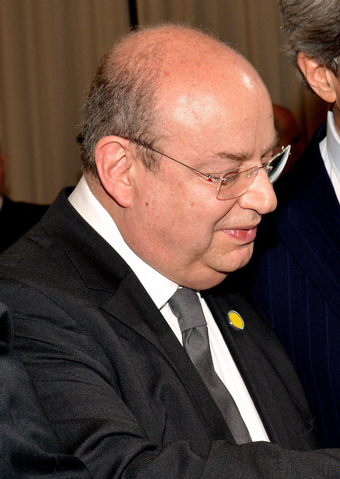
21 aprilie: Francis Zammit Dimech, politician maltez, ministru al afacerilor externe, membru al Parlamentului European
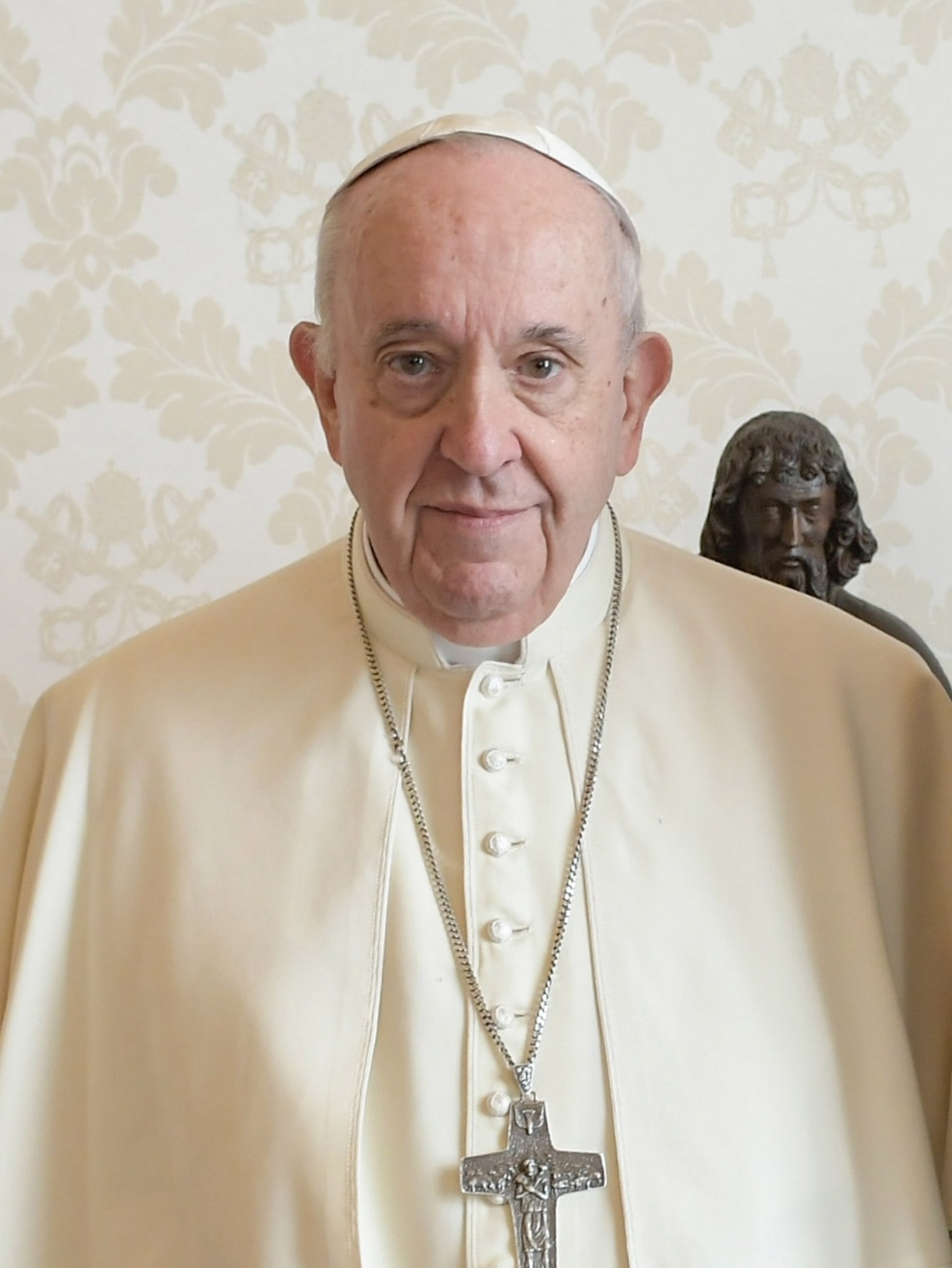
21 aprilie: Papa Francisc, al 266-lea episcop al Romei și papă al Bisericii Catolice
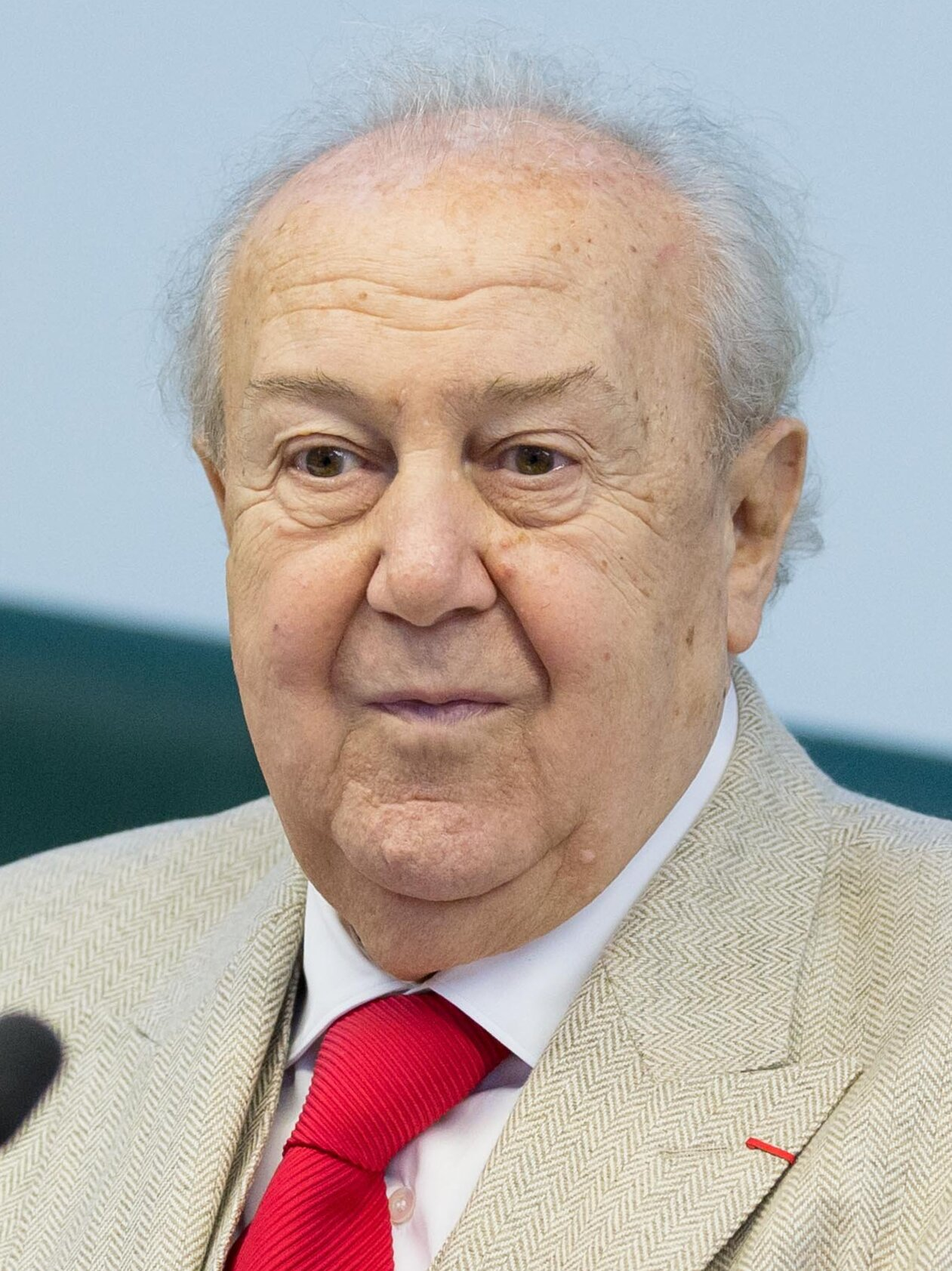
22 aprilie: Zurab Tsereteli, pictor, sculptor și arhitect georgiano-rus
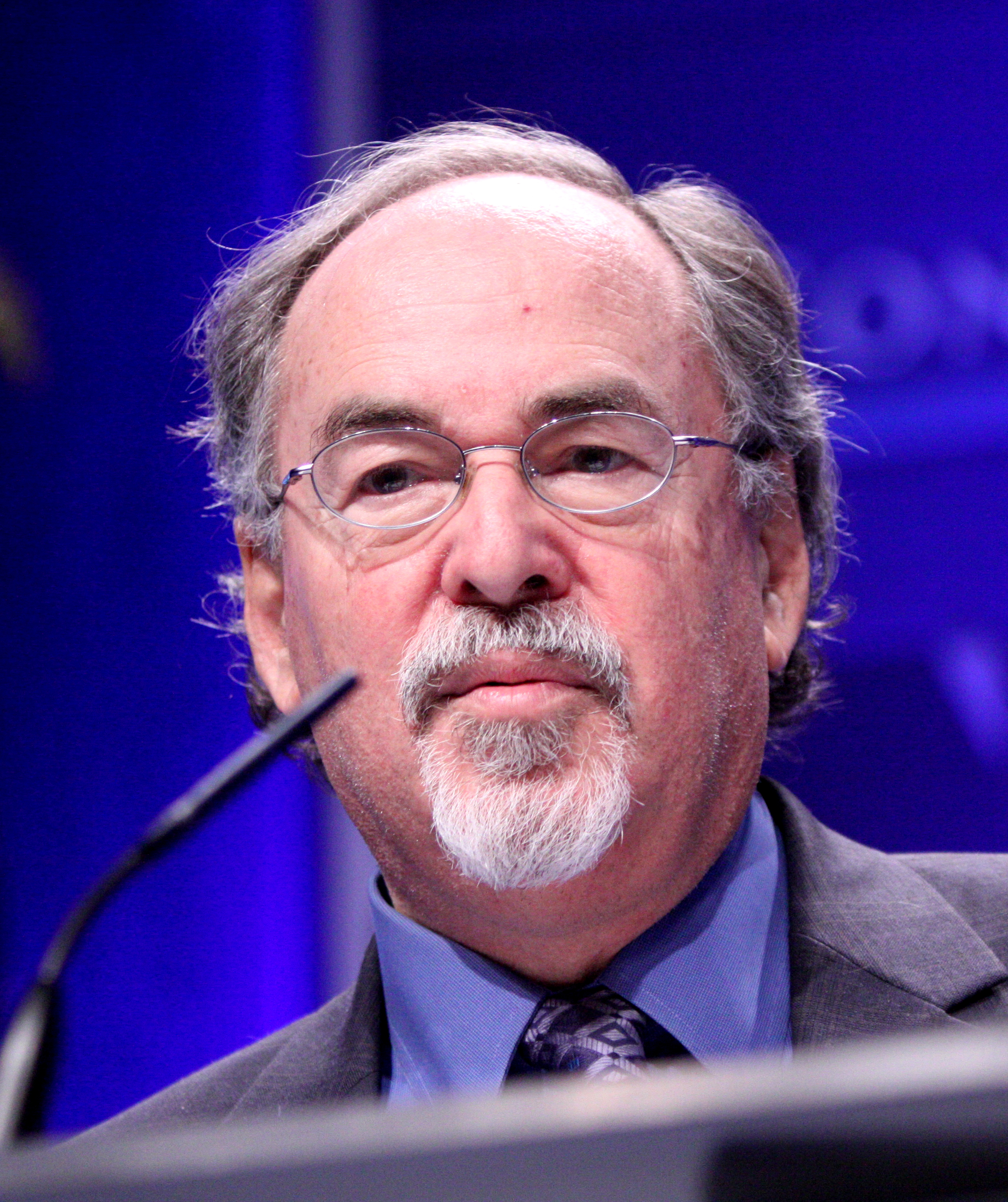
29 aprilie: David Horowitz, scriitor și activist american
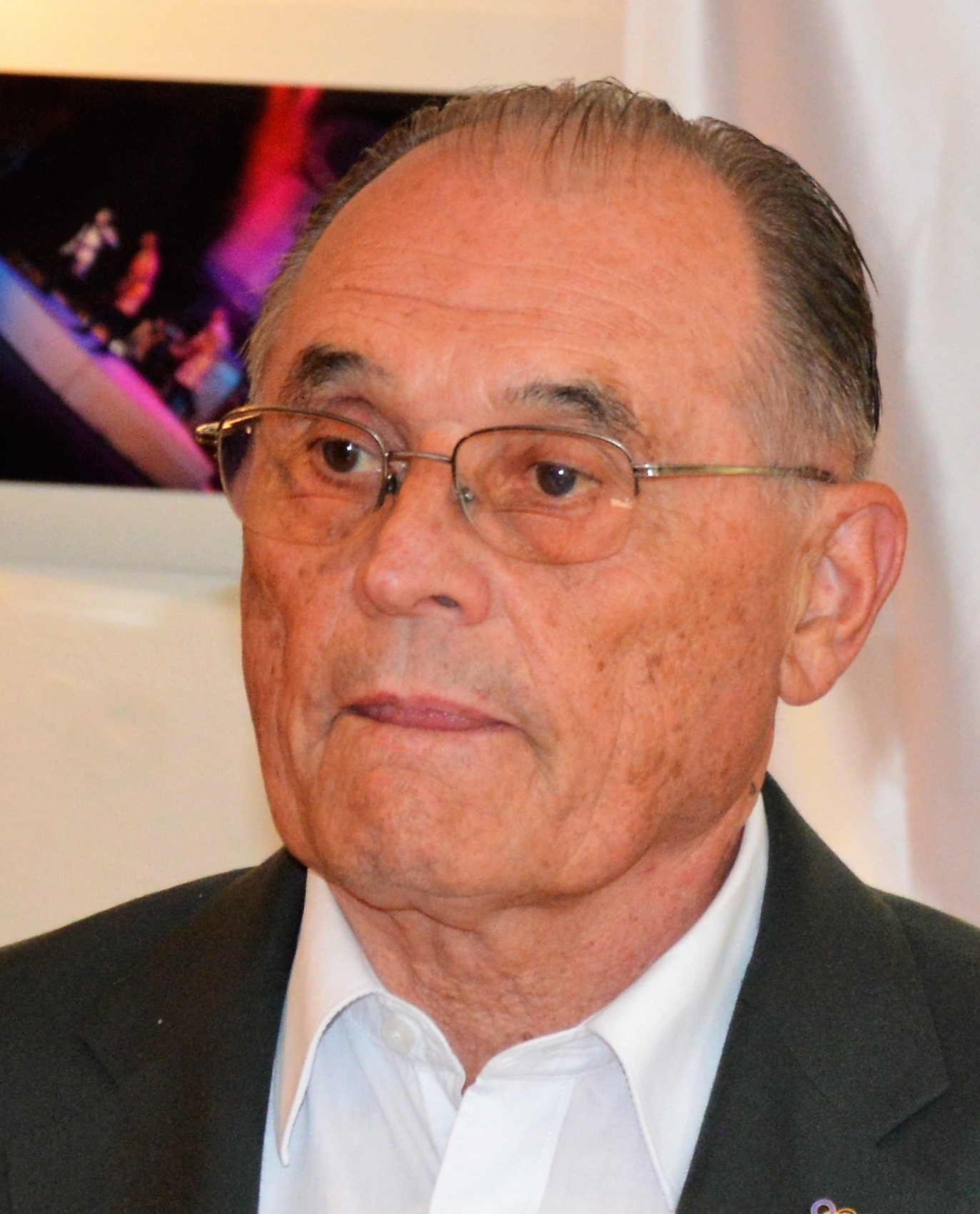
30 aprilie: Ferenc Mohácsi, canoist maghiar, medaliat olimpic cu bronz
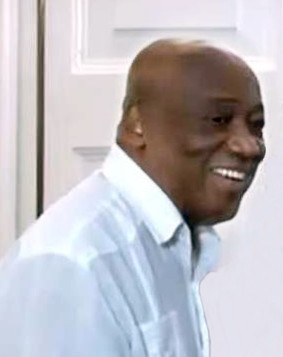
30 aprilie: Jules Wijdenbosch, politician surinamez, președinte al statului Surinam
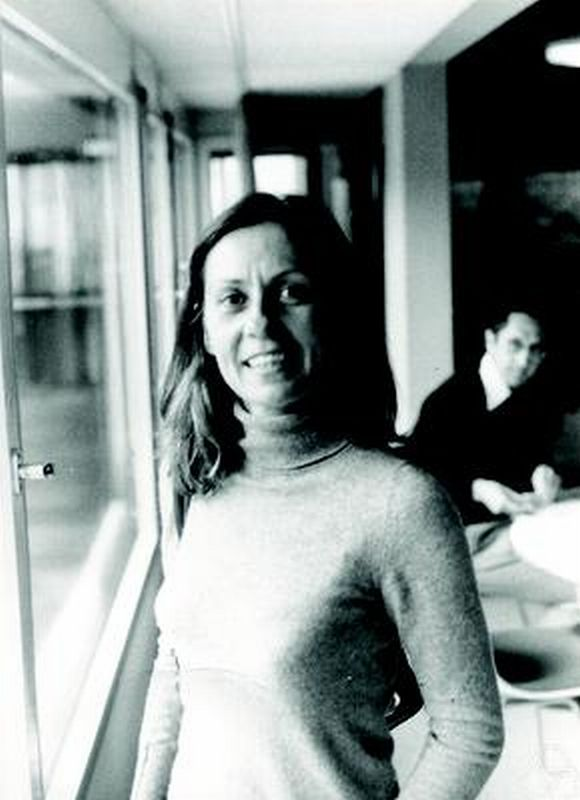
2 mai: Alexandra Bellow, matematiciană română-americană
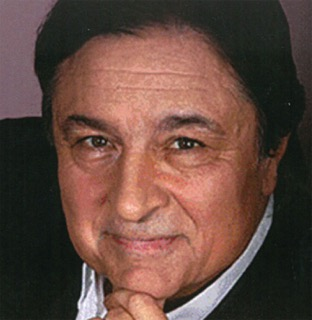
2 mai: Karel Bláha, actor și cântăreț ceh
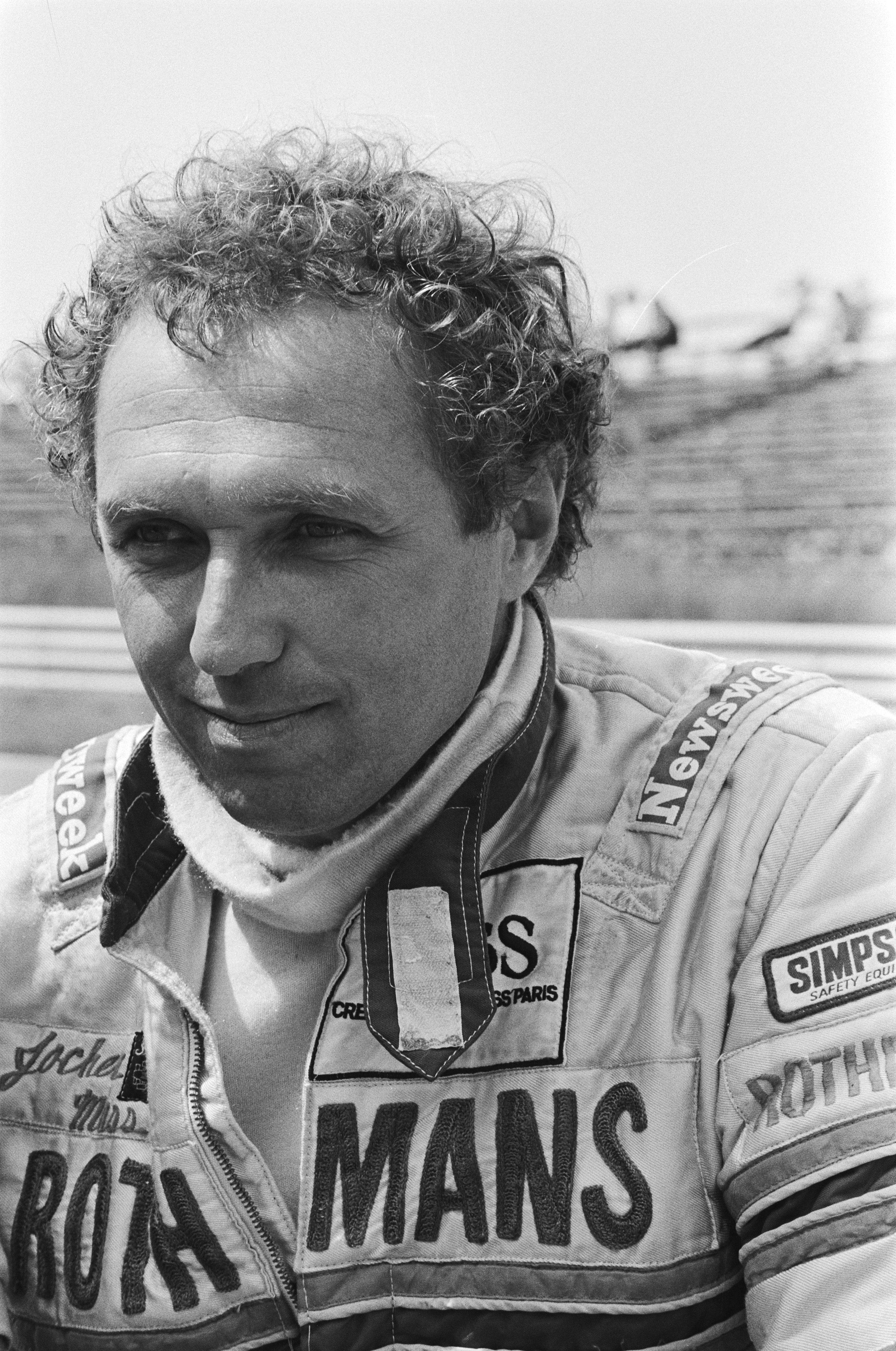
4 mai: Jochen Mass, pilot de curse auto german
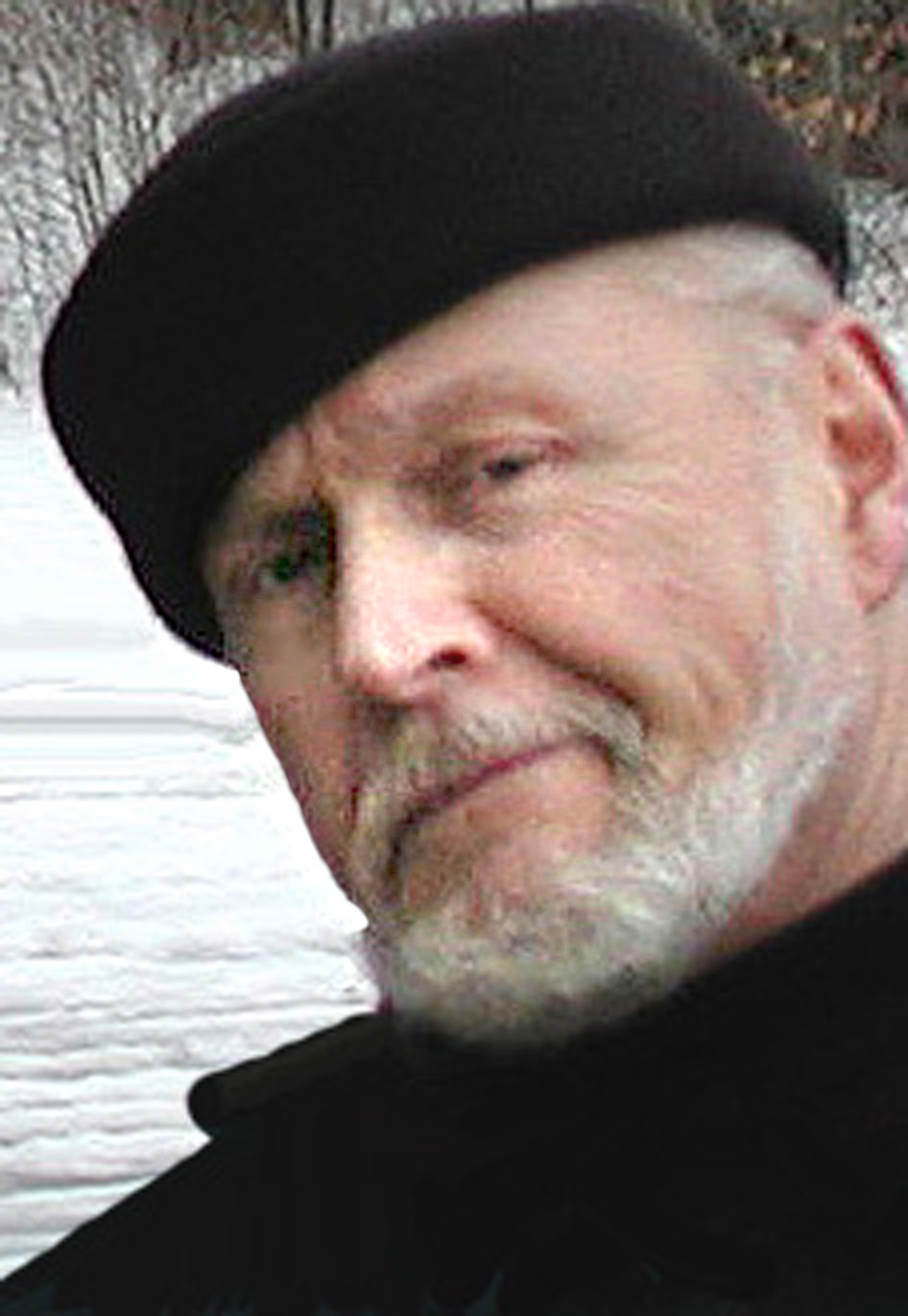
6 mai: Barry B. Longyear, scriitor și romancier american
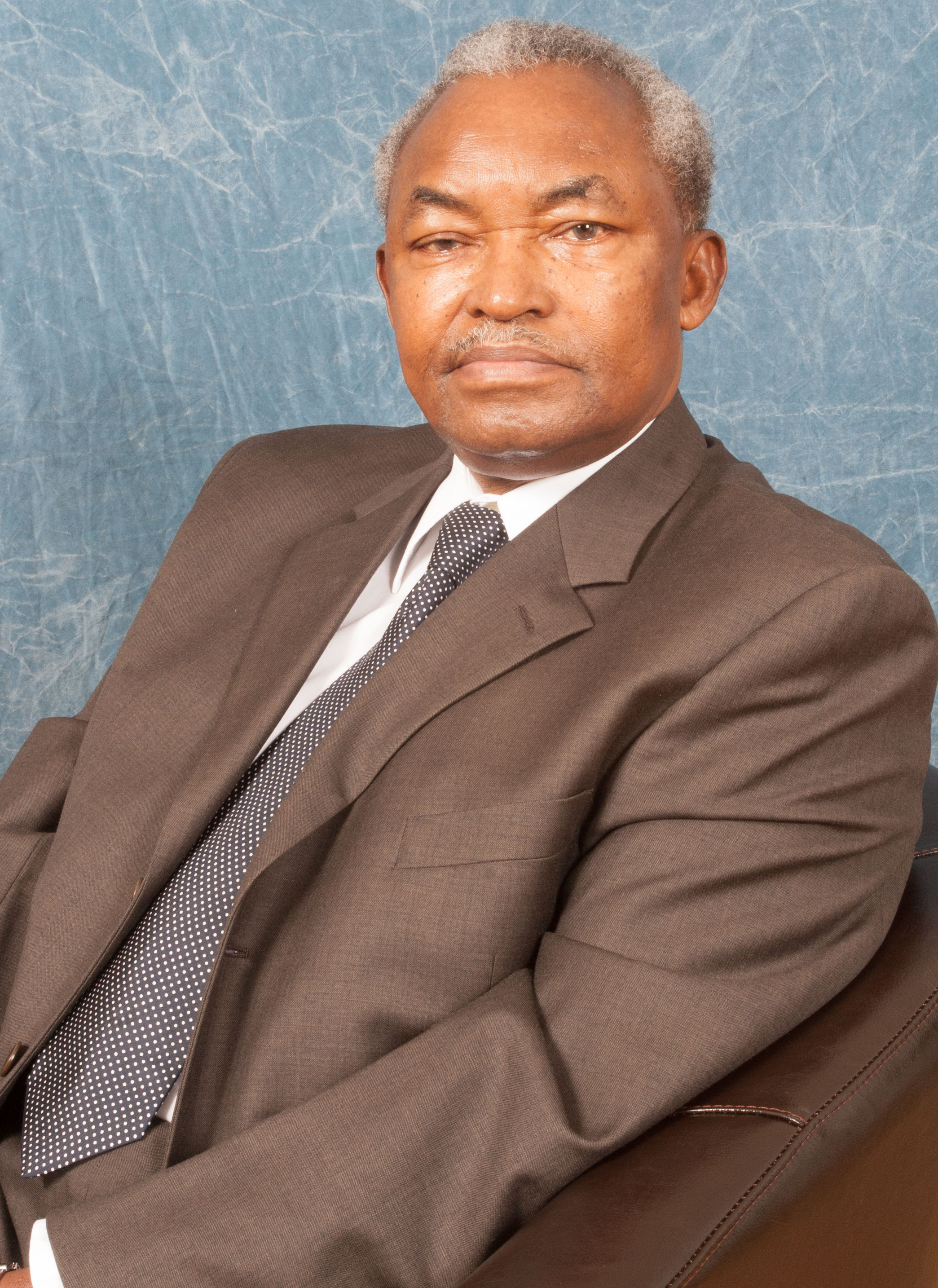
7 mai: Cleopa Msuya, politician tanzanian, prin-ministru al statului Tanzania
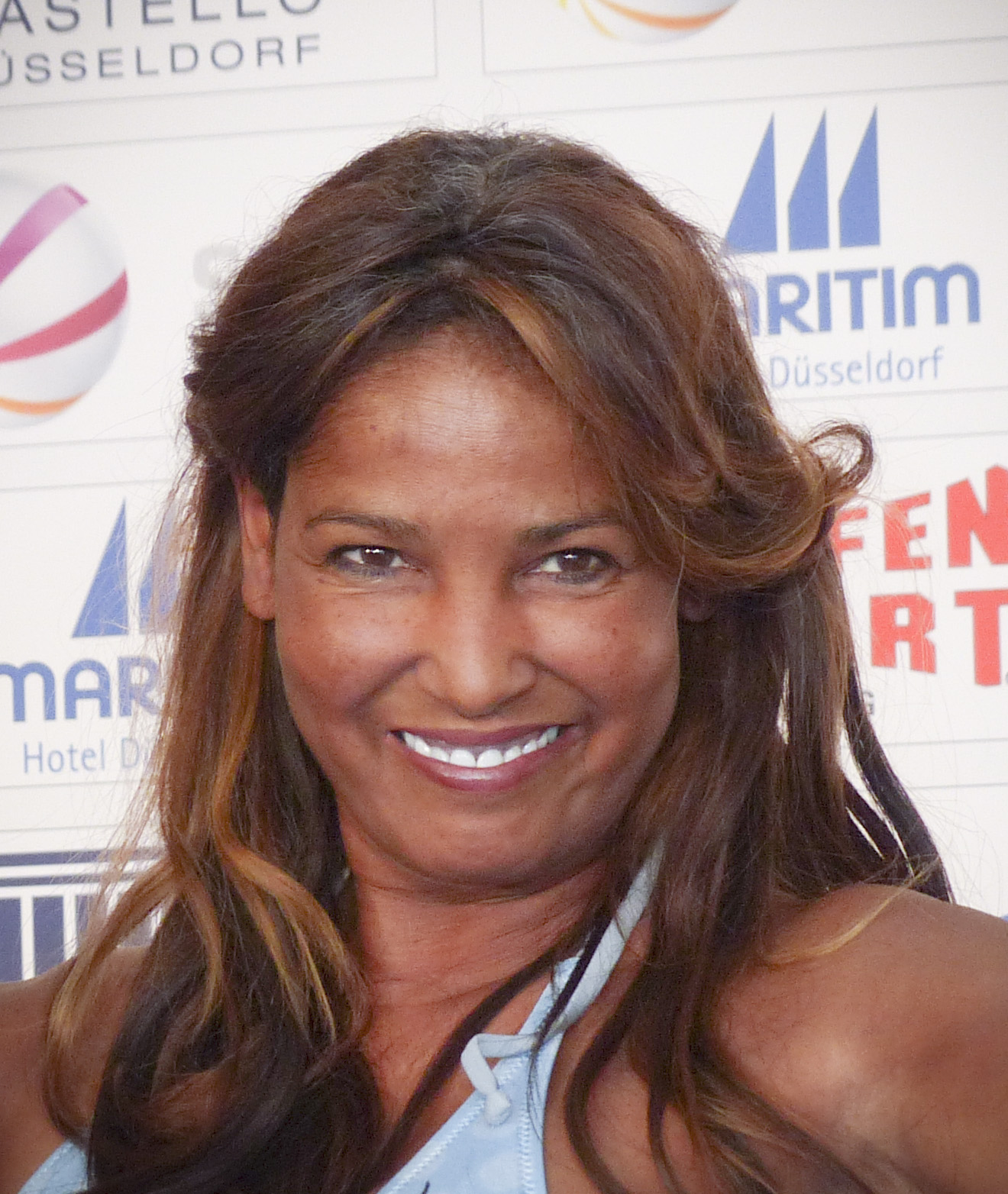
9 mai: Nadja Abd el Farrag, moderatoare TV și actriță germană
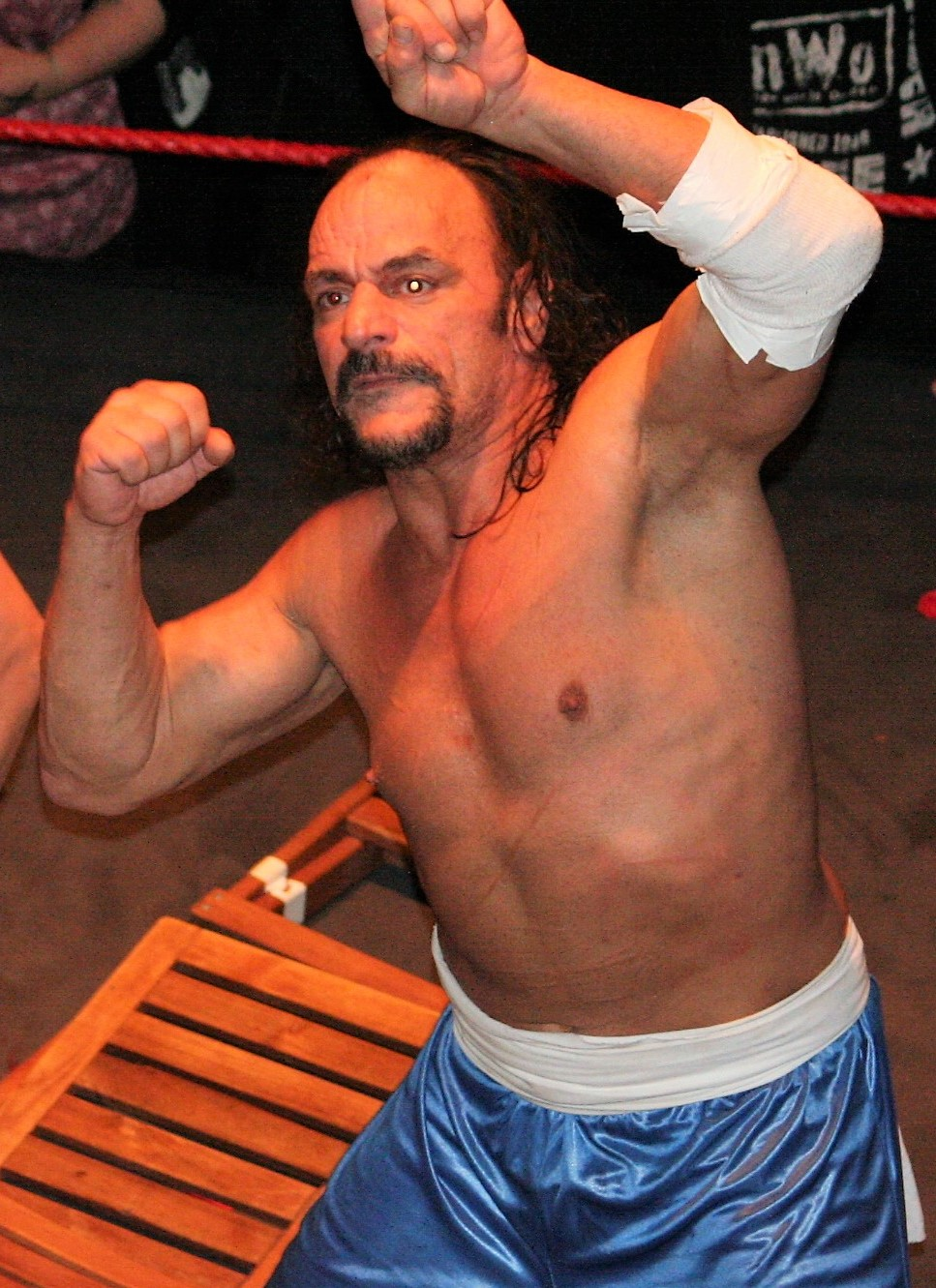
11 mai: Sabu, wrestler american
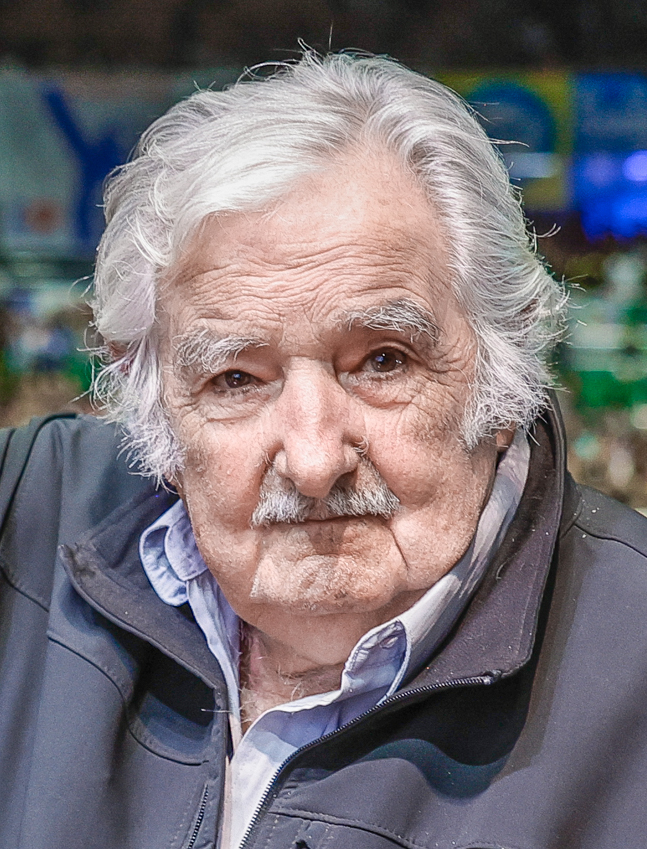
13 mai: José Mujica, politician din Uruguay, președinte al Uruguayului
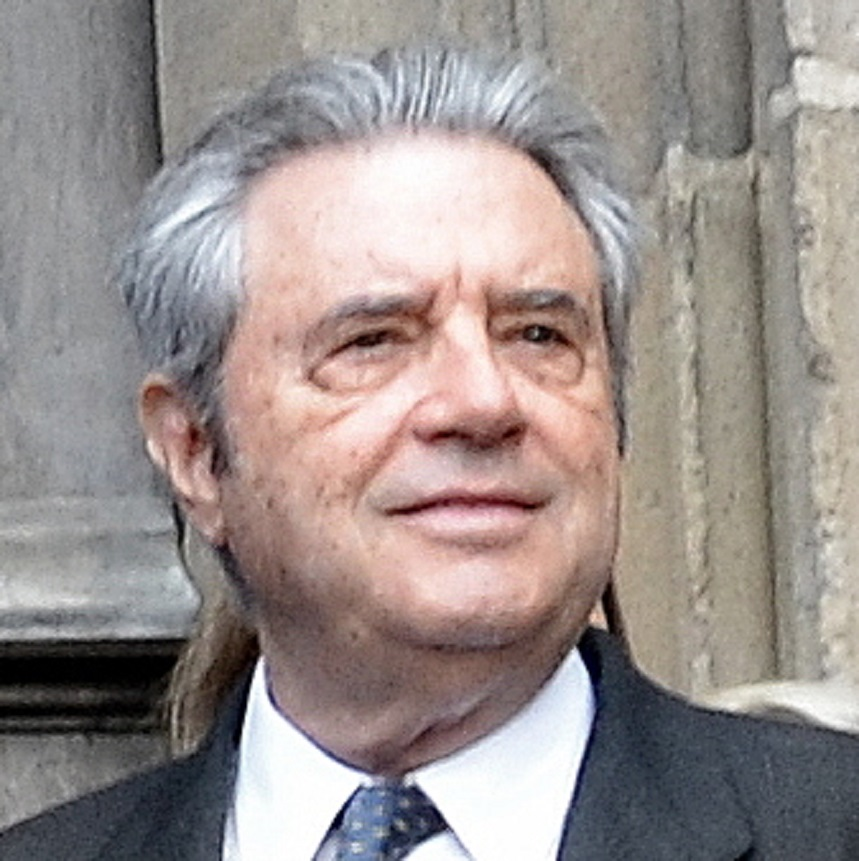
20 mai: Francisco de Paula Enrique de Borbón y Escasany, al 5-lea duce de Sevilla, aristocrat spaniol, membru al familiei regale a Spaniei
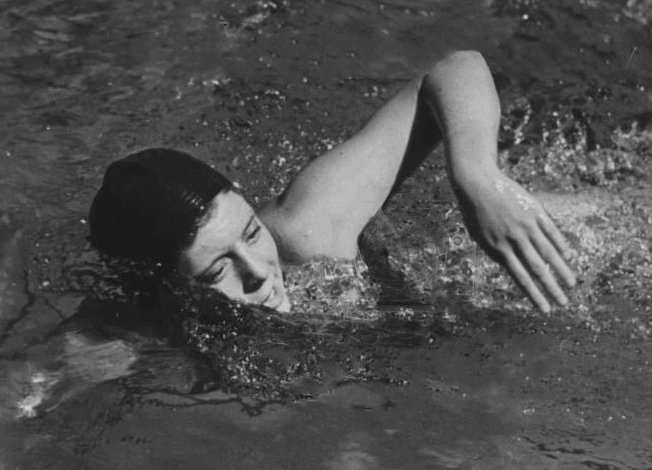
20 mai: Joan Harrison, înotătoare sud-africană, medaliată olimpică
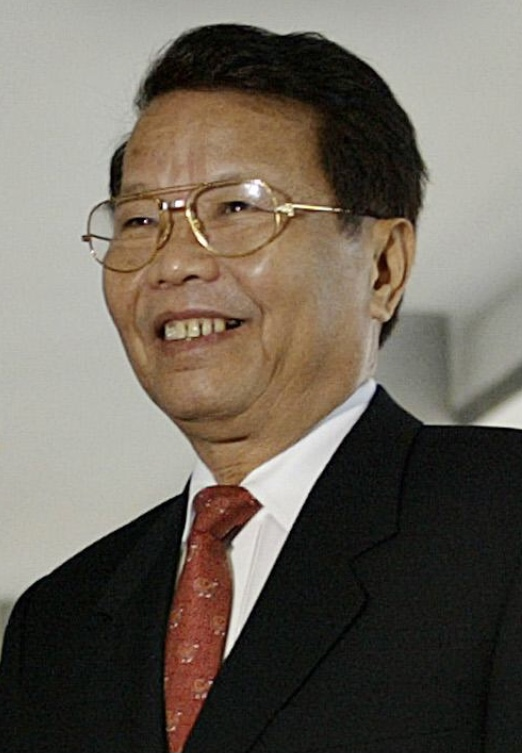
20 mai: Trần Đức Lương, politician vietnamez, președinte al Vietnamului
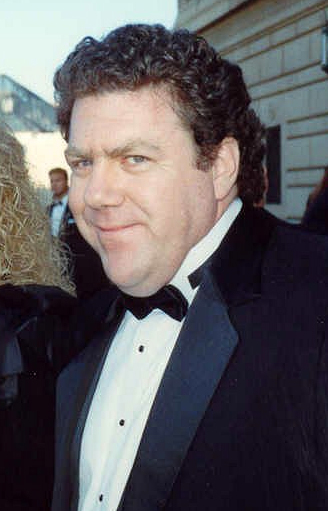
20 mai: George Wendt, actor american de film și televiziune
22 mai: Alfredo Palacio, politician ecuadorian, președinte al statului Ecuador
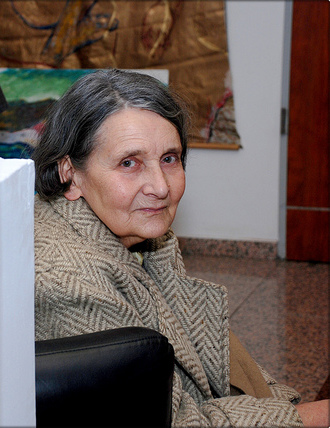
25 mai: Silvia Radu, sculptoriță și pictoriță română
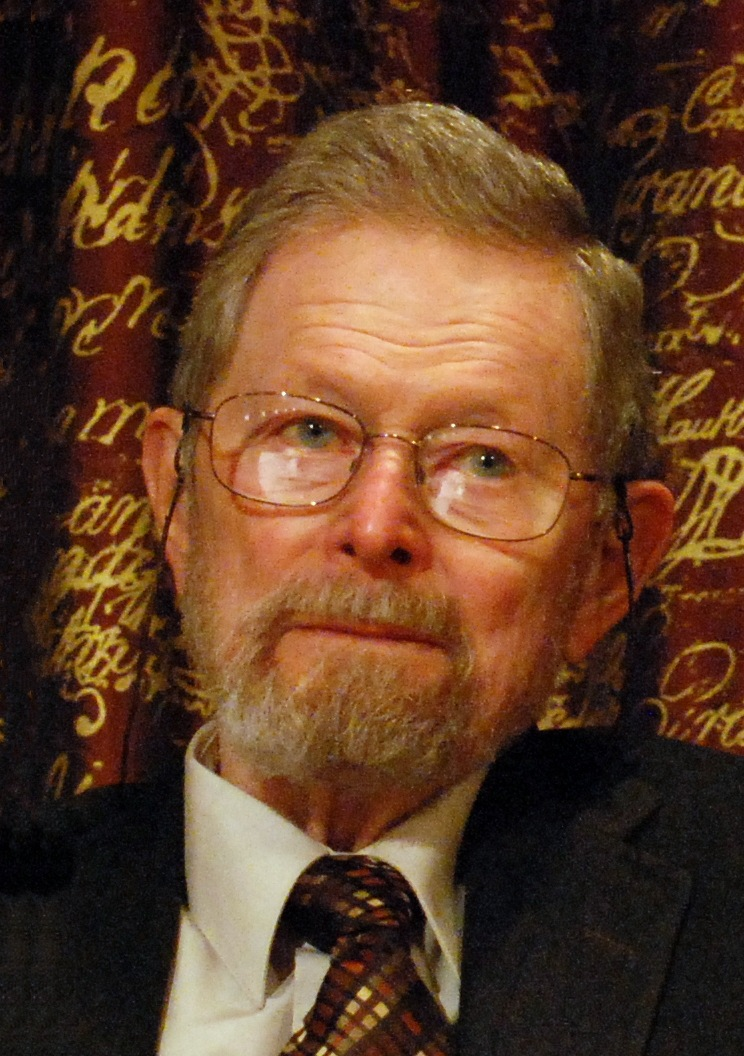
28 mai: George E. Smith, fizician american, laureat al Premiului Nobel pentru fizică
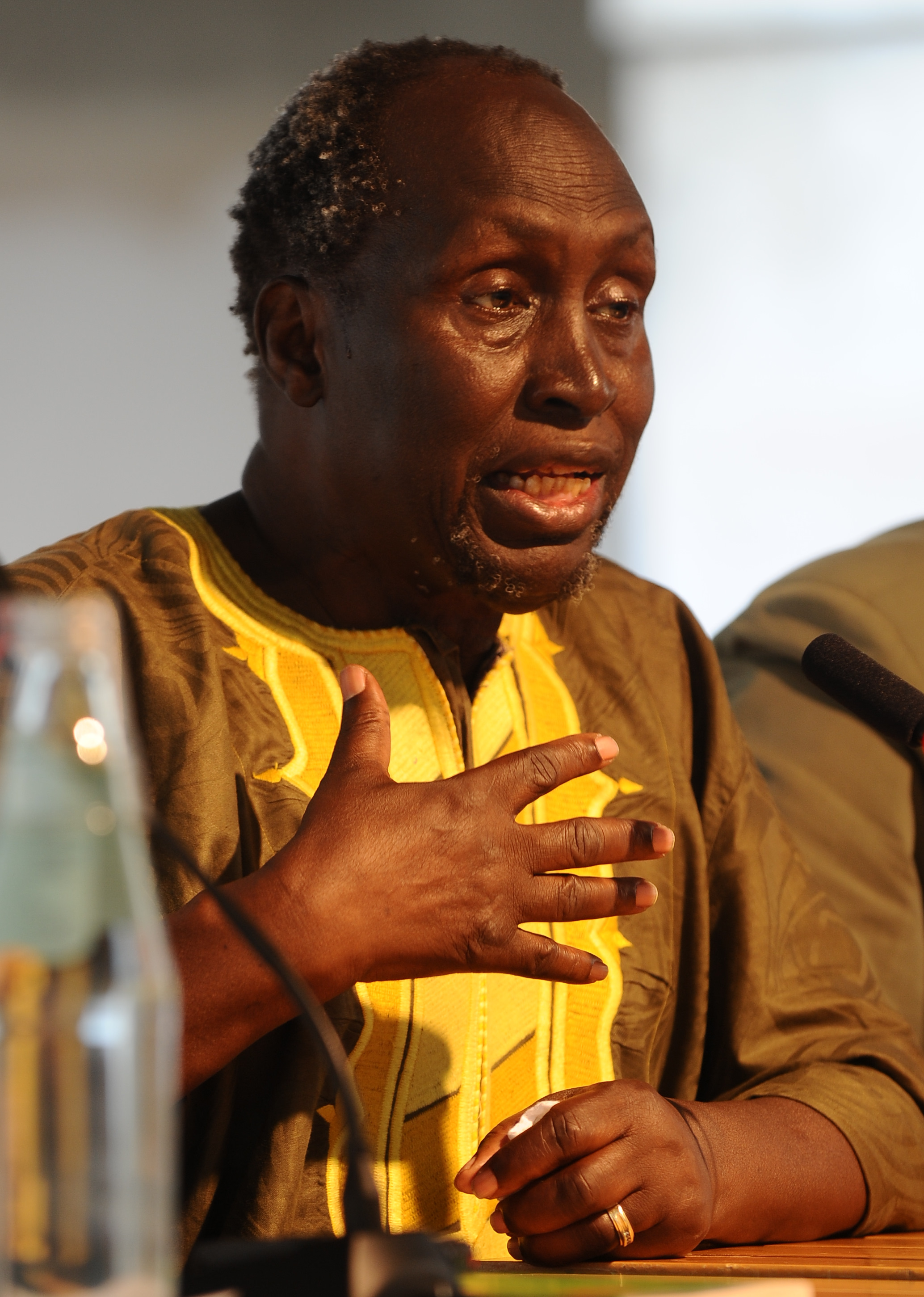
28 mai: Ngugi wa Thiong'o, scriitor kenyan
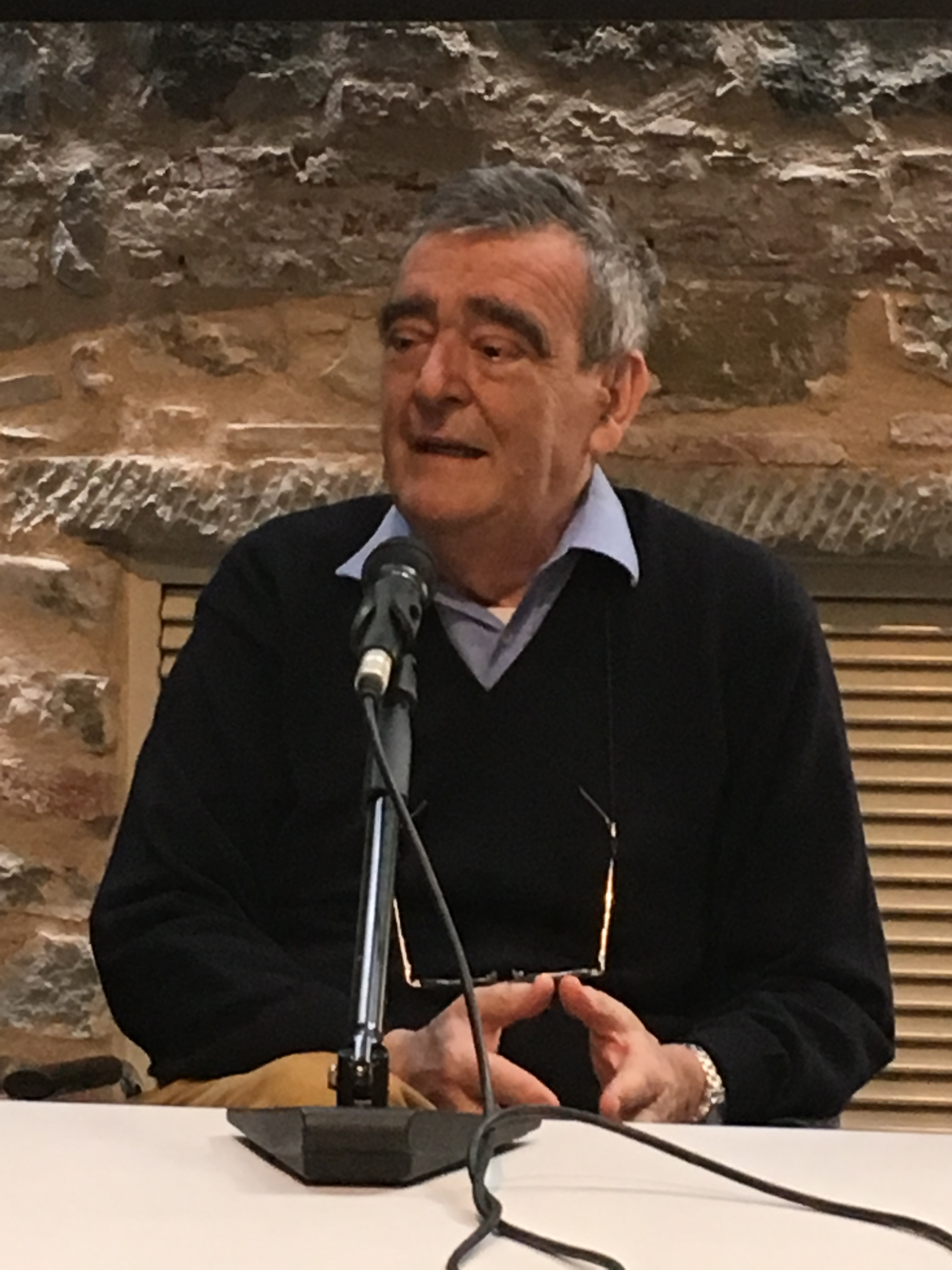
30 mai: Mario Primicerio, matematician și politician italian
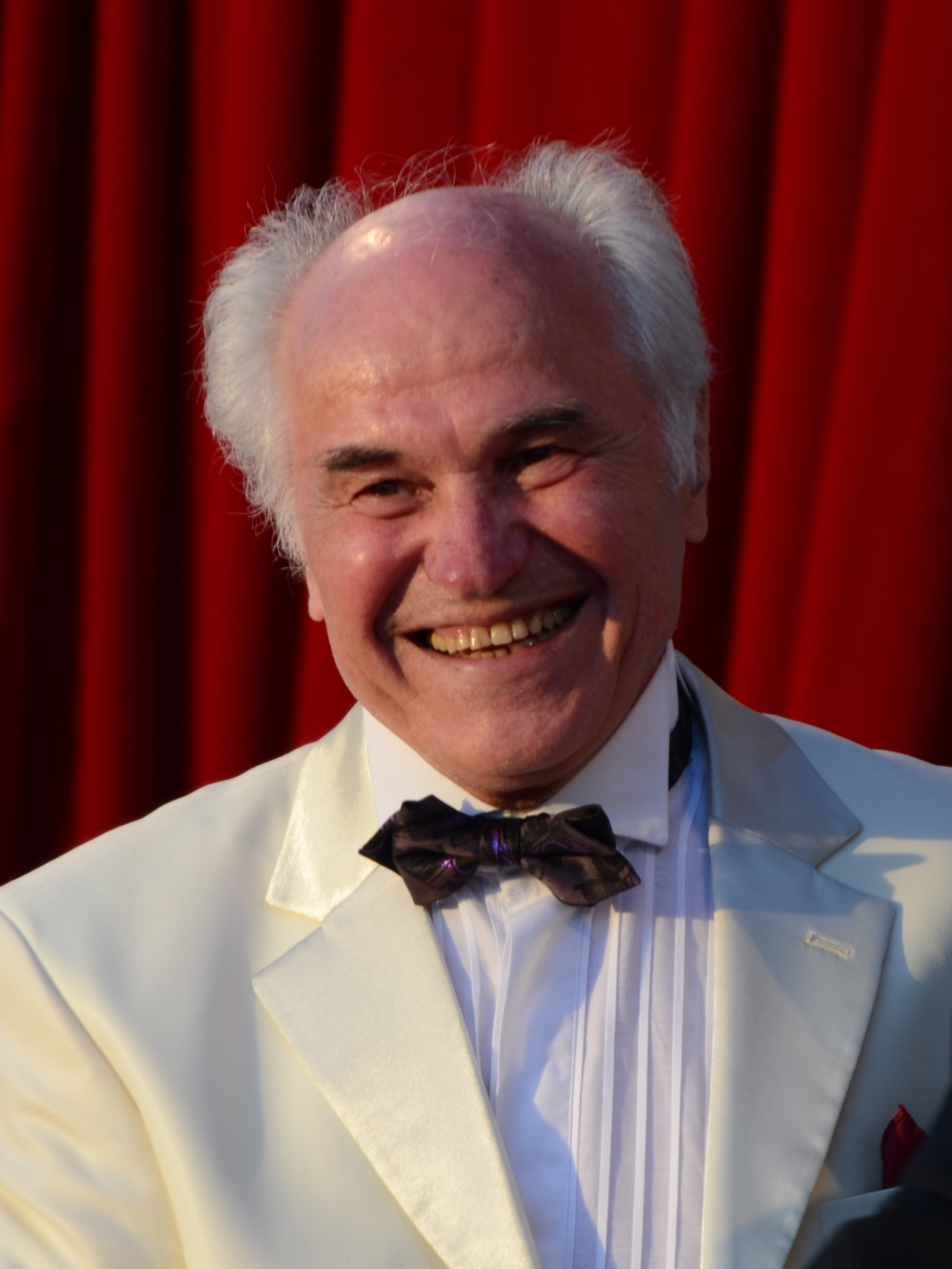
3 iunie: Eugen Doga, compozitor moldovean, membru titular al Academiei de Științe a Moldovei
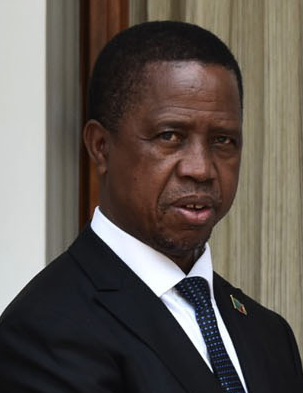
5 iunie: Edgar Lungu, politician zambian, președinte al Zambiei
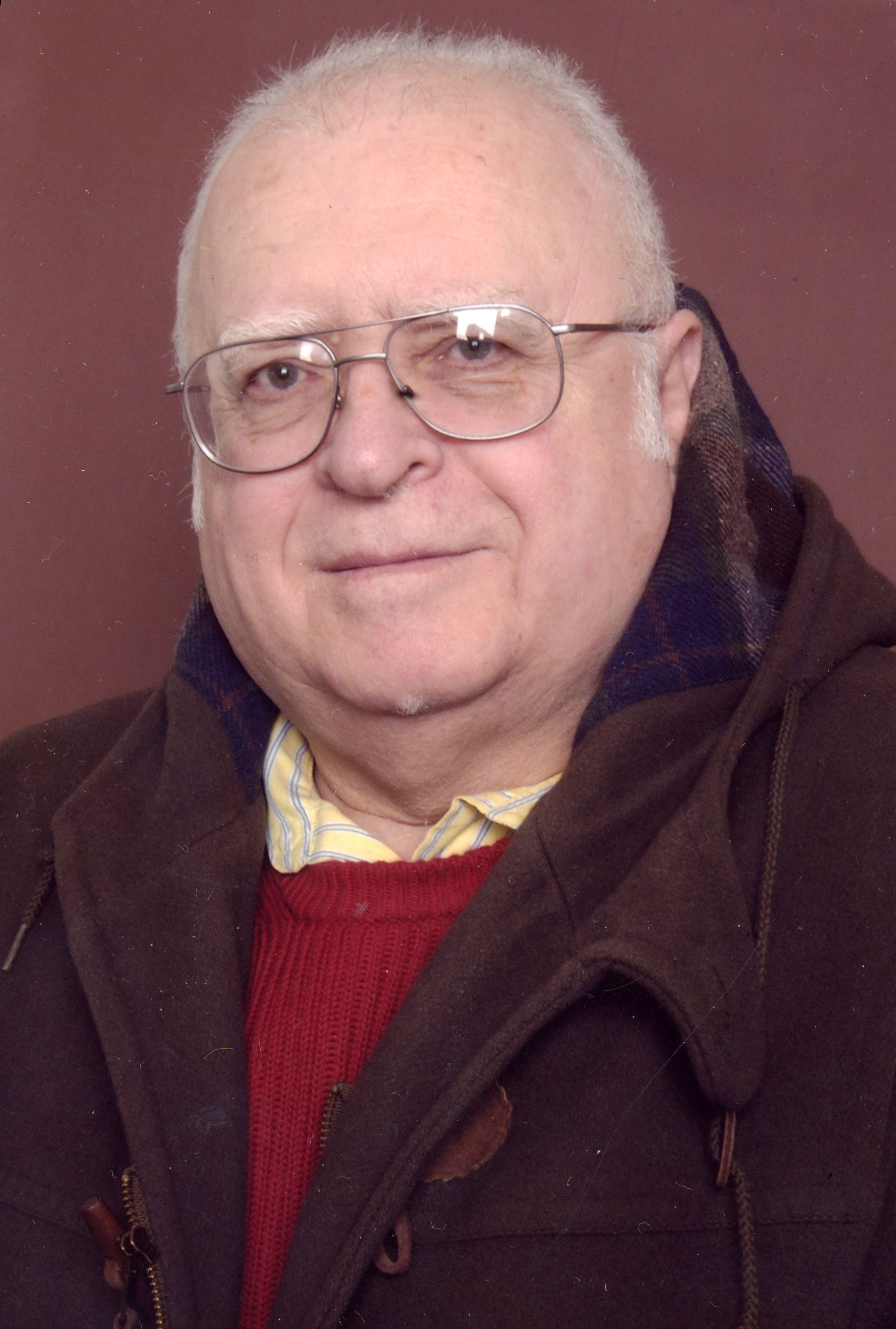
6 iunie: Virgil Nemoianu, eseist, critic literar, filozof al culturii și pedagog american născut în România
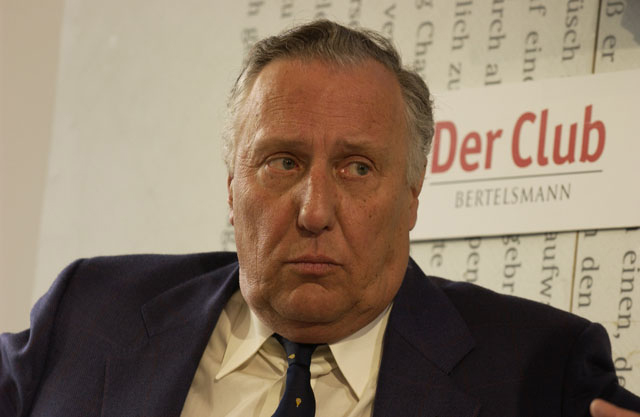
9 iunie: Frederick Forsyth, scriitor englez de thriller
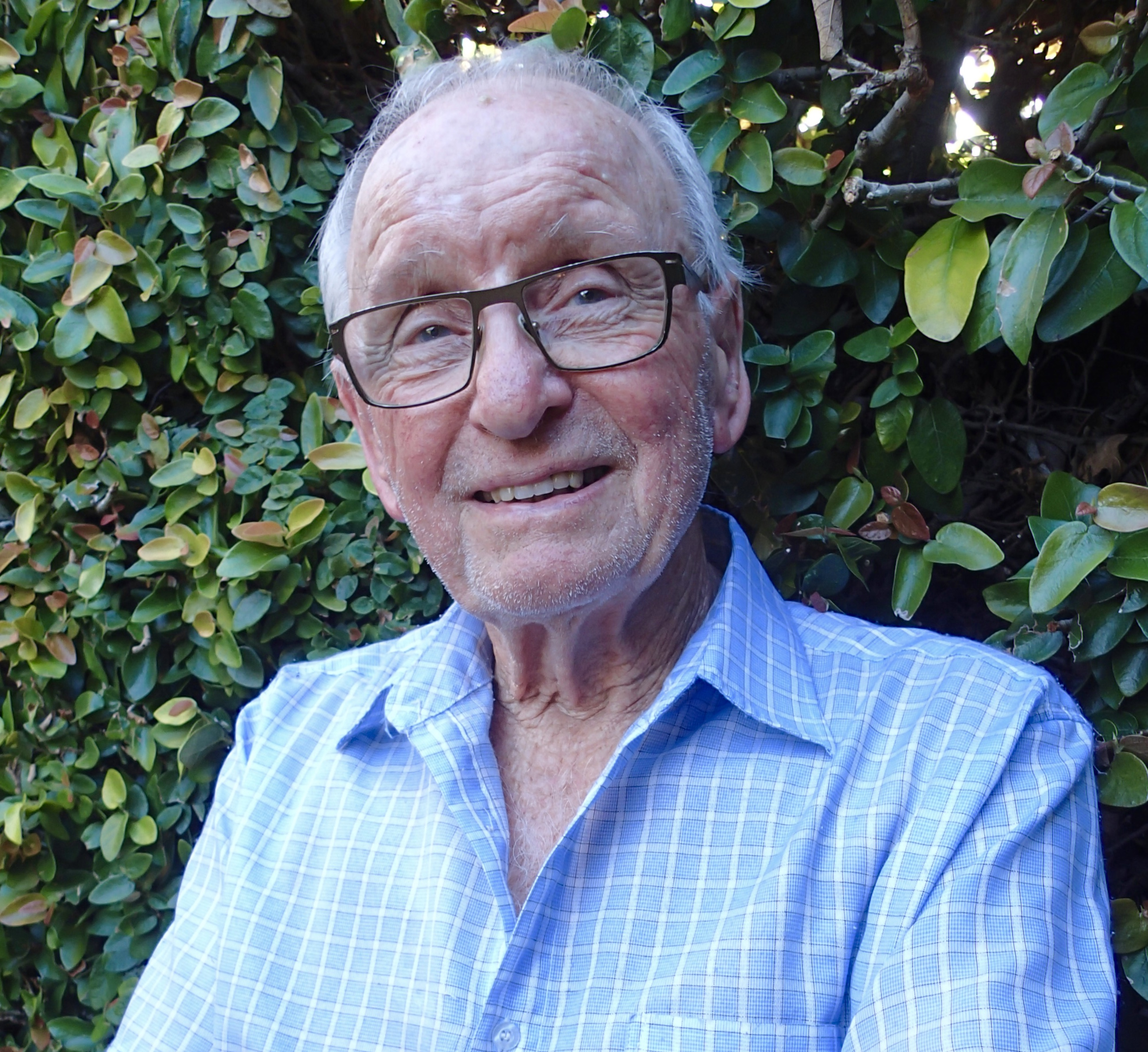
12 iunie: Maurice Gee, scriitor neozeelandez
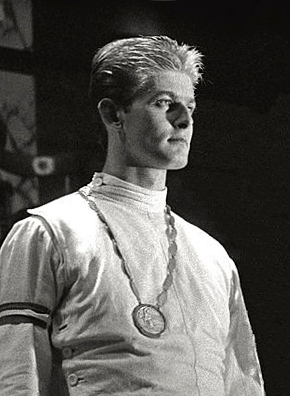
12 iunie: Zoltán Horváth, scrimer maghiar, medaliat cu aur și argint
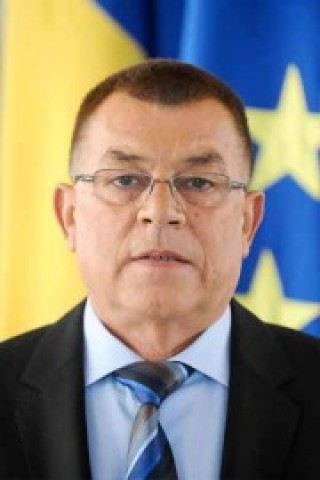
12 iunie: Radu Stroe, politician român, ministru al Afacerilor Externe
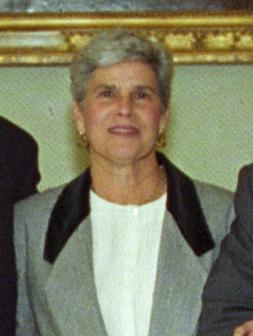
14 iunie: Violeta Chamorro, politiciană din Nicaragua, președintă al acestei țări
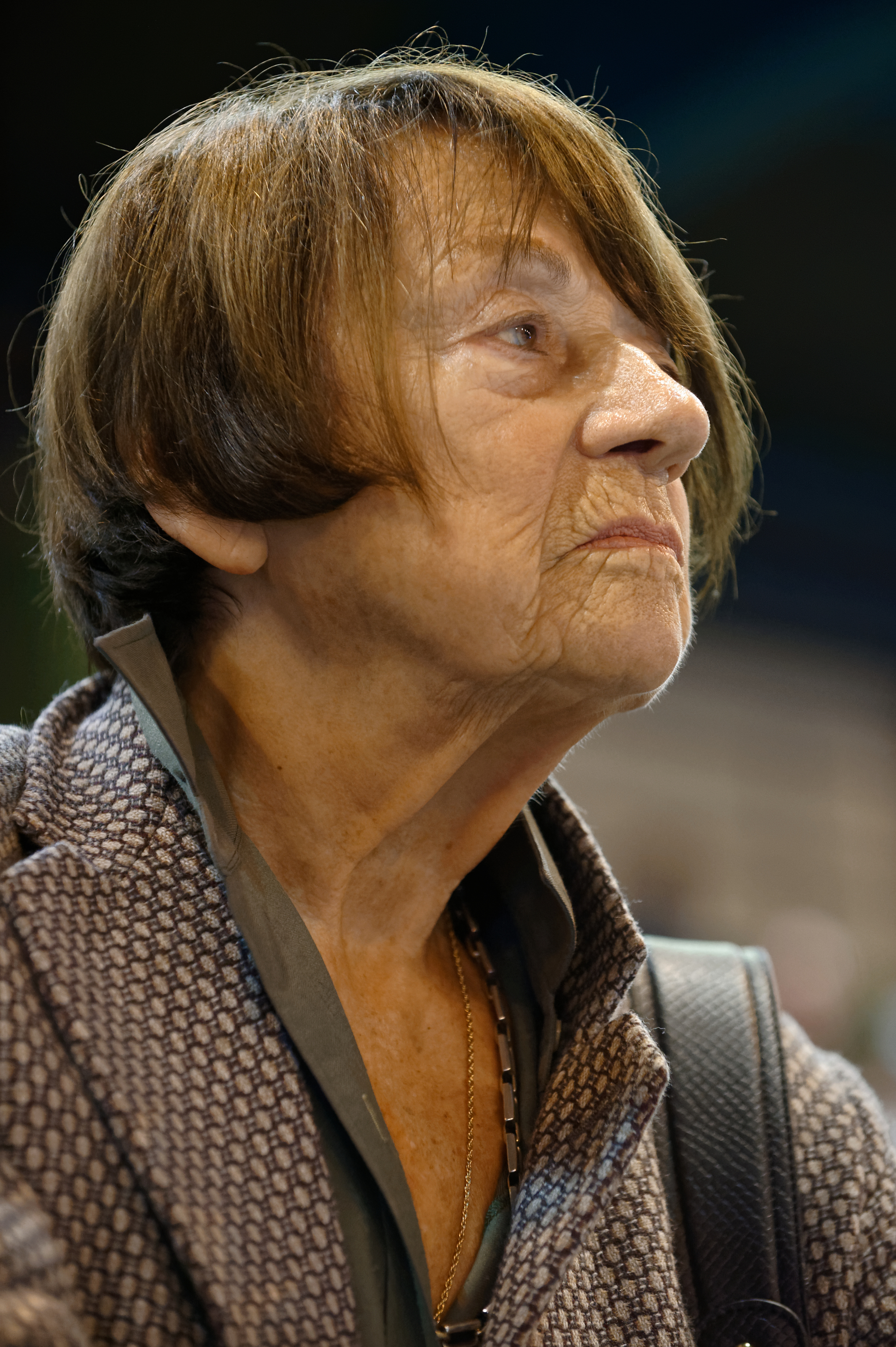
14 iunie: Catherine Delbarre, scrimeră franceză specializată pe floretă
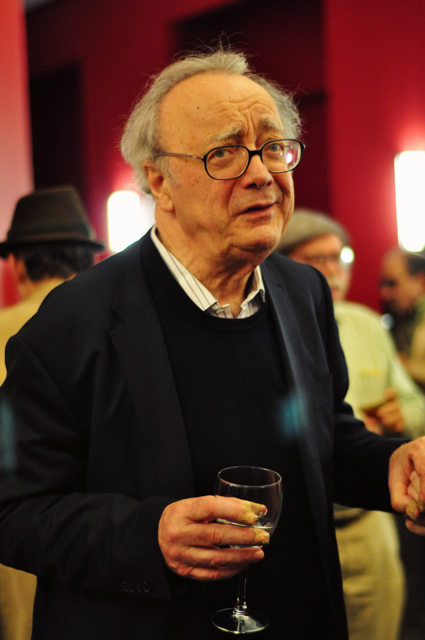
17 iunie: Alfred Brendel, pianist austriac, născut în Cehoslovacia
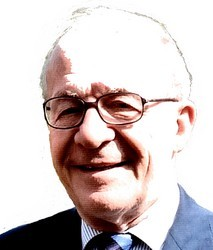
19 iunie: André Fanton, politician francez, membru al Parlamentului European
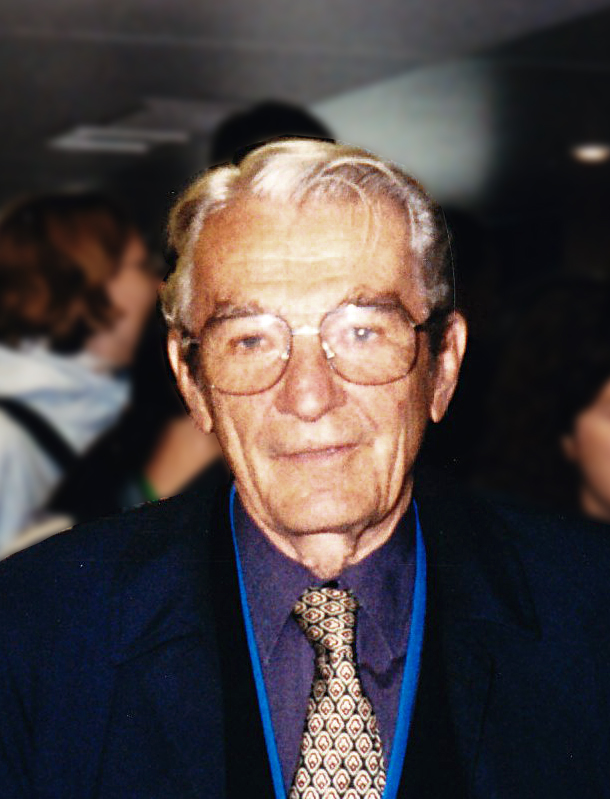
20 iunie: Ivar Giaever,  fizician norvegian, laureat al Premiului Nobel pentru Fizică
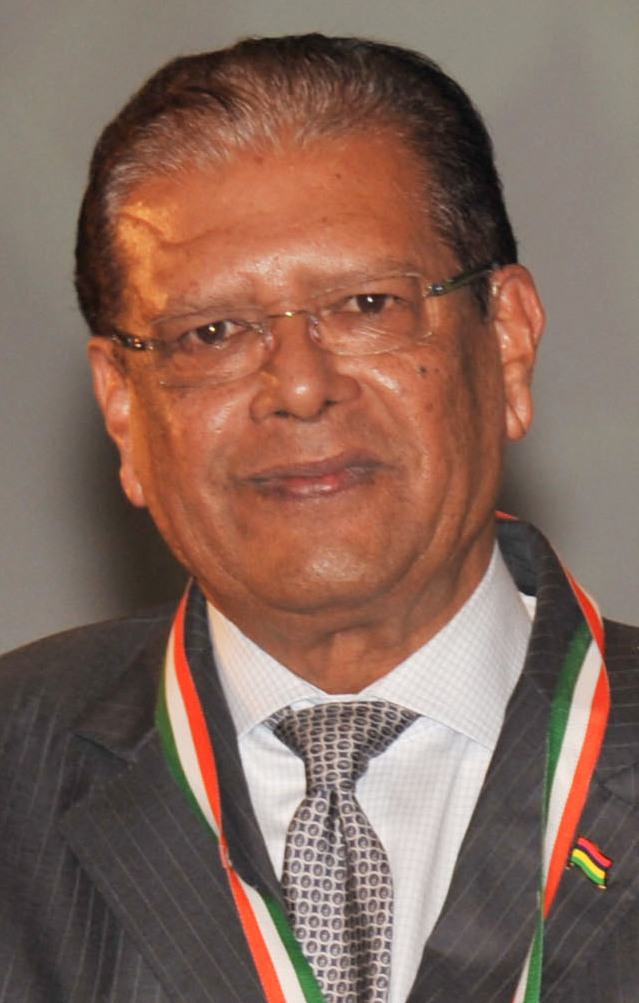
21 iunie: Kailash Purryag, politician din Mauritius, președinte al statului Mauritius
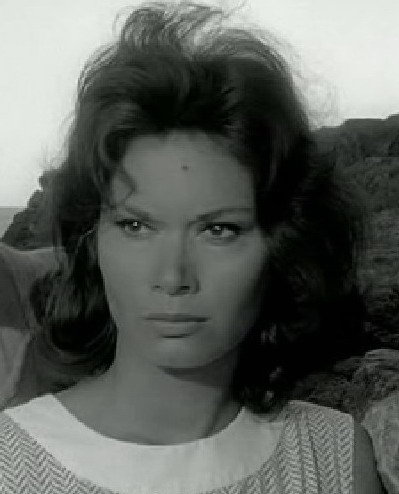
23 iunie: Lea Massari, actriță și cântăreață italiană
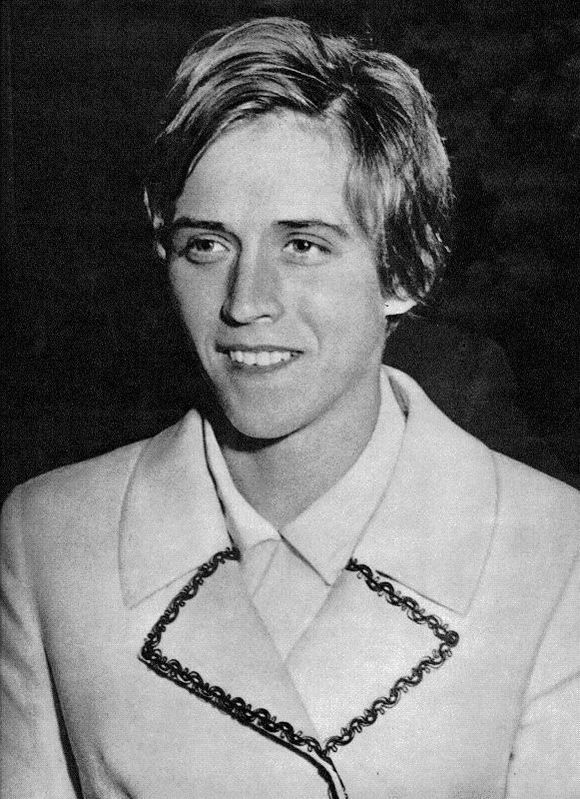
29 iunie: Ileana Silai, atletă română, vicecampioană olimpică
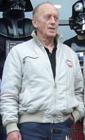
30 iunie: Ken Colley, actor britanic
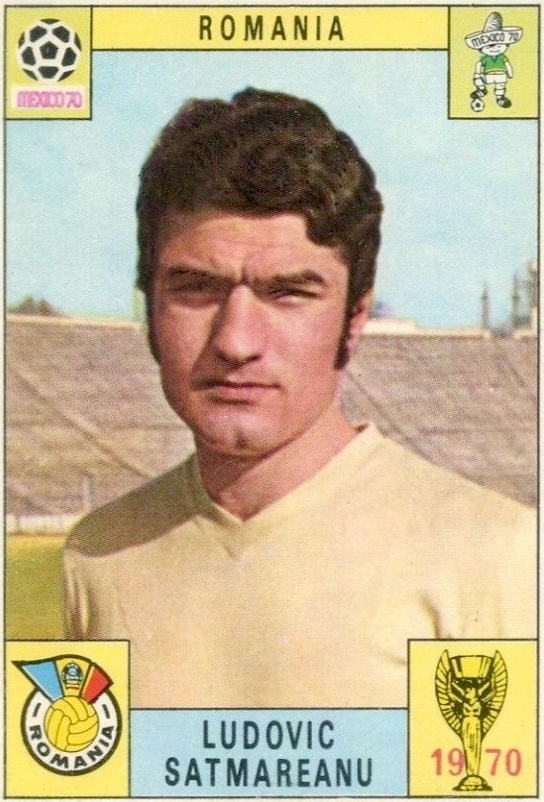
30 iunie: Lajos Sătmăreanu, fotbalist român de etnie maghiară
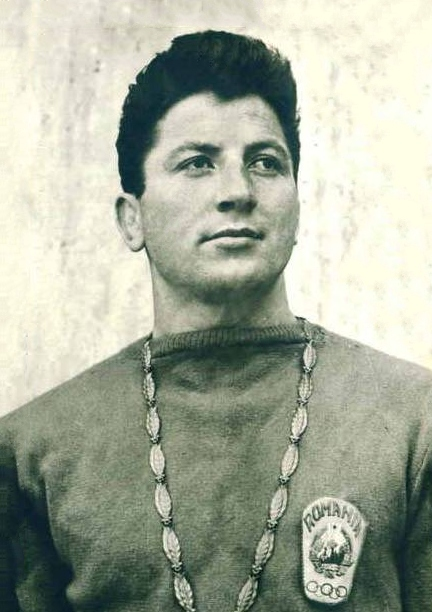
1 iulie: Ion Cernea, luptător român, medaliat olimpic cu argint și bronz
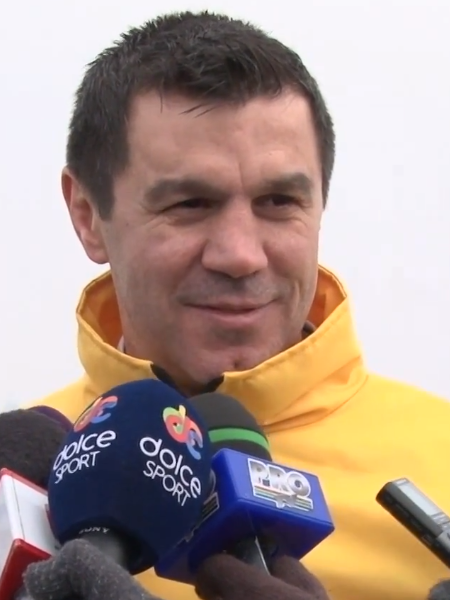
1 iulie: Mihai Leu, boxer și pilot de raliuri român
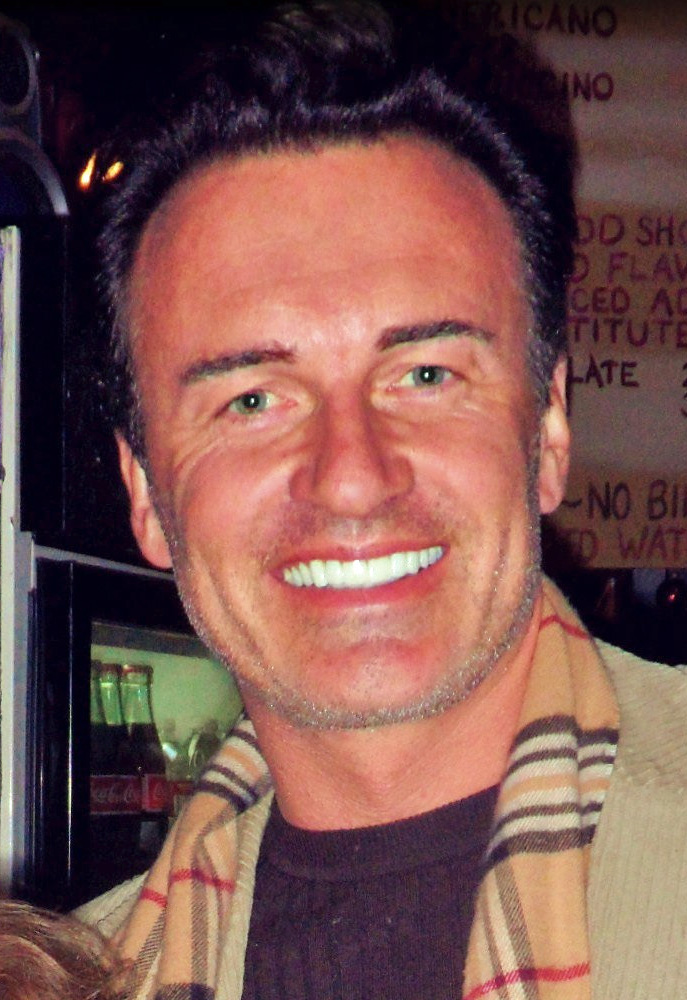
2 iulie: Julian McMahon, actor american
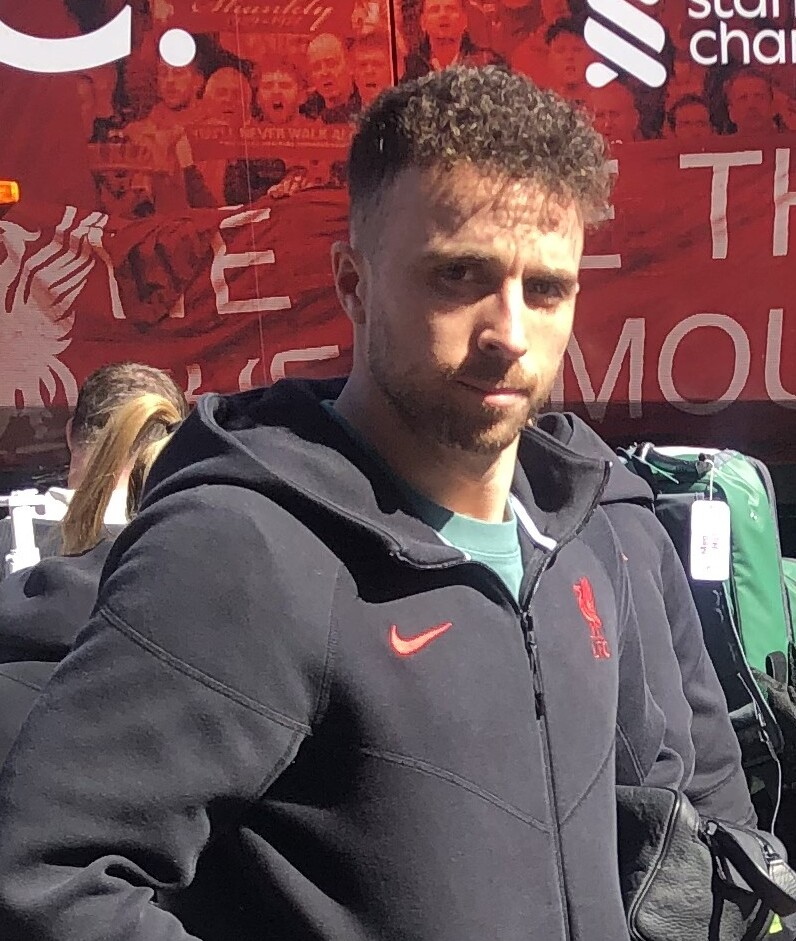
3 iulie: Diogo Jota, fotbalist portughez
3 iulie: Michael Madsen, actor, poet și fotograf american
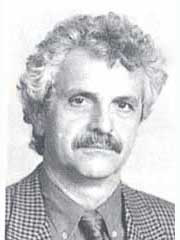
5 iulie: Emilio Molinari, politician italian, membru al Parlamentului European
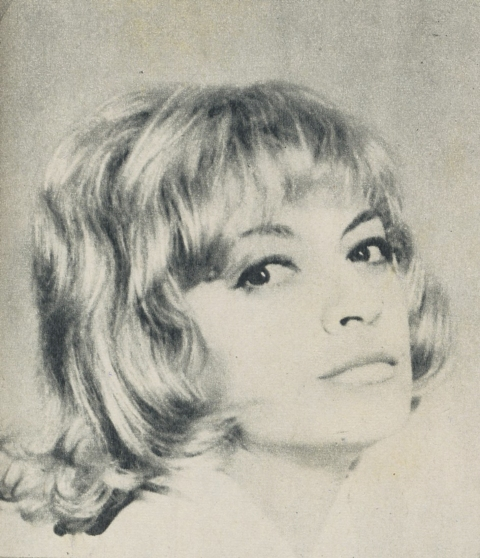
5 iulie: Ioana Bulcă, actriță română de film, teatru și televiziune
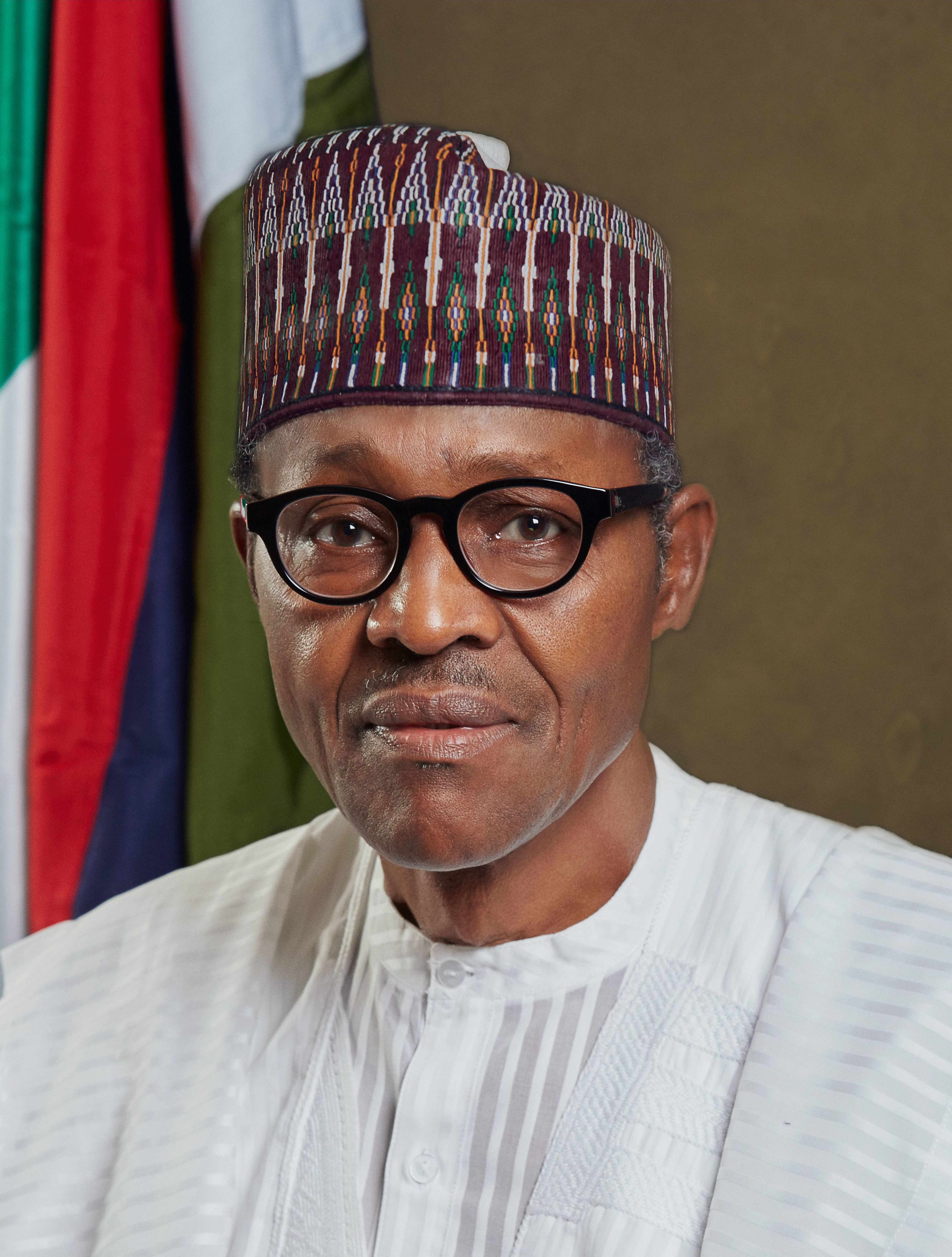
13 iulie: Muhammadu Buhari, politician nigerian, președinte al Republicii Nigeria
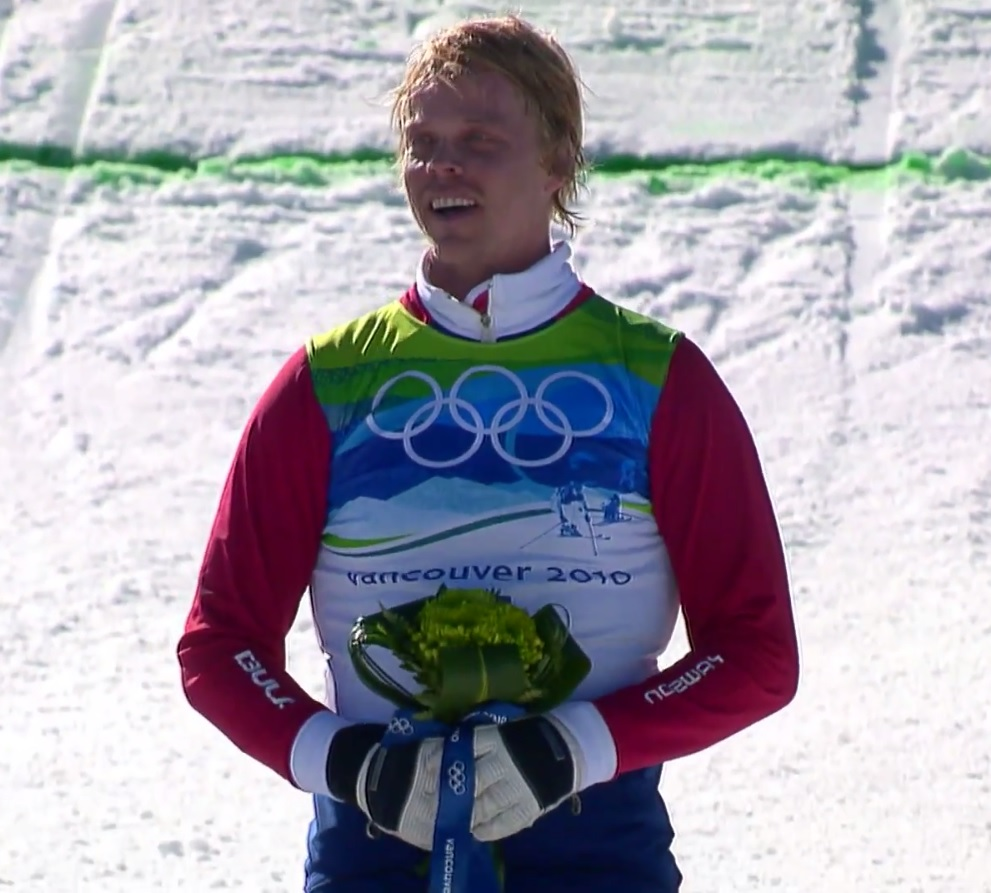
16 iulie: Audun Grønvold, schior norvegian, medaliat olimpic cu bronz
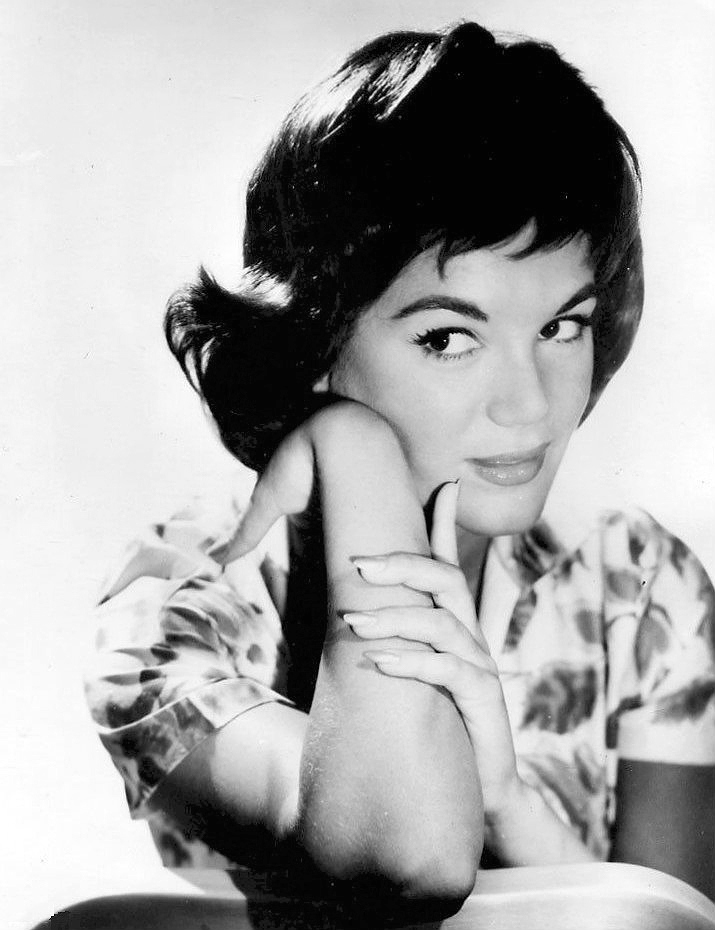
16 iulie:  Connie Francis, cântăreață americană de muzică pop
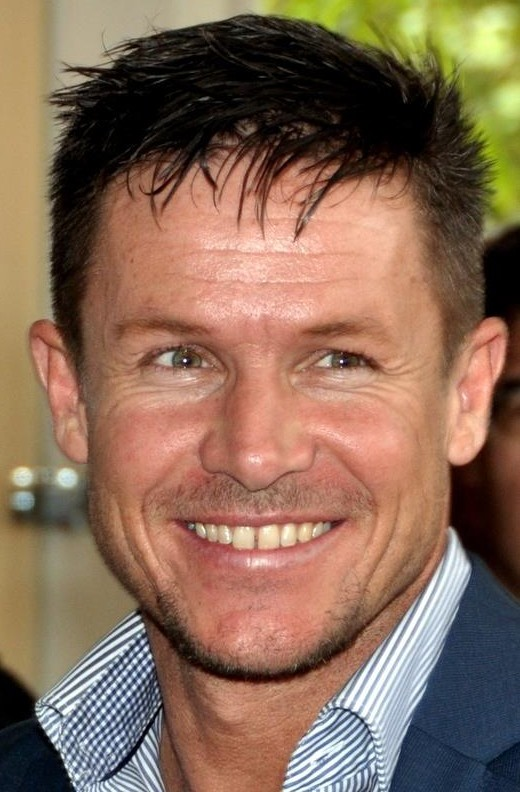
17 iulie: Felix Baumgartner, parașutist și BASE jumper austriac
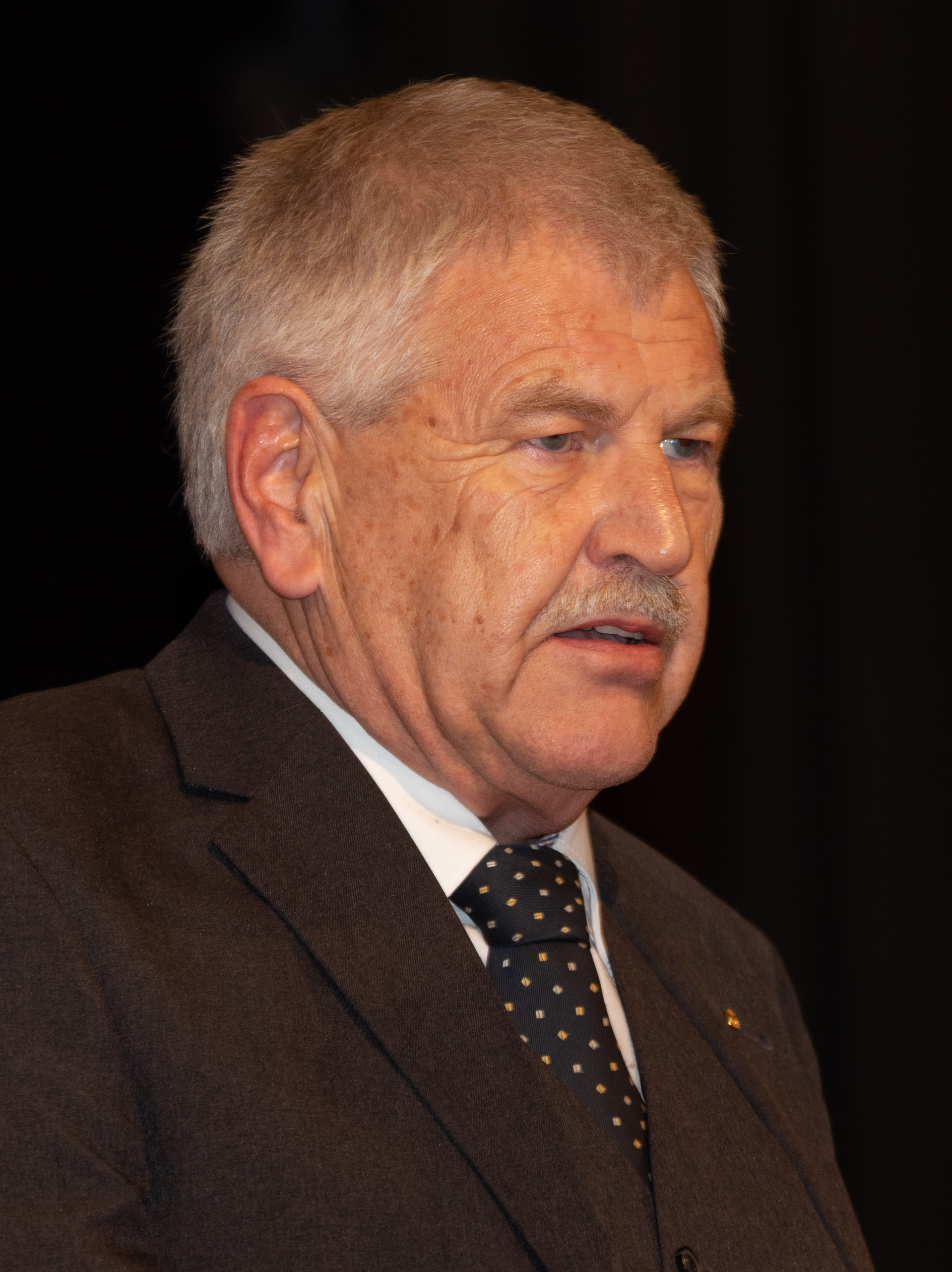
17 iulie: Udo Voigt, politician german, membru al Parlamentului European
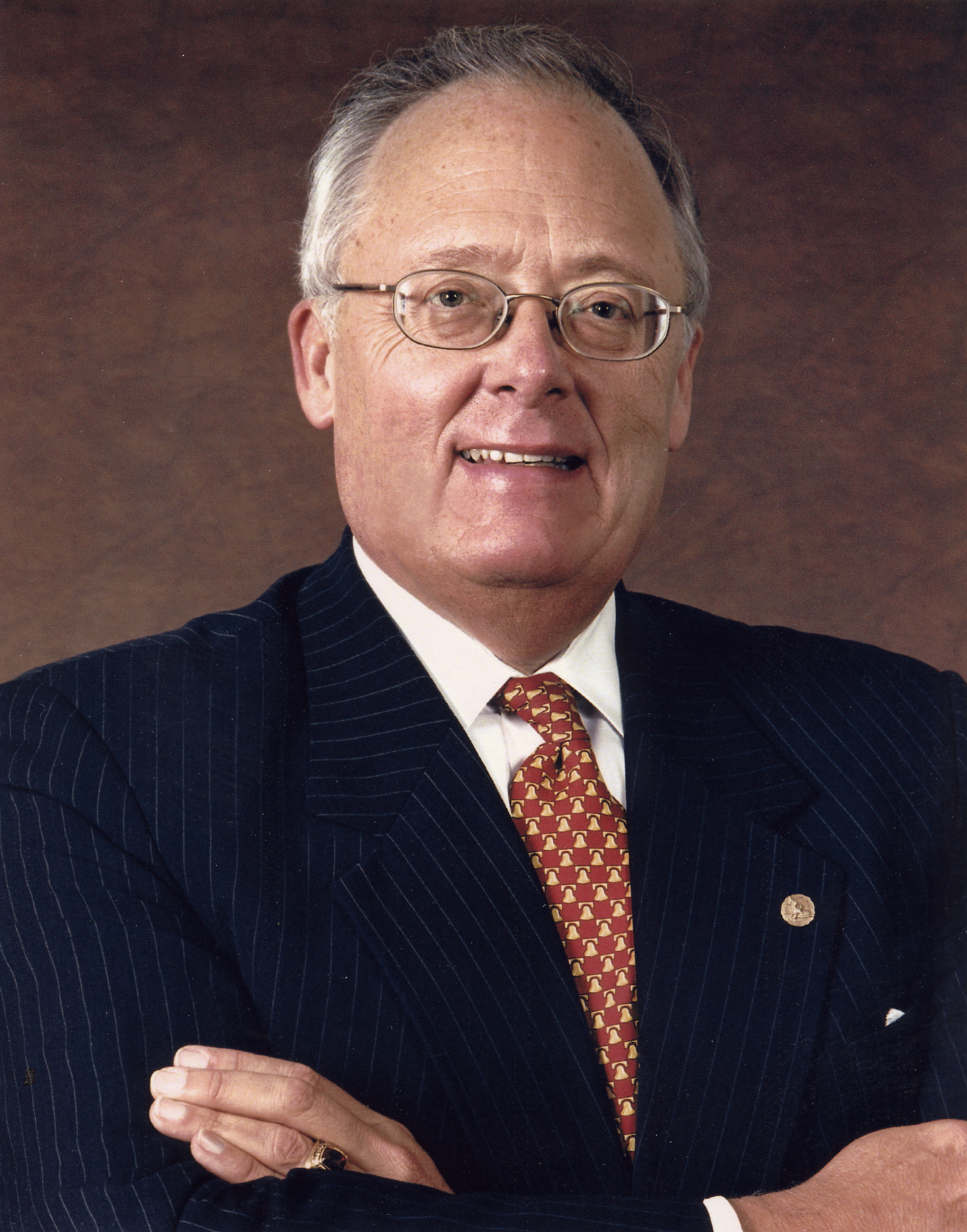
18 iulie: Edwin Feulner, om de științe american pe probleme politice
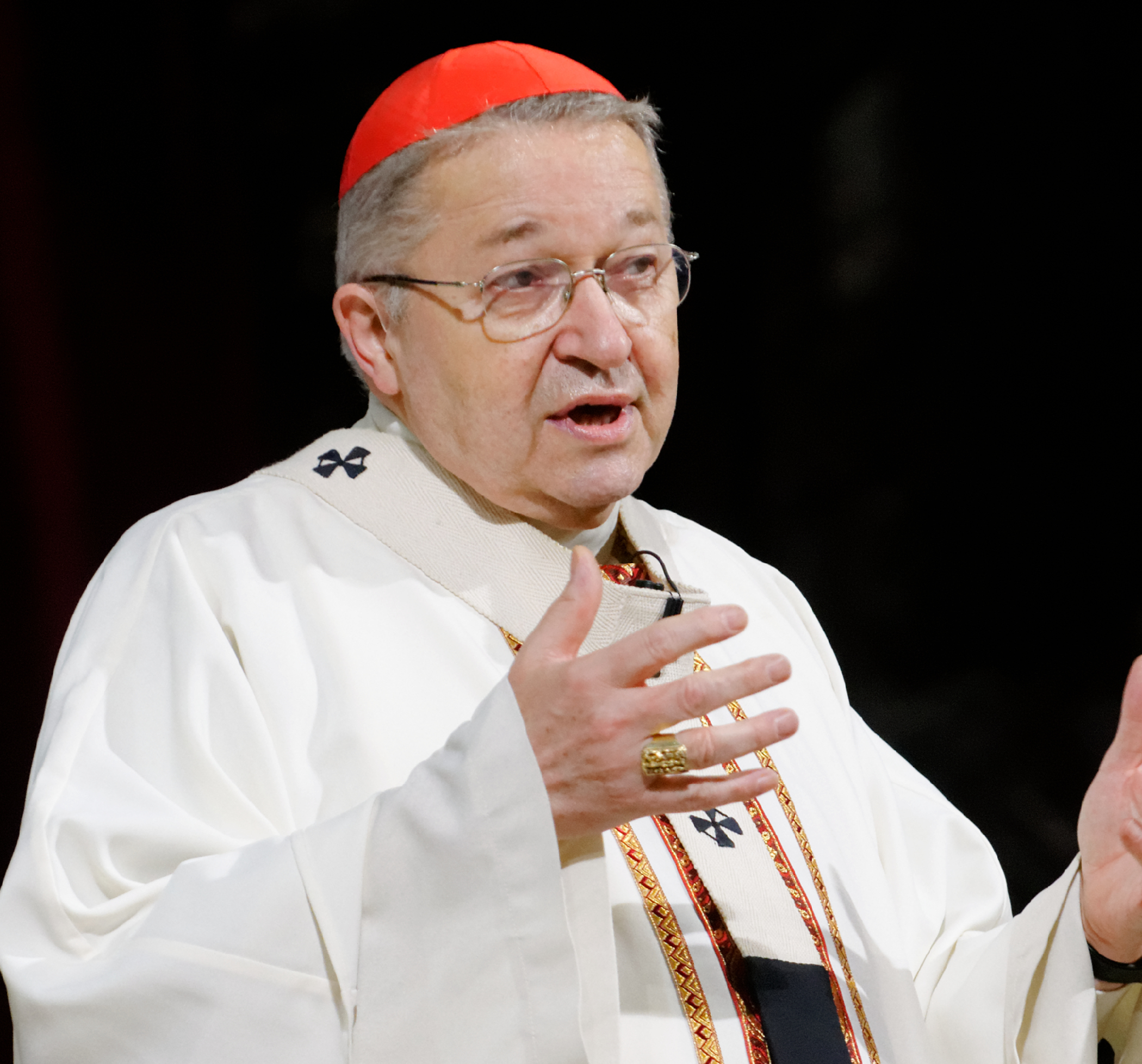
18 iulie: André Vingt-Trois, cardinal francez, arhiepiscop emerit al Arhidiecezei de Paris, președinte al Conferinței Episcopilor din Franța
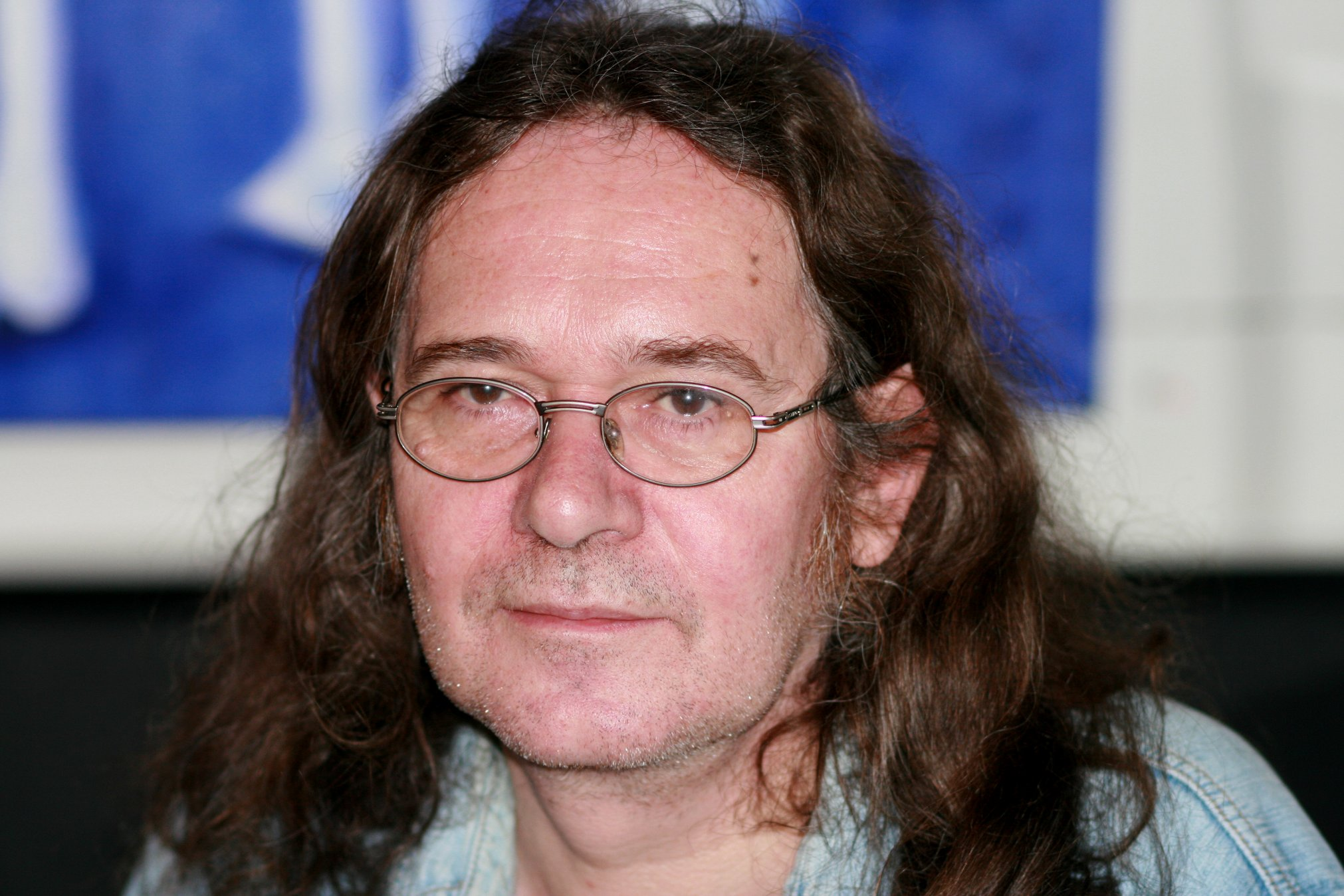
19 iulie: Ingvar Ambjørnsen, scriitor norvegian
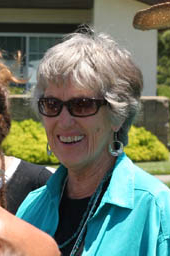
19 iulie: Joanna Macy, activistă americană de mediu, autoare, cercetătoare în budism, teoria generală a sistemelor și ecologia profundă
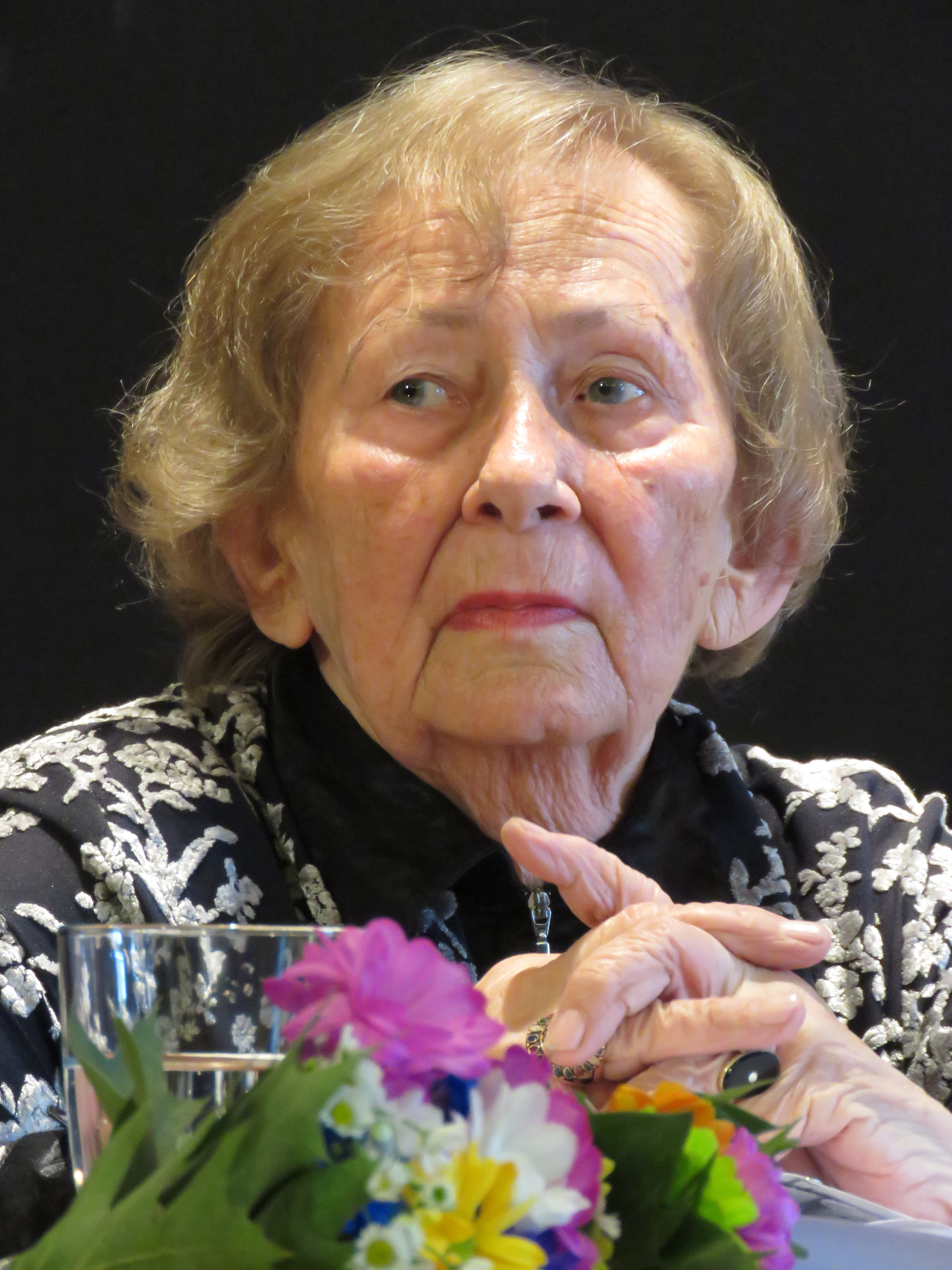
20 iulie: Urszula Kozioł, poetă, prozatoare și autoare poloneză de romane și piese de teatru
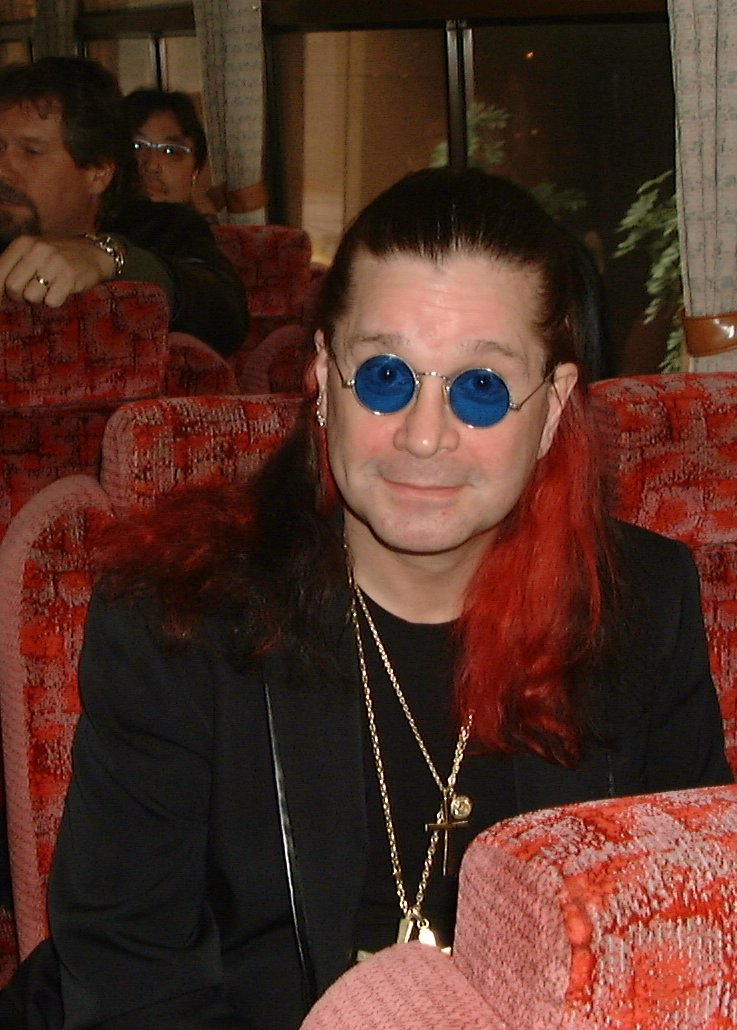
22 iulie: Ozzy Osbourne, muzician, compozitor, actor și cantautor englez
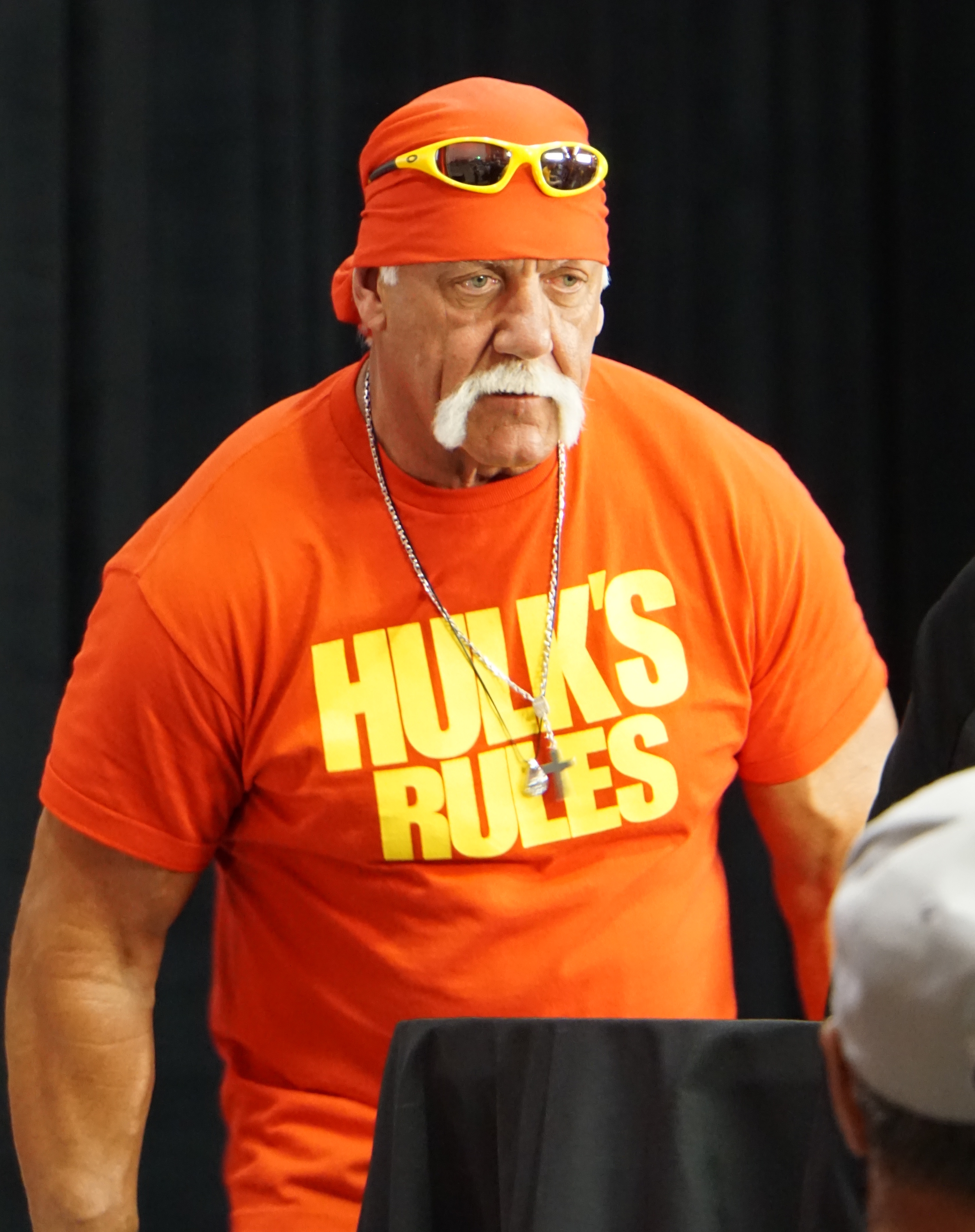
24 iulie: Hulk Hogan, actor (Rocky III) și wrestler american
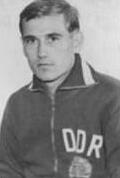
25 iulie: Herbert Pankau, fotbalist german, medaliat olimpic cu bronz
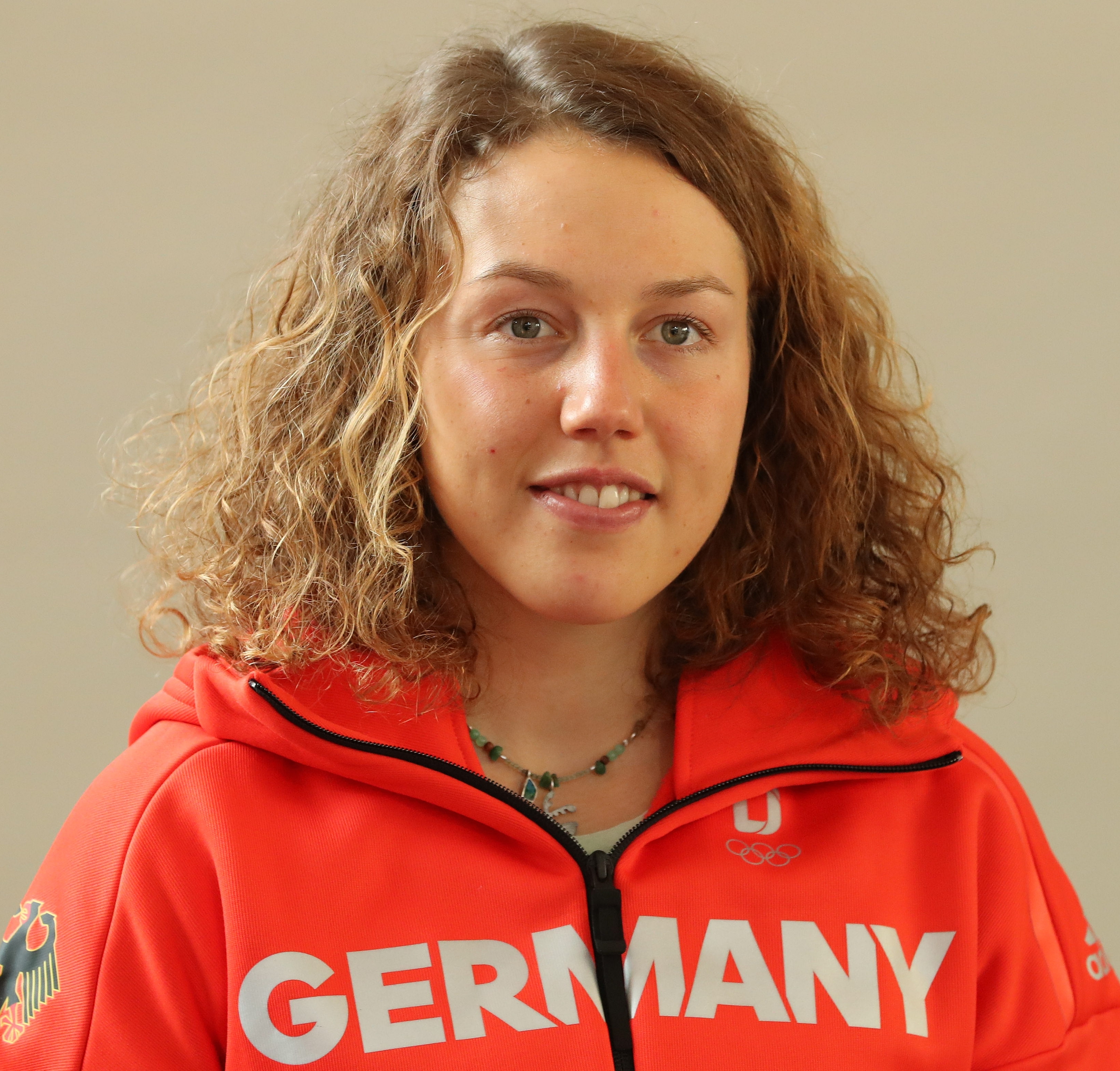
30 iulie: Laura Dahlmeier: biatlonistă germană, medaliată olimpică cu aur și argint
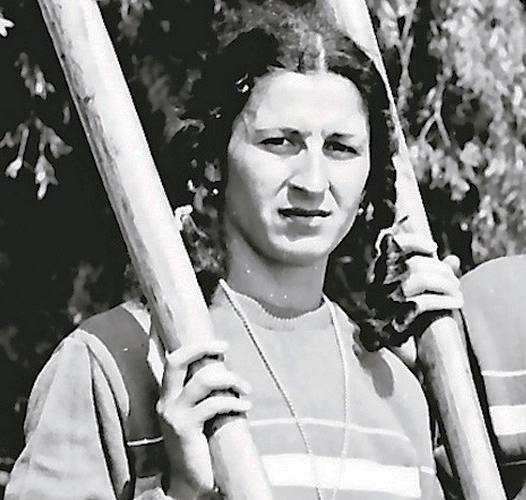
31 iulie: Marlena Zagoni-Predescu, canotoare română, medaliată olimpică cu bronz
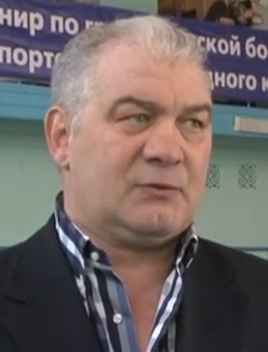
2 august: Vladimir Popov, luptător rus, medaliat olimpic cu bronz
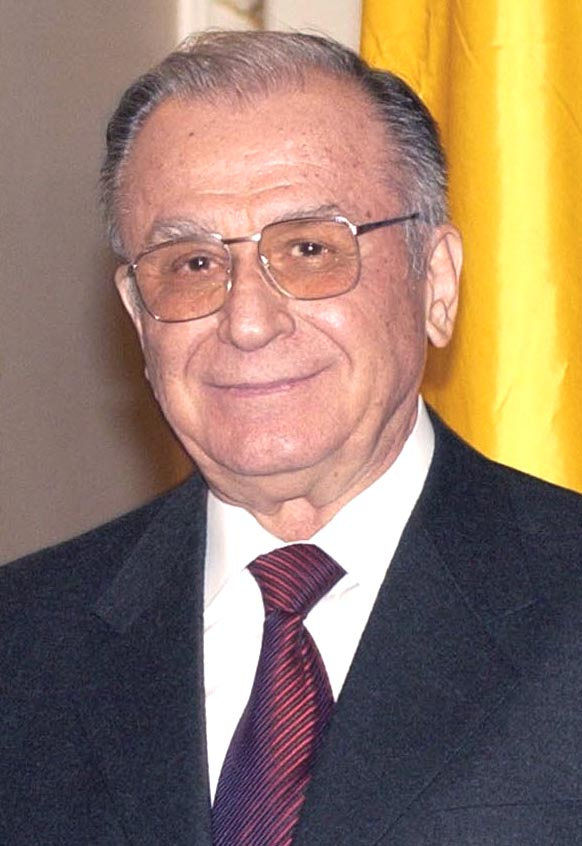
5 august: Ion Iliescu, politician român, Președinte al României
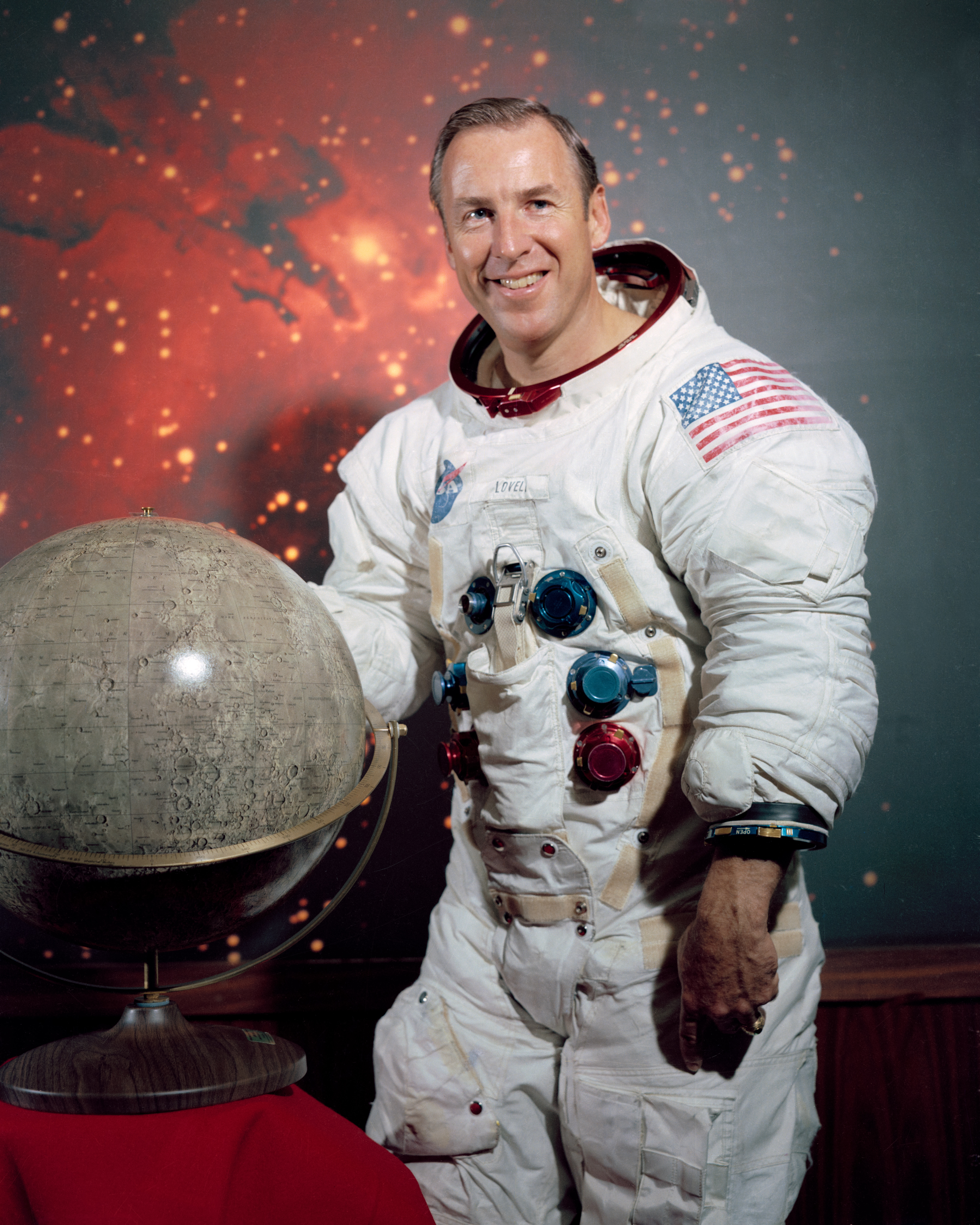
7 august: James Lovell, astronaut american
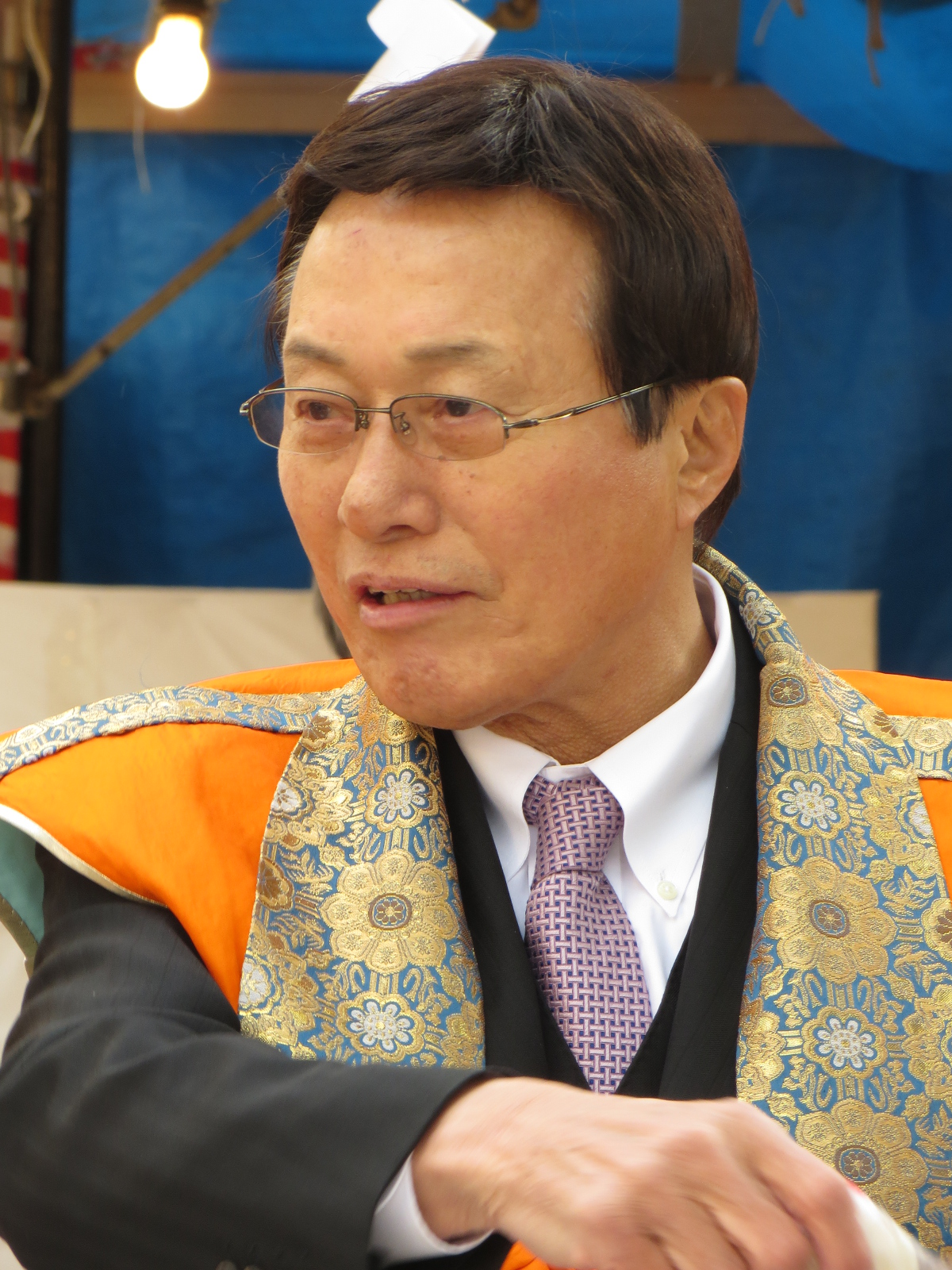
10 august: Kunishige Kamamoto, fotbalist japonez
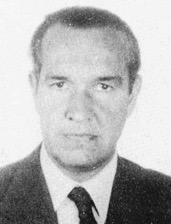
12 august: Alfredo Diana, politician italian, membru al Parlamentului European
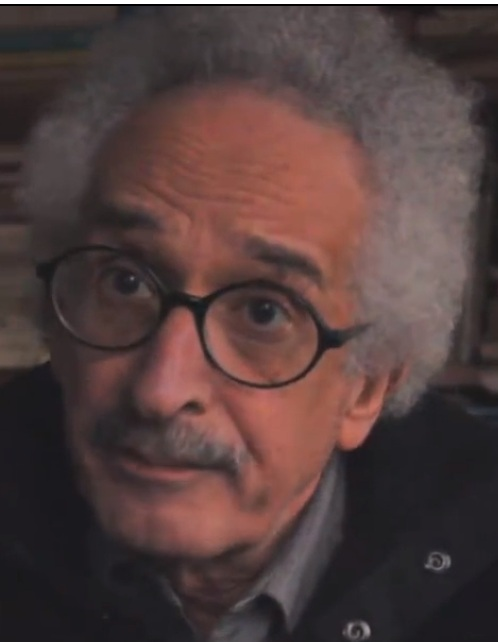
13 august: Sonallah Ibrahim, scriitor egiptean
14 august: Vece Paes, jucător de hochei de iarbă indian, medaliat olimpic cu bronz
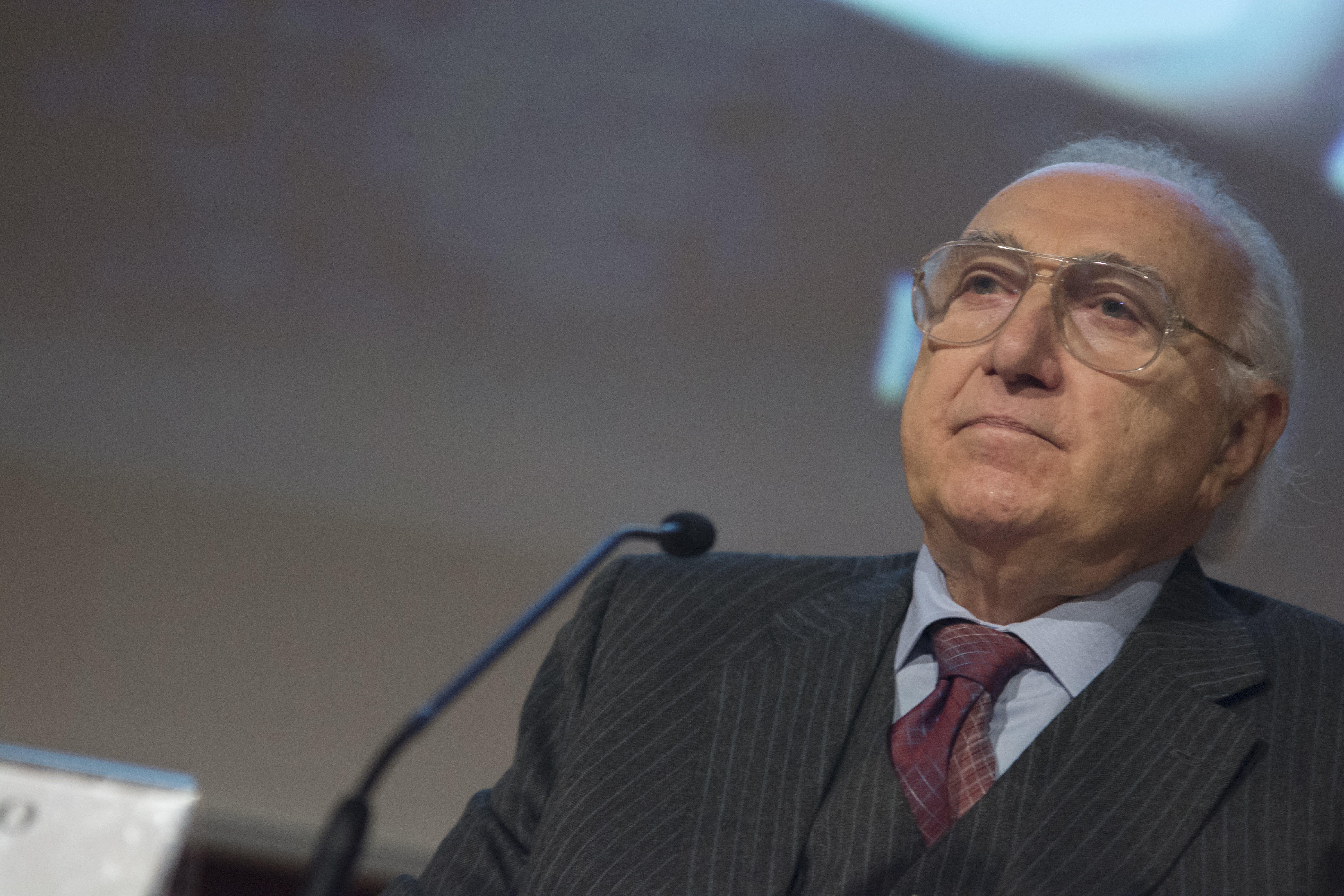
16 august: Pippo Baudo, moderator de televiziune italian
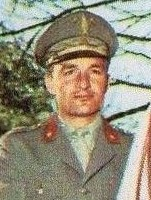
17 august: Paolo Angioni, călăreț italian, campion olimpic cu echipa
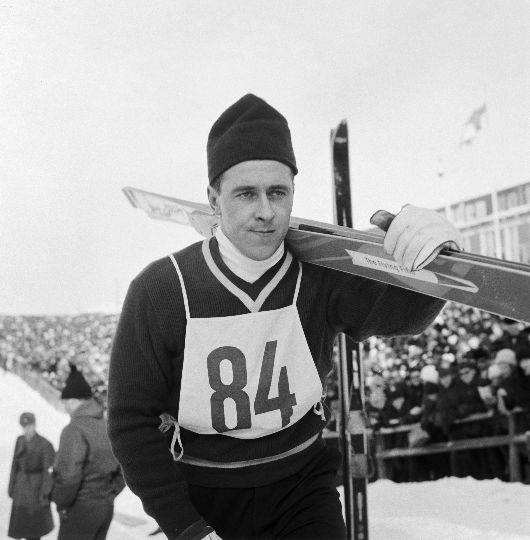
17 august: Niilo Halonen, schior finladez, medaliat olimpic cu argint
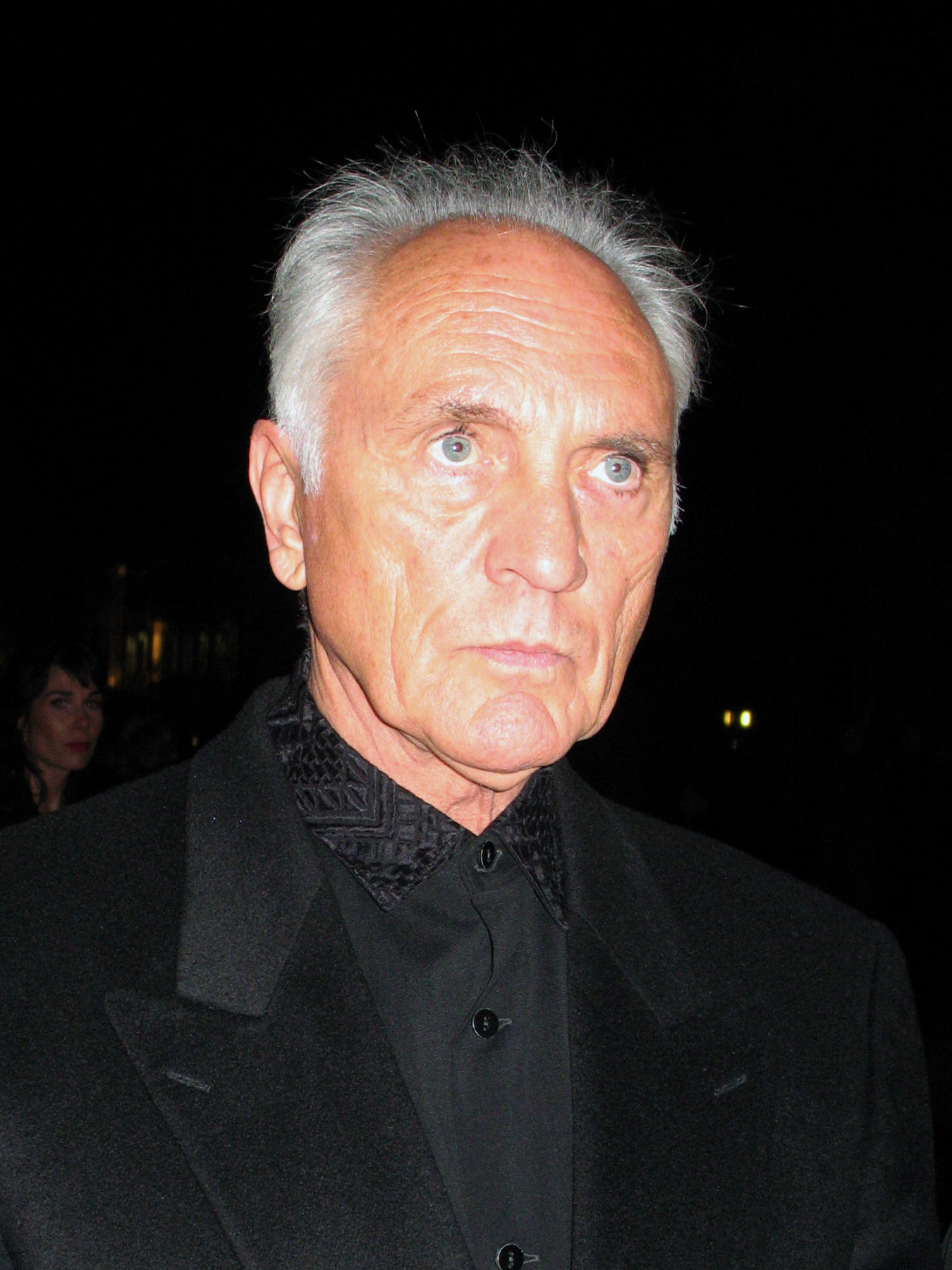
17 august: Terence Stamp, actor englez
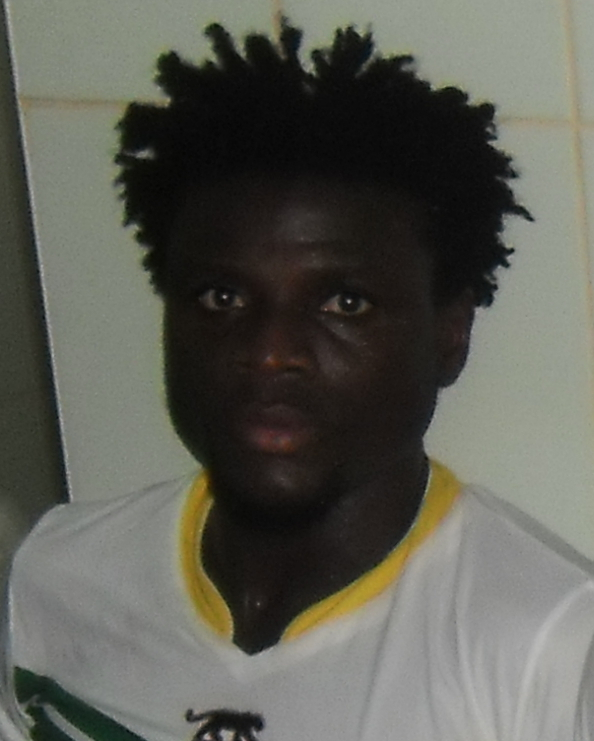
19 august: Razak Omotoyossi, fotbalist din Benin